# Templo Expiatorio de la Sagrada Familia
El Templo Expiatorio de la Sagrada Familia (en catalán: Temple Expiatori de la Sagrada Família), conocido simplemente como la Sagrada Familia, es una basílica católica de Barcelona (España), diseñada por el arquitecto Antoni Gaudí. Iniciada en 1882, todavía está en construcción. Es la obra maestra de Gaudí y el máximo exponente de la arquitectura modernista catalana. Es el monumento más visitado de España, y es la iglesia más visitada de Europa tras la basílica de San Pedro del Vaticano. Cuando esté finalizada, será la iglesia cristiana más alta del mundo.
La Sagrada Familia es un reflejo de la plenitud artística de Gaudí: trabajó en ella durante la mayor parte de su carrera profesional, pero especialmente en los últimos años de su carrera, donde llegó a la culminación de su estilo naturalista, en la que logró una síntesis de todas las soluciones y estilos probados hasta aquel entonces. Gaudí logró una perfecta armonía en la interrelación entre los elementos estructurales y los ornamentales, entre plástica y estética, entre función y forma, entre contenido y continente, logrando la integración de todas las artes en un todo estructurado y lógico.
Desde 1915, Gaudí se dedicó prácticamente en exclusiva a la Sagrada Familia, que supone la síntesis de toda la evolución arquitectónica del arquitecto. Después de la realización de la cripta y el ábside, todavía en estilo neogótico, el resto del templo lo concibió en un estilo orgánico, que imita las formas de la naturaleza, donde abundan las formas geométricas regladas. El interior debía semejar un bosque, con un conjunto de columnas arborescentes inclinadas, de forma helicoidal, que crean una estructura a la vez simple y resistente. Gaudí aplicó en la Sagrada Familia todos sus hallazgos experimentados anteriormente en obras como el parque Güell o la cripta de la Colonia Güell y consiguió elaborar un templo estructuralmente perfecto a la vez que armónico y estético.
La Sagrada Familia tiene planta de cruz latina, de cinco naves centrales y transepto de tres naves, y ábside con siete capillas. Ostenta tres fachadas dedicadas al Nacimiento, Pasión y Gloria de Jesús y, cuando esté concluida, tendrá dieciocho torres: cuatro en cada portal, haciendo un total de doce por los apóstoles; cuatro sobre el crucero, invocando a los evangelistas; una sobre el ábside, dedicada a la Virgen; y la torre-cimborrio central, en honor a Jesús, que alcanzará los 172,5 m de altura. El templo dispondrá de dos sacristías junto al ábside y de tres grandes capillas: la de la Asunción, en el ábside; y las del Bautismo y la Penitencia, junto a la fachada principal. Asimismo, estará rodeado de un claustro pensado para las procesiones y para aislar el templo del exterior. Gaudí aplicó a la Sagrada Familia un alto contenido simbólico, tanto en arquitectura como en escultura, ya que dedicó a cada parte del templo un significado religioso.
Durante la vida de Gaudí solo se completaron la cripta, el ábside y, parcialmente, la fachada del Nacimiento, de la que Gaudí solo vio coronada la torre de san Bernabé. A su muerte, se hizo cargo de la construcción su ayudante, Domingo Sugrañes; posteriormente, ha estado bajo la dirección de diversos arquitectos, siendo Jordi Faulí i Oller director de las obras desde 2012. En la decoración escultórica trabajaron artistas como Llorenç y Joan Matamala, Carles Mani, Jaume Busquets, Joaquim Ros i Bofarull, Etsuro Sotoo y Josep Maria Subirachs, autor este último de la decoración de la fachada de la Pasión.
La obra que realizó Gaudí, es decir, la fachada del Nacimiento y la cripta, fue incluida en 2005 por la Unesco en el sitio del Patrimonio de la Humanidad Obras de Antoni Gaudí. Es un monumento declarado en el registro de Bienes Culturales de Interés Nacional del patrimonio catalán y en el registro de Bienes de Interés Cultural del patrimonio español con el código RI-51-0003813. Es además, desde 2007, uno de los 12 Tesoros de España. También, en 2007, fue elegida una de las Siete Maravillas de Cataluña. El templo fue declarado basílica menor el 7 de noviembre de 2010 por el papa Benedicto XVI. Ese año, la recién construida nave principal del templo recibió el Premio Ciudad de Barcelona de Arquitectura y Urbanismo. La Sagrada Familia es también conocida popularmente como la «Catedral de los pobres», a causa del cuadro homónimo del pintor modernista Joaquín Mir.

En la Sagrada Familia todo es providencial: su emplazamiento se halla en el centro de la ciudad y del llano de Barcelona; hay la misma distancia del templo al mar y a la montaña, a Sants y a Sant Andreu, y a los ríos Besòs y Llobregat.
Antoni Gaudí

## Historia

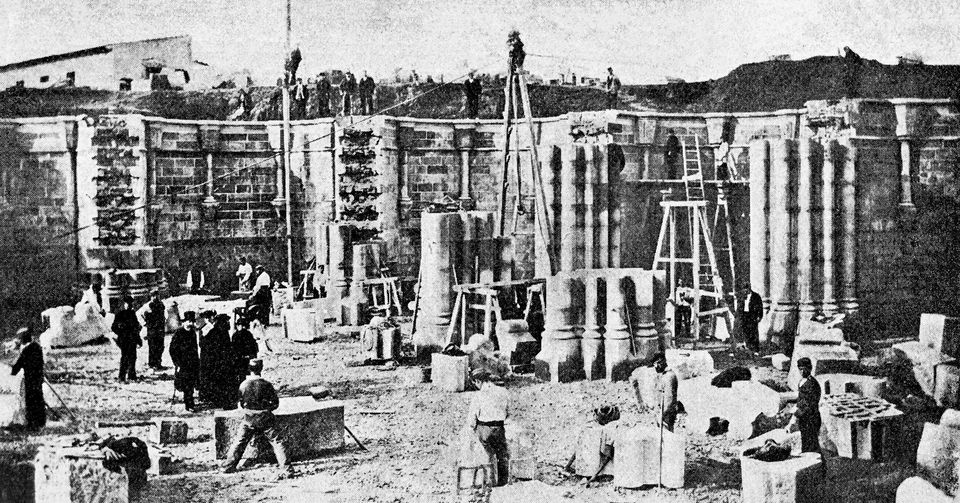
Las obras de la Sagrada Familia en 1883. En la foto aparece el primer arquitecto, Francisco del Villar

La idea de construir un templo expiatorio dedicado a la Sagrada Familia fue del librero Josep Maria Bocabella, inspirado por el sacerdote Josep Manyanet —canonizado en 2004—, fundador de las congregaciones religiosas Congregación de Hijos de la Sagrada Familia y Congregación de Misioneras Hijas de la Sagrada Familia de Nazaret, encargadas de promover el culto a la Sagrada Familia y fomentar la educación cristiana de niños y jóvenes. En 1869, Manyanet publicó El espíritu de la Sagrada Familia, donde lanzaba la idea de un templo en Barcelona dedicado a su culto. Para tal fin, Bocabella fundó en 1866 la Asociación Espiritual de Devotos de San José, con el objetivo de recaudar fondos. En 1871, Bocabella visitó al papa Pío IX en Roma y, en el seno de ese viaje, visitó el santuario de Loreto (Ancona), que se supone guarda la que fue la casa de José y María en Nazaret, templo que le sirvió de inspiración para la proyectada iglesia barcelonesa.
En 1881, Bocabella compró un solar para la construcción del templo en un lugar conocido como El Poblet, cerca del Camp de l'Arpa, en San Martín de Provensals —por aquel entonces un municipio independiente que sería agregado a Barcelona en 1897—, entre las calles Provenza, Mallorca, Marina y Cerdeña. Este terreno estaba incluido en el Plan Cerdá de Ensanche de Barcelona. El solar, de 130 × 120 m, era un poco más grande que las manzanas normales del Ensanche —normalmente de 100 × 100 m—, porque en el Plan Cerdá estaba reservado para un hipódromo, que finalmente no se construyó. Costó 172 000 pesetas de la época.

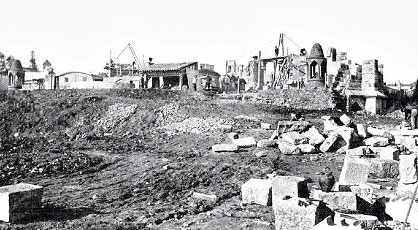
Las obras de la Sagrada Familia en 1889. Se ve la parte superior de la cripta y el inicio del ábside

Para la difusión de su labor, la Asociación de Devotos editó desde 1867 una revista, llamada inicialmente El Propagador de la Devoción a San José, dirigida por el sacerdote mercedario José María Rodríguez Bori; en 1948 pasó a llamarse Templo y, desde 1981, Temple (en catalán). Desde 1895, la gestión del proyecto corrió a cargo de la Junta Constructora del Templo Expiatorio de la Sagrada Familia, una fundación canónica creada para promover la construcción del templo a través de donativos e iniciativas privadas. Su presidente nato es el arzobispo de Barcelona, actualmente Juan José Omella. En 2001, la Junta recibió el premio Creu de Sant Jordi que otorga la Generalidad de Cataluña.

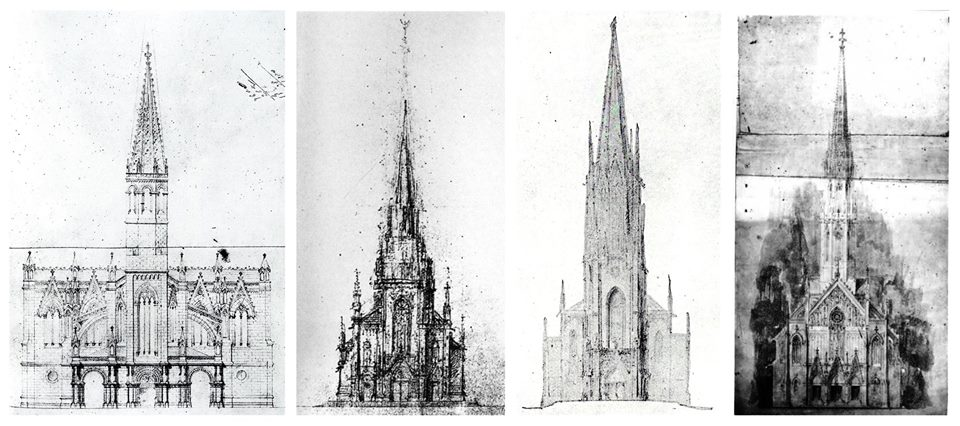
Proyectos sucesivos de Francisco del Villar para la Sagrada Familia. El definitivo fue el de la derecha, que se empezó a construir y se interrumpió con la dimisión de Villar

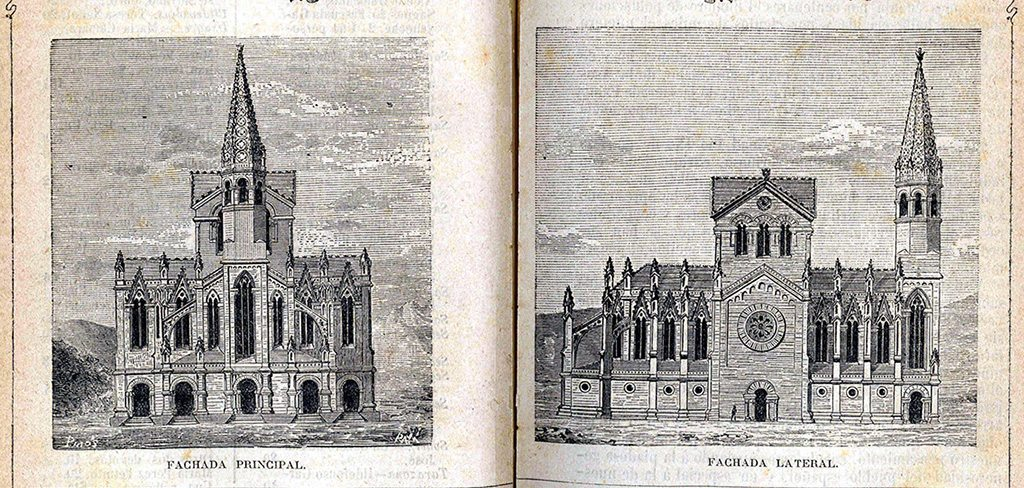
Proyecto de Villar: fachada principal y lateral

Desde sus inicios, la Sagrada Familia se sufragó con limosnas y donativos, lo que originó que en diversas ocasiones las obras se ralentizasen o incluso parasen debido a la falta de aportaciones. En 1891, por ejemplo, un importante donativo, de algo más de medio millón de pesetas —abonado en mensualidades entre 1891 y 1898—, proveniente de la última voluntad de la viuda Isabel Bolet, permitió iniciar la construcción de la fachada del Nacimiento. De igual manera, en 1905, en otro momento en que las obras estaban casi paradas, el poeta Joan Maragall escribió un artículo titulado Una gracia de caridad, para llamar a la opinión pública a colaborar con la construcción del templo.

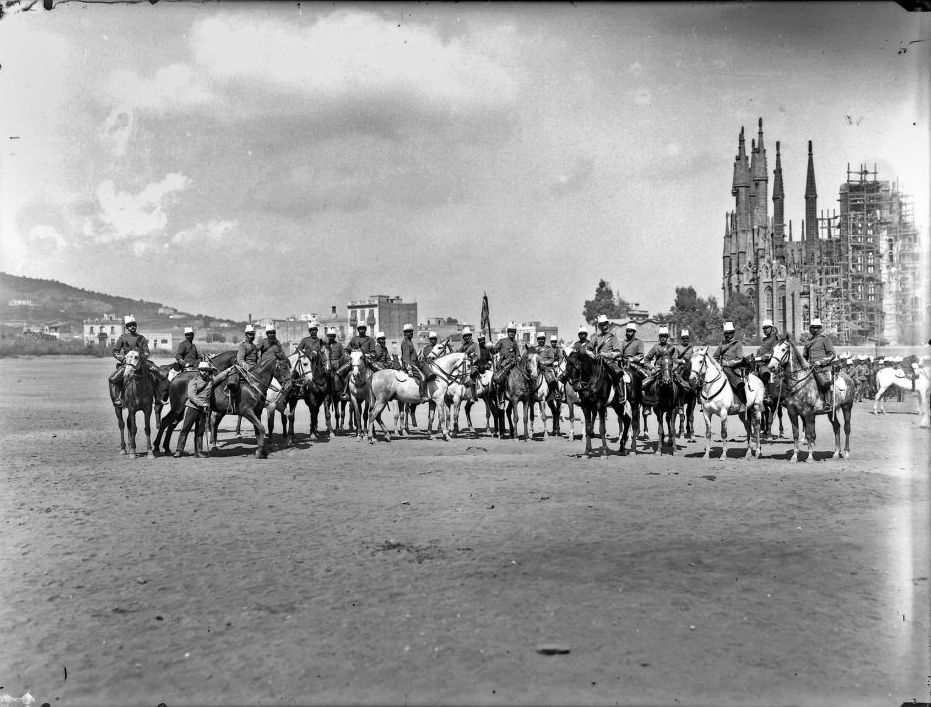
Retrato de militares delante de la Sagrada Familia (1896), fotografía de Pau Audouard

El proyecto fue encargado en primer lugar al arquitecto diocesano Francisco de Paula del Villar y Lozano, quien tras varios proyectos sucesivos ideó un conjunto neogótico y desechó la idea de Bocabella de hacer una réplica del santuario de Loreto. El proyecto de Villar consistía en una iglesia de tres naves, de 44 × 97 m, con los elementos típicos del gótico, como los ventanales alveolados, los contrafuertes exteriores y un alto campanario en forma de aguja, que habría llegado a los 100 m de altura.
La primera piedra se colocó el 19 de marzo de 1882 (día de san José), con la presencia del entonces obispo de Barcelona, José María Urquinaona. Gaudí asistió a la ceremonia, ya que había trabajado como ayudante de Villar en algún proyecto; en ese momento, no se podía imaginar que él pasaría a ser el arquitecto de dicha obra. Para conmemorar el hecho, se colocó un pilar en la puerta de entrada de la calle Mallorca con la fecha, el escudo pontificio y una cruz. Las obras no se iniciaron hasta el 25 de agosto de 1883 y fueron adjudicadas al contratista Macari Planella i Roura.
En 1883, Villar renunció por desavenencias con Bocabella, quien contaba con el asesoramiento del célebre arquitecto Joan Martorell. El proyecto se ofreció al propio Martorell, pero, al rehusar este, fue ofrecido a un joven Gaudí de treinta y un años. El arquitecto reusense se hizo cargo de las obras el 3 de noviembre de 1883. Gaudí había sido ayudante de Martorell en varias construcciones, hecho que motivó la recomendación del recién licenciado arquitecto, que aún no había ejecutado grandes obras. Al hacerse cargo Gaudí del proyecto, lo modificó por entero —salvo la parte ya construida de la cripta— y le imprimió su estilo peculiar. Sin embargo, no pudo cambiar la orientación del edificio, al estar ya realizados los cimientos. Gaudí habría preferido situar el eje del edificio diagonalmente a la manzana, para situar el ábside orientado hacia levante y para disponer de mayor longitud en planta.
Durante los restantes cuarenta y tres años de su vida trabajó intensamente en la obra, los últimos quince de forma exclusiva. Además, los últimos ocho meses antes de fallecer, vivió en el taller del templo. Esta dedicación tan intensa puede explicarse, además de por la magnitud de la obra, por el hecho de que Gaudí definía muchos aspectos a medida que la construcción avanzaba, en lugar de haberlos concretado previamente en sus planos e instrucciones. Por ello, su presencia personal en la obra era de gran importancia. Gaudí contó casi desde el inicio con la ayuda de dos de sus más fieles colaboradores, Francisco Berenguer y Juan Rubió. Más tarde, hacia 1909, contó con la colaboración de Josep Maria Jujol. A la muerte de Berenguer, en 1914, pasó a ser su primer ayudante Domingo Sugrañes, hasta entonces segundo auxiliar; y, en 1918, entró Francesc Quintana como segundo.
Gaudí estimaba que la construcción duraría siglos. Por ello, propuso a la Junta Constructora construir en vertical en vez de horizontalmente, por lo que levantó y terminó la fachada del ábside, primero, y del Nacimiento, después, al objeto de que la generación que había comenzado la obra viese algo acabado y, simultáneamente, esa fachada terminada pudiera servir de estímulo a futuras generaciones para continuar el templo. Su propuesta fue aceptada.

No le es posible a una sola generación de alcanzar todo el Templo, dejemos, pues, una tan vigorosa muestra de nuestro paso de modo que las generaciones que vengan sientan el estímulo de hacer otro tanto; y por otro lado no los atemos para el resto de la obra (...). Hemos hecho una fachada completa del Templo para que su importancia haga imposible dejar de continuar la obra.
Antoni Gaudí

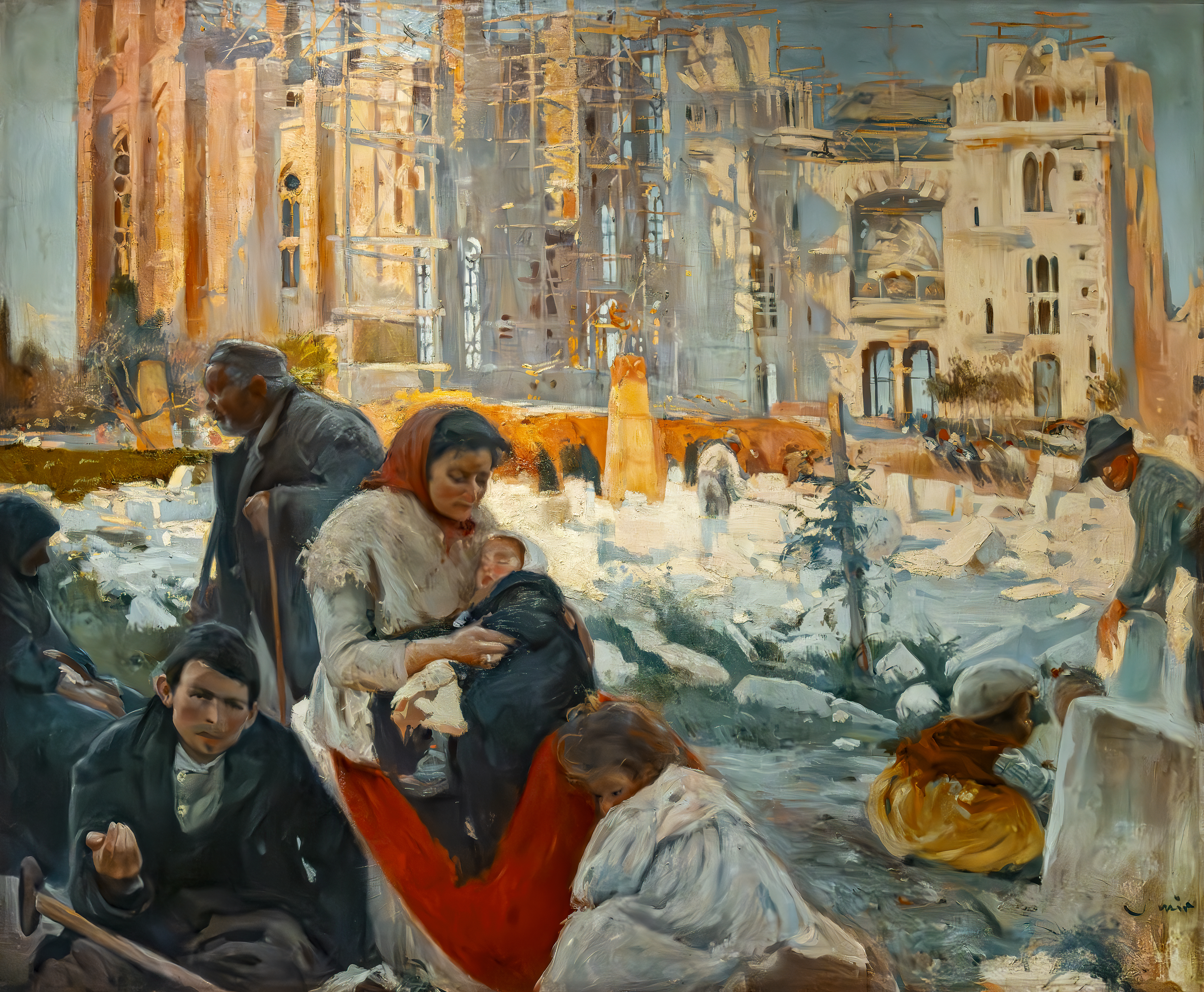
La catedral de los pobres (1898), obra de Joaquín Mir

El templo fue creciendo lentamente y Gaudí fue cambiando el proyecto sobre la marcha, un proyecto que fue evolucionando paulatinamente a la construcción según se perfilaban las ideas del arquitecto, que plasmaba en maquetas que realizaba en su taller. Consciente de la magnitud de la obra, Gaudí puso más empeño en su concepción que en su realización. El poeta Joan Maragall, amigo del arquitecto, comentó en 1900 que «yo comprendo que el hombre que más ha puesto de su vida en la construcción de este templo no desee verlo concluido» (artículo titulado El templo que nace, publicado en el Diario de Barcelona). Para Maragall, el templo era más un símbolo que un edificio, el proyecto redentor de una ciudad que expresa una aspiración colectiva de desarrollo moral, «la construcción que redime de todas las destrucciones». Para Maragall, la Sagrada Familia es «poesía de la arquitectura», «el templo que no concluye, que está en formación perenne, [...] el templo que aguarda constantemente sus altares».

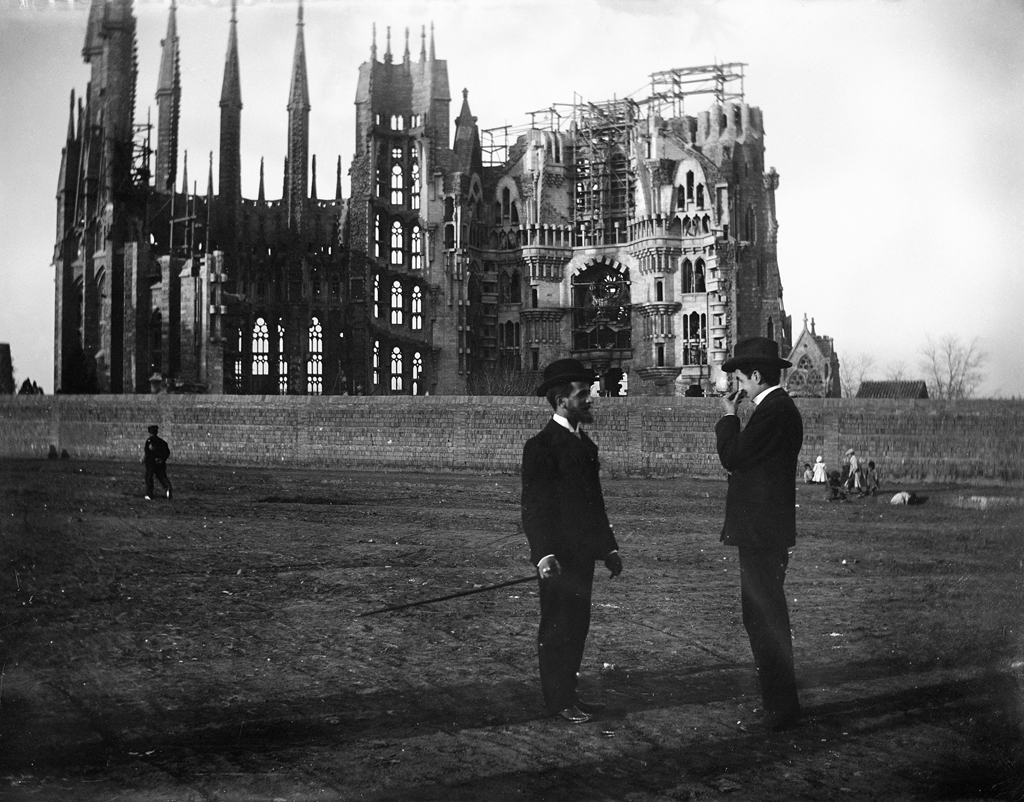
La Sagrada Familia en 1905

Entre 1908 y 1909, Gaudí construyó en los terrenos destinados a la fachada de la Gloria las Escuelas de la Sagrada Familia, destinadas a proporcionar educación a los hijos de los obreros y a niños vecinos del templo. Fueron inauguradas el 15 de noviembre de 1909 por el obispo de Barcelona, Juan José Laguarda y Fenollera. Su realización conllevó un coste de 9000 pesetas, que sufragó el propio Gaudí.
El 11 de diciembre de 1921 se puso la primera piedra de la nave del templo —concretamente la de la base de la columna dedicada a Tarragona—, con una ceremonia de bendición oficiada por el arzobispo de Tarragona y metropolitano de Cataluña, Francisco Vidal y Barraquer.

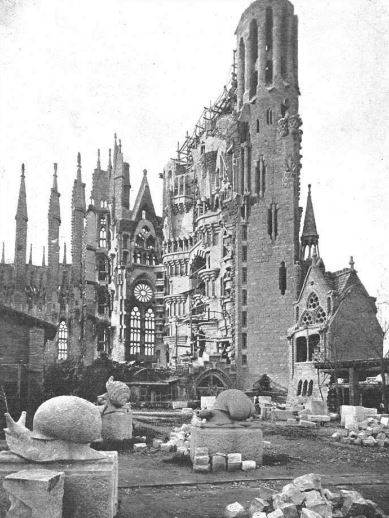
La Sagrada Familia en 1906

En 1923, aún en vida de Gaudí, en el boletín de la Asociación de Arquitectos de Cataluña se publicaron los cálculos de la estructura de las naves firmados por su ayudante, Sugrañes. En esos cálculos se han basado los que han continuado la construcción, aunque ha sido preciso adaptarlos para cumplir la normativa vigente en la actualidad.
Gaudí, consciente de que la construcción del templo la llevarían a cabo generaciones posteriores, intentó definir el proyecto sobre planos, pero, sabiendo que no le daría tiempo en vida, realizó en detalle varias maquetas en yeso a escala 1:10 y 1:25 de las partes más significativas, con la esperanza de que fuesen empleadas como modelos en el resto del edificio. Gaudí proyectó en unas maquetas tridimensionales la nave central, la sacristía y la fachada de la Gloria. La maqueta de la nave principal debía servir de modelo para el resto de las naves y la maqueta de la sacristía debía ser el modelo para las torres centrales.
Durante la vida de Gaudí solo se hizo la cripta, el ábside y la fachada del Nacimiento parcialmente, ya que solo se culminó una de las cuatro torres —el arquitecto solo llegó a ver coronada la torre de san Bernabé—. Contó con la colaboración de varios artistas: en escultura, Carles Mani, Llorenç Matamala y Joan Matamala; en dibujo, Ricard Opisso, que trabajó como auxiliar de oficina desarrollando planos y realizando perfiles de figuras o motivos a escala. A su muerte en 1926, arrollado por un tranvía, se hizo cargo de las obras su ayudante, Domingo Sugrañes (durante los años 1926-1936), el cual finalizó las tres torres que quedaban en la fachada del Nacimiento.

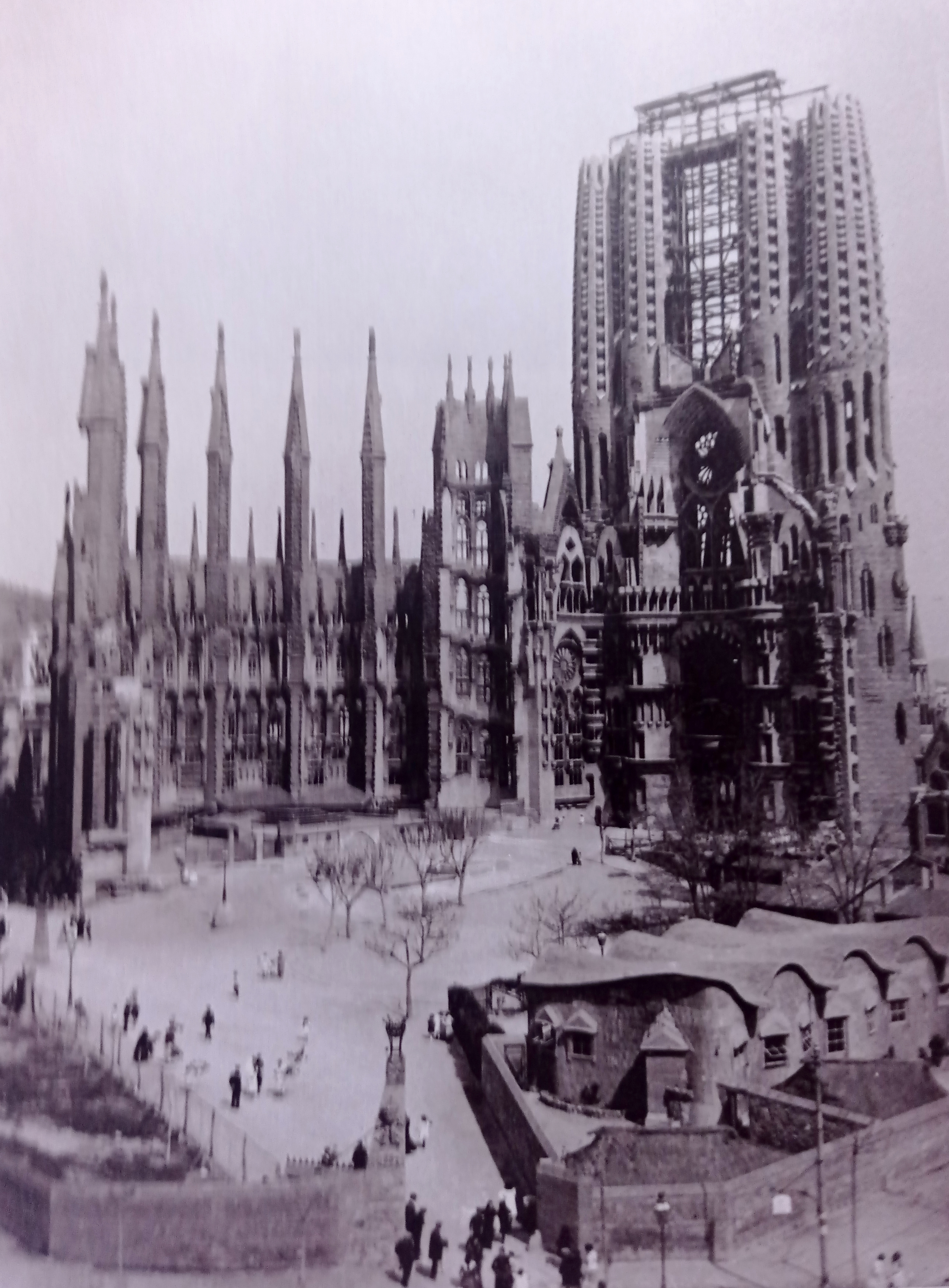
La Sagrada Familia en 1917

El 20 de julio de 1936, dos días después del golpe de Estado que originó la Guerra Civil, anarquistas de la FAI incendiaron la cripta, por lo que se destruyó en su mayor parte el taller en el que Gaudí había trabajado, donde se encontraban sus esbozos, maquetas y modelos. Unos días después del destrozo, el arquitecto Lluís Bonet i Garí solicitó que se rescataran los fragmentos rotos de las maquetas, que fueron guardados. Entre estos, otros que quedaron enterrados y que se recuperaron posteriormente y las fotografías conservadas de las maquetas originales, a partir de 1940 Lluís Bonet, Isidre Puig i Boada y Francesc Quintana restauraron y reconstruyeron los modelos, elaboraron sus planos y construyeron una nueva réplica de la maqueta de la nave principal a escala 1:10, que hoy se puede contemplar en el museo de la basílica.

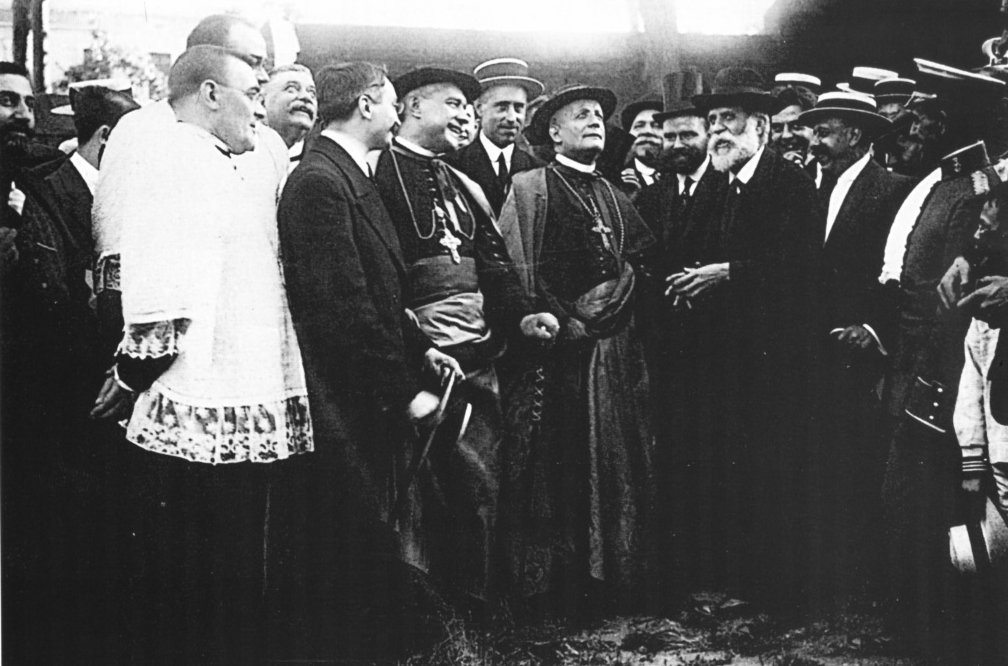
Gaudí enseña las obras de la Sagrada Familia al nuncio del papa, Francesco Ragonesi (1915). En aquella ocasión, monseñor Ragonesi calificó a Gaudí como «el Dante de la arquitectura».

Cuando, en 1944, se decidió continuar la construcción de la Sagrada Familia, tuvo que definirse en primer lugar cómo debía procederse para edificar el templo de la forma más fiel a las ideas de Gaudí. Al frente de esta gigantesca tarea estuvieron los arquitectos Bonet, Quintana y Puig Boada, mientras que de la obra escultórica se encargaron Jaume Busquets y diversos escultores más. Las obras se reanudaron el 30 de junio de 1948, con una pequeña ceremonia consistente en la celebración de una misa en la cripta y un acto presidido por los miembros de la Junta Constructora en el ventanal del crucero, el primero en ser abordado en esta nueva fase. El impulso definitivo se produjo en 1953, gracias a la publicación de una carta pastoral del obispo de Barcelona, Gregorio Modrego, en que expresaba su deseo de acelerar las obras; al año siguiente, la Junta Constructora decidió levantar la segunda fachada, la de la Pasión, sufragada gracias a donativos, colectas anuales y el inicio de la entrada de visitantes a las obras. Las torres de la fachada fueron culminadas en 1976. El conjunto principal de las figuras escultóricas de la nueva fachada le fue encargado en 1987 a Josep Maria Subirachs. Igualmente, el escultor japonés Etsuro Sotoo colaboró en algunas esculturas de la fachada del Nacimiento, las cestas de frutas de los ventanales exteriores y la restauración de las esculturas de la puerta del Rosario. Desde 1987 hasta 2012, las obras estuvieron bajo la dirección de Jordi Bonet i Armengol, fecha en que fue sustituido por Jordi Faulí i Oller. En 1987 se iniciaron las obras de las naves del templo; en el año 2000 se cubrió la nave central y, en 2010, acabó de cubrirse todo el templo.

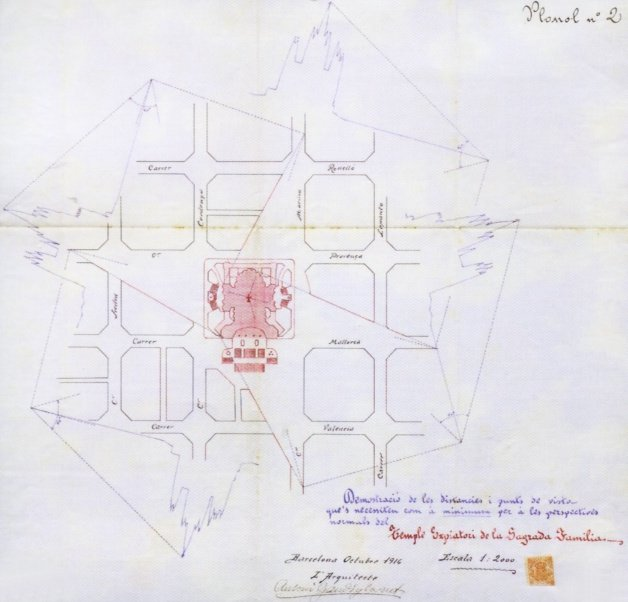
Proyecto de plaza estrellada para la Sagrada Familia (1916)

Uno de los puntos que ha suscitado mayor controversia en torno a la Sagrada Familia es su ubicación en el entramado urbanístico de Barcelona: cuando comenzaron las obras se encontraba en pleno campo, pero pronto fue integrada en el rápido desarrollo producido en la ciudad a principios del siglo XX. En 1916, Gaudí realizó un proyecto para englobar la Sagrada Familia dentro del Plan Romeu-Porcel, el proyecto urbanístico heredero del Plan Jaussely, un nuevo proyecto de enlaces que debía conectar el Ensanche del Plan Cerdá con los nuevos municipios agregados: concibió situar el templo dentro de una zona ajardinada en forma de estrella octogonal, que habría proporcionado una visión óptima del templo desde todas las zonas circundantes. Finalmente, debido al coste de los terrenos, redujo el proyecto a una estrella de cuatro puntas, que permitía una amplia visión desde todos los vértices. Sin embargo, el plan de Gaudí finalmente no se llevó a cabo: en 1975, el Ayuntamiento de Barcelona realizó un estudio urbanístico que preveía habilitar una zona en forma de cruz en torno a la Sagrada Familia, con cuatro plazas ajardinadas en cada punta del templo; aun así, en la actualidad solo existen dos de estas plazas y la creación de las nuevas supondría el derribo de varios edificios, por lo que aún se estudia la solución ideal para enmarcar la Sagrada Familia en su entorno. En diciembre de 2013, el ayuntamiento publicó un informe con varias propuestas de urbanización del entorno del templo, elaborado por la firma Estudi Massip-Bosch Arquitectes, en el que se ofrecían ocho posibles soluciones: dejarlo tal como está; hacer una avenida de 60 m de ancho hasta la avenida Diagonal, que afectaría parcialmente a dos manzanas de edificios; hacer la misma avenida pero más estrecha; hacer una avenida de ancho estrecho hasta la calle Valencia, que solo afectaría a una manzana de viviendas; hacer una avenida hasta la Diagonal más ancha, derribando por completo las dos manzanas; eliminar por completo la primera manzana, creando una plaza similar a las dos adyacentes a las fachadas del Nacimiento y de la Pasión; la estrella de cuatro puntas esbozada por Gaudí; y, por último, una variante de la anterior en menor tamaño. La decisión final deberá realizarse en consenso entre el ayuntamiento, la junta constructora y los vecinos afectados.

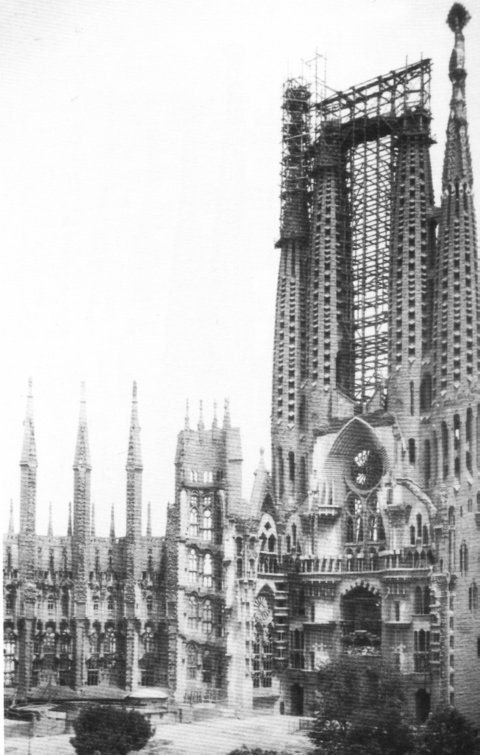
Las obras de la Sagrada Familia en 1928, tal como pudo verlas Gaudí antes de morir

La Sagrada Familia ha tenido varios eventos destacados: en 1921 se celebró el Año Jubilar de San José con procesiones, peregrinaciones y misas, y se cantó el Aleluya de Händel por mil cantantes de orfeones venidos de toda Cataluña, dirigidos por Lluís Millet. En 1952, con motivo del XXXV Congreso Eucarístico Internacional celebrado en Barcelona, se inauguraron la escalinata monumental y la iluminación artística de la fachada del Nacimiento, se celebraron comuniones multitudinarias, se hizo una plegaria de las naciones por la paz del mundo y se representó el auto sacramental El pleito matrimonial del cuerpo y el alma, de Pedro Calderón de la Barca.
Numerosas personalidades han visitado la Sagrada Familia: los papas Juan Pablo II (1982) y Benedicto XVI (2010); los reyes de España, Alfonso XIII (1904) y Juan Carlos I (2002); el entonces príncipe japonés Akihito (1985); el presidente de Francia, François Mitterrand (1992); el presidente de China, Jiang Zemin (1996); el presidente de Portugal, Jorge Sampaio (2002), etc.

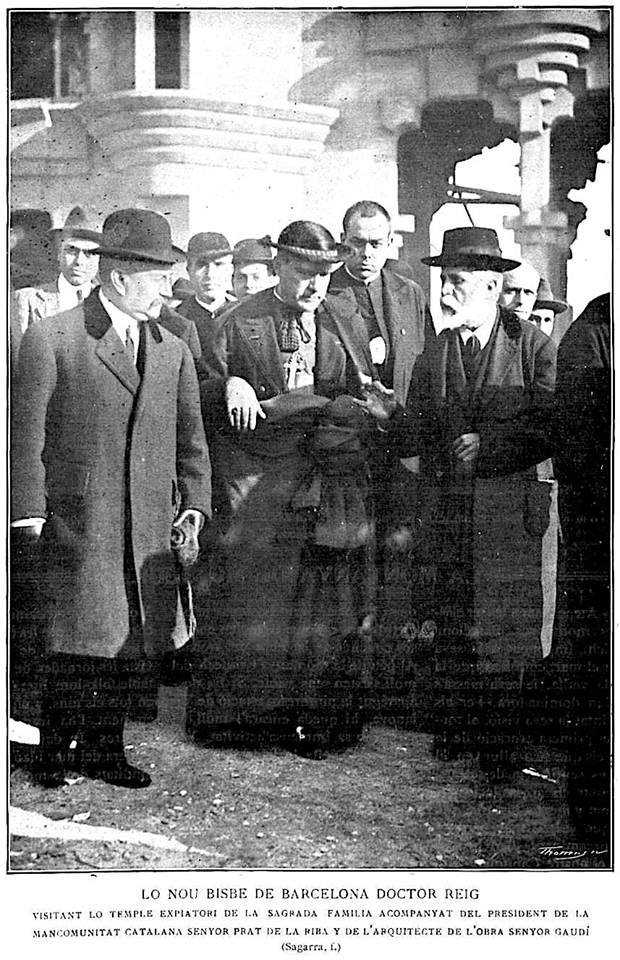
Gaudí enseña la Sagrada Familia al obispo de Barcelona, Enrique Reig Casanova, y al presidente de la Mancomunidad de Cataluña, Enric Prat de la Riba (1914)

Entre los años 1940 y 1980, una parte del solar sin construir del templo estuvo dedicado a la práctica del baloncesto para los jóvenes del barrio. En 1940, se fundó la Unión Deportiva Sagrada Familia —posteriormente U.D. Gaudí—, que tuvo su primera pista en la calle de Marina tocando a Mallorca (1942-1949) y luego se trasladó a la calle de Cerdeña (1949-1955), a la calle de Mallorca (1955-1965) y a la calle de Marina (1965-1987). En 1987, se clausuró la pista para situar el nuevo acceso al museo del templo.
En 1981 se abrió la plaza de Gaudí frente a la Sagrada Familia, con un proyecto de jardines de Nicolás María Rubió Tudurí, donde destaca el estanque, en cuyas aguas queda reflejado el templo. Al año siguiente, con motivo del centenario de la colocación de la primera piedra, el templo recibió la visita del papa Juan Pablo II. Igualmente, el 18 de marzo de 2007 se conmemoró el 125 aniversario de la colocación de la primera piedra del templo con una fiesta, conciertos y bailes de sardana (La Santa Espina) envolviendo el templo. La Sagrada Familia es escenario habitual de numerosos actos culturales y encuentros religiosos.
El arquitecto jefe Jordi Faulí anunció en octubre de 2015 que la construcción estaba completa en un 70 % y había entrado en su fase final de levantar seis campanarios. Las tarifas de entrada de visitantes —de 15 a 20 euros— financiaban el presupuesto anual de construcción de 25 millones de euros.

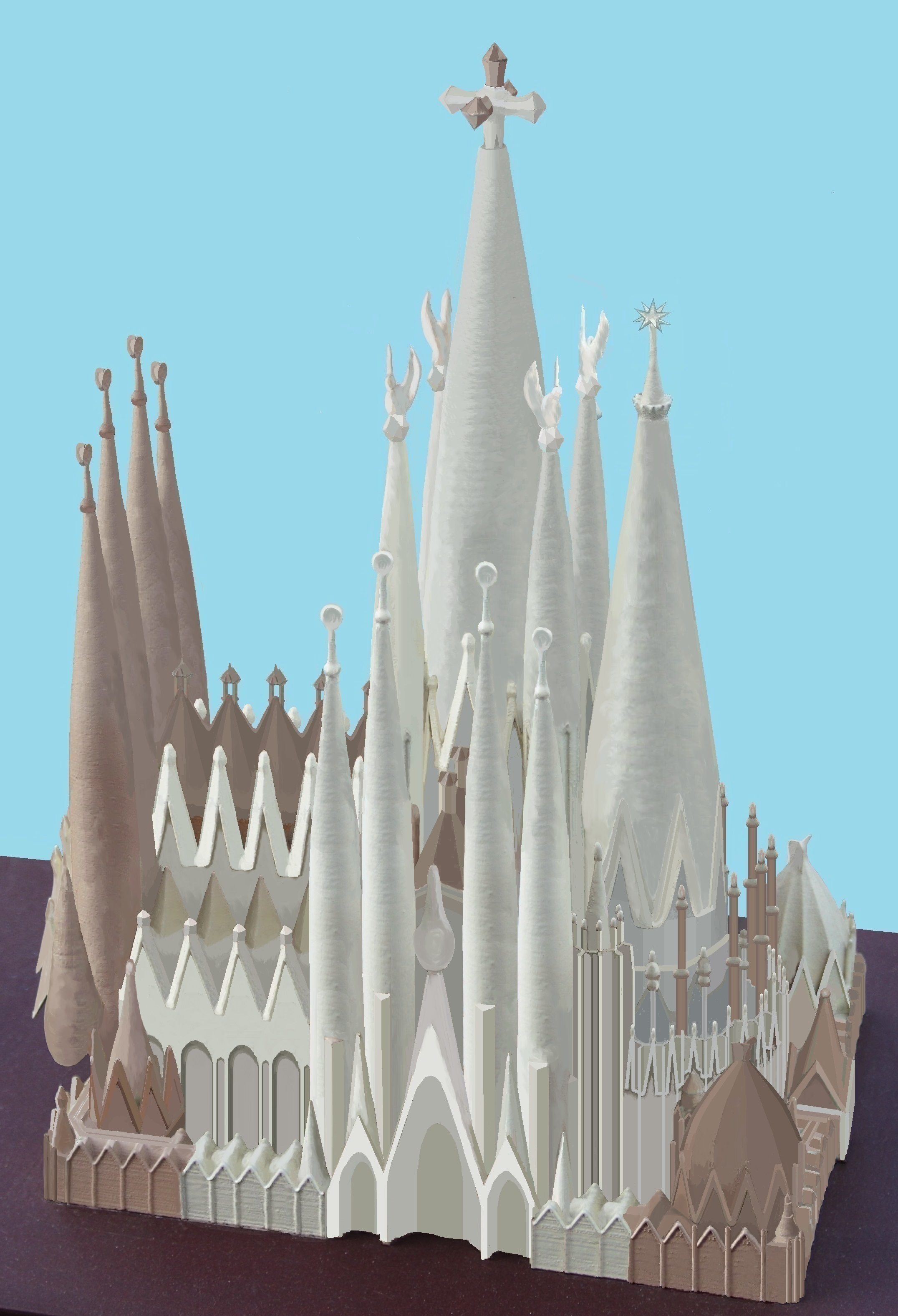
En este modelo, las partes ya construidas están en blanco (2025)

El 20 de agosto de 2017 se celebró en la Sagrada Familia una misa solemne en memoria de los fallecidos en el atentado de la Rambla del 17 de agosto, con la presencia de los reyes Felipe VI y Letizia, el presidente de España Mariano Rajoy, el presidente de Portugal Marcelo Rebelo de Sousa, el presidente de la Generalidad Carles Puigdemont, la alcaldesa de Barcelona Ada Colau y otras autoridades.
En 2018 se zanjó una disputa existente desde hacía tiempo entre el templo y el Ayuntamiento de Barcelona: aunque, cuando se iniciaron las obras del templo, la Junta Constructora pidió una licencia de obras al ayuntamiento de San Martín de Provensals —por entonces un municipio independiente—, tras la anexión del mismo a Barcelona en 1897 no se volvió a formalizar una nueva licencia en el consistorio barcelonés. El 18 de octubre de 2018 se anunció un acuerdo entre ambas partes por el que se regulaba la licencia del proyecto y se anunciaba la elaboración de un plan urbanístico de mejora del entorno, así como un proyecto para que la estación de metro de Sagrada Familia tuviese un acceso directo al mismo templo. En dicho acuerdo, la Junta Constructora acordó efectuar una compensación de 36 millones de euros por las molestias originadas por el turismo al entorno vecinal, que se destinarían a realizar mejoras en el entorno y en los transportes.
La obra escultórica de Josep Maria Subirachs en la fachada de la Pasión fue declarada el 11 de febrero de 2019 Bien Cultural de Interés Nacional, según la catalogación efectuada por la Generalidad de Cataluña, que señaló que es un «episodio excepcional en la escultura contemporánea que ha convertido a su autor en un referente esencial del arte catalán».
En marzo de 2020, las obras de la Sagrada Familia se pararon a causa de la pandemia por COVID-19. También se paralizaron las visitas al templo, que fueron retomadas el 4 de julio tras tomarse las medidas adecuadas para evitar contagios. Las primeras visitas se ofrecieron de forma gratuita a los profesionales sanitarios que lucharon contra la pandemia. Por otro lado, el 26 de julio se ofreció una misa por las víctimas del coronavirus. En enero de 2021 se retomaron las obras.
En 2025, el Ayuntamiento de Barcelona anunció su intención de ampliar la plaza de Gaudí hasta conectar con la fachada del Nacimiento, eliminando el carril de circulación que, pese a todo, estaba inutilizado desde los atentados de Cataluña de 2017 por motivos de seguridad. Ese año, el 31 de julio, al alcanzar la obra de la torre de Jesucristo los 155,58 m de altura, la Sagrada Familia se convirtió en el edificio más alto de Barcelona —superando a la torre Mapfre y el Hotel Arts—, pese a no haber alcanzado aún su altura máxima, que será de 177,72 m.

La Sagrada Familia no es la última de las catedrales, sino la primera de una nueva era.
Antoni Gaudí

Inicios de la construcción del templo
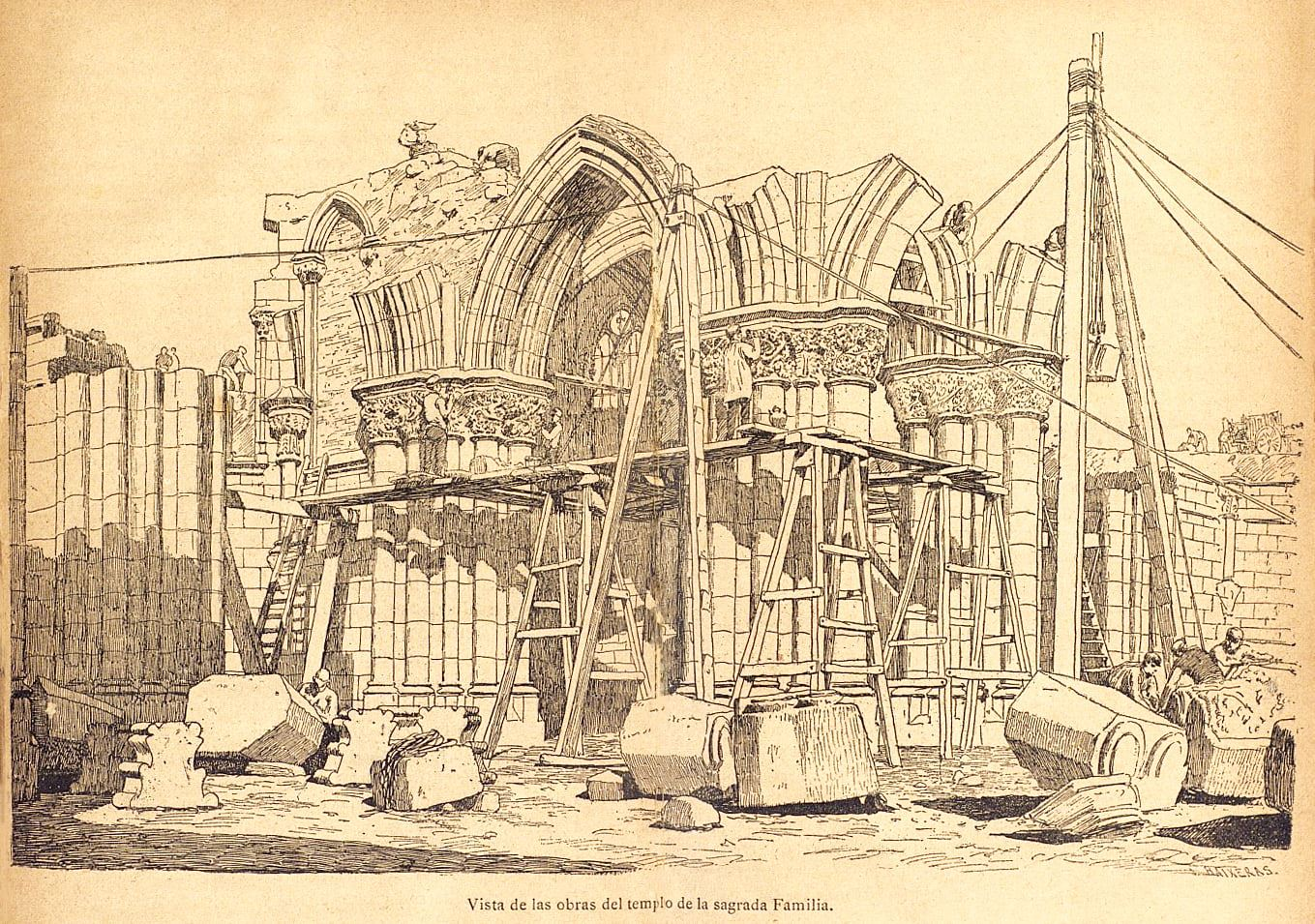
1884
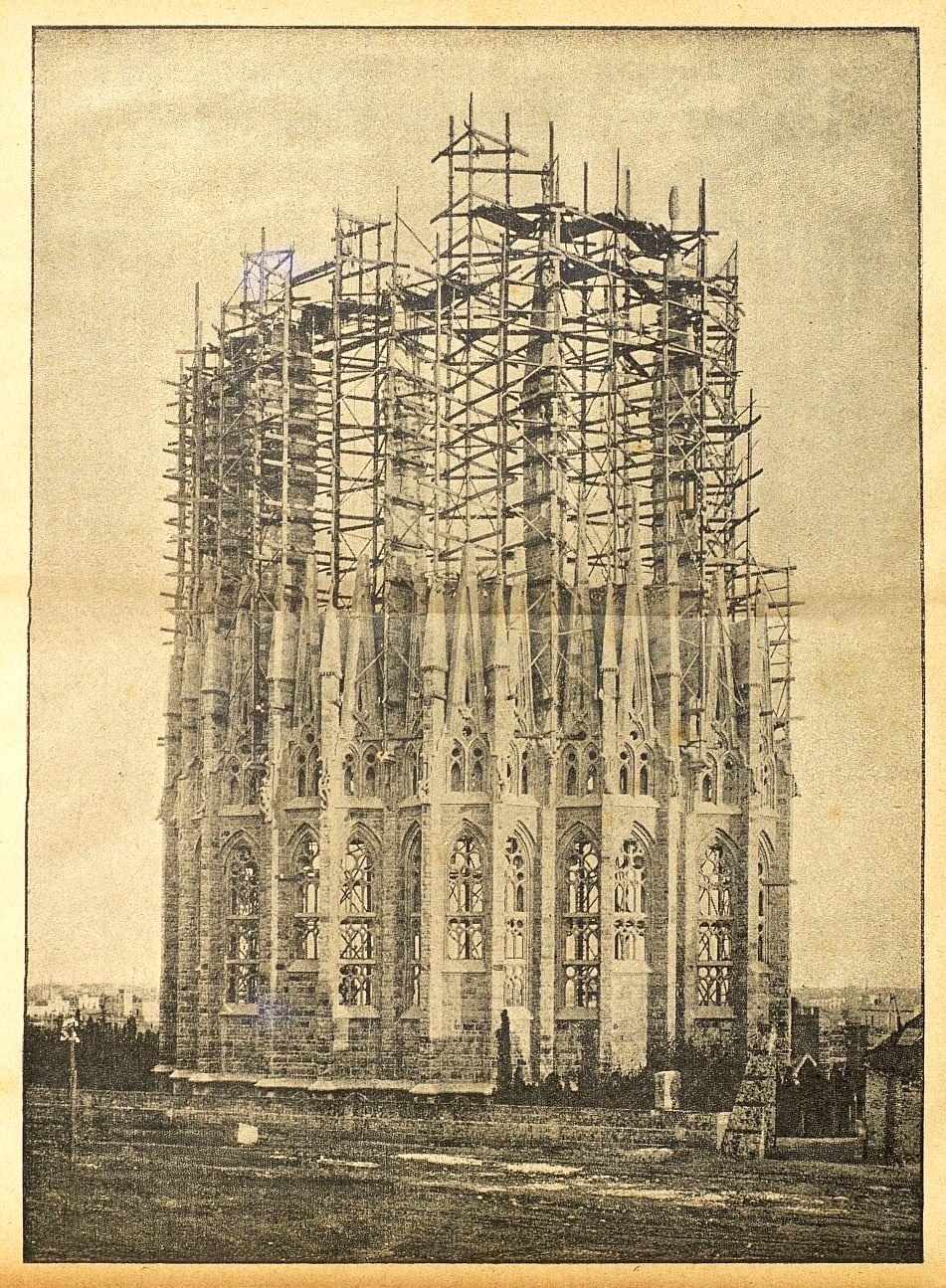
1892
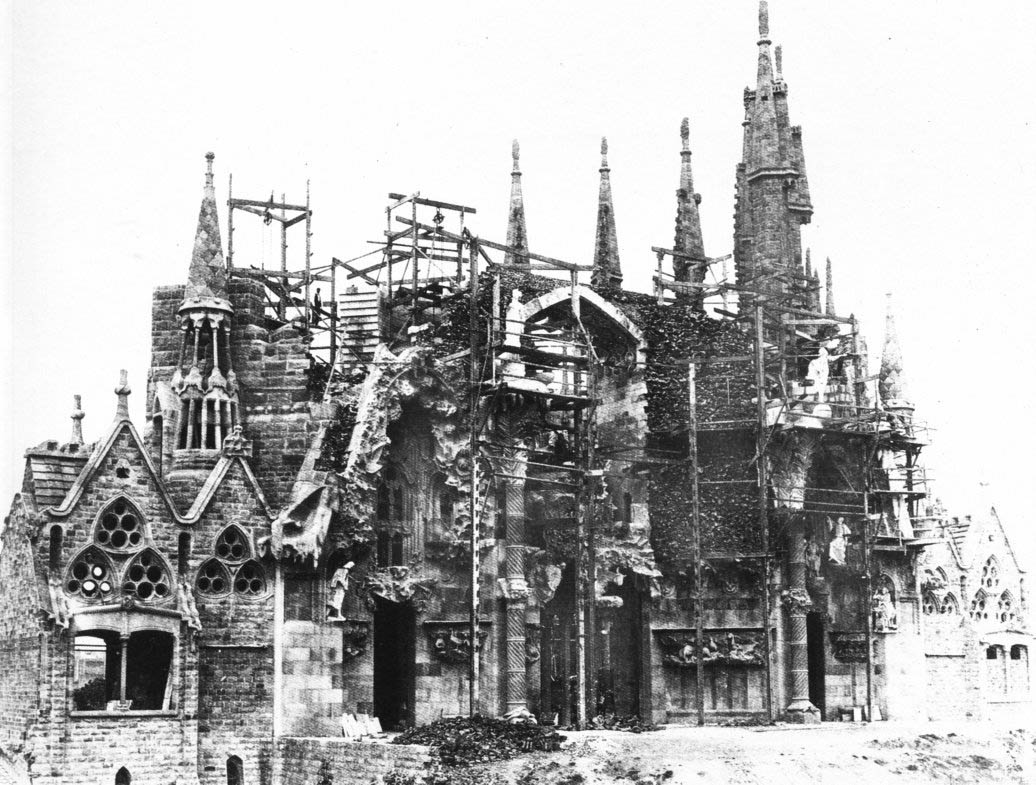
1897
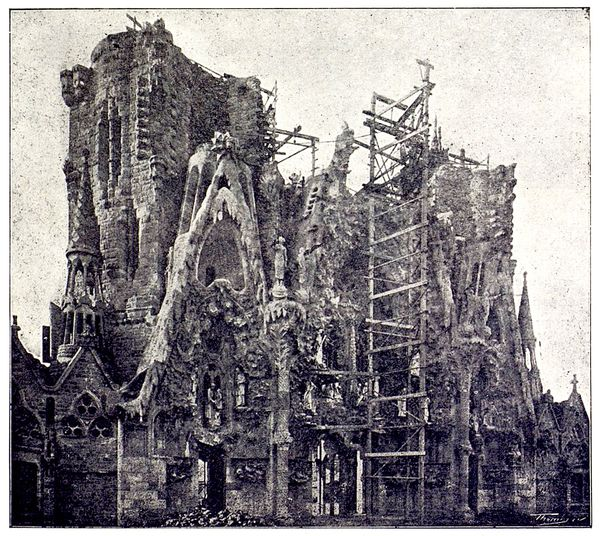
1900
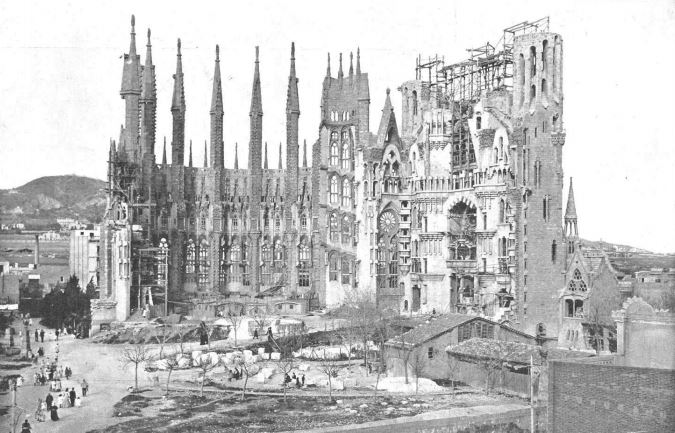
1906
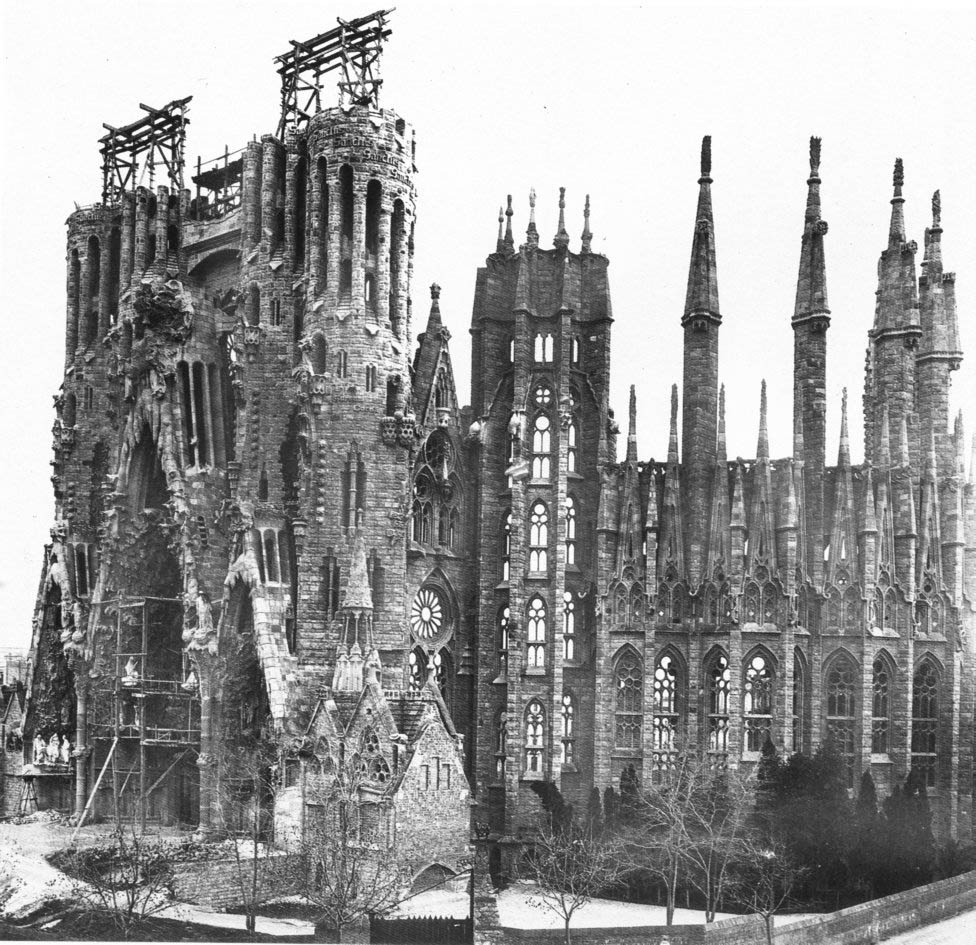
1908
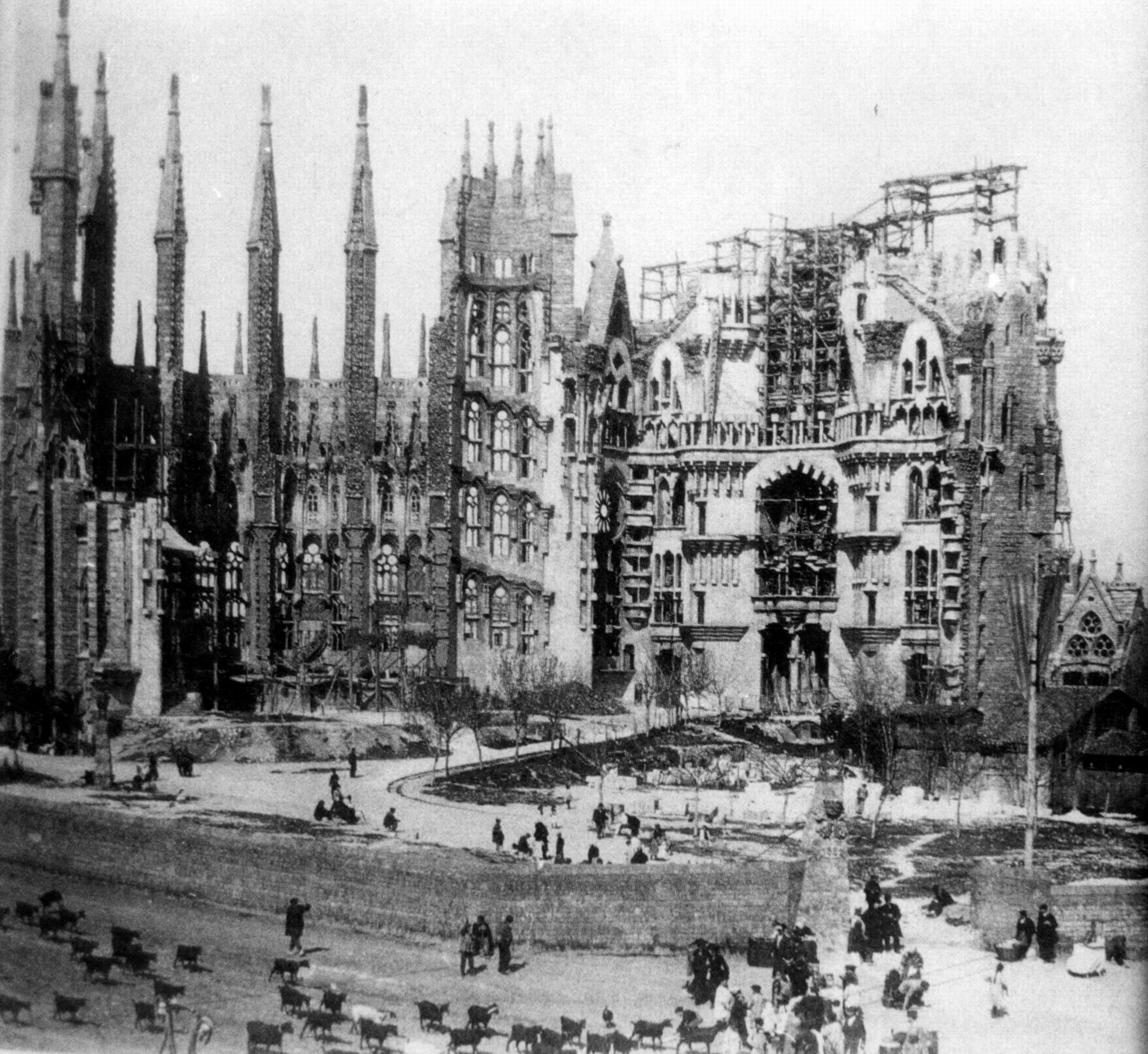
1915

### Historia eclesiástica

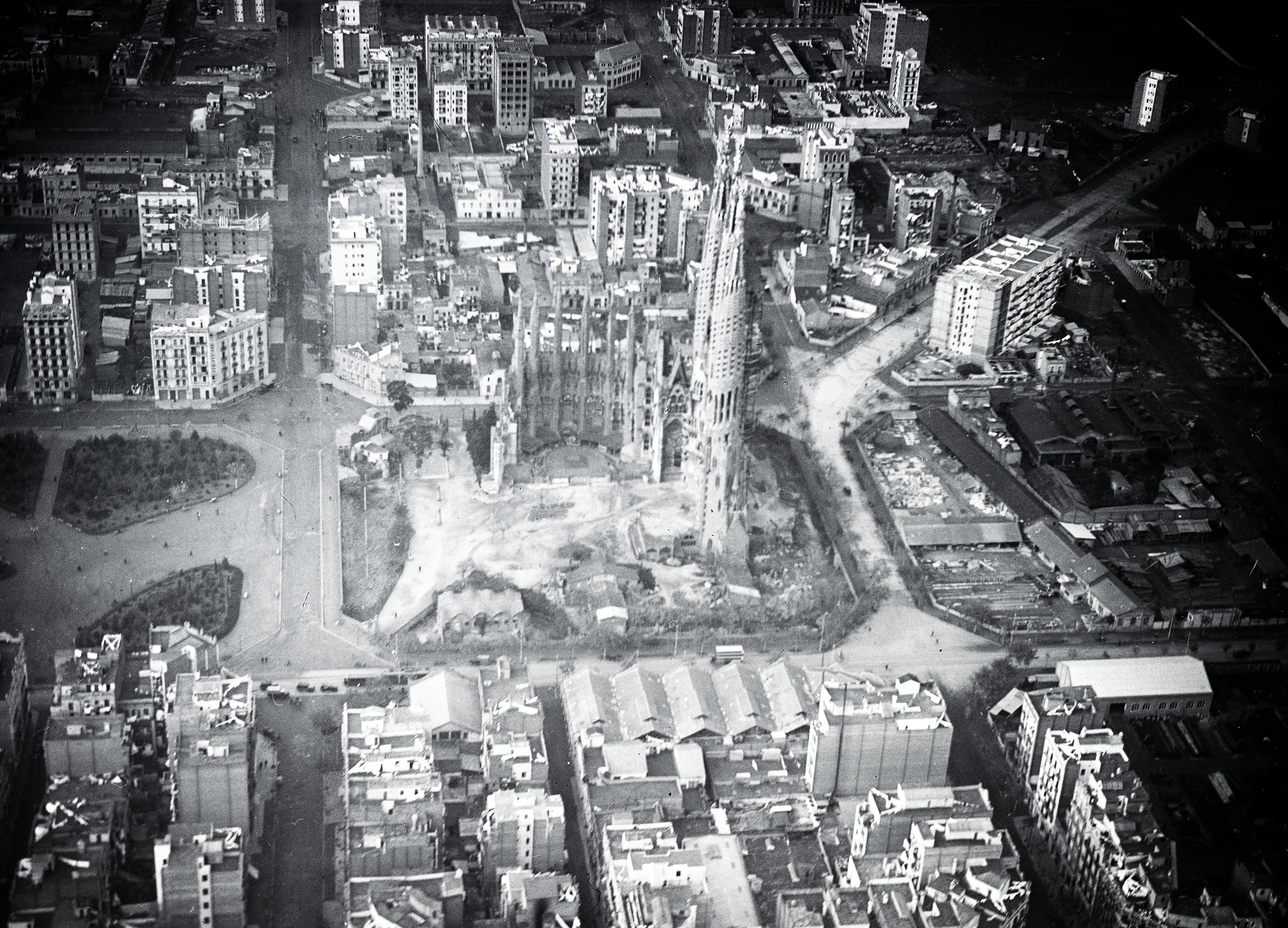
Imagen aérea del templo en 1930, por Walter Mittelholzer

La primera misa se celebró el 19 de marzo de 1885 en la capilla de San José de la cripta. El templo fue inicialmente una tenencia parroquial de San Martín de Provensals —desde 1907, con Gil Parés, amigo de Gaudí, como capellán custodio—, hasta que fue erigido como parroquia en 1930. Su primer párroco fue Marià Bertran, al que sucedieron: Lluís Puig (1948), Joan Clerch (1955), Joan Pellisa (1975), Lluís Bonet i Armengol (1993) y Josep Maria Turull (2018). Actualmente es sede del arciprestazgo de la Sagrada Familia, que incluye las iglesias del Espíritu Santo, Inmaculado Corazón de María, Nuestra Señora del Rosario, San Olegario Obispo y Santo Tomás de Aquino.
El 7 de noviembre de 2010, el templo de la Sagrada Familia fue dedicado al culto religioso por el papa Benedicto XVI, en un acto al que asistieron los reyes de España, Juan Carlos I y doña Sofía, junto al arzobispo de Barcelona, Lluís Martínez Sistach, y diversas autoridades entre las que se encontraban el presidente de la Generalidad, José Montilla, el presidente del Congreso, José Bono, y el alcalde de Barcelona, Jordi Hereu. En esta ceremonia, el papa declaró la Sagrada Familia como basílica menor, siendo la novena iglesia de la capital catalana en recibir esta distinción.
A partir del 9 de julio de 2017, las misas dominicales, que hasta entonces se celebraban en la cripta, pasaron a celebrarse en la nave principal del templo, por decisión del arzobispo Juan José Omella.
El 21 de octubre de 2017 se celebró en el templo una beatificación, la de ciento nueve mártires claretianos asesinados en 1936. La ceremonia estuvo presidida por los cardenales Angelo Amato, prefecto de la Congregación para las Causas de los Santos, y Juan José Omella, arzobispo de Barcelona.
En 2018, tras la jubilación de Lluís Bonet i Armengol, fue nombrado párroco de la basílica de la Sagrada Familia Josep Maria Turull, el primero en ejercer el cargo de la basílica en su conjunto y no solo de la cripta como venía sucediendo hasta entonces.

## El templo

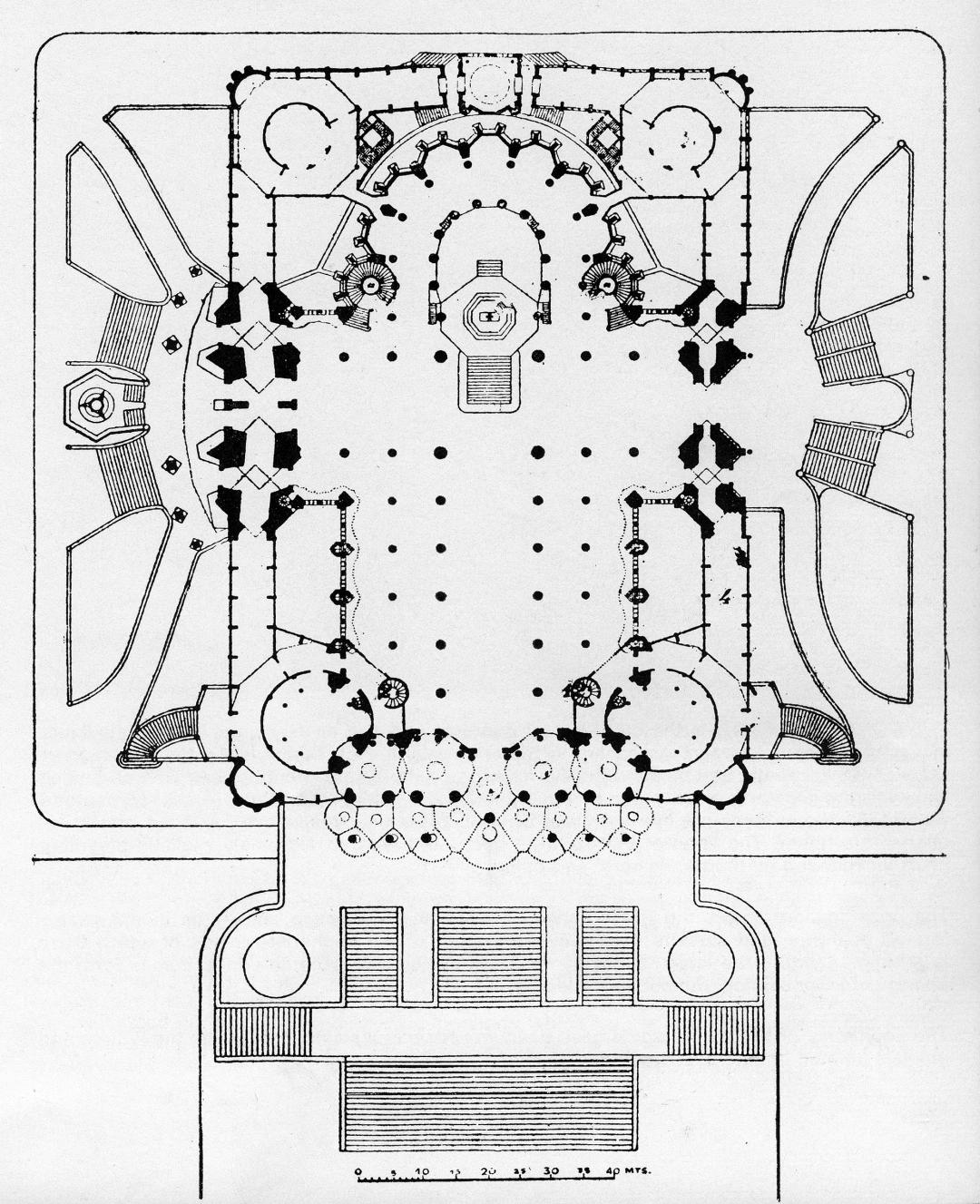
Planta

Cuando Gaudí empezó a dirigir la construcción del templo solo estaba empezada la cripta, en la que modificó los capiteles, que pasaron de ser de estilo corintio a otro estilo inspirado en motivos vegetales. Gaudí evolucionó desde el primer proyecto neogótico hacia su estilo particular naturalista, orgánico, inspirado en la naturaleza. El arquitecto opinaba que el gótico era imperfecto, porque sus formas rectas, su sistema de pilares y arbotantes, no reflejaba las leyes de la naturaleza, que según él es propensa a las formas geométricas regladas, como son el paraboloide hiperbólico, el hiperboloide, el helicoide y el conoide.
Las superficies regladas son formas generadas por una recta, denominada generatriz, al desplazarse sobre una línea o varias, denominadas directrices. Gaudí las halló en abundancia en la naturaleza, como por ejemplo en juncos, cañas o huesos; decía que no existe mejor estructura que un tronco de árbol o un esqueleto humano. Estas formas son a la vez funcionales y estéticas, y Gaudí las empleó con gran sabiduría, adaptando el lenguaje de la naturaleza a las formas estructurales de la arquitectura. El arquitecto asimilaba la forma helicoidal al movimiento y, la hiperboloidal, a la luz. Decía lo siguiente sobre las superficies regladas: «los paraboloides, hiperboloides y helicoides, variando constantemente la incidencia de la luz, tienen una riqueza propia de matices, que hacen innecesaria la ornamentación y hasta el modelaje».

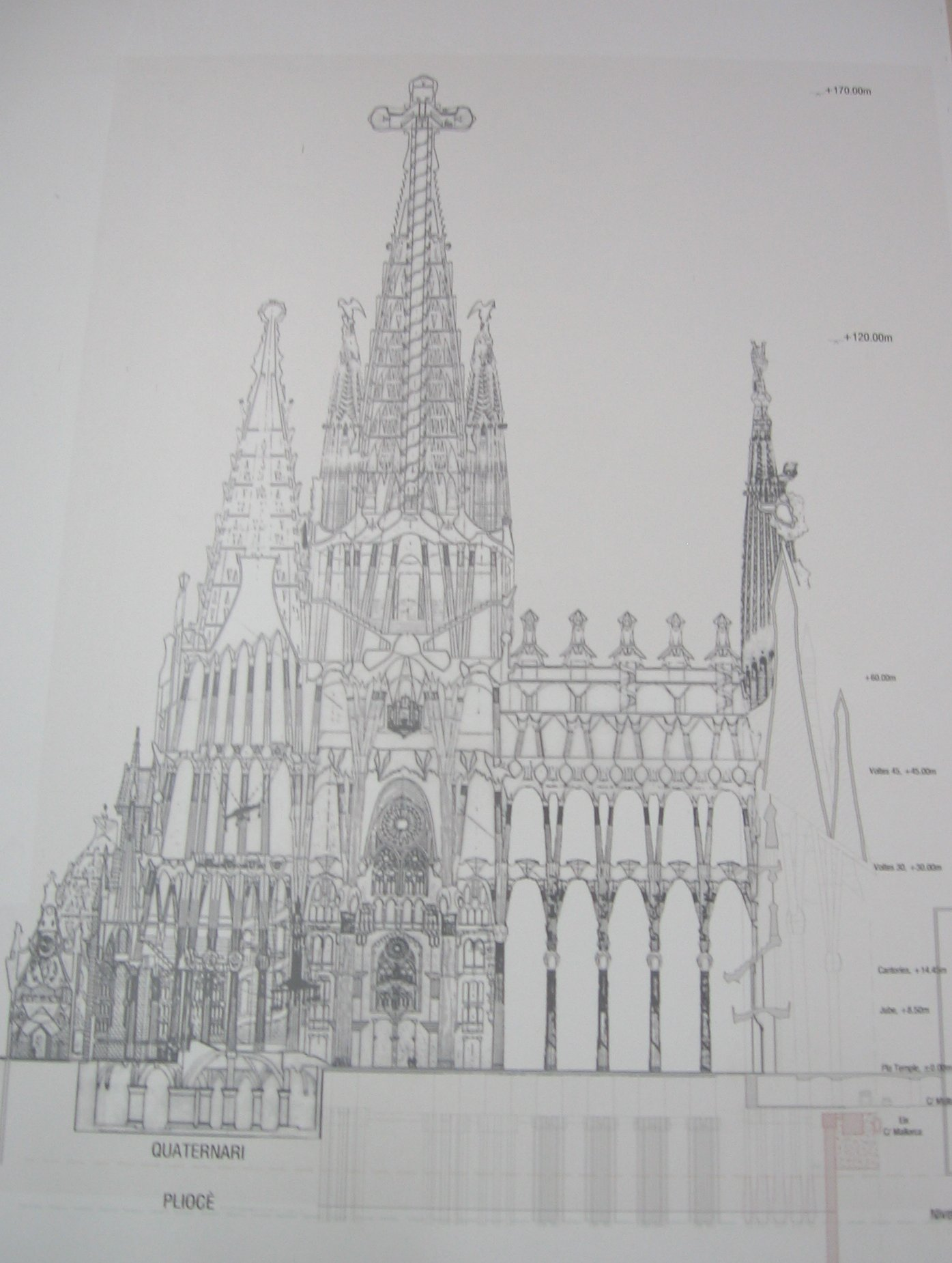
Sección de la Sagrada Familia

Gaudí fue modificando su concepción del templo a lo largo de los años, ya que las interrupciones de las obras por falta de recursos económicos le dieron tiempo para buscar nuevas soluciones estructurales. Asimismo, aprovechó su experimentación en otros proyectos para incorporar a la Sagrada Familia sus innovaciones más exitosas: la cripta de la Colonia Güell, así como las galerías y viaductos del parque Güell, le sirvieron para adoptar nuevas soluciones arquitectónicas basadas en hiperboloides y paraboloides, así como en columnas helicoidales. Igualmente, las torres de la Sagrada Familia estaban inspiradas en un proyecto no realizado para unas Misiones Católicas Franciscanas en Tánger (1892), encargado por el marqués de Comillas.

Sin la prueba a gran escala de las formas alabeadas, helicoidales en las columnas y paraboloides en los muros y bóvedas, que he hecho en la Colonia Güell, no me habría atrevido a utilizarlas en el templo de la Sagrada Familia.
Antoni Gaudí.

Para Gaudí, elementos clave en su forma de concebir la estructura eran el arco parabólico y el arco  catenario, también llamado funicular de fuerzas, que utilizó como elemento más adecuado para soportar las presiones. Mediante la simulación de distintos polifuniculares experimentales determinó la forma óptima de la estructura para soportar las presiones de los arcos y las bóvedas, primero en la cripta de la Colonia Güell y después en la Sagrada Familia. Desarrolló un modelo a escala de cordeles entretejidos de los que suspendían pequeños sacos de perdigones que simulaban los pesos; así, determinaba el funicular de fuerzas y la forma de la estructura. Por tanto, a partir del estado de cargas, simulados con los saquitos de perdigones, determinó experimentalmente la forma idónea de la estructura —que él llamó «estereostática»—, que reproducía la estructura óptima para trabajar a tracción y que, invirtiéndola, se obtenía la estructura idónea para trabajar a compresión.

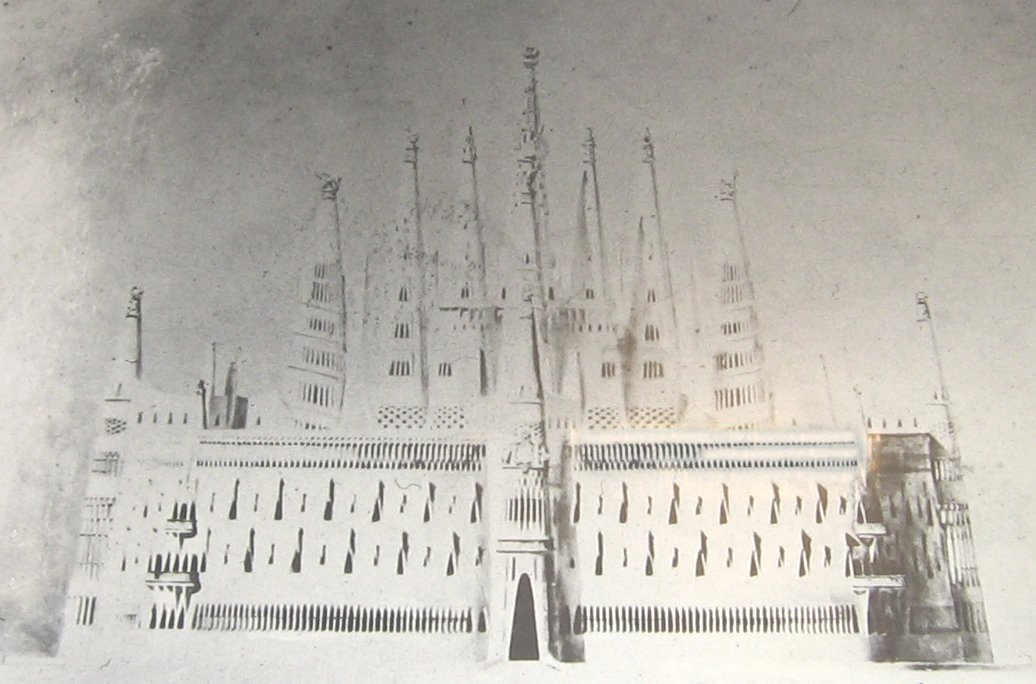
Proyecto de Misiones Católicas Franciscanas de Tánger, que sirvió de modelo a Gaudí para las torres de la Sagrada Familia

Gaudí concibió el interior de la Sagrada Familia como si fuese la estructura de un bosque, con un conjunto de columnas arborescentes divididas en diversas ramas para sustentar una estructura de bóvedas de hiperboloides entrelazados. Inclinó las columnas para recibir mejor las presiones perpendiculares a su sección; además, les dio forma helicoidal de doble giro (dextrógiro y levógiro), como en las ramas y troncos de los árboles. Por el conjunto de elementos aplicados en las columnas —inclinación, forma helicoidal, ramificación en varias columnas más pequeñas— consiguió una sencilla forma de soportar el peso de las bóvedas sin necesidad de contrafuertes exteriores.
Diseñó una planta de tipo basilical en cruz latina, con el altar mayor sobre la cripta, en un presbiterio con deambulatorio rodeado de siete capillas absidiales; frente al altar, un transepto de tres naves, con los portales del Nacimiento y la Pasión; en sentido longitudinal el cuerpo central, de cinco naves, con el portal de la Gloria. La planta tiene unas dimensiones de 117 × 82,5 m y la zona edificada tendrá una superficie total de 4500 m². Su capacidad será de 14 000 personas.
El conjunto incluirá además un claustro que circundará la iglesia, previsto para la realización de procesiones y para aislar el templo del exterior; en el centro del tramo correspondiente al ábside se hallará la capilla de la Asunción. Dispondrá además de dos sacristías en los lados de la fachada del ábside, así como las grandes capillas circulares del Bautismo y la Penitencia en los costados de la fachada de la Gloria. El nivel principal del templo está elevado 4 m sobre el nivel de la calle, lo que deja un sótano y un semisótano ocupados por el museo y los talleres.

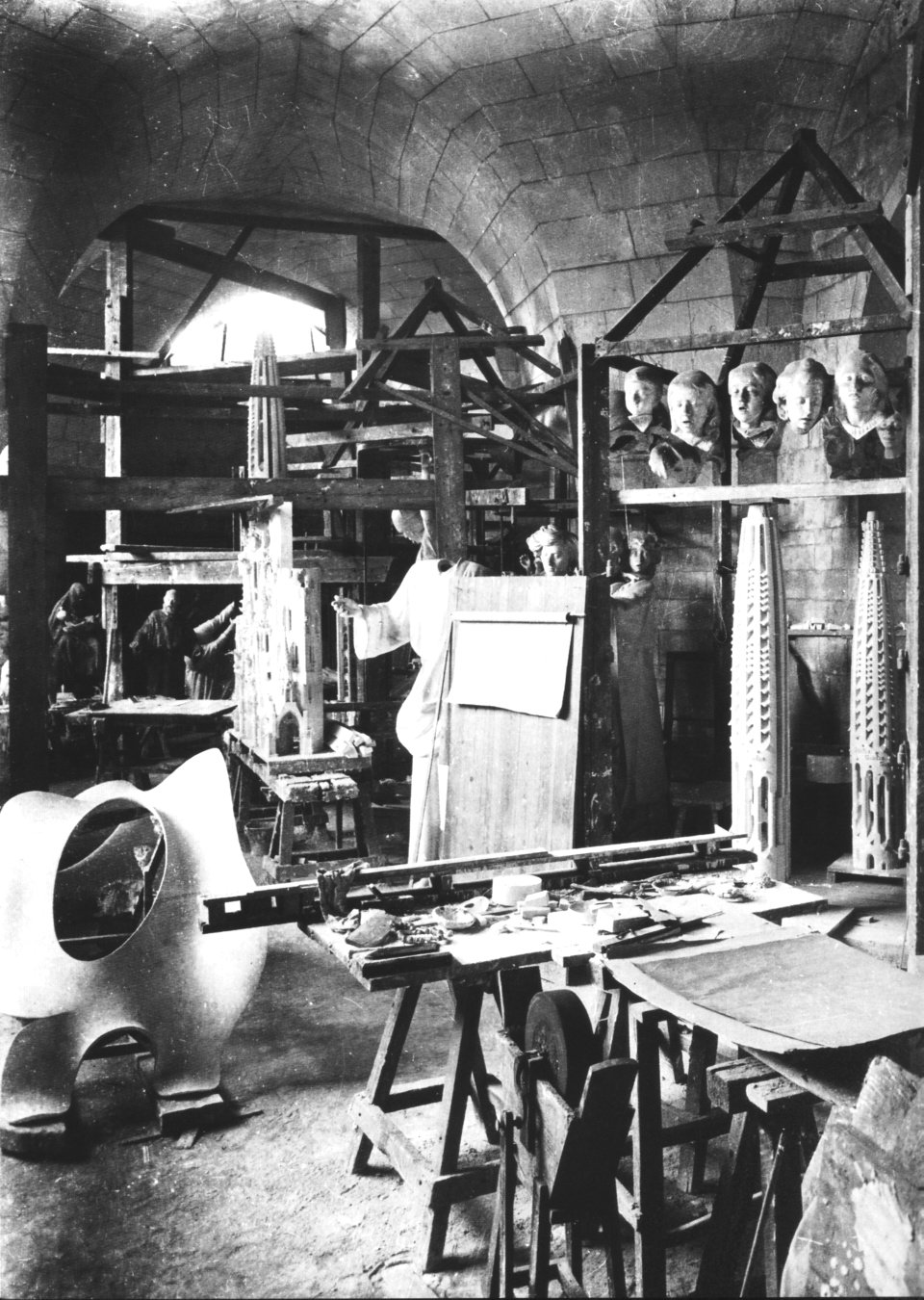
El taller de la Sagrada Familia (1926)

El templo tendrá dieciocho torres, cuatro en cada una de las tres fachadas haciendo un total de doce por los apóstoles, en el centro la torre cimborrio dedicada a Jesús —de 172,5 m de altura—, otras cuatro consagradas a los evangelistas alrededor de la torre cimborrio y, sobre el ábside, otro cimborrio dedicado a la Virgen. Tienen perfil parabólico y disponen de unas escaleras helicoidales que dejan la parte central hueca para situar allí unas campanas tubulares dispuestas como carillón.
Junto al templo, Gaudí construyó varios edificios anexos: la casa del capellán —construida en 1887 y reformada entre 1906 y 1912—, sencilla construcción de ladrillo, a la que se adosaron diversos espacios destinados a despacho de Gaudí, un taller de maquetas y un laboratorio de fotografía; y las Escuelas de la Sagrada Familia (1909), pequeño edificio destinado a escuela para los hijos de los obreros que trabajaban en la obra.

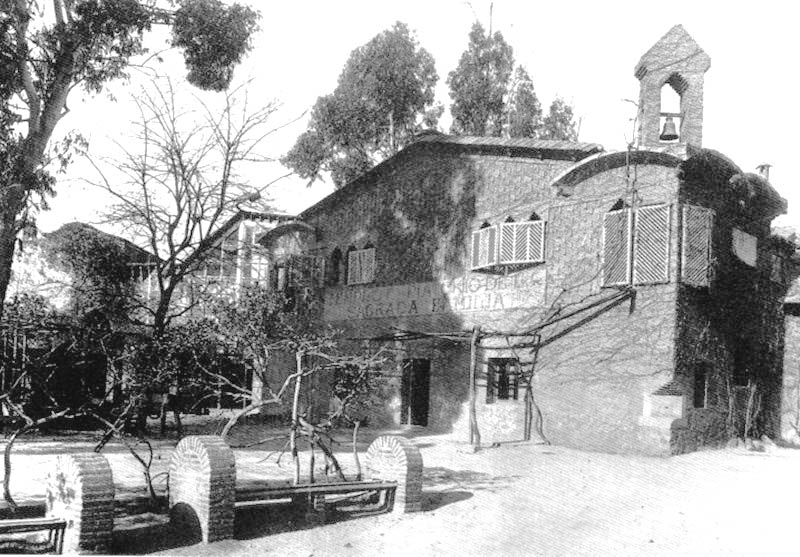
Casa del capellán de la Sagrada Familia, utilizada como oficina y taller de Gaudí, foto aparecida en La Ilustració Catalana, Barcelona, 18 de marzo de 1906

Gaudí concibió una compleja iconografía que basó exclusivamente en su condición de templo católico y en el culto religioso, para lo que adaptó todos los elementos arquitectónicos a los ritos litúrgicos. Para ello, se inspiró principalmente en El Año Litúrgico de Prosper Guéranger, recopilación de todos los cultos y festividades religiosas producidos al cabo del año, así como en el Misal Romano y el Ceremonial de obispos. Para Gaudí, la Sagrada Familia era un himno de alabanza a Dios, en que cada piedra era una estrofa. El exterior del templo representa a la Iglesia, a través de los apóstoles, los evangelistas, la Virgen y Jesús, cuya torre principal simboliza el triunfo de la Iglesia; el interior alude a la Iglesia universal y, el crucero, a la Jerusalén Celestial, símbolo místico de la paz.
Gaudí diseñó personalmente muchas de las esculturas de la Sagrada Familia, a las que aplicó un curioso método de trabajo ideado por él: en primer lugar, hacía un profundo estudio anatómico de la figura, centrándose en las articulaciones —para lo que estudió detenidamente la estructura del esqueleto humano—; a veces, se servía de muñecos confeccionados con alambre para probar la postura adecuada de la figura a esculpir. En segundo lugar, realizaba fotografías de los modelos, utilizando un sistema de espejos que proporcionaban múltiples perspectivas. A continuación, hacía moldes en yeso de las figuras, tanto de personas como de animales —en una ocasión tuvo que izar un burro para que no se moviese—. Sobre estos moldes hacía correcciones en las proporciones para conseguir una perfecta visión de la figura dependiendo de su ubicación en el templo, más grandes cuanto más elevadas. Por último, se esculpía en piedra.

La obra de la Sagrada Familia es lenta, porque el Amo de esta obra no tiene prisa.
Antoni Gaudí

### La cripta

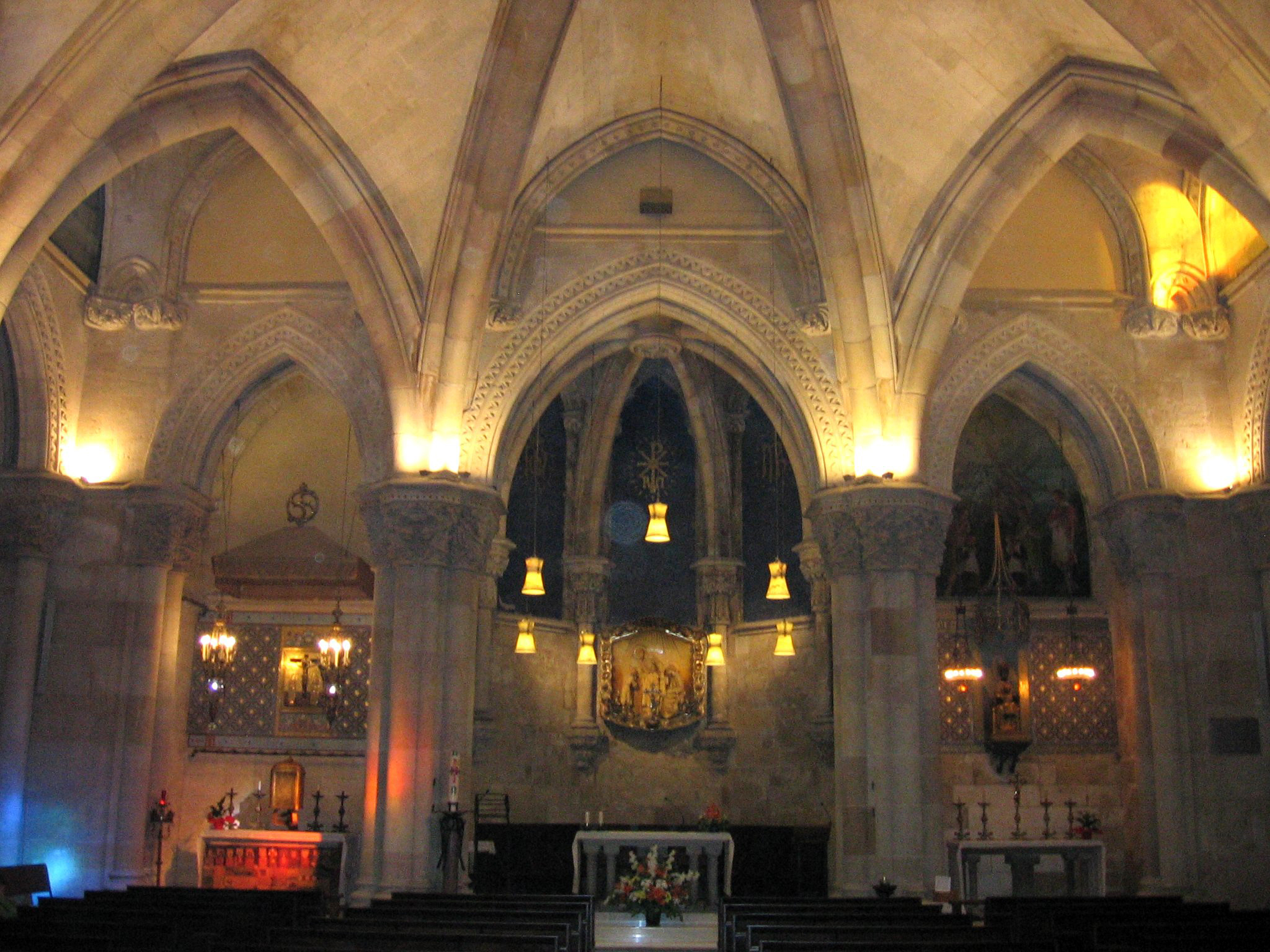
Cripta

Comenzada en 1882 según el proyecto de Francisco del Villar, al hacerse cargo Gaudí de las obras, el 3 de noviembre de 1883, transformó los pilares añadiéndoles capiteles con motivos naturalistas; también elevó la bóveda y rodeó la cripta de un foso para tener iluminación y ventilación directas. Por otro lado, trasladó el altar mayor al lugar previsto para la escalera principal, correspondiente al centro del crucero, que así dejó libre, situando en su lugar dos escaleras de caracol en los laterales. Los primeros planos de Gaudí para la Sagrada Familia fueron de la capilla de san José, construida entre 1884 y 1885, fecha de la celebración de la primera misa. Las obras de la cripta se prolongaron hasta 1891.
Situada a 10 m de profundidad respecto al nivel de la calle, la cripta tiene forma semicircular, de 40 m de largo por 30 m de ancho. El deambulatorio se compone de siete capillas dedicadas a la Sagrada Familia de Jesús: san José, el Sagrado Corazón, la Inmaculada Concepción, san Joaquín, santa Ana, la capilla de san Juan Bautista y san Juan Evangelista y la capilla de santa Isabel y san Zacarías. Están dispuestas en forma de rotonda, frente a la que se sitúan otras cinco capillas en línea recta: la central dedicada a la Sagrada Familia —que alberga el altar—, flanqueada por las capillas de Nuestra Señora del Carmen —donde está enterrado Gaudí—, de Jesucristo, de Nuestra Señora de Montserrat y del Santo Cristo —donde fue enterrado Josep Maria Bocabella, hasta que su tumba fue profanada en 1936—. En el espacio situado bajo las escaleras de caracol de los laterales hay sendas sacristías.
Las bóvedas de la cripta son de estilo gótico, cada una de ellas —en un total de 22— con una clave central decorada con anagramas o imágenes de ángeles y otros motivos; cabe destacar la clave de la bóveda central, con un relieve policromado dedicado a la Anunciación, obra de Joan Flotats. Esta bóveda central es la más alta y sobresale en el piso superior dos metros sobre el suelo, a la altura del presbiterio, donde unos ventanales permiten ver la cripta desde arriba y aportan luz al espacio inferior. Está sustentada por lunetas apoyadas en arcos sobre diez pilares en haces de columnitas.

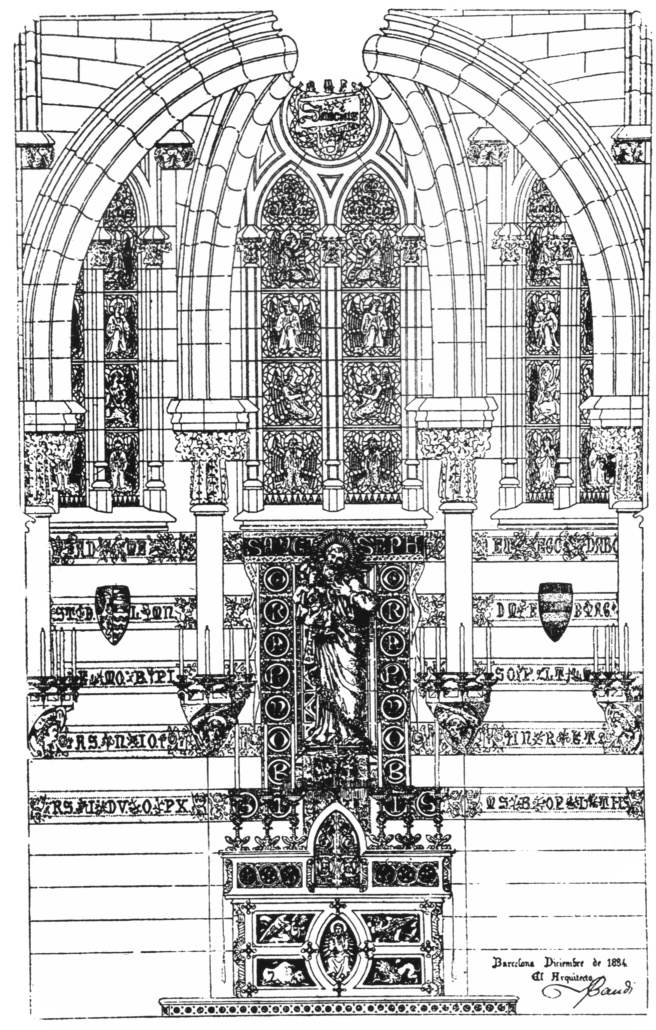
Alzado de la capilla de san José, dibujo original de Gaudí (1884)

El altar está presidido por un retablo en relieve de la Sagrada Familia, elaborado inicialmente para el oratorio de la casa Batlló y después colocado aquí. La imagen de la familia de Nazaret fue esculpida por Josep Llimona, mientras que el Santo Cristo y los candelabros fueron modelados por Carles Mani; el marco fue diseñado por el propio Gaudí. Varias de las esculturas originales fueron destruidas en 1936, como la de San José, de Maximí Sala; las del Sagrado Corazón y la Inmaculada Concepción, de Josep Llimona; y la del Cristo que presidía el altar mayor, de Joan Matamala. Anterior a 1936 solo se conserva el Santo Cristo de Josep Llimona. De las actuales, la imagen de la Virgen del Carmen es obra de Jaume Busquets; las imágenes de la Inmaculada Concepción, San José y el Sagrado Corazón son de Josep Maria Camps i Arnau.

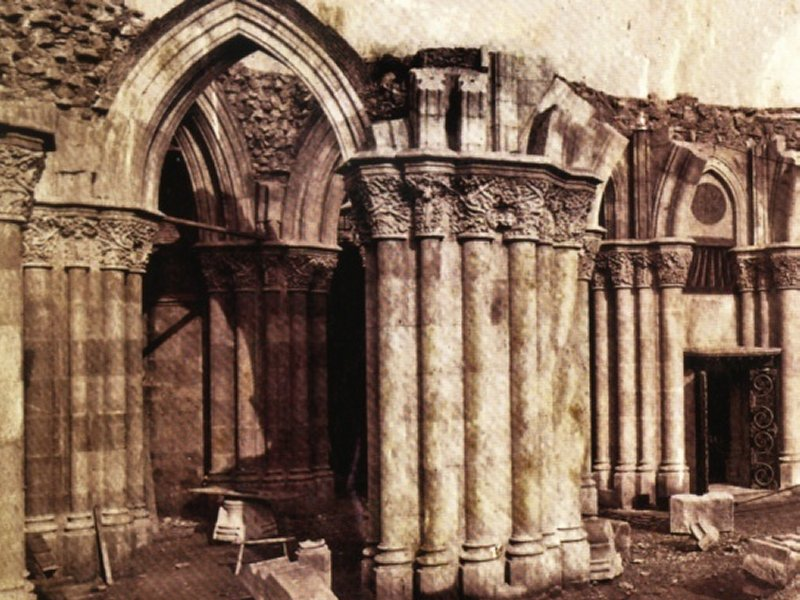
Estado de la cripta en 1885

La cripta está circundada por un mosaico romano de opus tessellatum donde están representados la viña y el trigo, símbolos de la Eucaristía, obra del mosaiquista italiano Mario Maragliano. Las vidrieras se confeccionaron con un rico colorido, con imágenes de ángeles cantores y músicos y azucenas. Las pilas de agua bendita de la cripta están hechas con unas grandes conchas marinas (Tridacna gigas) procedentes de Filipinas, que le proporcionaba a Gaudí el marqués de Comillas, dueño de la Compañía Trasatlántica Española. Algunas de las lámparas de la cripta las hizo Gaudí con sus propias manos, ya que el médico le había recomendado trabajos manuales para combatir el reumatismo. También diseñó el mobiliario litúrgico de la cripta, como un atril, un tenebrario, armarios, confesionarios o candelabros, ejecutados por el carpintero Joan Munné.
La cripta de la Sagrada Familia, junto con el taller de construcción, sufrió importantes destrozos el 21 de julio de 1936 en un incendio provocado durante la quema de iglesias de Barcelona por parte de milicianos en la Guerra Civil. Este atentado destruyó y dañó para siempre algunas de las maquetas, planos y documentos del proyecto original de Gaudí. En ese mismo acto, también fue profanada la tumba del fundador del templo, Josep Maria Bocabella, aunque por fortuna la de Gaudí quedó intacta, como pudieron comprobar sus discípulos al abrir el sepulcro en 1939.
Entre 2007 y 2009 la cripta fue objeto de una cuidadosa rehabilitación, esencialmente para colocar unos cimientos nuevos, debido a que los anteriores provenían del proyecto de Villar y quizá no habrían sido suficientes para las modificaciones realizadas por Gaudí, que doblaban la altura del edificio; pero, de paso, se rehabilitó la pavimentación de mosaico, así como las vidrieras instaladas en la cripta. El 19 de abril de 2011 se declaró un nuevo incendio en la cripta, causado por un asistente habitual a la parroquia, que destruyó prácticamente la totalidad de la sacristía. Si bien los daños fueron cuantiosos, no se vieron afectados ninguno de los elementos de valor histórico, como las vidrieras originales de Gaudí. Los más de mil quinientos turistas que en ese momento visitaban el templo fueron desalojados por las autoridades, si bien se restableció la normalidad poco más tarde. La policía detuvo en pocos minutos al causante del incendio.

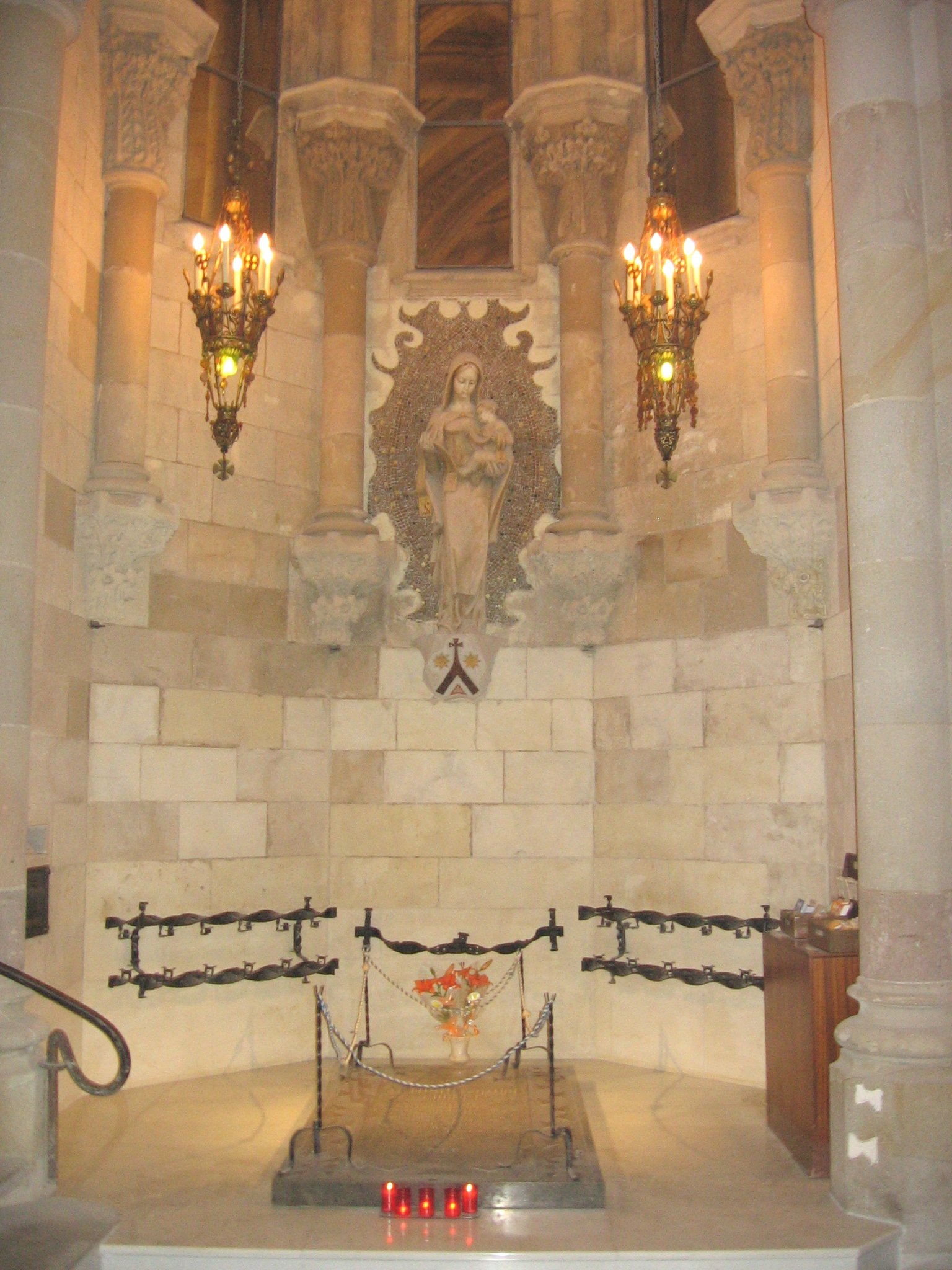
Capilla de Nuestra Señora del Carmen, con la tumba de Gaudí
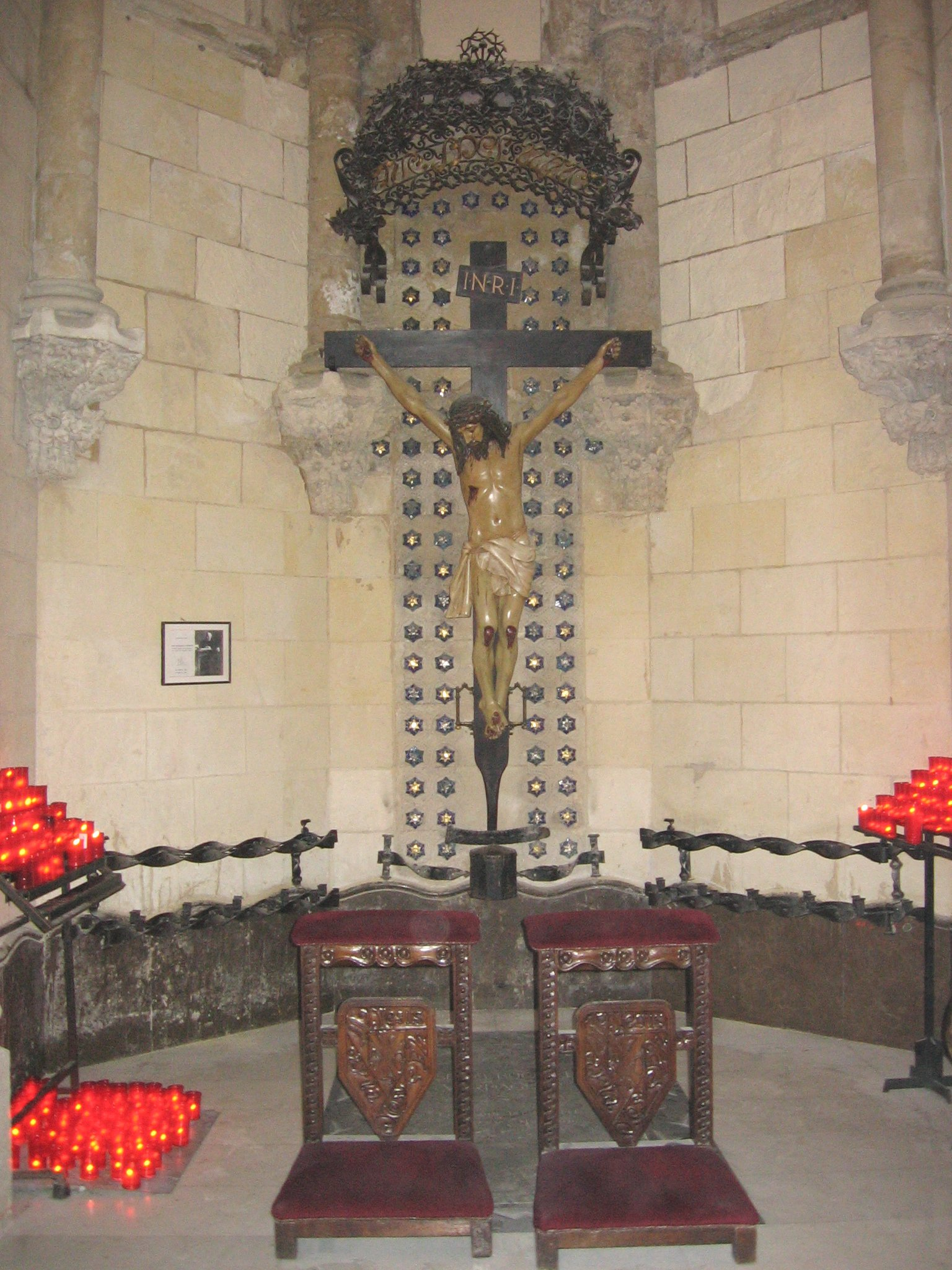
Capilla del Santo Cristo
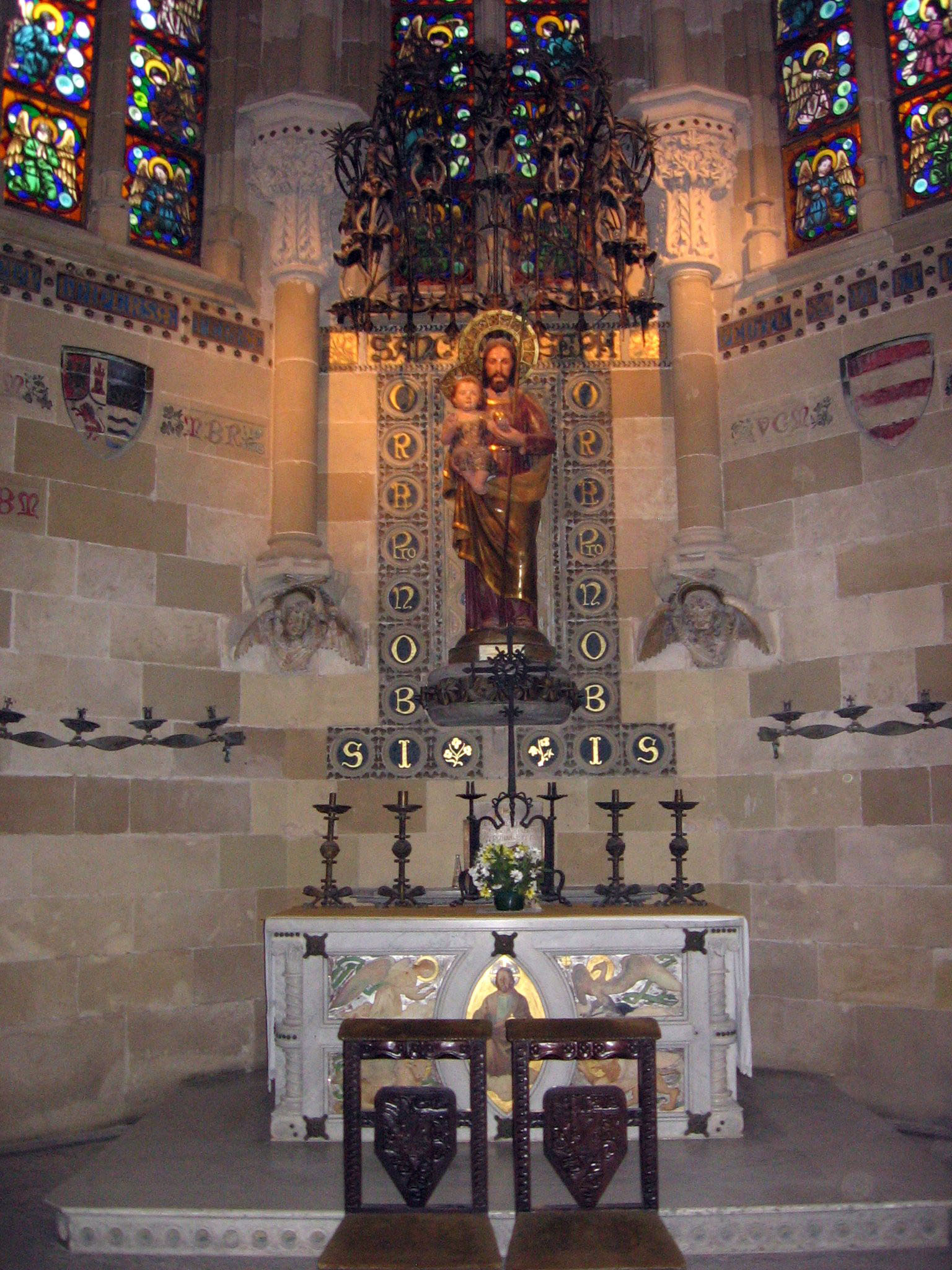
Capilla de san José
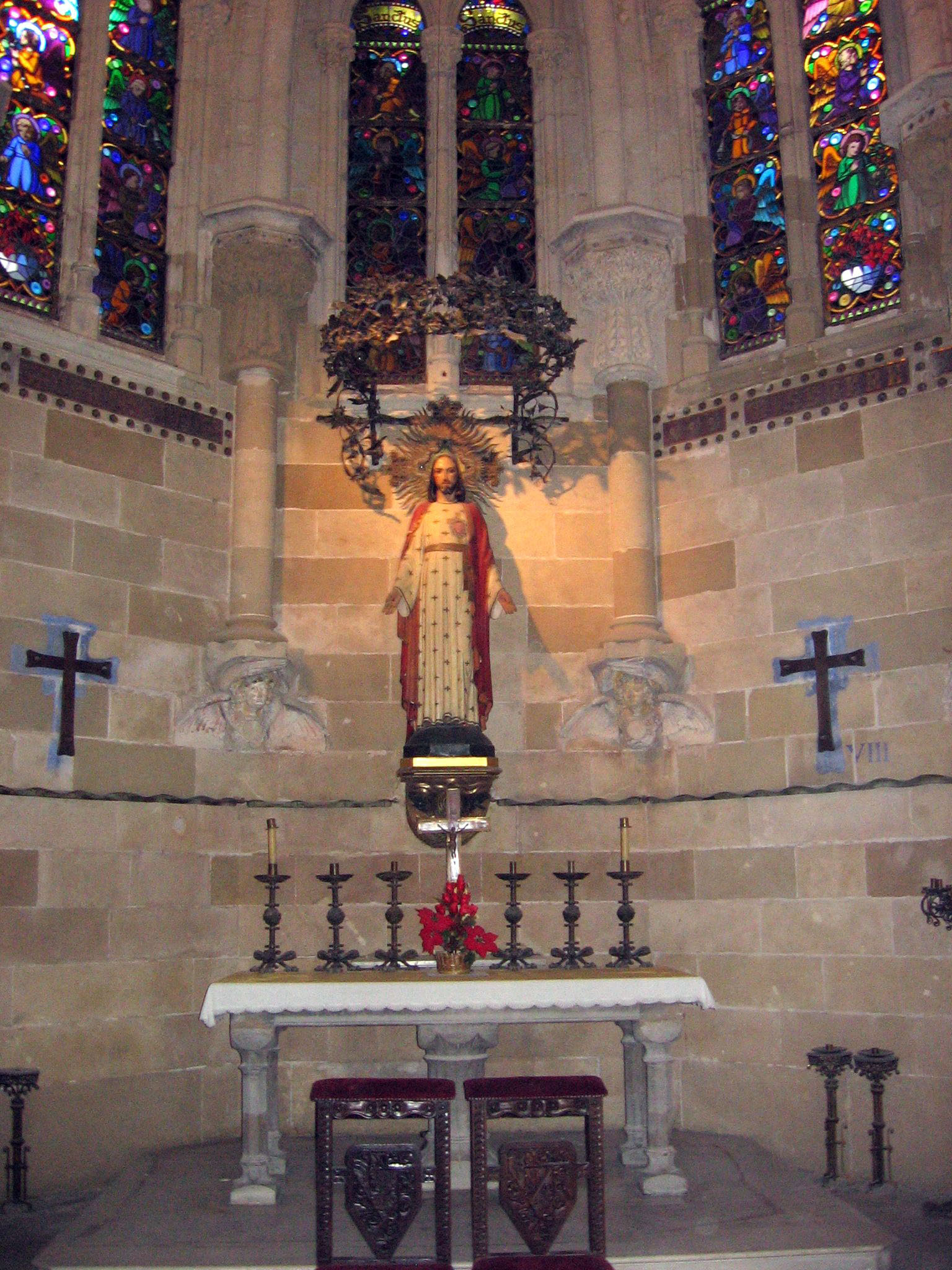
Capilla del Sagrado Corazón
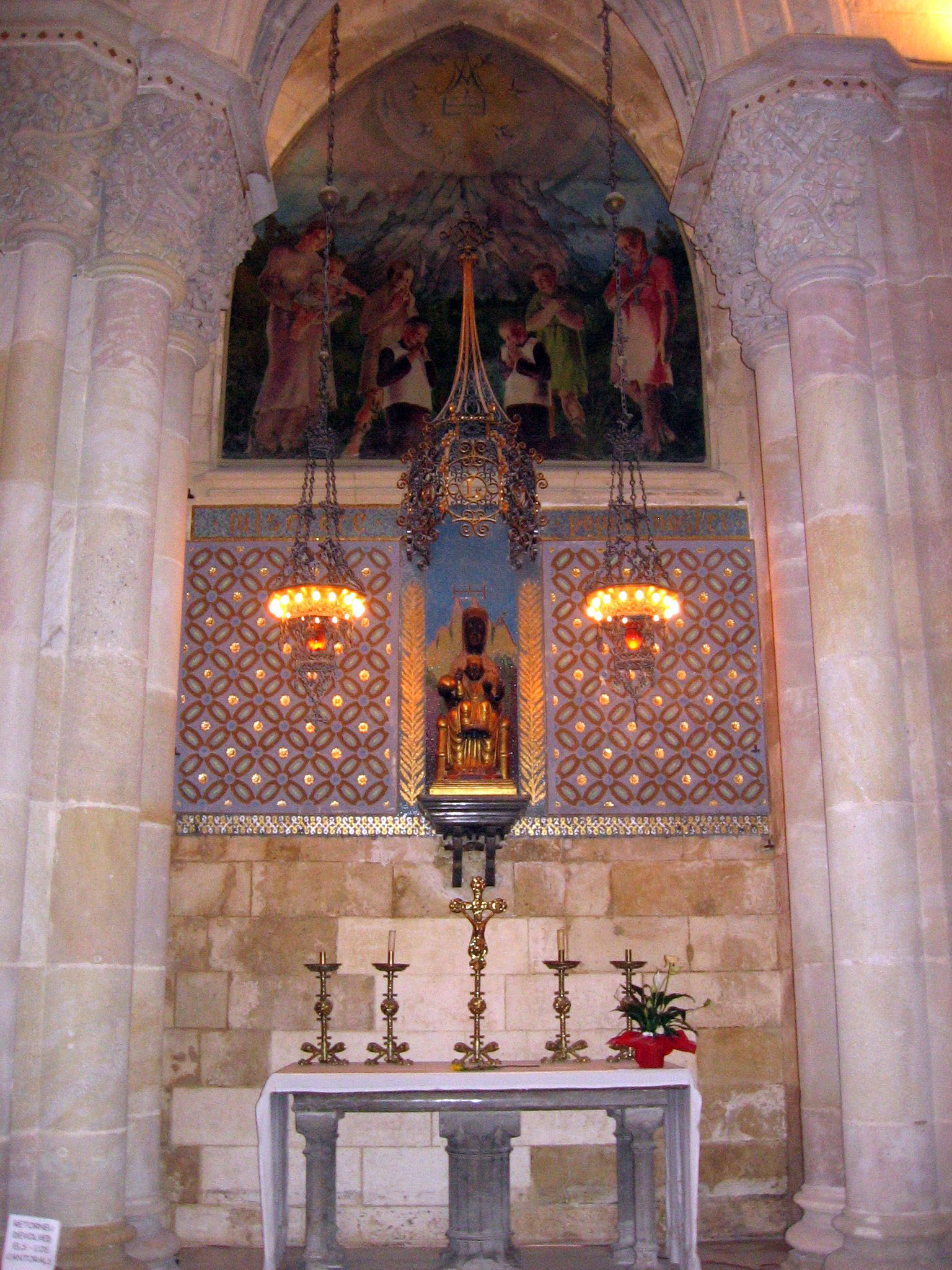
Capilla de Nuestra Señora de Montserrat
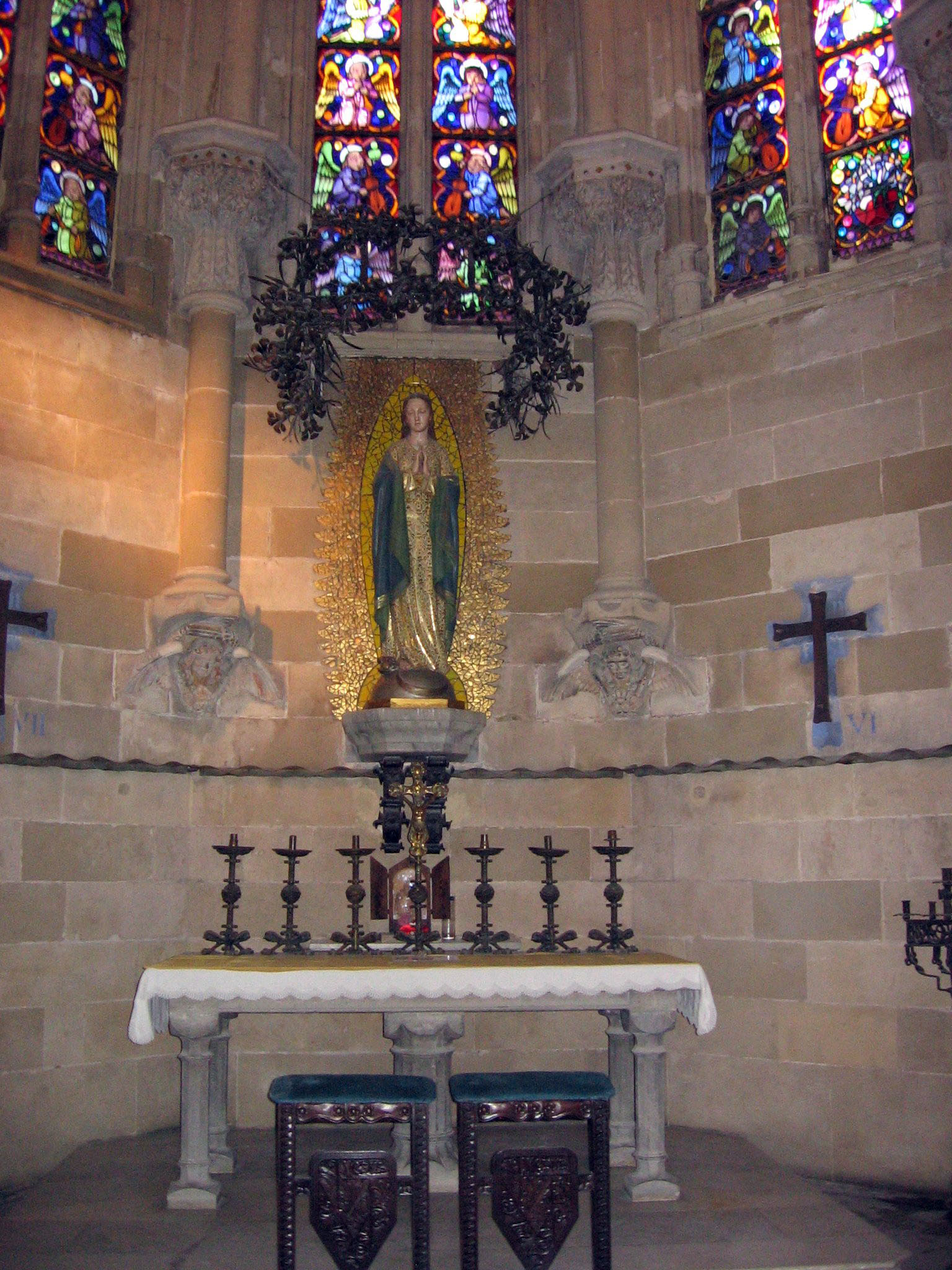
Capilla de la Inmaculada Concepción
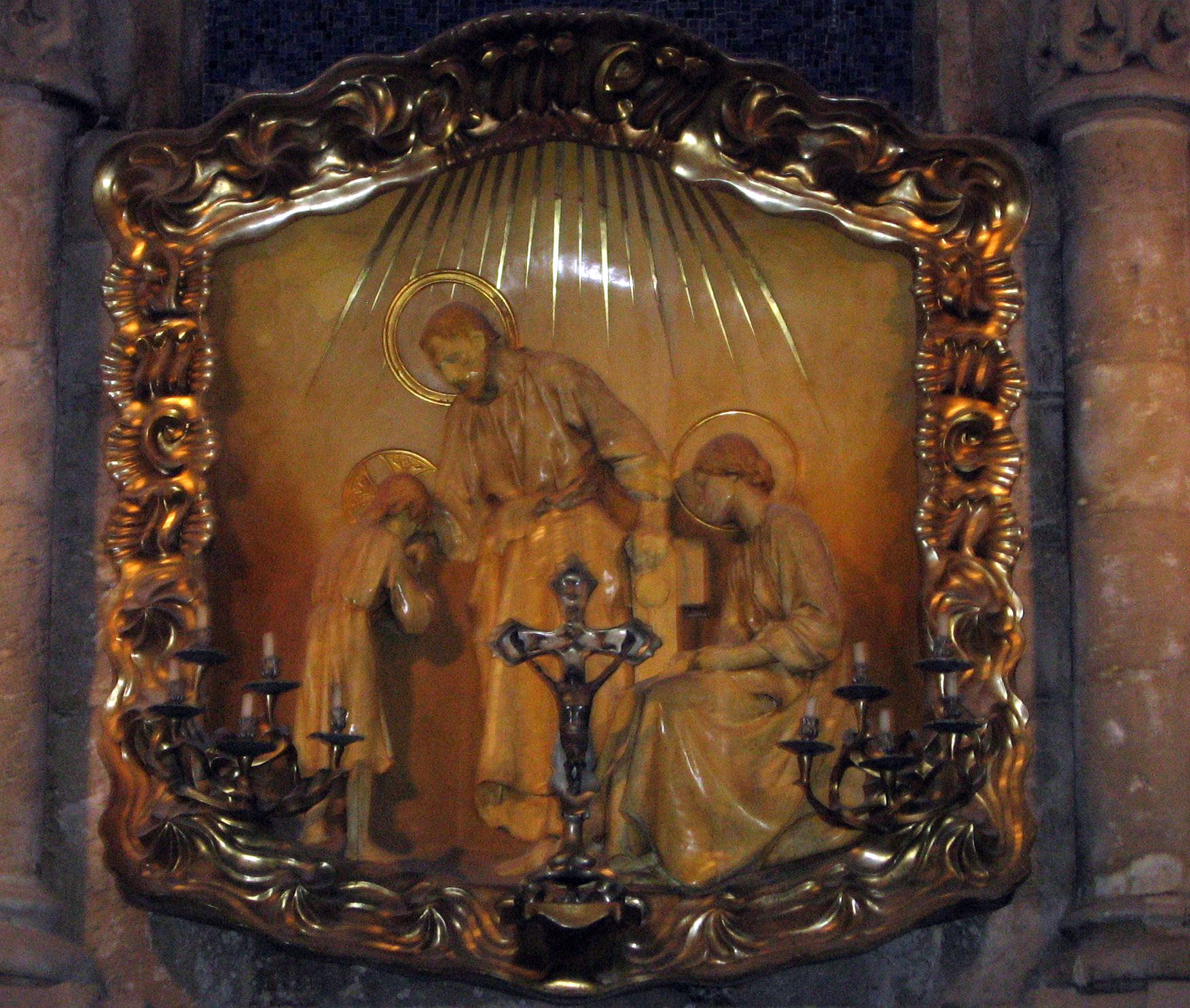
Sagrada Familia, de Josep Llimona
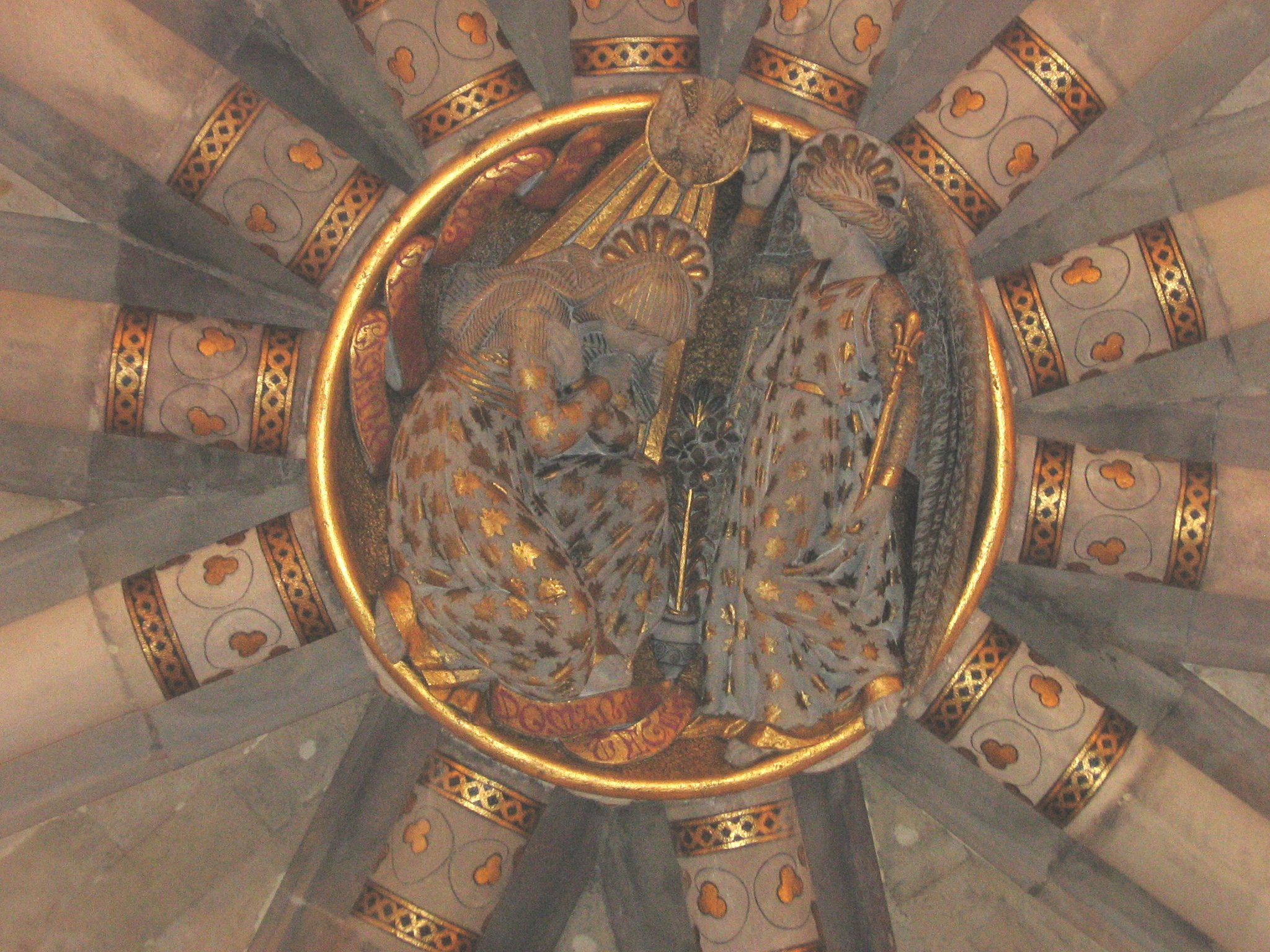
Anunciación, de Joan Flotats

### El ábside

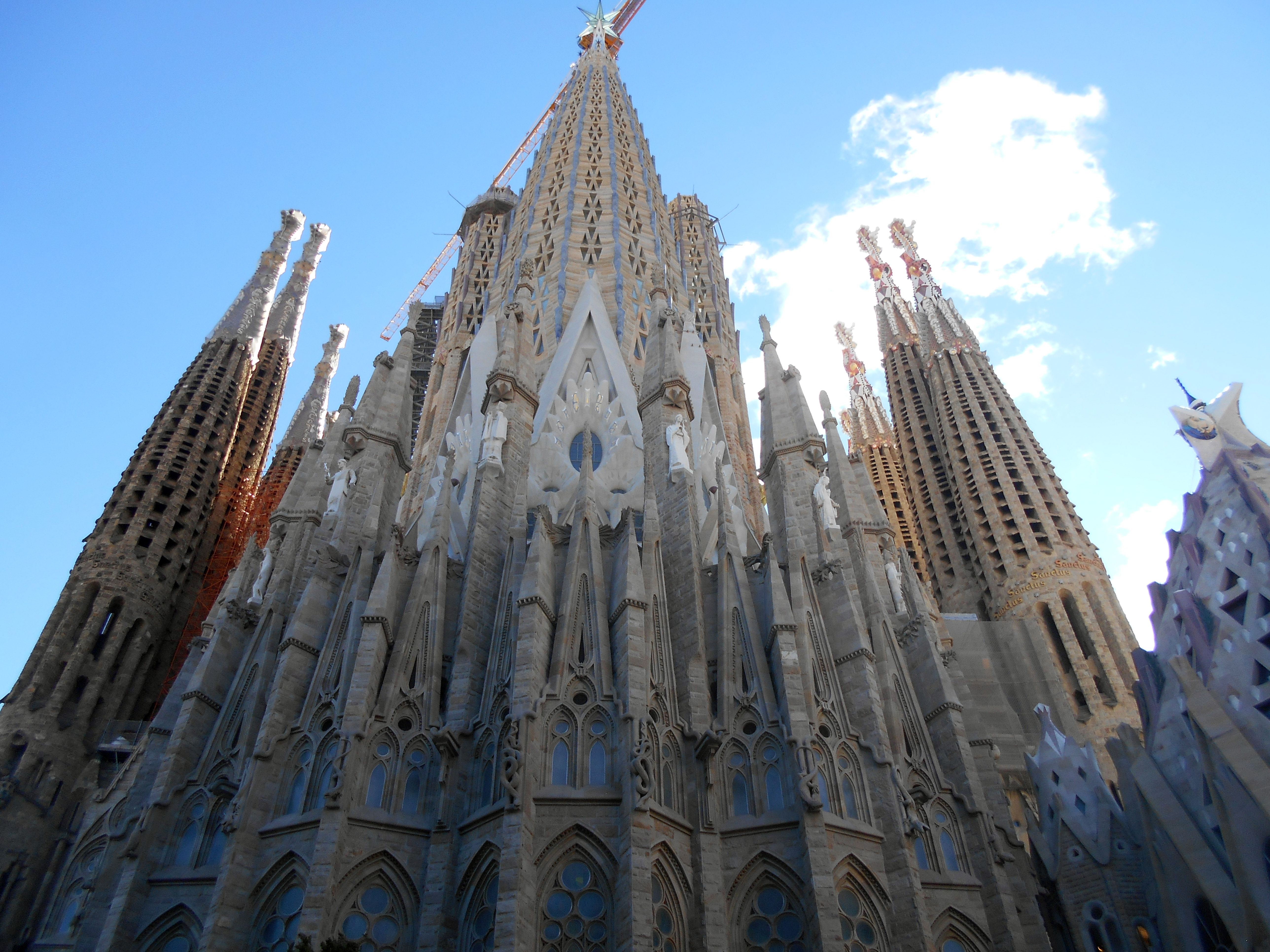
Fachada del ábside

El ábside ocupa la cabecera del templo, entre las fachadas del Nacimiento y la Pasión. En el centro del claustro que lo circunda se situará la capilla de la Asunción y tendrá dos sacristías en los laterales, de las que de momento se ha construido una. Gaudí dedicó el conjunto del ábside a la Virgen María, de la que era gran devoto. El proyecto contiene siete capillas absidiales dedicadas a los siete dolores y gozos de San José, según deseos del fundador Bocabella. Estas capillas están separadas en el exterior por ocho contrafuertes con agujas, que llegan a los 50 m de altura. Cada capilla contiene en su parte superior tres vitrales, delimitados por otros dos contrafuertes con agujas de menor altura. De inspiración gótica, al encontrarse sobre la cripta sigue su misma estructura. Su construcción se realizó de 1890 a 1893, aunque las bóvedas de las capillas y el deambulatorio no se finalizaron hasta inicios del siglo XXI.
El ábside contiene una profusa decoración escultórica donde destacan las estatuas dedicadas a santos fundadores de órdenes religiosas: en los contrafuertes se sitúan (de Nacimiento a Pasión) santa Clara, san Bruno, san Bernardo de Claraval, san Benito de Nursia, santa Escolástica y san Antonio Abad; en el ventanal de la fachada del transepto se encuentran san Francisco de Asís y santa Teresa de Jesús (Nacimiento y Pasión respectivamente). También se encuentran los anagramas de Jesús (la inicial de su nombre rodeada por una corona de espinas), de la Virgen (su inicial con la corona de Reina de los Cielos y la Tierra) y san José (su inicial acompañada de narcisos, flores que evocan la pureza y castidad). Los pináculos de los contrafuertes están rematados con esculturas de espigas y capullos de flora del entorno —cuando se construyó era campo—, dispuestos como un ramo de flores de ofrenda a la Virgen. Además, en la parte superior de los contrafuertes hay unas gárgolas con forma de animales (serpiente, camaleón, caracol, lagarto, lagartija, rana y salamandra), obra de Llorenç Matamala. En la parte interior del ábside se encuentran cincuenta y seis esculturas de ménsulas de ángeles, distribuidas entre las siete capillas, obra de Jaume Cases.
Las barandas altas de las capillas del ábside llevan decoración floral de la antífona del Pequeño Oficio de la Bienaventurada Virgen María: cedro, palma, ciprés, cinamomo, rosa, olivo y bálsamo. Asimismo, los terminales de los frontones del ábside están rematados con una decoración escultórica que simboliza los frutos de la Virgen María: escaramujos, cinamomos, dátiles, olivas y uvas. Las linternas de las capillas tienen los símbolos de las antífonas de la última semana de Adviento, conocidas como «antífonas de la O»:
- O Sapientia: sabiduría, con un león y un cordero como unión de la fuerza y la mansedumbre;
- O Adonai: invocación hebraica de Dios (corona ducal y cetro);
- O Radix Jesse: vara de Jesé;
- O Clavis David: llave como signo de dominio;
- O Oriens: sol como símbolo de justicia;
- O Rex Gentium: piedra angular (piedra con el anagrama de Jesús y corona real);
- O Emmanuel rex: rey y legislador (manto real, espada y tablas de la Ley).

La capilla de la Asunción, de la que Gaudí dejó un elaborado proyecto, tendrá forma de litera de piedra, que evoca la litera con que se sacaba en procesión a la llamada Virgen de Agosto de la catedral de Gerona. El arquitecto se inspiró en la obra de Lluís Bonifaç de la seo gerundense, de la que reprodujo en la capilla detalles como los cortinajes, la corona, los pilares y los ángeles. La capilla estará rematada por una linterna de 30 m de altura. La cúpula será como un manto levantado por los extremos por ángeles, que se situarán en los pináculos de los frontones. El frontón principal llevará la inscripción Salve, Regina, Mater misericordiae, en honor de la Virgen de la Misericordia, patrona de Reus, la ciudad natal del arquitecto. En el interior figurará la Santísima Trinidad en la cúpula coronando a María, rodeada de ángeles —como advocación de Nuestra Señora de los Ángeles—; en la galería habrá doce ángeles —por las doce estrellas de la corona de la Virgen— con los frutos del Espíritu Santo; bajo la galería estará la muerte de la Virgen, la de san José, la presentación de María en el templo por san Joaquín y santa Ana y las bodas de Caná. En los portales estarán los santos de advocaciones barcelonesas: san Roque y san José Oriol. Las obras de esta capilla se iniciaron en 2022. La obra escultórica se confió a tres escultoras: Mercè Riba (bajorrelieves con escenas de la vida de la Virgen y la figura de san José Oriol), Béatrice Bizot (san Roque) y Teresa Riba (ángeles que sostienen el manto azul de la Virgen).
Las sacristías tendrán una altura de 35 m, sobre una base de 18 × 18. De momento, se ha construido la de poniente, edificada entre 2011 y 2016. Tiene una planta baja de forma cuadrada, cuyos lados exteriores coinciden con el claustro que circunda el templo. En el primer piso, los ángulos están achaflanados, por lo que presenta una planta octogonal. Por último, la cúpula es un polígono de doce paraboloides. La esquina exterior contiene tres de los obeliscos que delimitarán las cuatro esquinas del templo, sobre los que se sitúa una linterna con forma de hiperboloide elíptico. Las paredes presentan unas oberturas triangulares limitadas por las generatrices y directrices de los paraboloides. En los frontones y la linterna están inscritas las invocaciones del Apocalipsis (Ap 7, 9-12), en catalán: Lloança («alabanza»), Glòria, Saviesa («sabiduría»), Acció de gràcies («acción de gracias»), Honor, Poder y Força («fuerza»). La cúpula está rematada con un pináculo de tres escudos aristados, decorados con unas figuras de cerámica esmaltada del Cordero y el Vendimiador —símbolos de Jesucristo—, obra de Francesc Fajula, así como la inscripción Amén, en pórfido rojo, y el monograma JHS, en vidrio veneciano dorado, todo ello coronado por un anillo de bronce, que representa la alianza con la Iglesia, y la corona de la vida, que reciben los mártires en la resurrección (Ap 2, 10).

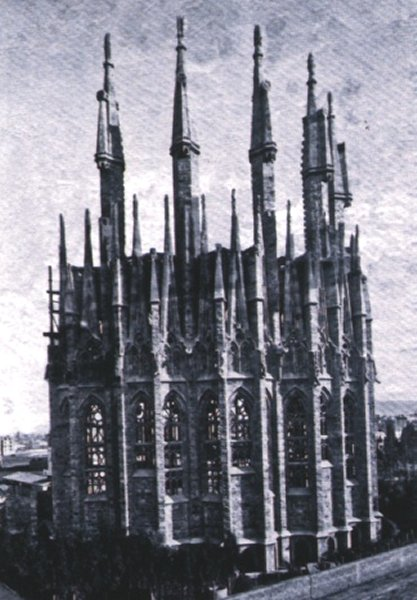
El ábside en 1893
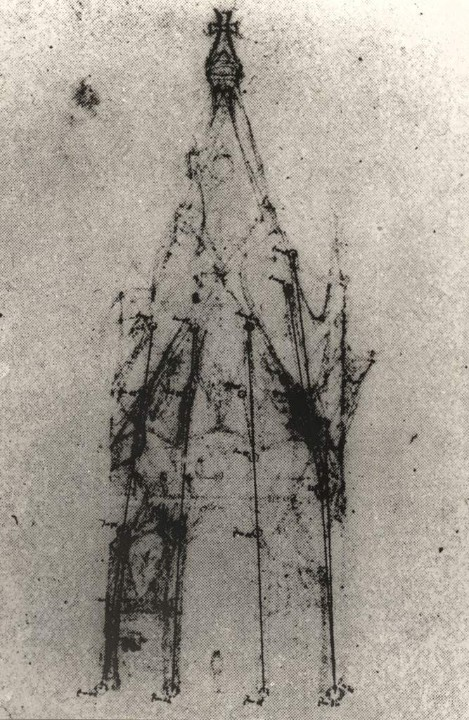
Boceto de la capilla de la Asunción, de Gaudí
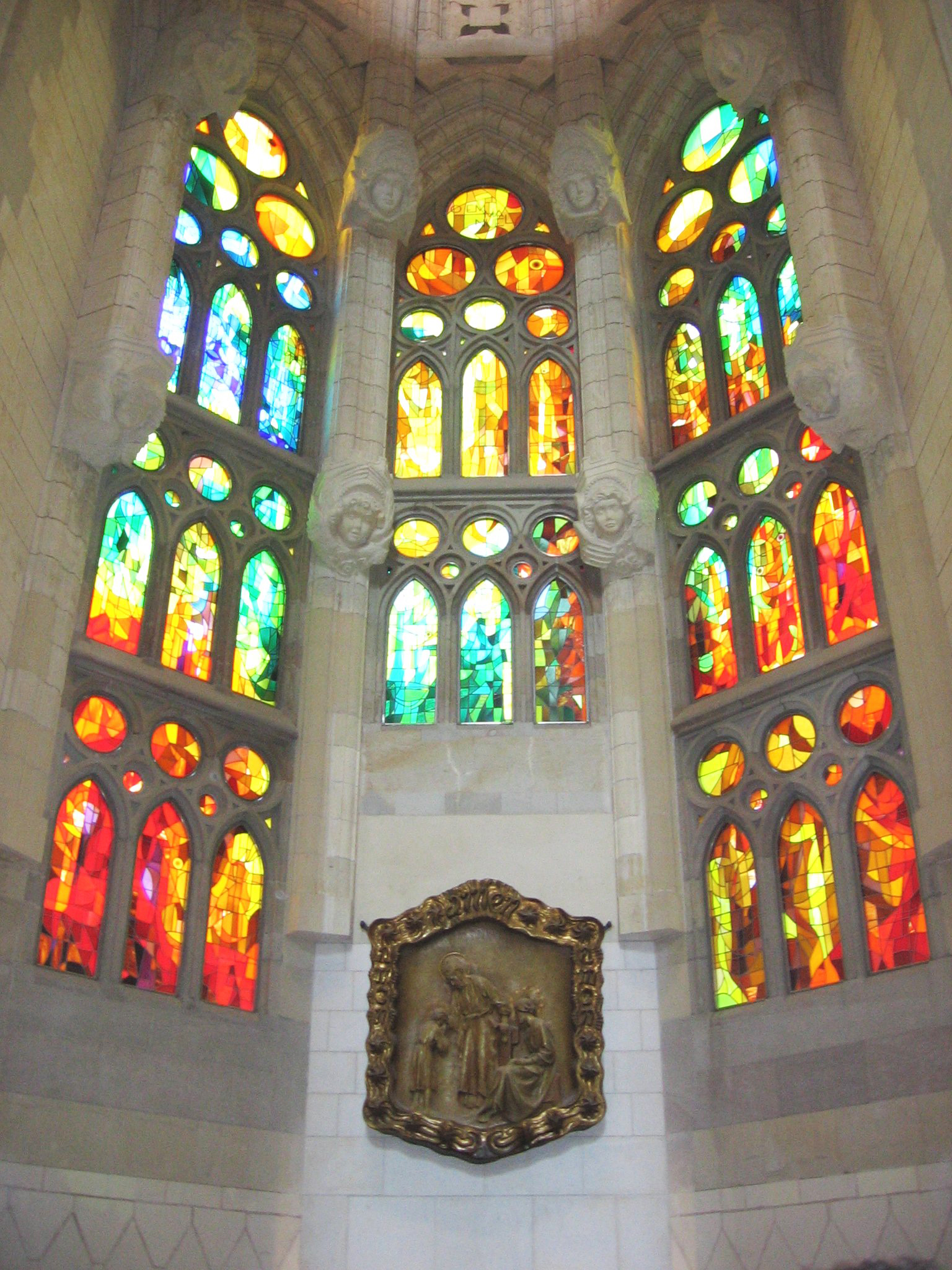
Vitrales del ábside
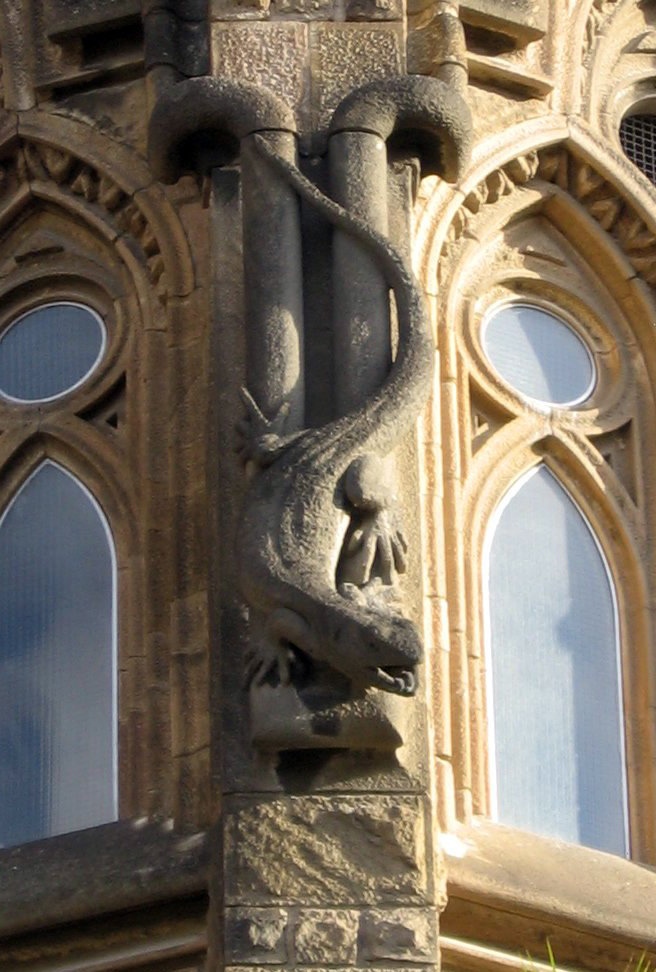
Escultura de lagartija
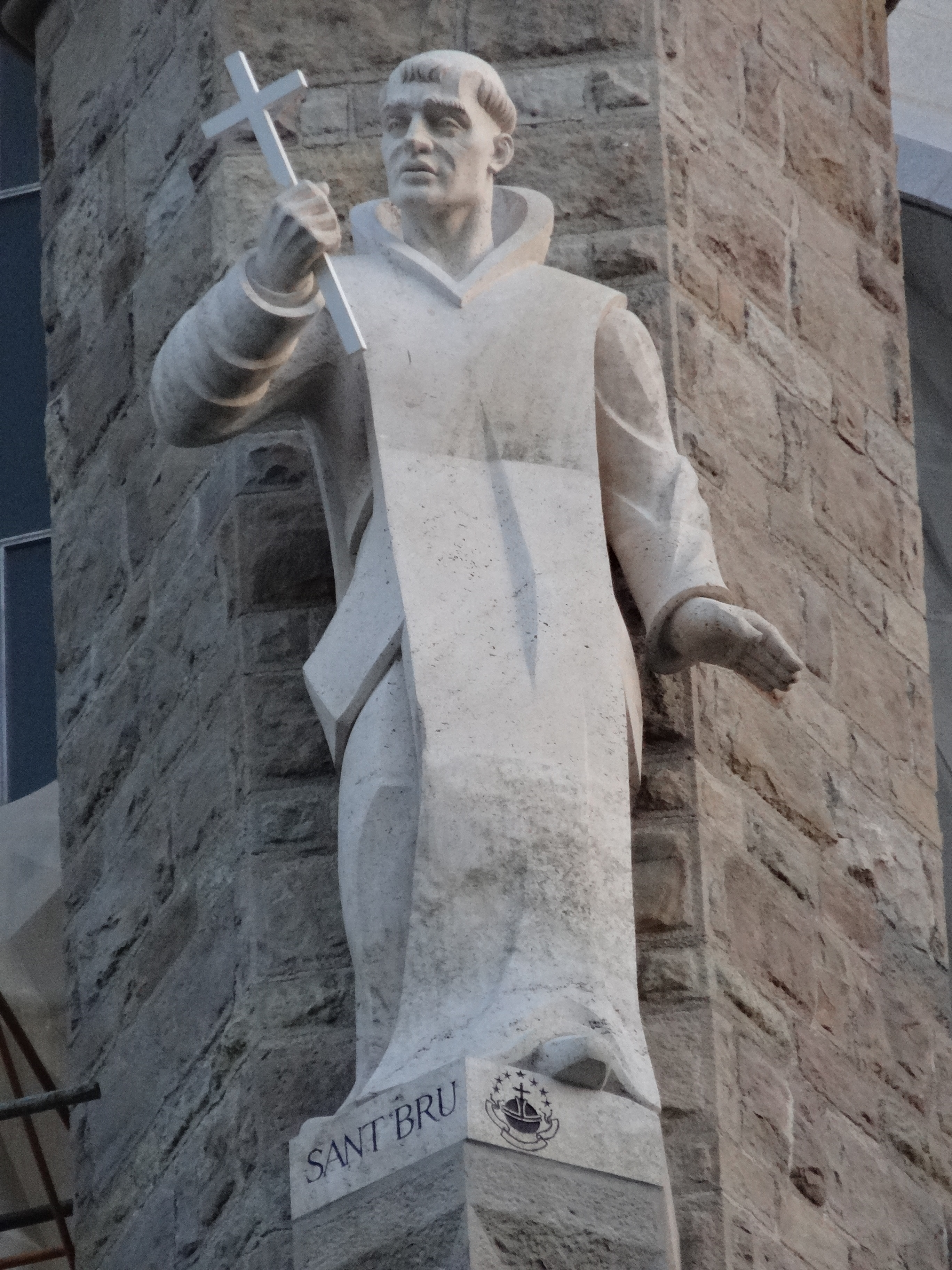
Escultura de san Bruno
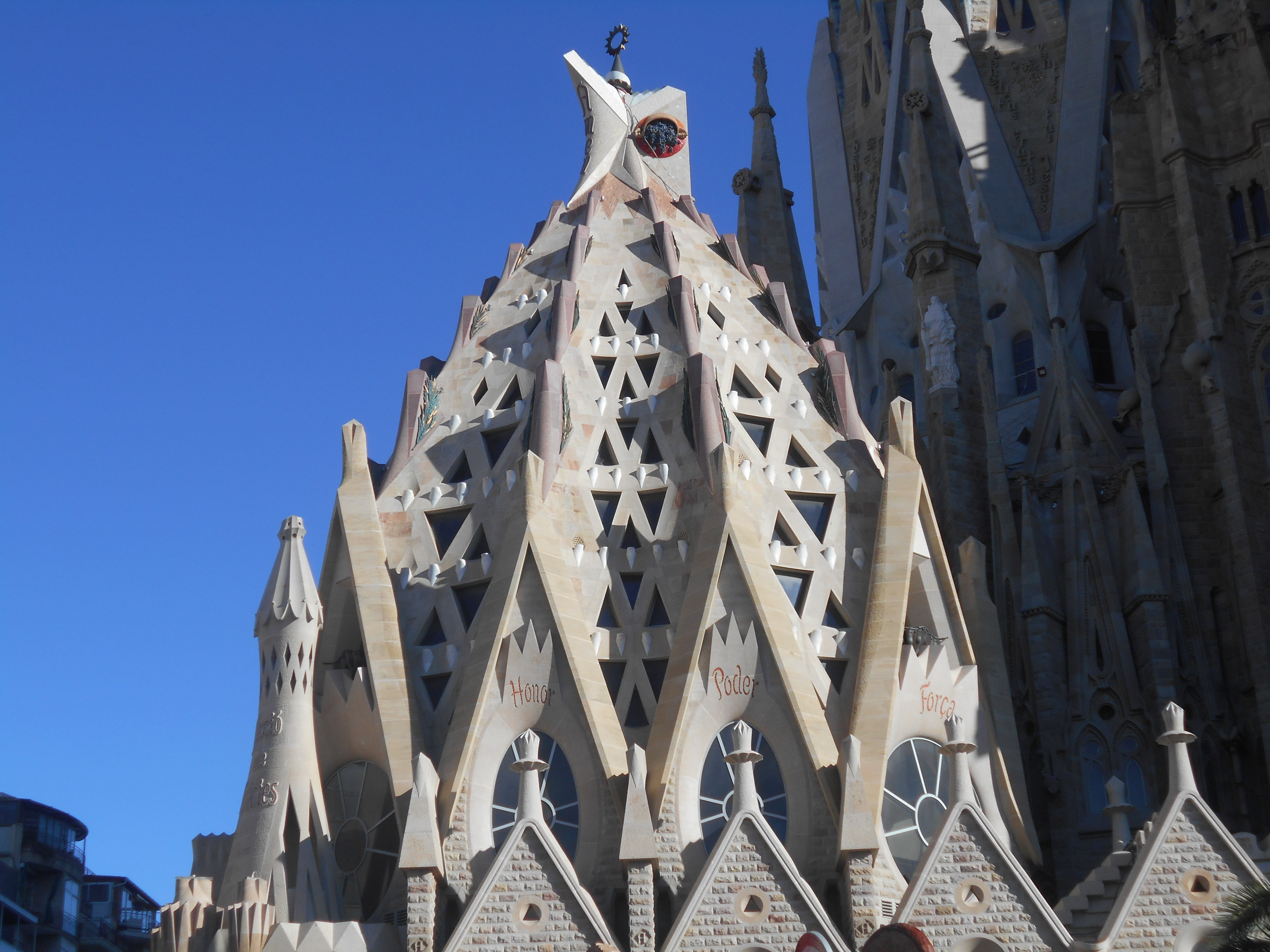
Sacristía de poniente
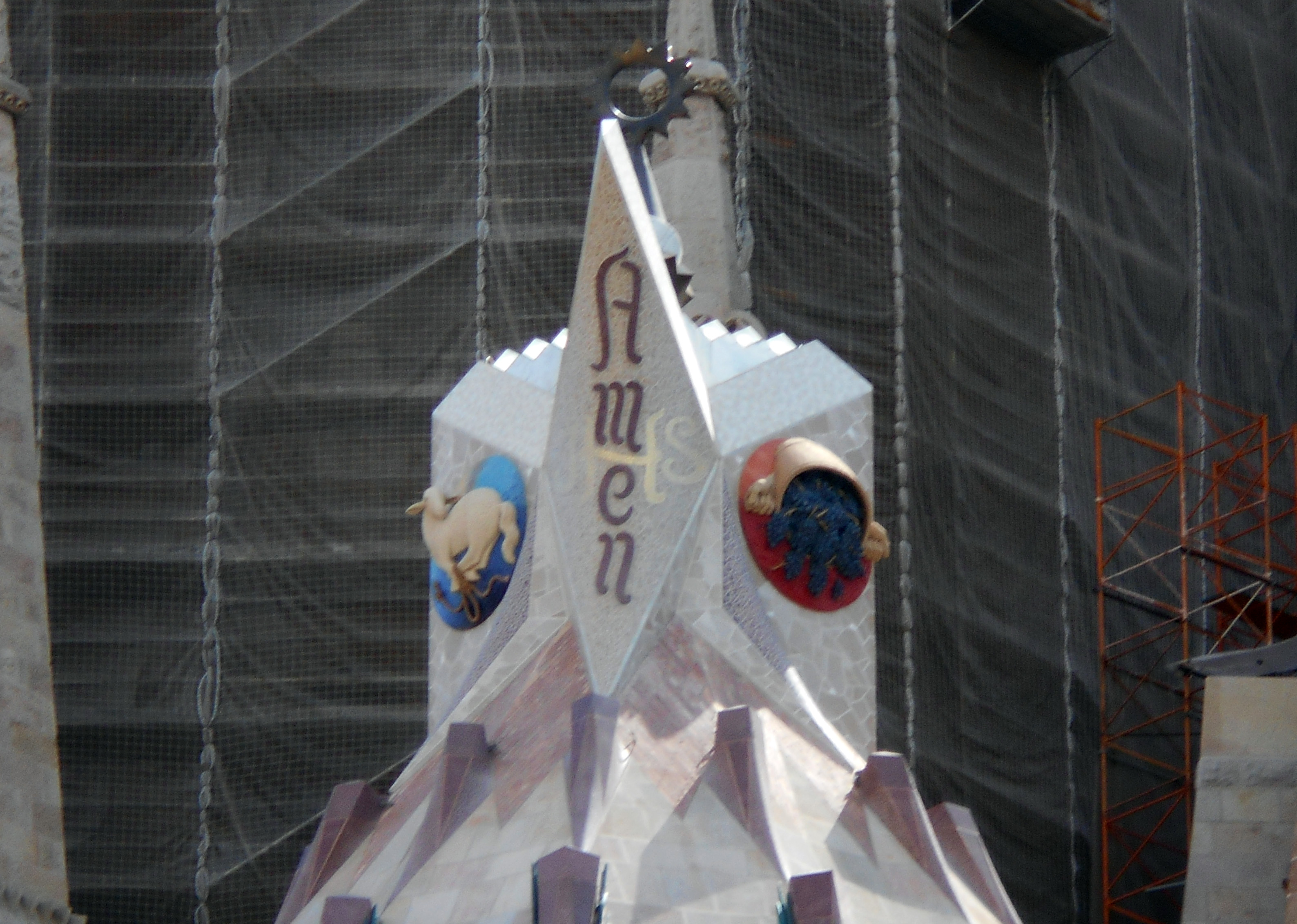
Figuras del Cordero y el Vendimiador, sacristía

### Fachada del Nacimiento

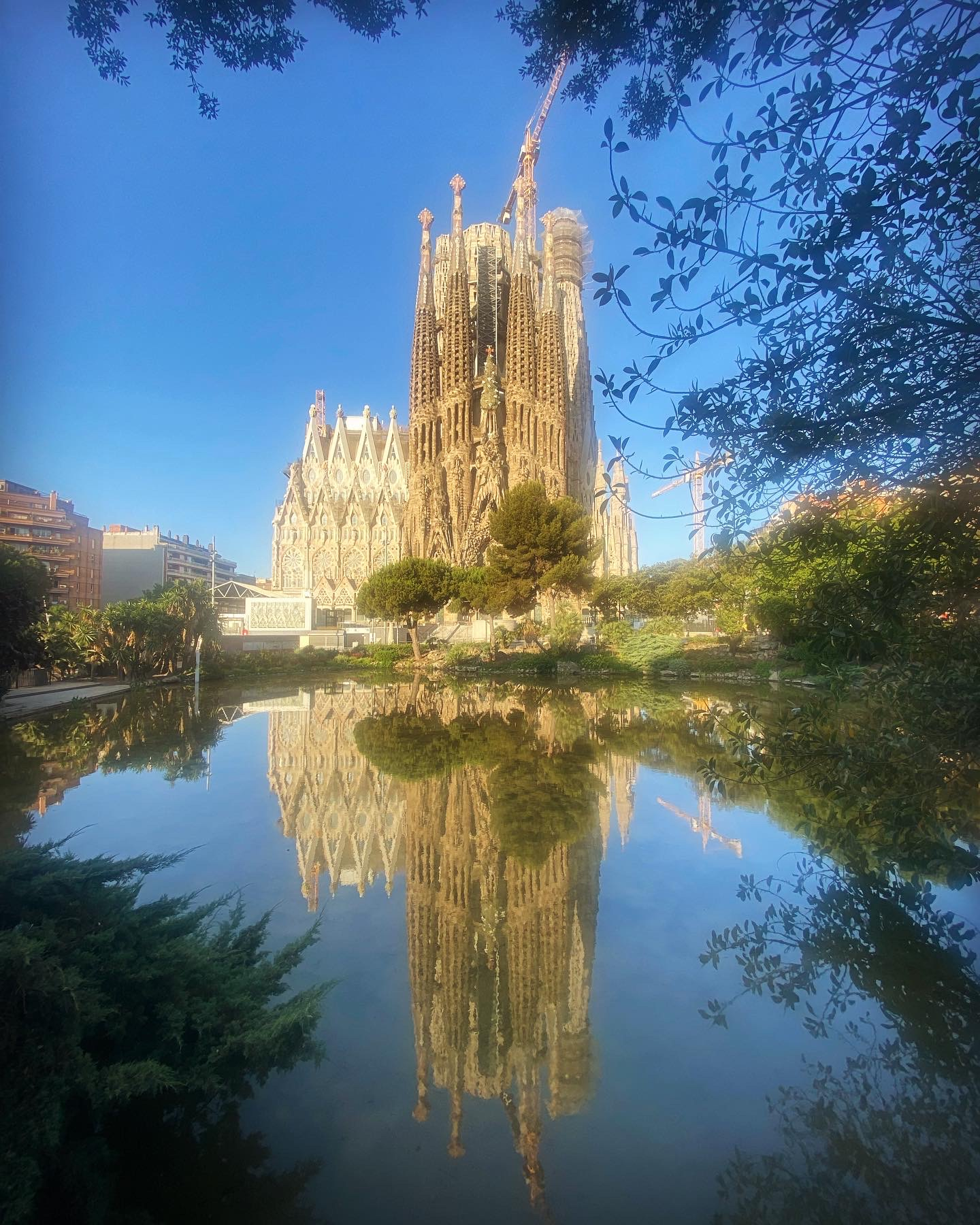
Fachada del Nacimiento

Al estar dedicada al acontecimiento gozoso del nacimiento de Jesús, esta fachada presenta una decoración exultante donde todos los elementos son evocadores de la vida. Se centra en la faceta más humana y familiar de Jesús, con una amplia profusión de elementos populares, como herramientas y animales domésticos. Orientada al levante (nordeste), recibe el sol del amanecer, lo que refuerza la idea de vida y alegría vinculada al nacimiento, en contraposición a la fachada de la Pasión, que representa la muerte de Cristo y recibe por tanto la luz del ocaso; Gaudí estudió minuciosamente el simbolismo de todos los espacios del templo. La fachada está dividida en tres arquivoltas, que presentan tres pórticos dedicados a las virtudes teologales: de la Esperanza a la izquierda, de la Fe a la derecha y de la Caridad en el centro. Culmina con las torres-campanario dedicadas a san Matías, san Judas Tadeo, san Simón y san Bernabé. Fue construida entre 1893 y 1936.
La escultura original es de Llorenç Matamala y Joan Matamala, con la ayuda de Carles Mani, autor de moldes en cera de diversas figuras de la fachada, y con aportaciones posteriores de Jaume Busquets, Joaquim Ros i Bofarull y Etsuro Sotoo, el último que trabajó en la fachada, que dio por finalizada el año 2016.

Todo el mundo encuentra sus cosas en el templo: los campesinos ven gallinas y gallos; los científicos, los signos del Zodíaco; los teólogos, la genealogía de Jesús; pero la explicación, el raciocinio, solo la saben los competentes y no se debe vulgarizar.
Antoni Gaudí

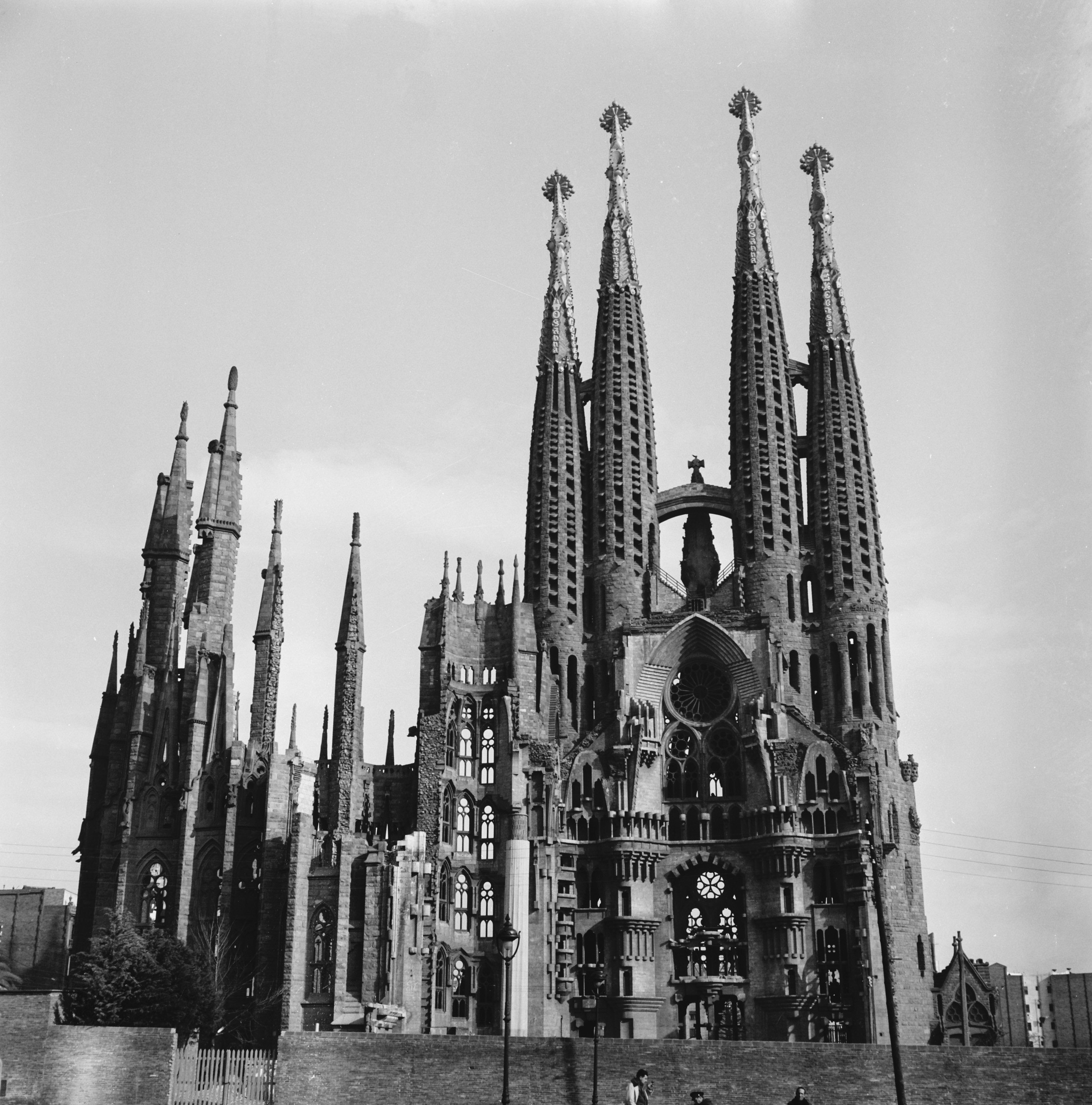
La fachada del Nacimiento en 1957

Las tres arquivoltas tienen los rampantes estribados en dos columnas en su parte interior y en los claustros en la exterior. Estas columnas están formadas por seis tambores estriados helicoidalmente: la de José entre el pórtico de la Esperanza y el de la Caridad; y la de María, entre el pórtico de la Caridad y el de la Fe. En la base de las columnas está representada una tortuga —una de tierra y una de mar— como símbolo de lo inalterable en el tiempo, mientras que los capiteles son en forma de hojas de palma, de las que surgen racimos de dátiles cubiertos de nieve —por el invierno, fecha de la natividad de Jesús—, que dan apoyo a dos ángeles con trompetas que anuncian el nacimiento de Cristo. En contraste con las tortugas, a ambos lados de la fachada se situaron camaleones, símbolos del cambio. Realizada en piedra arenisca de Montjuïc, en el proyecto original de Gaudí esta fachada debía estar policromada, con pintura de diversos colores en las arquivoltas de los tres pórticos; así, todas la estatuas habrían sido pintadas, tanto las de figuras humanas como las de flora y fauna y demás objetos. Sin embargo, hasta la fecha no se ha realizado esta decoración.
Los tres pórticos tienen cuatro puertas —la central es doble— diseñadas por Etsuro Sotoo, de bronce policromado y cristal, decoradas con vegetación, insectos y pequeños animales, como evocación del lugar donde nació Jesús: la puerta de la Caridad está decorada con hiedras —símbolo de la obediencia— y flores de calabaza —símbolo del matrimonio—; la de la Fe contiene rosas silvestres sin espinas, siguiendo el ejemplo de san Francisco de Asís, que quitó las espinas a las rosas; y, la de la Esperanza, presenta unas cañas, como las del río que cruzó la Sagrada Familia en su huida a Egipto. Entre los insectos y pequeños animales que aparecen en las puertas pueden apreciarse mariposas, hormigas, moscas, saltamontes, arañas, libélulas, escarabajos, grillos, chinches, avispas, ciempiés, abejas, mariquitas, orugas, etc. Las primeras de estas puertas, las del portal de la Caridad, fueron colocadas entre julio y diciembre de 2014; la del pórtico de la Esperanza fue instalada en julio de 2015; y la del portal de la Fe se colocó el 30 de noviembre de 2015. En la puerta de la Caridad se pueden apreciar además las inscripciones en latín Deus Caritas Est y Caritas Numquam Excidit, mientras que las rosas de los dos batientes dibujan las iniciales J y M (José y María).
Esta fachada fue la elegida por Gaudí para dar una idea global de la estructura y decoración del templo: como era consciente de que no podría terminar el proyecto en el transcurso de su vida, en vez de ir construyendo el templo en su conjunto de forma lineal prefirió construir una fachada completa en toda su verticalidad, para dar una muestra completa de cómo debía ser el resto. Escogió esta fachada por ser, en su opinión, la que podría ser más atractiva para el público, fomentando así la continuación de la obra tras su muerte; en sus propias palabras:

Si en vez de hacer esta fachada decorada, ornamentada, turgente, hubiese comenzado por la Pasión, dura, pelada, como hecha de huesos, la gente se habría retraído.

#### Portal de la Caridad
Es el mayor de los tres y está dedicado a Jesús. Está formado por muros en esviaje que van de las puertas a las columnas situadas entre las arquivoltas, que nacen en los capiteles de las mismas; esta arquivolta central está estructurada alrededor de un arco pentalobulado que le sirve de directriz y se remata en el ventanal del tímpano central. Los muros son acanalados, con seis aristas que surgen de un banco terrero y quedan interrumpidas por unas peanas decoradas con motivos escultóricos de plantas y aves domésticas, sobre las que se sitúan unas hornacinas con las esculturas de las adoraciones y el Nacimiento coronando el parteluz. El pórtico desarrolla una serie de escenas sobre el nacimiento de Jesús: la Anunciación y la Coronación de María, junto a la Adoración de los Reyes y la Adoración de los pastores —estas últimas obra de Ros i Bofarull (1981-1982)—; también encontramos la estrella de Belén y los signos del Zodíaco, dispuestos como estaban la noche que nació Jesús (Aries, Tauro, Géminis, Cáncer, Leo y Virgo), así como ángeles músicos —con instrumentos clásicos (arpa, fagot y violín) y populares (guitarra, pandereta y gaita)— y las cincuenta y nueve cuentas del rosario rodeando el ventanal. En el dintel de las puertas figura la inscripción «Gloria in excelsis Deo et in terra pax hominibus bonae voluntatis». También hay numerosas representaciones de especies vegetales.
La puerta de Jesús está dividida por un parteluz con el árbol de Jesé, que presenta la genealogía de Cristo. En su base está la serpiente mordiendo la manzana, símbolo del pecado original; la parte inferior de esta columna está protegida con una reja cilíndrica de hierro, obra del forjador Joan Oñós. Sobre el capitel se sitúa el grupo del Nacimiento, obra de Jaume Busquets (1958), con un Coro de ángeles niños —realizado por Etsuro Sotoo en el año 2000—, que sostienen unas filacterias con la inscripción «Jesus est natus. Venite, adoremus», ante cuyo mensaje los pájaros van el pie de la cuna, según el villancico popular catalán El cant dels ocells (El canto de los pájaros).

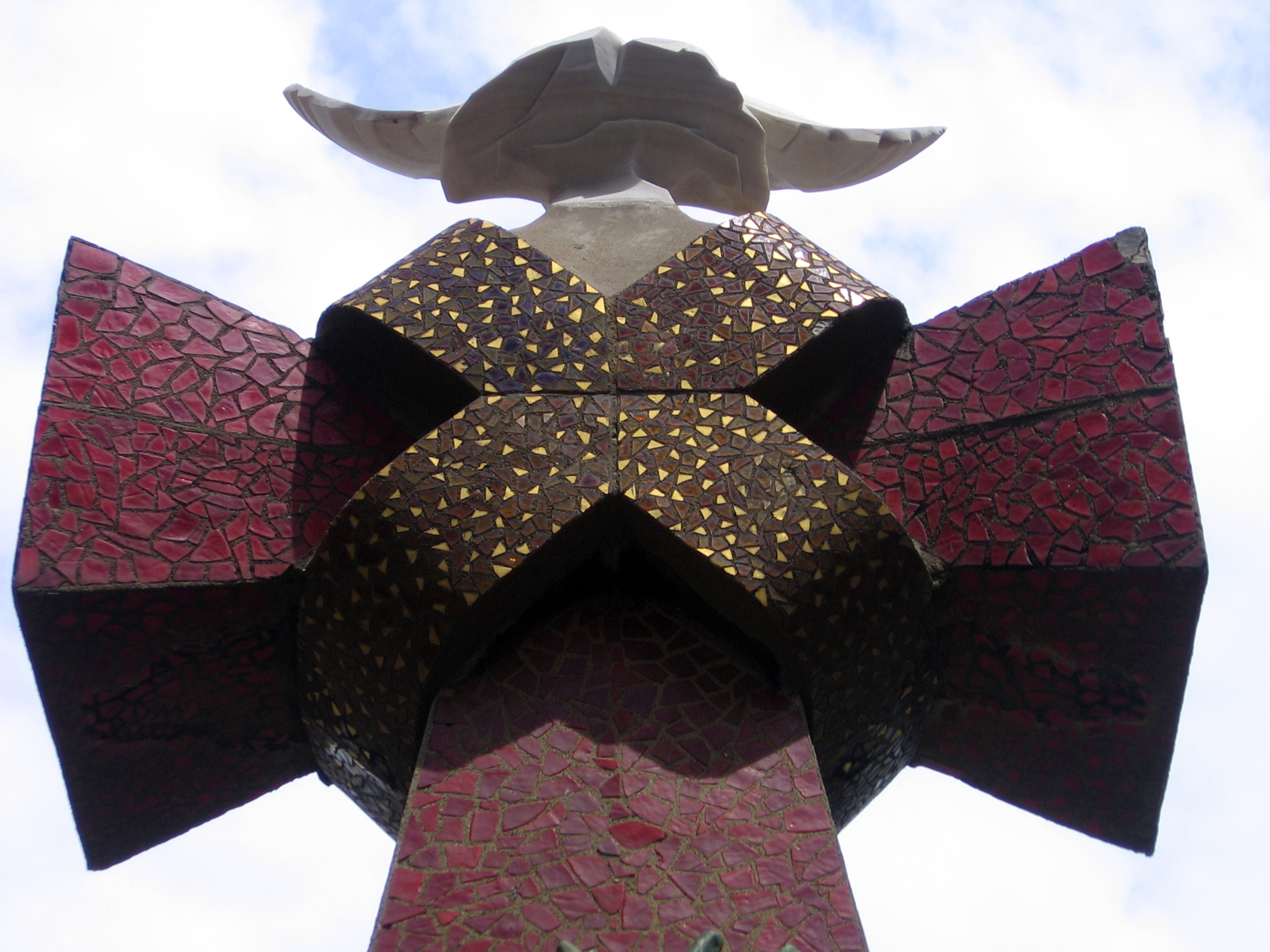
Cruz de la Santísima Trinidad

El portal culmina en el Árbol de la Vida, que representa el triunfo de la vida y el legado de Jesús. Aquí encontramos el anagrama de Jesús con las letras JHS (de Jesuchristus o de Jesus Hominum Salvator, Jesús Salvador de la Humanidad), en una cruz griega, con las letras griegas alfa y omega como símbolo del principio y el fin. Está rodeado de ángeles incensarios y ángeles portadores del pan y el vino, símbolo de la Eucaristía. Sobre el anagrama encontramos una familia de pelícanos, un pájaro que representa un primitivo símbolo cristiano que alude igualmente a la Eucaristía, con un huevo símbolo del origen y la plenitud de la vida y la naturaleza. En sentido ascendente se hallan dos escaleras —como ascensión a Dios— y un ciprés que simboliza la vida eterna, con un grupo de palomas que representan los fieles que acuden a Dios. Por último, encontramos una representación de la Santísima Trinidad, con la letra griega tau, inicial del nombre de Dios en griego (Theos), la X de Jesús (por la letra griega ji, inicial de Cristo en griego) y la paloma del Espíritu Santo.

#### Portal de la Esperanza
Dedicado a san José, tiene una forma similar al pórtico central, con muros en esviaje de dos canales que siguen la forma pentalobulada de la arquivolta. Aquí encontramos las escenas de los Esponsales de la Virgen María y san José, la Familia de Jesús (con san Joaquín y santa Ana), El sabio y el Niño Jesús, la Muerte de los Santos Inocentes, La huida a Egipto y La barca de san José, en que José es el timonel que conduce a la Iglesia católica. También podemos observar la colocación de diversas herramientas: una sierra, una maza, un cincel, una escuadra, un destornillador, un martillo y un hacha. En alusión a la huida a Egipto —y simbolizando la esperanza de la vida— se hallan animales domésticos como ocas, gansos o patos en representación de la fauna del Nilo, así como flora de Egipto. El pórtico está rematado por un gran pináculo semejante a los peñascos de Montserrat —concretamente el Cavall Bernat—, con la inscripción latina Salva nos.

#### Portal de la Fe
Dedicado a la Virgen María, tiene una estructura similar al pórtico de la izquierda. En este pórtico percibimos las siguientes escenas: la Inmaculada Concepción, en que aparece la Virgen sobre una lámpara de tres brazos, en referencia a la Santísima Trinidad; la Visitación, la Virgen visita a su prima Isabel; La presentación de Jesús en el templo, donde el Niño Jesús aparece en brazos del sacerdote Simeón y, a su lado, aparece la profetisa Ana, que reconoce en Jesús al Mesías; Jesús trabajando de carpintero; y Jesús predicando en el templo, entre las figuras de san Juan Bautista y san Zacarías. También encontramos el Corazón de Jesús, cubierto de espinas y de abejas místicas que liban su sangre; la Divina Providencia, en forma de mano con el ojo que todo lo ve; uvas y espigas como símbolo de la Eucaristía; flora y fauna de Palestina; y hojas de palma —símbolo del martirio— en las columnas.

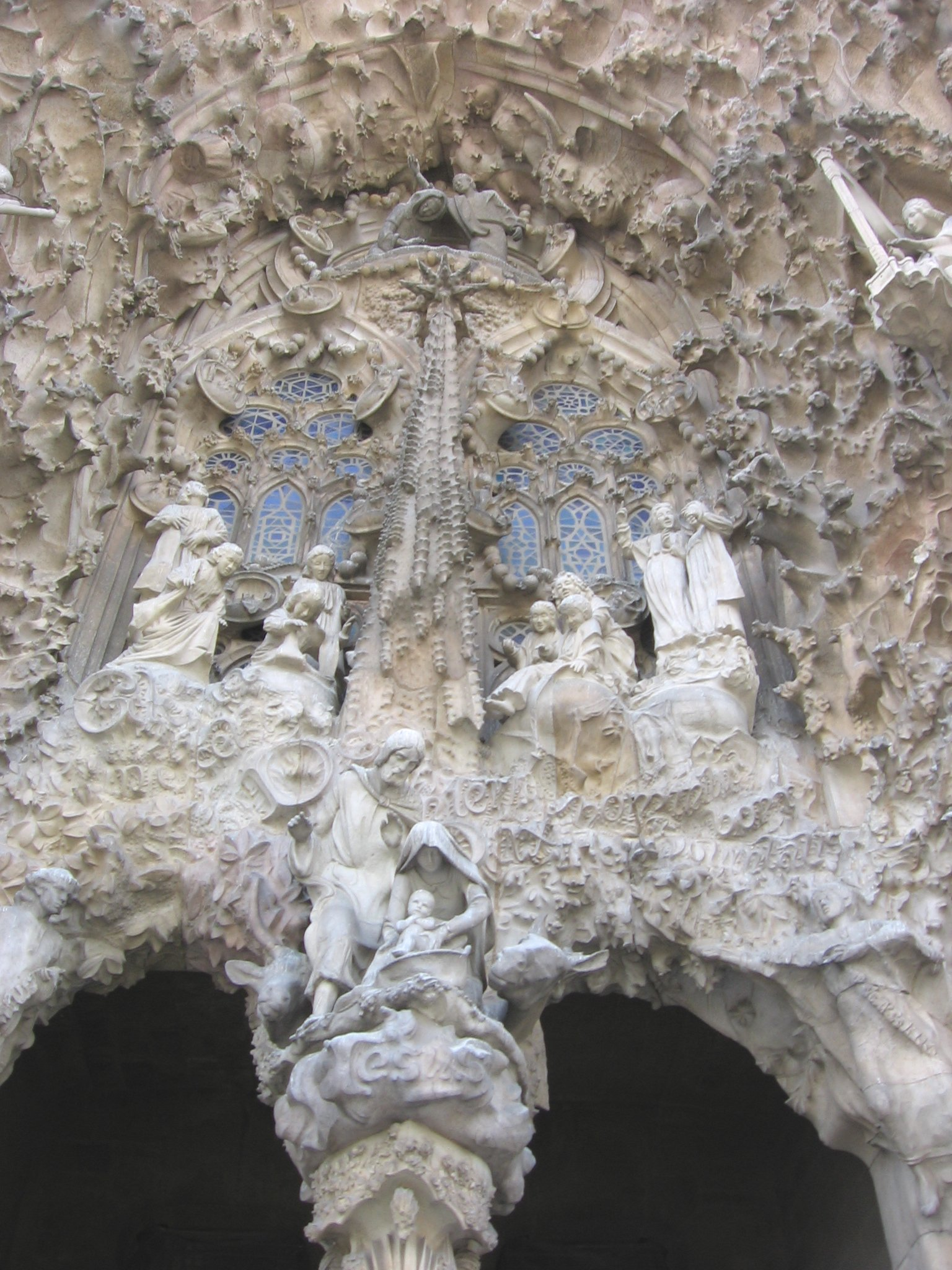
Portal de la Caridad
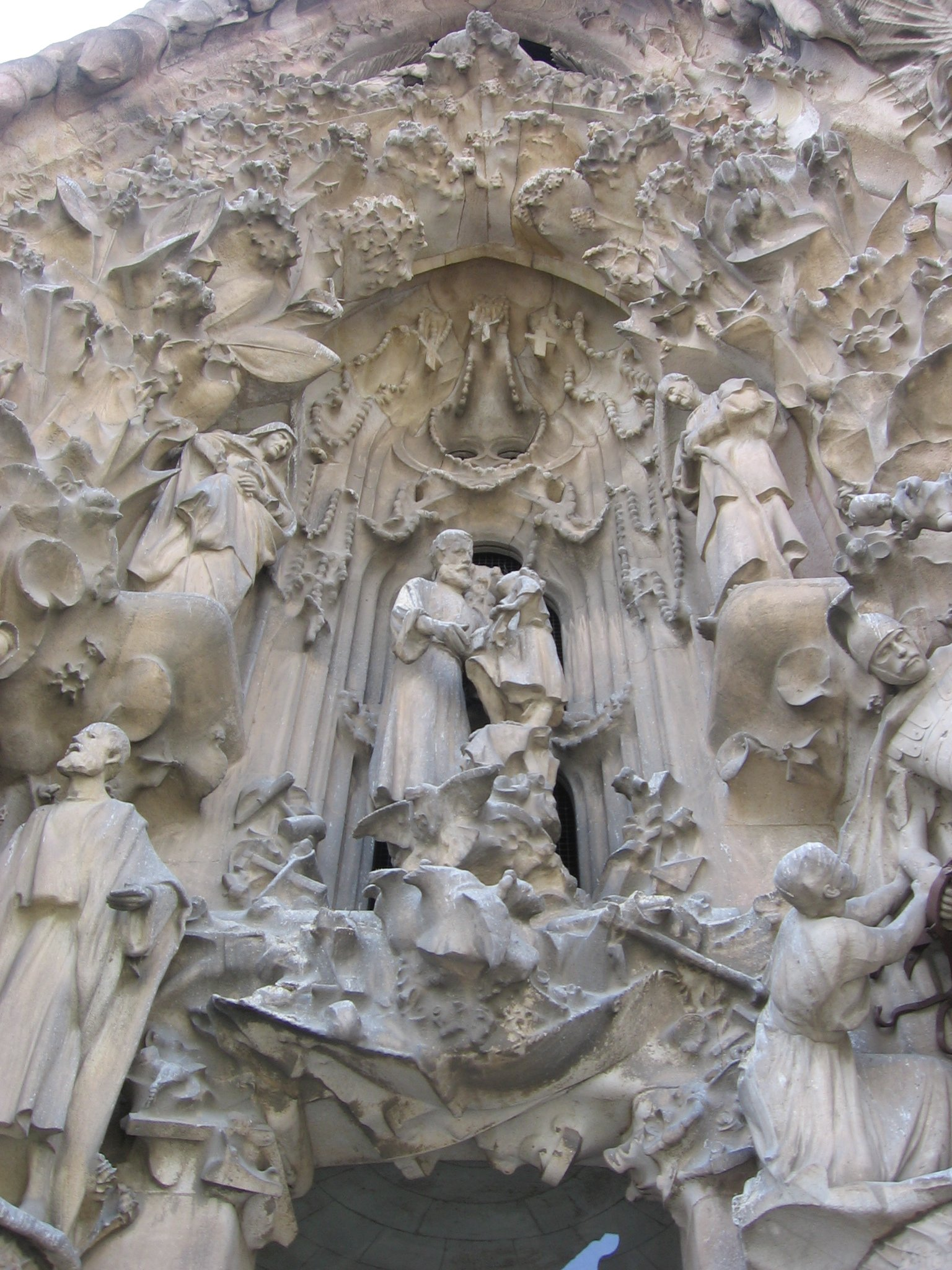
Portal de la Esperanza
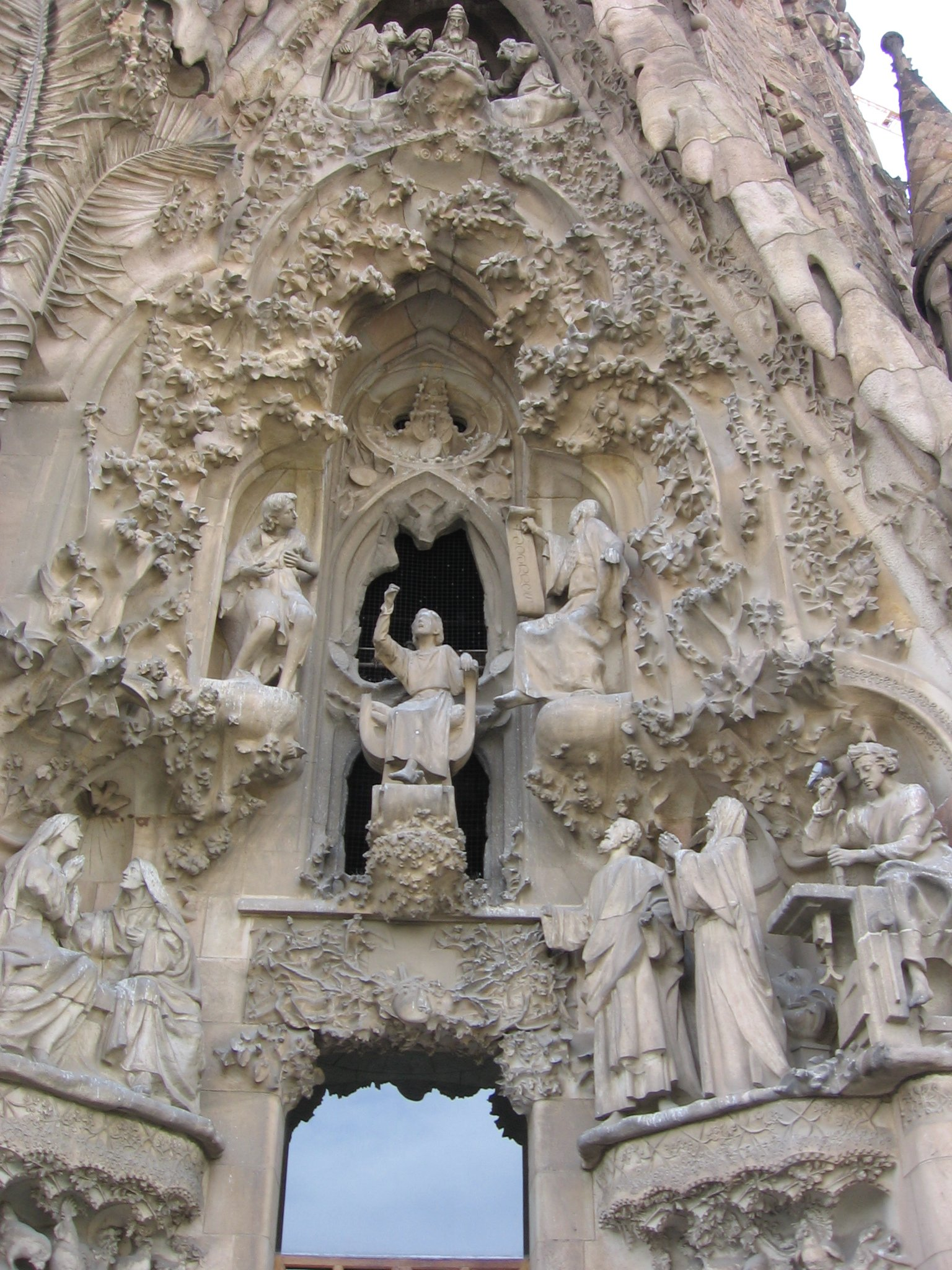
Portal de la Fe
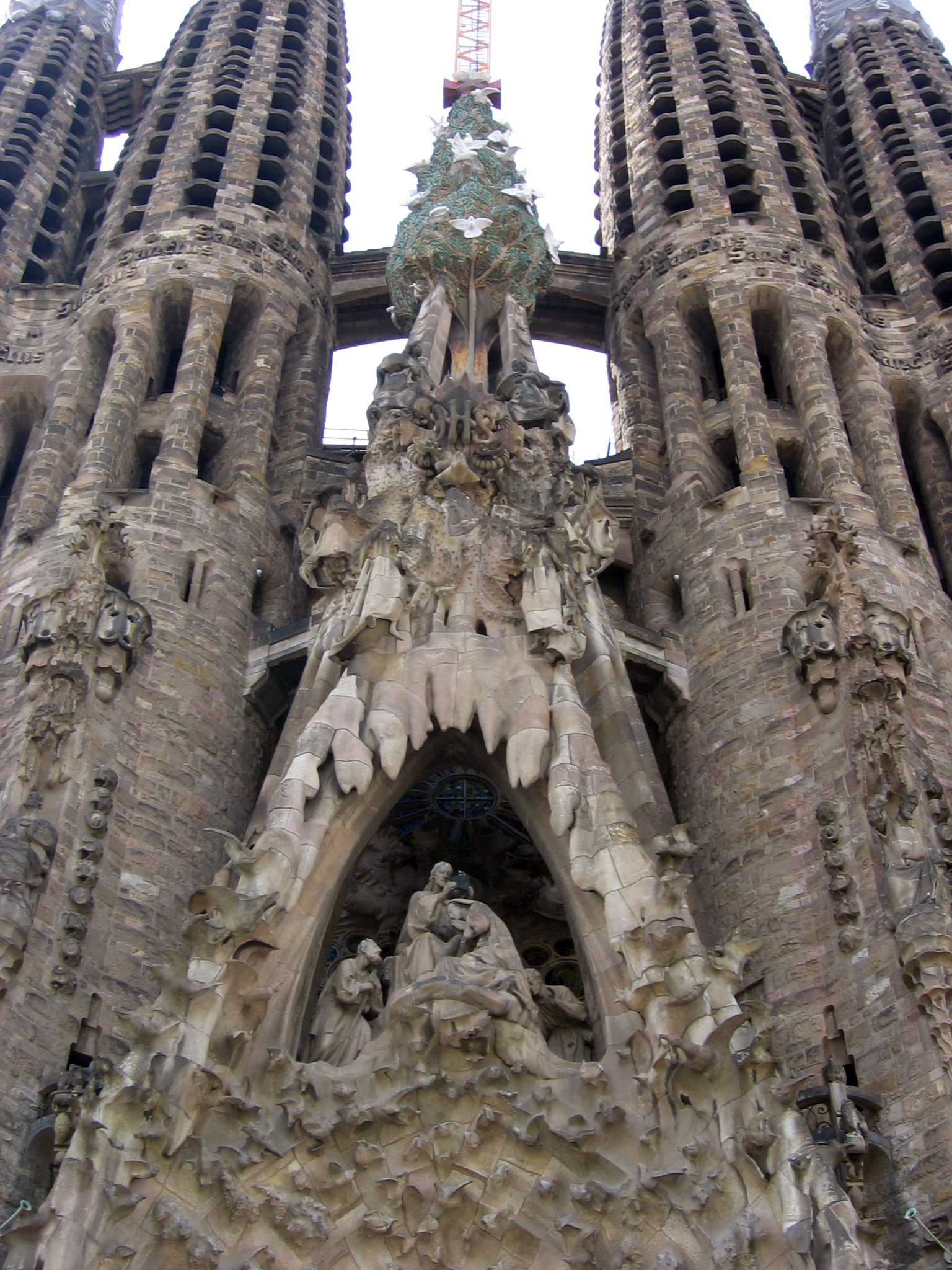
Árbol de la Vida
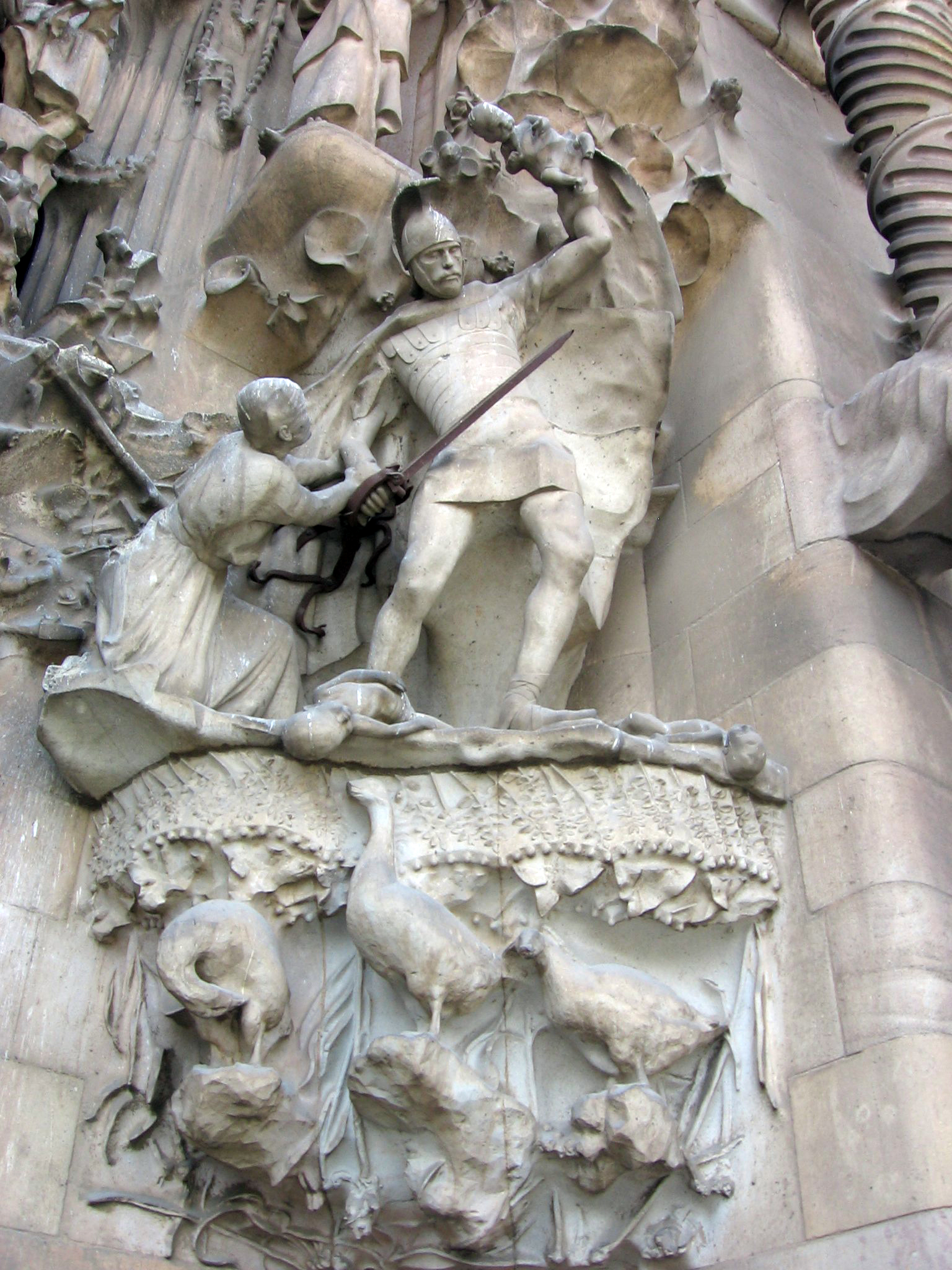
Muerte de los Santos Inocentes
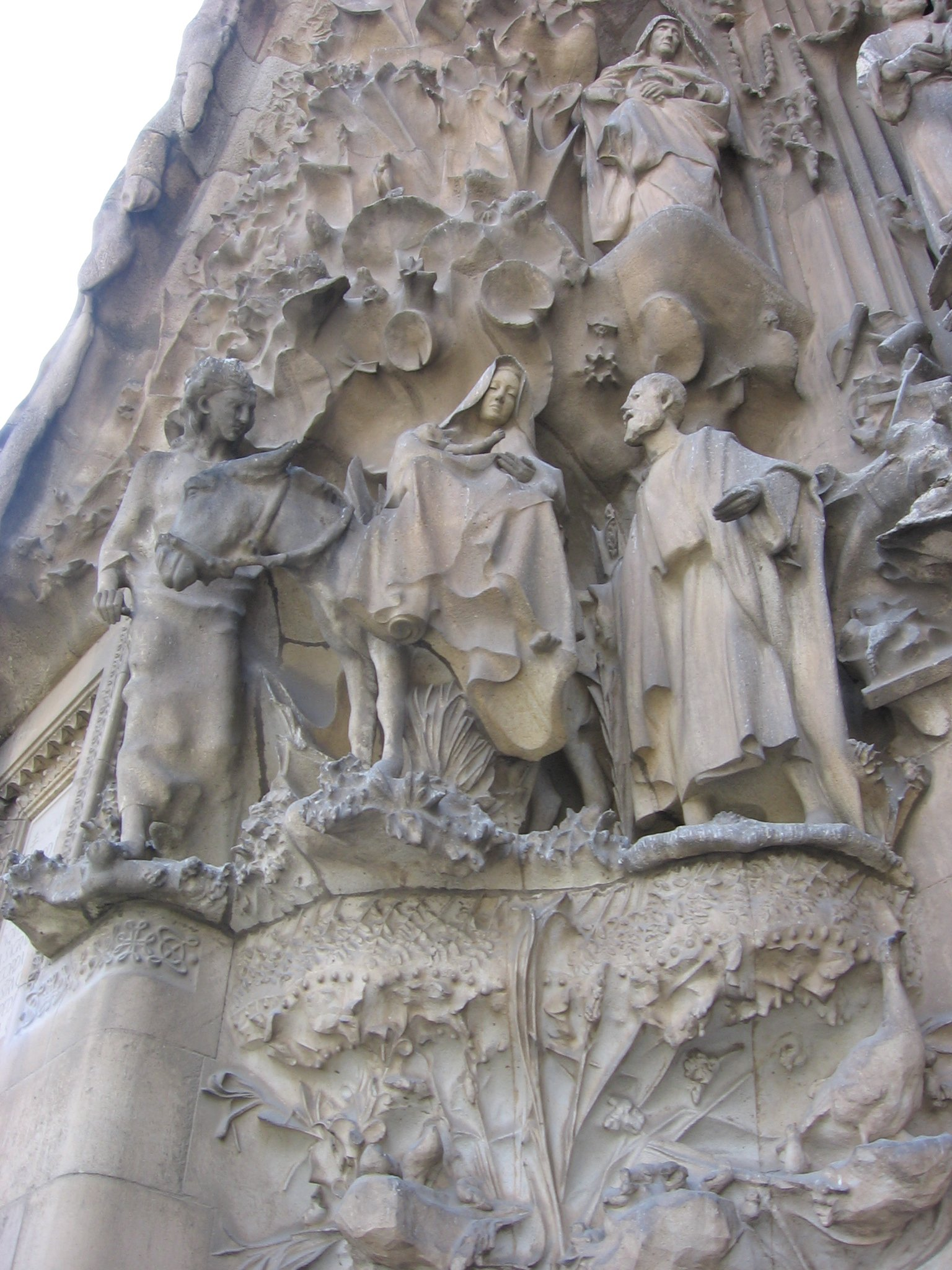
Huida a Egipto
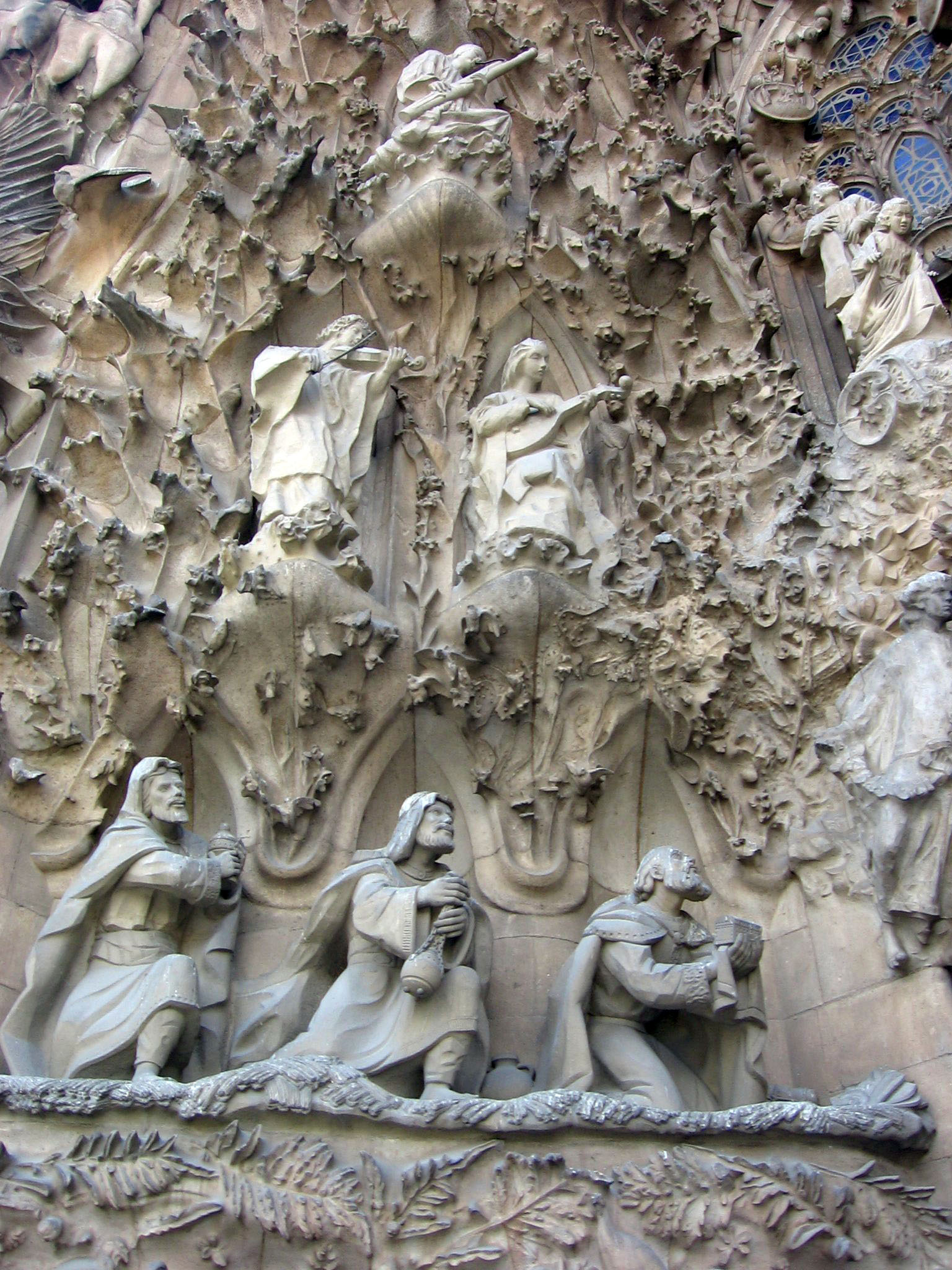
Adoración de los Reyes
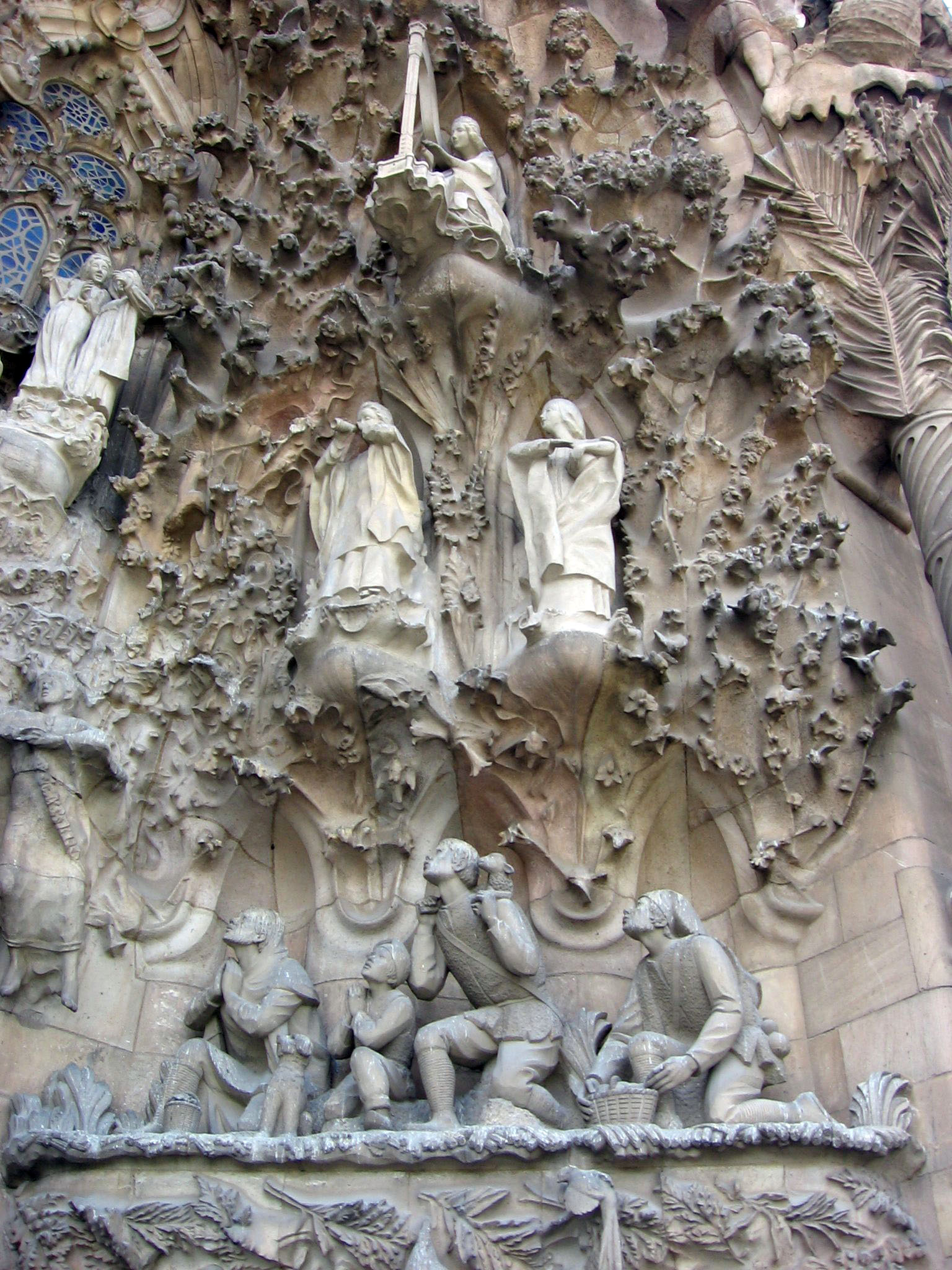
Adoración de los pastores
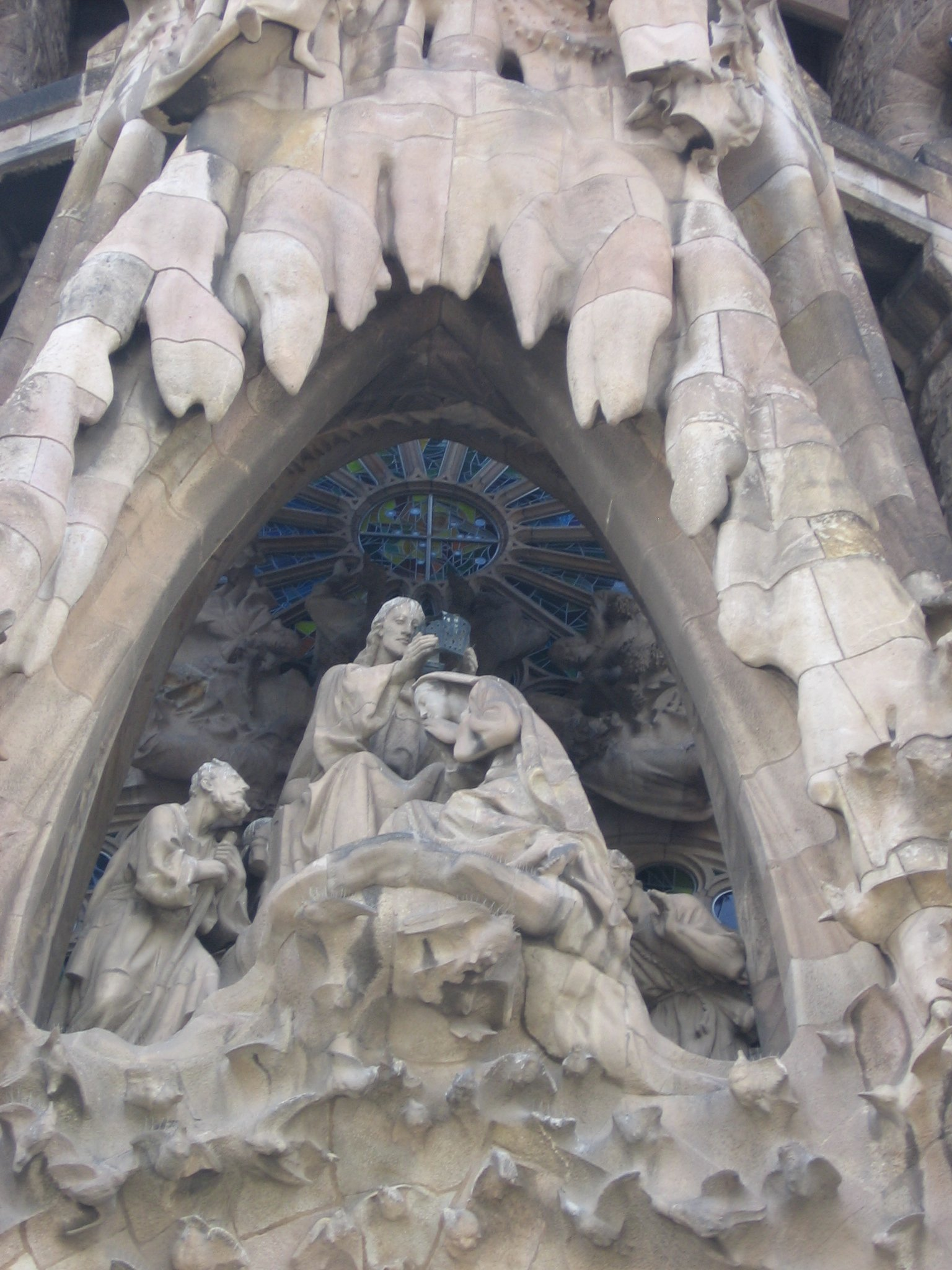
Coronación de María

### Fachada de la Pasión

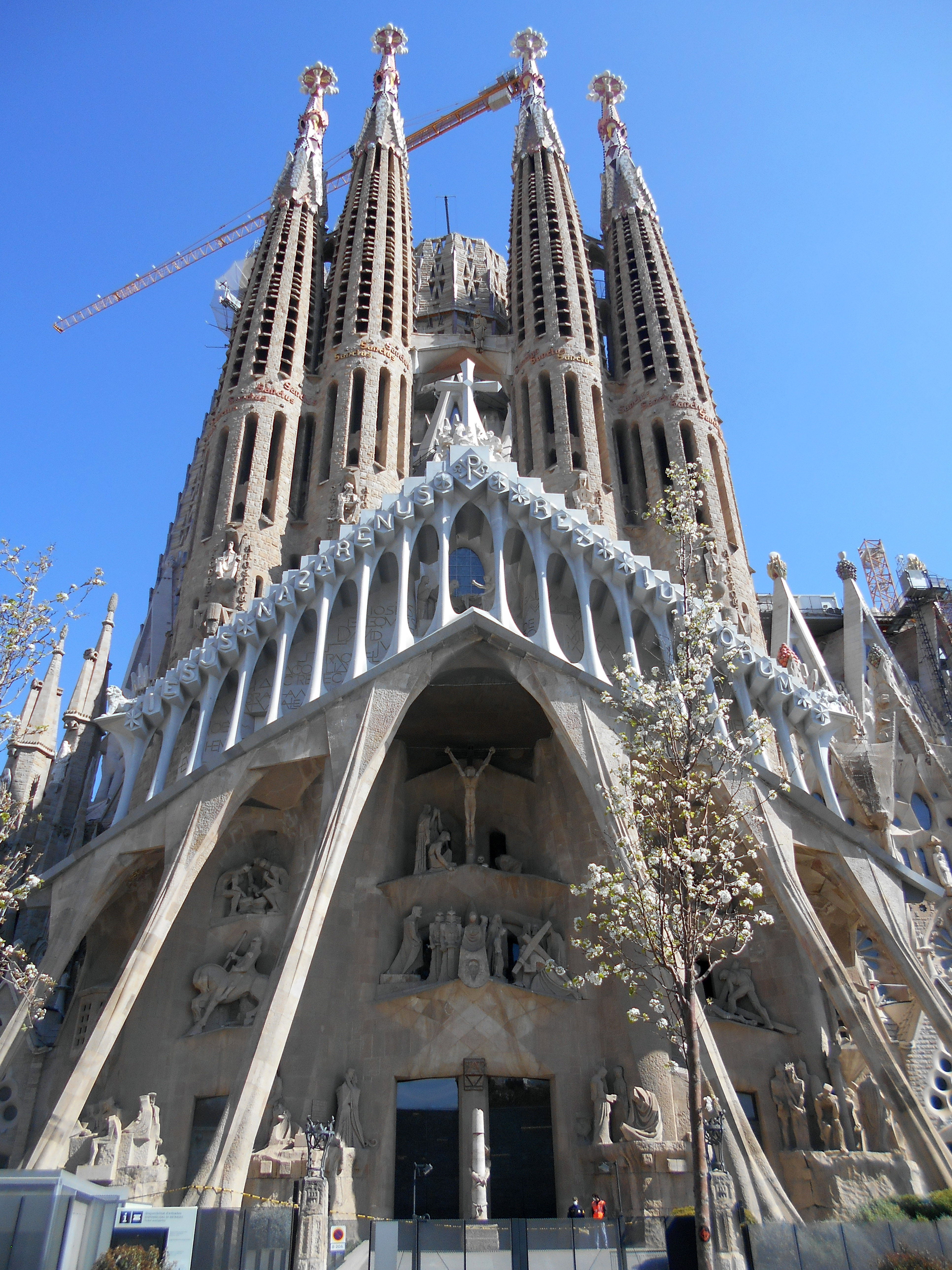
Fachada de la Pasión

La fachada de la Pasión se empezó a construir en 1956 —después de los trabajos de excavación efectuados en 1954— según los dibujos y explicaciones que había dejado Gaudí. Las torres se acabaron en 1976 y, desde entonces, se trabajó en la decoración escultórica, que se dio por finalizada en 2018 con la instalación de la cruz triunfal y el grupo del Sepulcro vacío. Gaudí proyectó esta fachada durante una convalecencia por unas fiebres de Malta en Puigcerdà, en 1911, aunque el boceto definitivo lo trazó en 1917. Dedicada a la Pasión de Jesús, pretende reflejar el sufrimiento de Cristo en su crucifixión, como redención de los pecados del hombre. Por ello, concibió una fachada más austera y simplificada, sin ornamentación, donde destacase la desnudez de la piedra, que semejase un esqueleto reducido a las líneas simples de sus huesos. Tan solo figuran los grupos escultóricos del ciclo pasional de Jesús, obra de Josep Maria Subirachs, que ideó un conjunto simple y esquemático, con formas angulosas que provocan un mayor efecto dramático. Subirachs realizó su obra entre 1987 y 2009.
El propio Gaudí describía su concepción de la fachada de la Pasión de la siguiente manera:

Alguien encontrará esta puerta demasiado extravagante; pero yo querría que haga miedo, y para conseguirlo no ahorraré el claroscuro, los motivos entrantes y salientes, todo lo que resulte de más tétrico efecto. Es más, estoy dispuesto a sacrificar la misma construcción, a romper arcos y a cortar columnas para dar idea de lo cruento del Sacrificio.

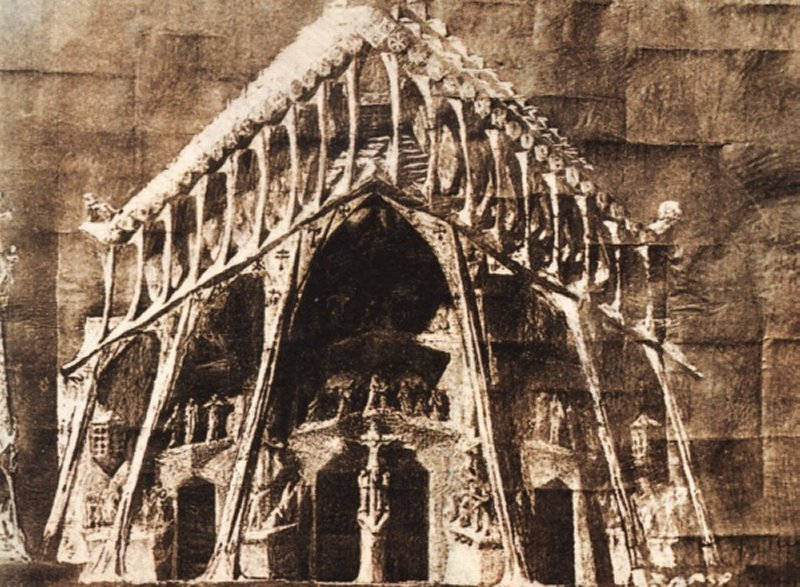
Boceto de Gaudí de la fachada de la Pasión (1917)

Orientada al poniente (suroeste), la fachada está sostenida por seis grandes columnas inclinadas, que semejan troncos de secuoya, sobre las que se emplaza un gran frontón o porche superior de forma piramidal constituido por dieciocho columnas en forma de hueso y rematado por una gran cruz. Las torres están dedicadas a los apóstoles Santiago el Menor, santo Tomás, san Felipe y san Bartolomé.
La fachada de la Pasión tiene tres portales igualmente dedicados a la Fe, Esperanza y Caridad, donde destacan las puertas de bronce creadas por Subirachs. El portal central —de la Caridad— tiene dos puertas dedicadas al Evangelio, con los textos evangélicos que narran los últimos días de Jesús, separadas por un parteluz con las letras griegas alfa y omega, como símbolo del principio y el fin. Las puertas miden 5,28 m de alto por 2,82 m de ancho, y pesan 6500 kilos. La de la izquierda presenta los pasajes relativos a la Pasión del Evangelio de Mateo y, la de la derecha, del de Juan. En conjunto, tienen un total de unas 10 000 letras, algunas de las cuales están remarcadas con bronce dorado, como la frase «¿Qué es la verdad?», que contestó Pilato a Jesús ante su afirmación de que venía a «dar testimonio de la verdad» (Juan 18, 38).
Frente a las puertas del Evangelio se sitúa la columna de La Flagelación, que sustituye la cruz inicialmente prevista por Gaudí; por ello, Subirachs dividió la columna en cuatro bloques, que simbolizan las cuatro partes de la cruz. Tiene cinco metros de altura y está realizada en mármol travertino. Otros detalles destacados de la columna son: el nudo, que simboliza las torturas sufridas por Jesús; el fósil, hallado en el bloque de mármol según Subirachs, y que tiene forma de palmera, símbolo del martirio; y la caña que los soldados dieron a Jesús en vez del cetro real, como símbolo del escarnio sufrido por el Redentor. Los tres escalones simbolizan los tres días que transcurrieron hasta la resurrección. Esta fue la primera escultura en ser instalada en la fachada de la Pasión y está firmada Subirachs 30 nbre 1987.
El portal de la Fe presenta la Puerta de Getsemaní, de 4,41 m de alto por 2,40 m de ancho, dedicada a la oración de Jesús en el huerto de los olivos. Vemos las imágenes de Jesús orando, mientras que sus discípulos duermen; en la parte superior izquierda aparece el cielo nocturno con la luna llena, como presagio de la muerte. En la parte inferior se encuentra un poliedro procedente del grabado La Melancolía, de Alberto Durero, y la inscripción «Jesús cayó sobre su rostro, orando: padre mío, si es posible, aparta de mí este cáliz; pero que se haga no como yo quiero, sino como queréis vos» (Mateo 26, 39).
El portal de la Esperanza presenta la Puerta de la Coronación de espinas, de 5 m de altura y 2,40 m de ancho. Aquí aparece Jesús escarnecido con la corona de espinas, el manto y la caña, como burla de su condición de rey, junto a la inscripción «Y los soldados tejieron una corona de espinas y se la pusieron sobre la cabeza, y lo vistieron con un manto de púrpura; y le decían: “salve, rey de los judíos”; y le daban bofetadas» (Juan 19, 2). En otra escena, Jesús es conducido ante Herodes y Pilato, que aparecen enfrentados de forma simétrica, como vistos en un espejo. Incluye además una cita de La Divina Comedia de Dante y un poema de La pell de brau (La piel de toro) de Salvador Espriu.
El ciclo escultórico de la Pasión está instalado en tres niveles, siguiendo un orden ascendente en forma de S, para reproducir el Calvario de Jesús:

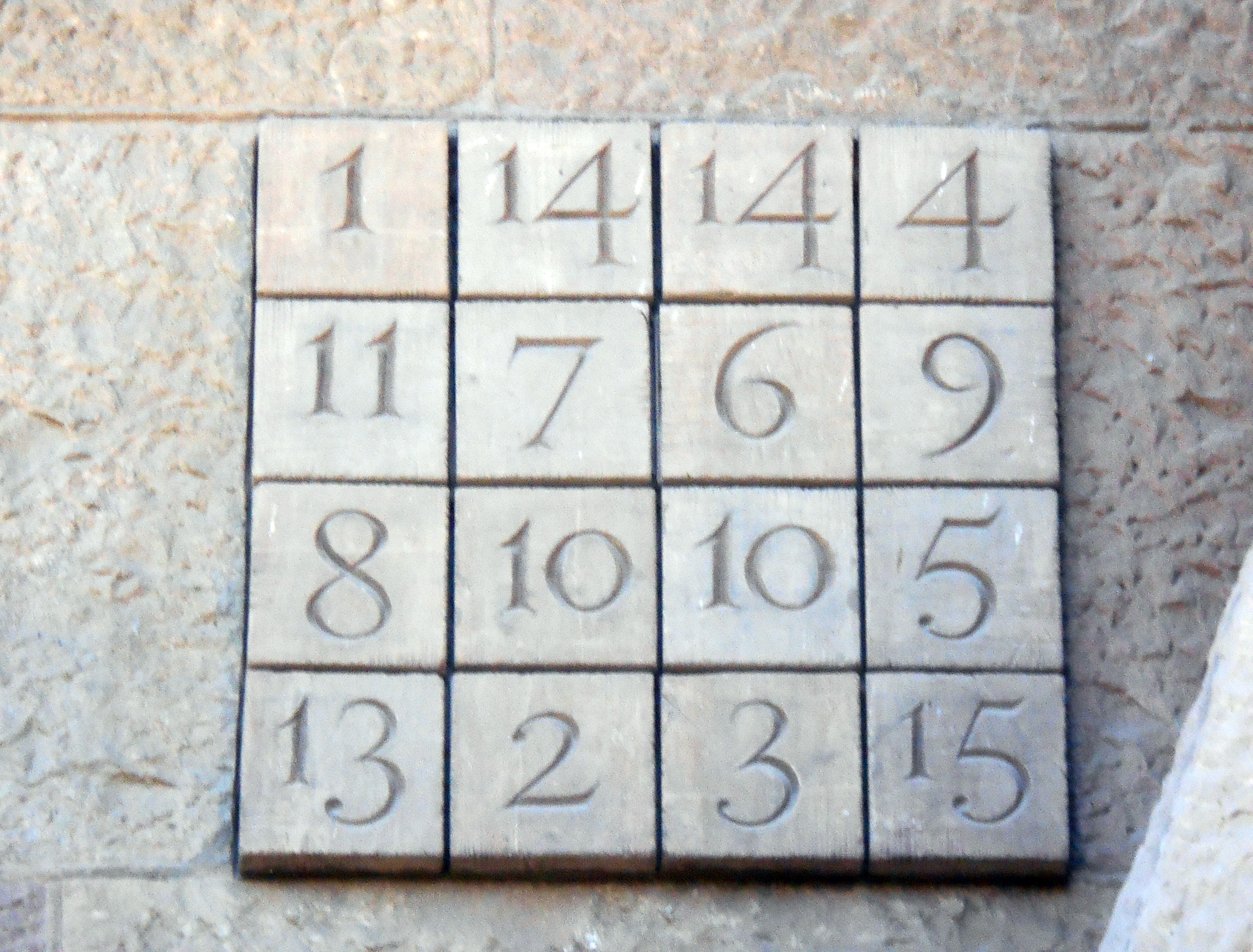
Cuadrado mágico

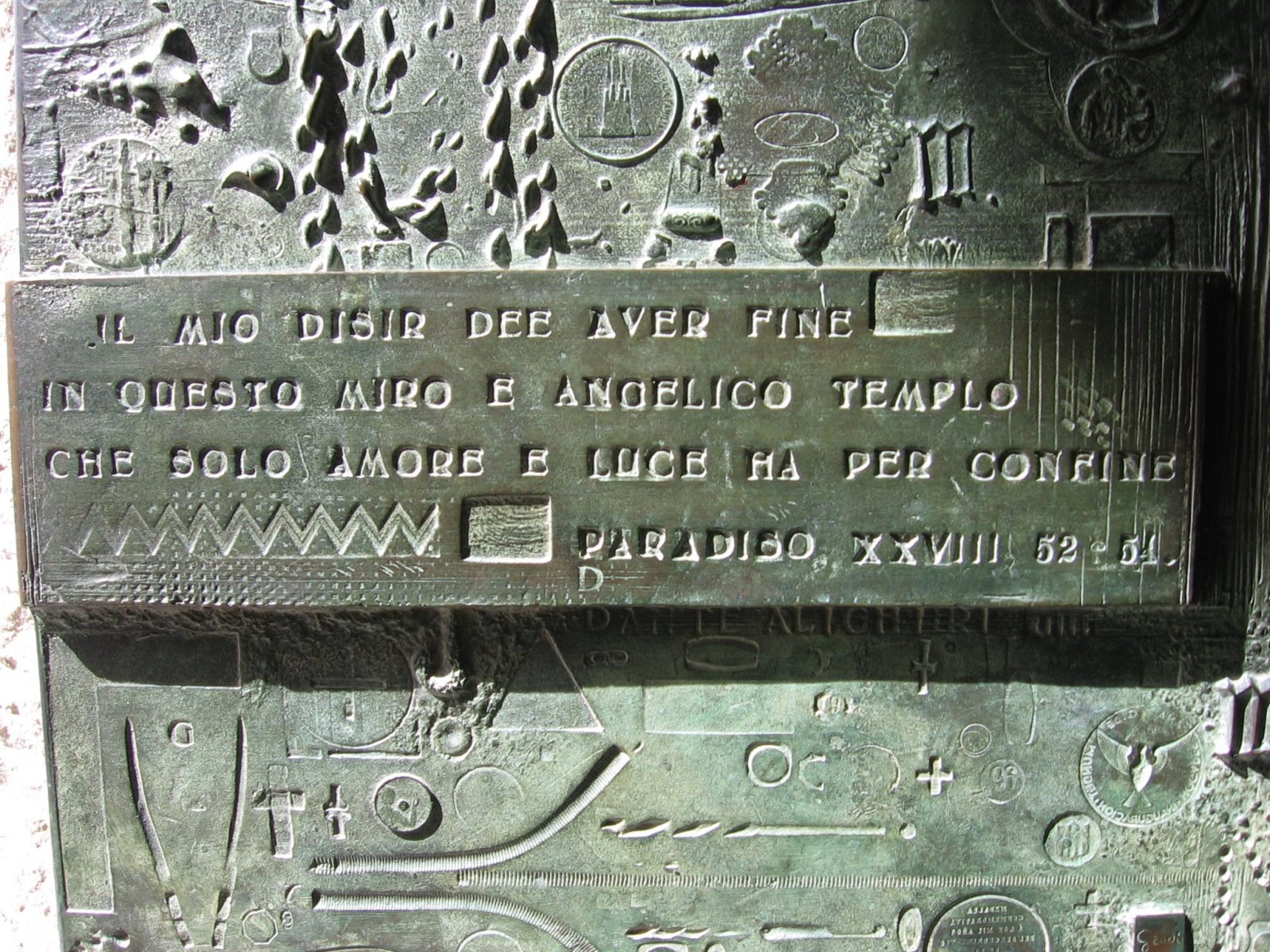
Detalle de la puerta de la Coronación de espinas, con una inscripción de La Divina Comedia de Dante: «Mi deseo debe tener fin en este maravilloso y angélico templo, cuyos únicos confines son el amor y la luz» (Paraíso, XXVIII, 52-54)

- Nivel inferior: contiene las escenas de la última noche de Jesús antes de la crucifixión. Empezando por la izquierda, La Última Cena presenta a Jesús con los doce apóstoles, en el momento en que Judas le traicionará, con la inscripción «Lo que vas a hacer, hazlo deprisa» (Juan 13, 27). Jesús está de espalda al espectador, al contrario que en las representaciones tradicionales de esta escena. Judas estira el brazo para esconder las treinta monedas de su traición, mientras que, a sus pies, un perro dormido representa la fidelidad.[206] Pedro y los soldados es el momento en que Pedro corta la oreja a Malco, el criado del Sumo Sacerdote, que aparece sobre una rama de olivo. Junta a esta escena aparece El beso de Judas, donde las figuras están toscamente talladas para sugerir una visión nocturna; detrás de Judas, se sitúa la serpiente que simboliza el demonio. Junto a esta escena se halla un cuadrado mágico de dieciséis cifras que, sumando cuatro de ellas en cualquier sentido, siempre dan treinta y tres, la edad de Cristo al morir; se pueden hacer trescientas diez combinaciones distintas.[207] Por otro lado, al sumar las dos únicas cifras que están repetidas (10 y 14) da 48, el mismo número que la palabra INRI al sumar la equivalencia de sus letras en números según el alfabeto latino (A=1, B=2, etc).[208] En el lado derecho aparece en primer lugar La negación de Pedro, que contiene tres figuras de mujer que representan las tres veces que Pedro negó a Jesús, junto a un gallo que anuncia la salida del sol; el apóstol está envuelto en una sábana como símbolo de su cobardía. Junto a esta escena, se sitúa un laberinto, como símbolo de la inescrutabilidad de los designios divinos, a la vez que representa el camino de Jesús hacia el Calvario.[209] En Ecce Homo, Jesús es presentado con la corona de espinas, custodiado por dos soldados y con la figura de un Pilato dubitativo ante lo que debe hacer; a los pies del Nazareno la piedra está resquebrajada, representando el terremoto que se va a producir. Junto a esta escena hay una columna con el águila romana y la inscripción «Tiberius Imperator». La última escena de este nivel es El juicio de Jesús, en que Pilato se lava las manos asistido por tres sirvientas, junto a un soldado y la figura de Prócula, la mujer de Pilato, que se aleja de la escena tras fracasar en su intento de interceder por el reo, al que había visto en sueños (Mateo 27, 19).[210][211]

- Nivel medio: representa el Calvario de Jesús. Aparece en primer lugar Las Tres Marías y Simón de Cirene, en que el Cirineo ayuda con la cruz a Jesús, rodeado por la Virgen, María Magdalena y María de Cleofás. A continuación, La Verónica muestra el rostro de Jesús marcado en negativo en la tela de la mujer que le limpió el sudor; la figura de Verónica no tiene rostro para no interferir con la imagen de Jesús. Es la escena más numerosa, con diecisiete figuras. La figura de Verónica es de travertino, mientras que el resto de figuras son de arenisca. Aquí, Subirachs hace un homenaje a Gaudí, dándole su fisonomía a la figura del evangelista situado a la izquierda, así como en la forma de los cascos de los soldados, que evocan las chimeneas de la casa Milà. Cierra el ciclo El soldado Longino, el centurión que clavó su lanza a Jesús aunque luego se convirtió al cristianismo. Figura sobre un caballo, con casco y una lanza en la mano.[212][213]

- Nivel superior: figura la muerte y entierro de Jesús. Comienza el nivel con Soldados jugando a los dados las vestiduras de Jesús, tres figuras de legionarios en torno a una mesa con forma de astrágalo, el hueso de cordero de donde surgió el juego de dados.[214] En la parte central, La crucifixión es la escena principal del pórtico, con Jesús colgado en la cruz —que es de cuatro brazos, como las típicamente gaudinianas, pero puesta en horizontal—, que está hecha de hierro, con una I pintada en rojo en la viga central, símbolo del INRI; aparecen de nuevo las tres Marías y san Juan, y figuran también en la escena un cráneo —símbolo de la muerte y del Gólgota—, una roca y una luna, que representa la noche. La escena es asimétrica, ya que coloca todas las figuras a la izquierda, mientras la derecha está vacía, para acentuar el dramatismo de la escena. Con 5 m de altura, la figura de Jesús es la más grande de todo el conjunto.[215] Sobre esta escena se encuentra El velo rasgado, una estructura de bronce que representa el velo del templo de Jerusalén, que se rasgó a la muerte de Jesús. Por último, a la derecha, se encuentra El entierro, donde figuran José de Arimatea y Nicodemo depositando el cuerpo de Jesús en el sepulcro, junto a la Virgen María y un huevo, símbolo de la resurrección. La efigie de Nicodemo es un autorretrato del escultor Subirachs.[216][217]

A ambos lados de la fachada, a la altura del nivel medio, se encuentran dos tribunas descritas por Gaudí como «conciliábulos», ya que debían albergar las escenas «secretas» de la Pasión de Cristo. Son dos cuerpos en voladizo de forma prismática, sostenidos por unos cuerpos piramidales y cerrados con celosías, que albergan en su interior unas cámaras accesibles desde el primer piso del interior. Estas habitaciones debían estar decoradas con las mencionadas escenas secretas: la reunión de los sacerdotes, escribas y fariseos que tramaron la muerte de Jesús; y la escena en que Judas lanza a los pies de estos sacerdotes las treinta y tres monedas que le pagaron por su traición. De momento, estas escenas no se han ejecutado.

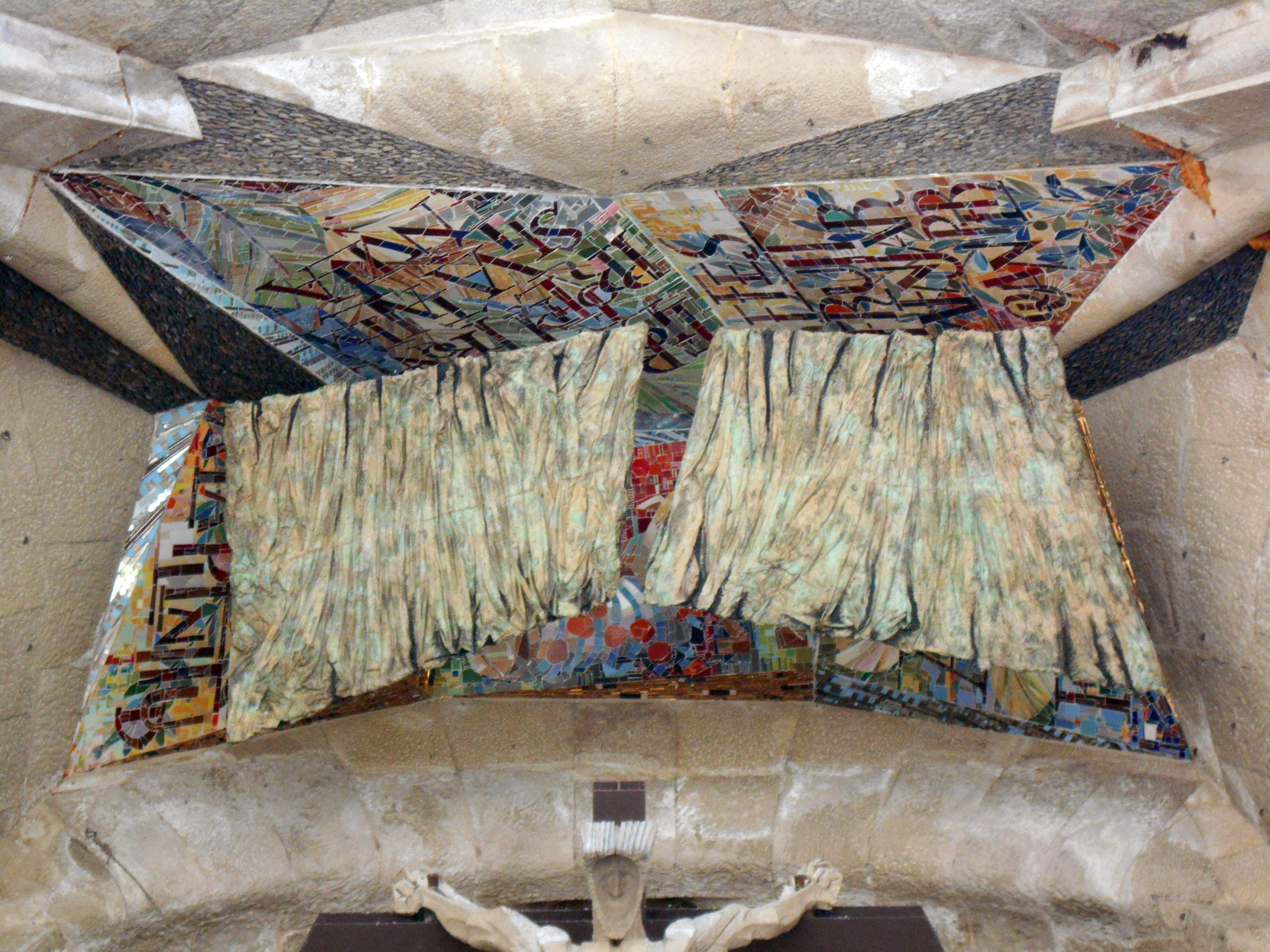
El velo rasgado

En el arco superior del atrio se encuentran dos mosaicos realizados antes de la intervención de Subirachs, obra de Jordi Vila i Rufas. En el portal central, sobre la Crucifixión, hay un mosaico que fue posteriormente tapado por El velo rasgado. Tiene un panel central con un cordero y las letras griegas alfa y omega, y otros cuatro paneles con frases de la liturgia de Viernes Santo, dos en latín y dos en catalán: «Nulla silva talem profert fronde, flore, germine», «Flecte ramos, arbor alta», «Quan per menjar el fruit d'Efes» y «A la plenitud del temps profetitzat». El segundo se encuentra en el portal de la Fe, junto al grupo de Soldados jugando a los dados las vestiduras de Jesús: es un pequeño mosaico con la leyenda Dulce lignum, parte de una estrofa del himno Crux fidelis de Venancio Fortunato: «Dulce lignum, dulces clavos, Dulce pondus sustinet» («¡Oh dulce leño, dulces clavos los que sostuvieron tan dulce peso!»).
Por encima de este portal se sitúa un frontón formado por un conjunto de dieciocho columnas, sobre el que se sitúa una cornisa de prismas hexagonales, con un crismón en su parte central con la inscripción Iesus Nazarenus Rex Iudæorum. La columnata y el cimacio con el crismón se terminaron en 2016. En el intercolumnio del frontón se desarrolla un programa relativo a los profetas y los patriarcas bíblicos, que continúa con la misma simbología de fe, esperanza y caridad: los patriarcas representan la fe; los profetas, la esperanza; y la parte central, dedicada a la Resurrección, simboliza la caridad. Los muros con los nombres de los patriarcas y profetas, obra diseñada por Subirachs y esculpida por su ayudante Bruno Gallart, se acabaron de colocar en 2005. En principio, los profetas y patriarcas debían ser imágenes, pero el escultor prefirió hacer un mural con los nombres para no sobrecargar la fachada de la Pasión y estorbar la visión del ciclo pasional de Jesús mostrado en la parte inferior. Así, estas figuras bíblicas han sido representadas por Subirachs con sus nombres —y algunos con sus símbolos correspondientes— en forma de arabesco, grabados en un relieve de 36 m de largo y 5,5 m de alto.
- Patriarcas: Adán y Eva (con la serpiente y el árbol con la manzana del pecado original), Abel, Henoc, Noé (con una línea ondulada que representa el diluvio), Matusalén (con la cifra 969, los años que vivió según la Biblia), Abraham, Sara, Isaac, Rebeca, Jacob (con la escalera de Jacob), Lía, Raquel, Judá, David, Ezequías, Josías.
- Profetas: Moisés (con las tablas de la ley), Séfora, Aarón, Balaam, Débora, Samuel, Natán, Elías (con una lengua de fuego), Isaías, Jeremías, Ezequiel, Daniel, Jonás (con la inscripción de la ciudad de Nínive y su pictograma sumeroacádico, un pez dentro de una casa) y Zacarías (con unas alas de ángeles); al final aparecen los nombres Sion y Jerusalén junto a una representación de sus murallas.

En los dos acroterios laterales del frontón se encuentran dos figuras de animales: el cordero del sacrificio de Abraham y el león de Judá, vencedor de la muerte, ambos prefiguraciones de Jesús. Estas figuras, obra de Lau Feliu, se colocaron el 14 de diciembre de 2017.

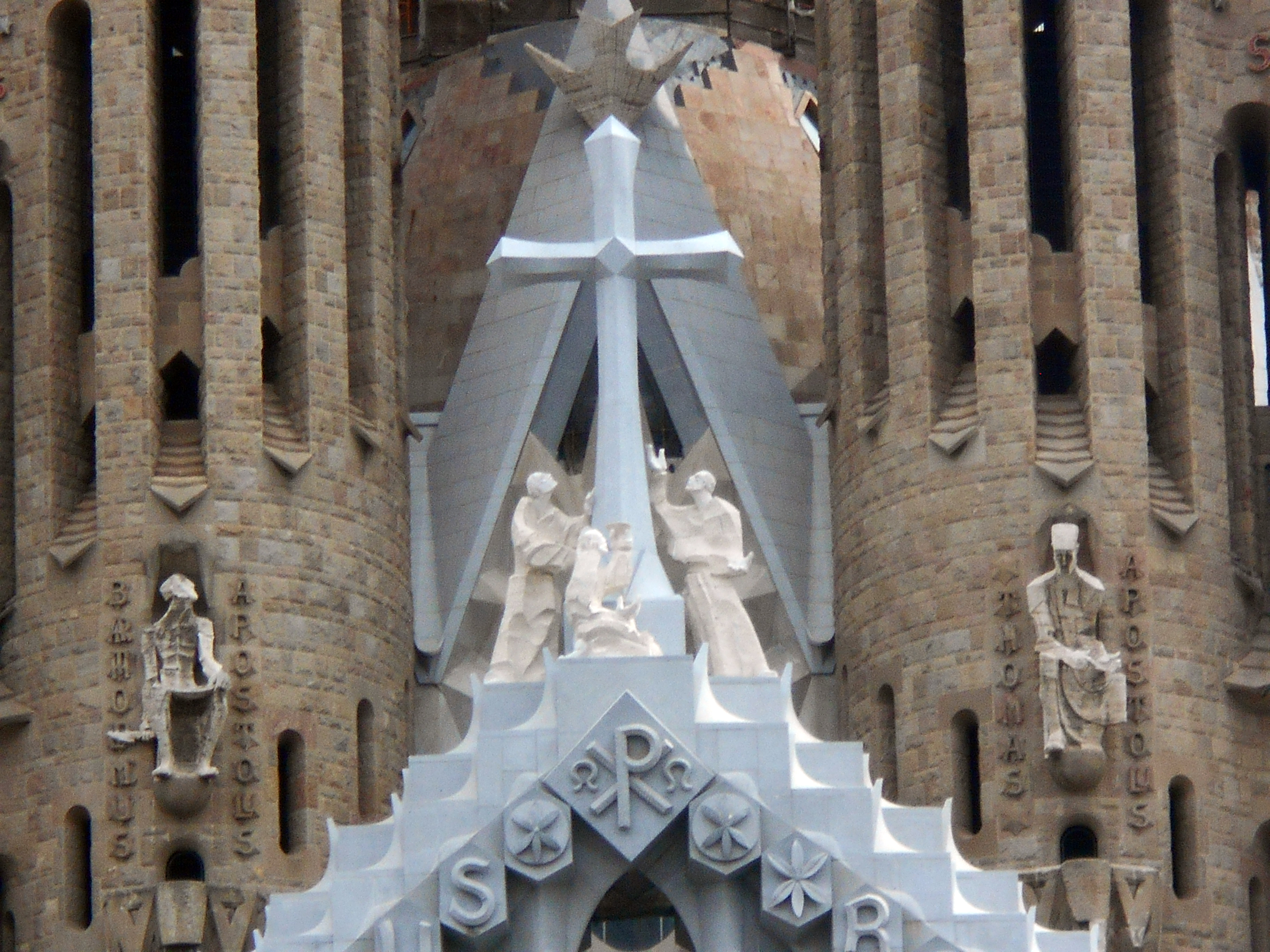
Cruz triunfal

En la parte central del intercolumnio se halla el grupo escultórico del Sepulcro vacío, obra de Francesc Fajula, colocado en abril de 2018. Representa el sepulcro donde fue enterrado Jesús y del cual resucitó: junto a la entrada se encuentra la piedra redonda que la tapaba, sobre la que sienta el ángel que anuncia la resurrección a las Tres Marías, que se sitúan en el lado izquierdo. Este grupo está en relación con el ventanal que representa la Resurrección de Jesús, situado en una pared de la nave lateral, obra de Joan Vila-Grau, resuelta en forma de gran ventanal formado por quince vidrieras. El ángel que anuncia la resurrección señala con su brazo derecho hacia este ventanal.
En el acroterio central figura una gran cruz para rematar el frontón, de 7,5 m de altura y 4,25 m de envergadura, realizada en piedra tesada de 18 toneladas. Está realizada con doble giro, con base y remates cuadrados y la parte central de forma octogonal, mientras que las puntas son de forma piramidal. Es una cruz triunfal, por lo que no lleva representada la imagen de Cristo. En los pies de la cruz se hallan tres ángeles, obra de Lau Feliu, uno en actitud de veneración, otro acariciando la cruz y otro sosteniendo un cáliz con la sangre de Cristo. La cruz es de granito, mientras que los ángeles son de travertino. Fue colocada el 2 de julio de 2018.

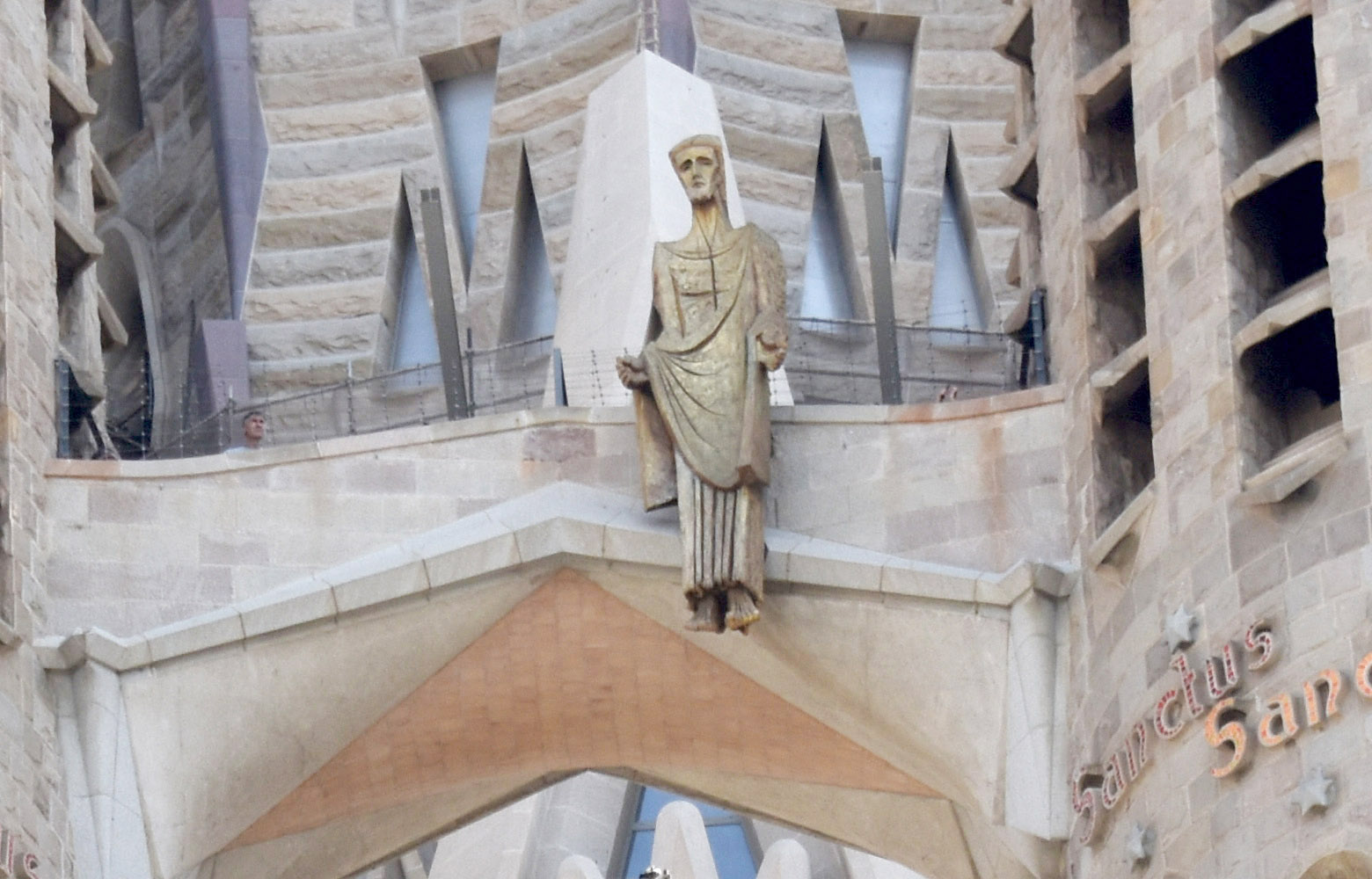
Ascensión de Jesús

En la parte interior del frontón, en el espacio situado entre este y los campanarios, se ha reproducido la cantera situada junto al Calvario, donde se excavó el sepulcro de Jesús y que más tarde se convirtió en un huerto (Juan 19, 41-42). La cantera está representada por grandes bloques de piedra basta y el huerto por diversas especies vegetales situadas a los pies de estos bloques (fresa, violeta, campanilla de invierno, mirto y helecho). En su diseño ha intervenido el equipo de paisajistas L'Obrador.

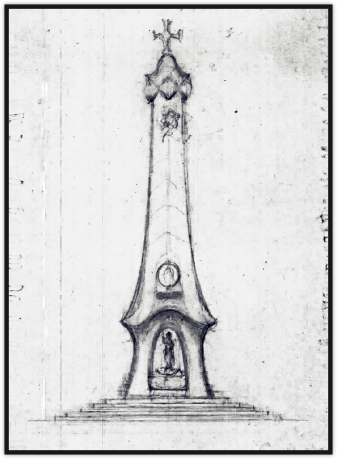
Monumento a Torras i Bages (1916)

Por encima del frontón se encuentra el Espíritu Santo, una escultura de Subirachs inspirada en una paloma, pero de formas casi abstractas, instalada en 2001. Es de travertino, con unas dimensiones de 2,54 × 3,06 m. Finalmente, se halla la Ascensión de Jesús, en el puente que une las torres de san Bartolomé y santo Tomás, a 60 m de altura de la fachada, obra también de Subirachs. Está realizada en bronce y tiene 6 m de altura. Instalada en 2005, representa a Jesús vestido con una túnica y las manos abiertas.
Las figuras de los apóstoles en las torres son igualmente obra de Subirachs, hechas en piedra de travertino de 3,25 m de altura. Fueron colocadas entre febrero y octubre del 2000. Santiago el Menor está representado con un báculo de obispo, ya que tradicionalmente fue el primer obispo de Jerusalén; san Bartolomé aparece con un cuchillo, símbolo de su martirio —fue desollado, de ahí que su figura trasluzca su anatomía—, además de un pergamino, ya que fue autor de un evangelio apócrifo; santo Tomás se muestra en actitud dubitativa, ya que tuvo que tocar a Jesús para creer en su resurrección; y san Felipe sostiene entre sus manos un libro, símbolo de la predicación que ejerció en Asia Menor.
Frente a la fachada de la Pasión, Gaudí proyectó en 1916 colocar un monumento al obispo de Vic Josep Torras i Bages, amigo suyo recién fallecido. El arquitecto realizó un boceto del proyecto y se efectuó un busto de yeso del obispo, obra de Joan Matamala. Sin embargo, el proyecto finalmente no se llevó a cabo y el busto fue destruido en 1936. En 2014, en el transcurso del Primer Congreso Mundial sobre Gaudí celebrado en la Universidad de Barcelona, el arquitecto Jordi Bonet i Armengol anunció la futura realización de este proyecto, prevista en principio para la finalización de las obras de la fachada en 2016, aunque de momento el proyecto se ha retrasado. El monumento, de 20 m de alto y elaborado en piedra (la base) y bronce (el fuste), estará formado por una escultura del obispo escribiendo y tendrá tres patas dedicadas a las virtudes teologales (fe, esperanza y caridad), como la fachada.

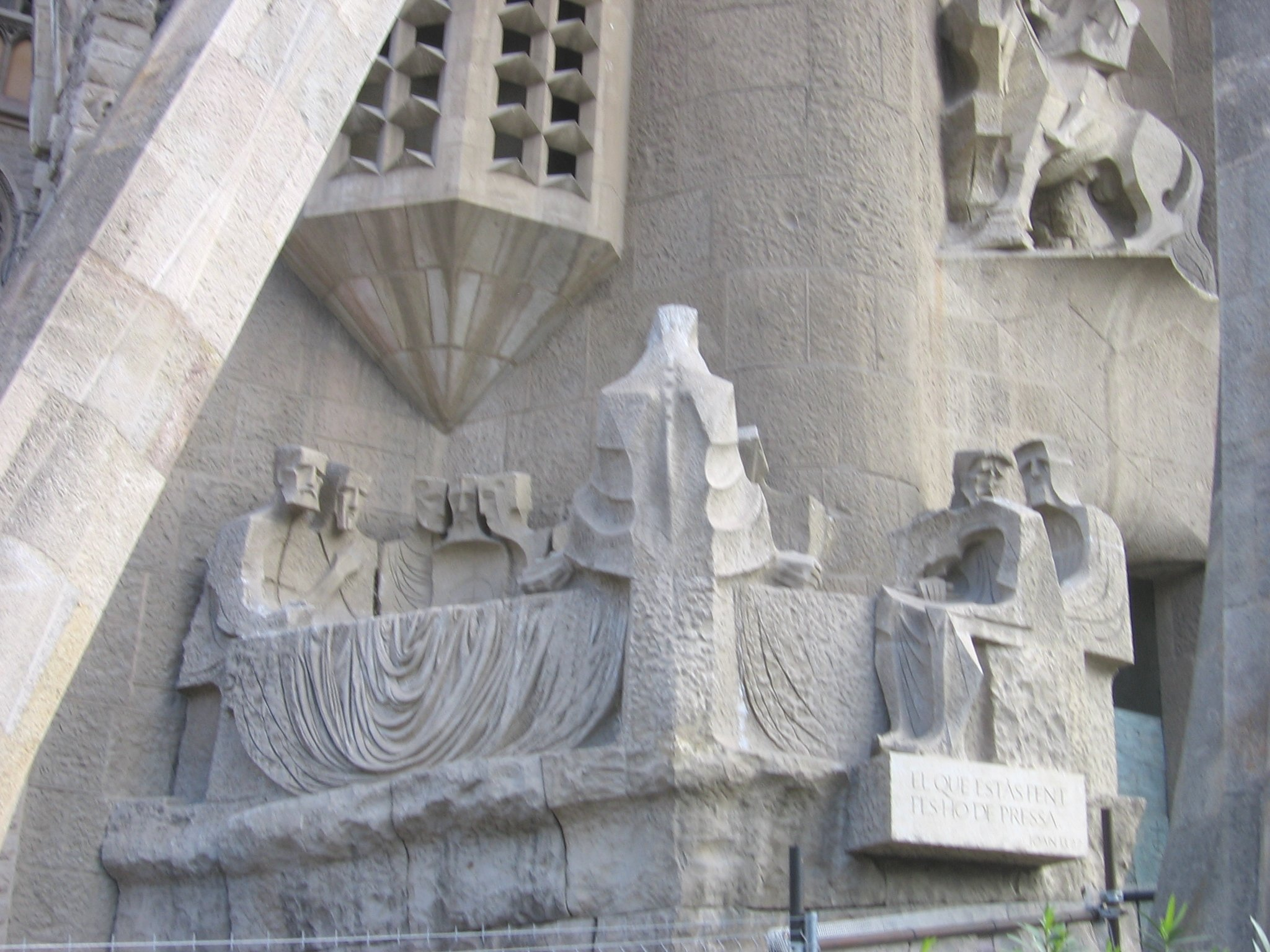
Última cena
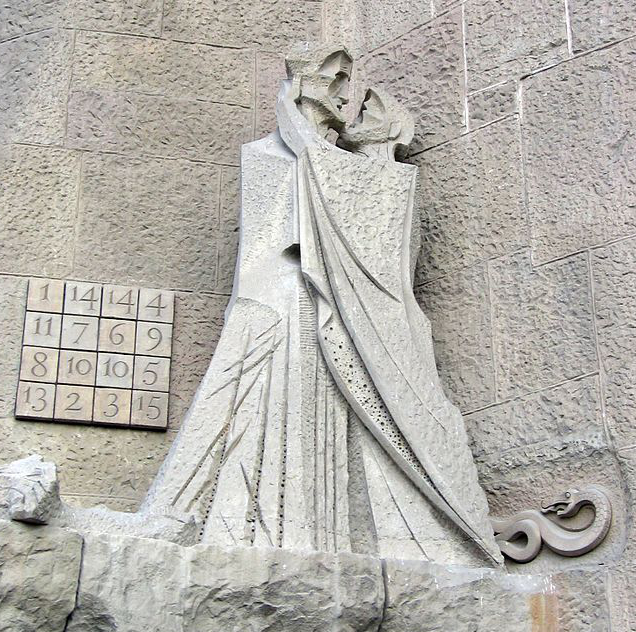
El beso de Judas
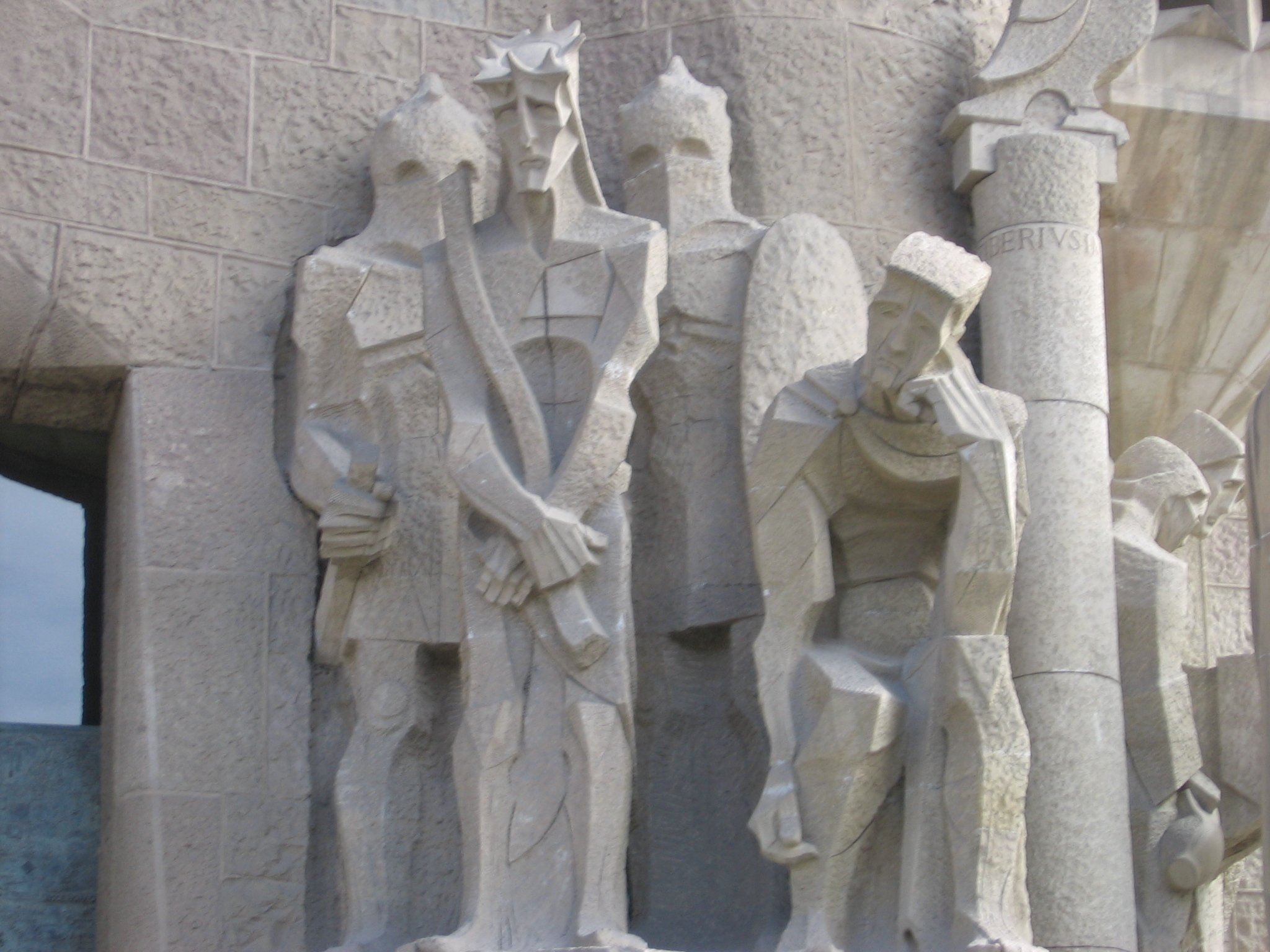
Ecce Homo
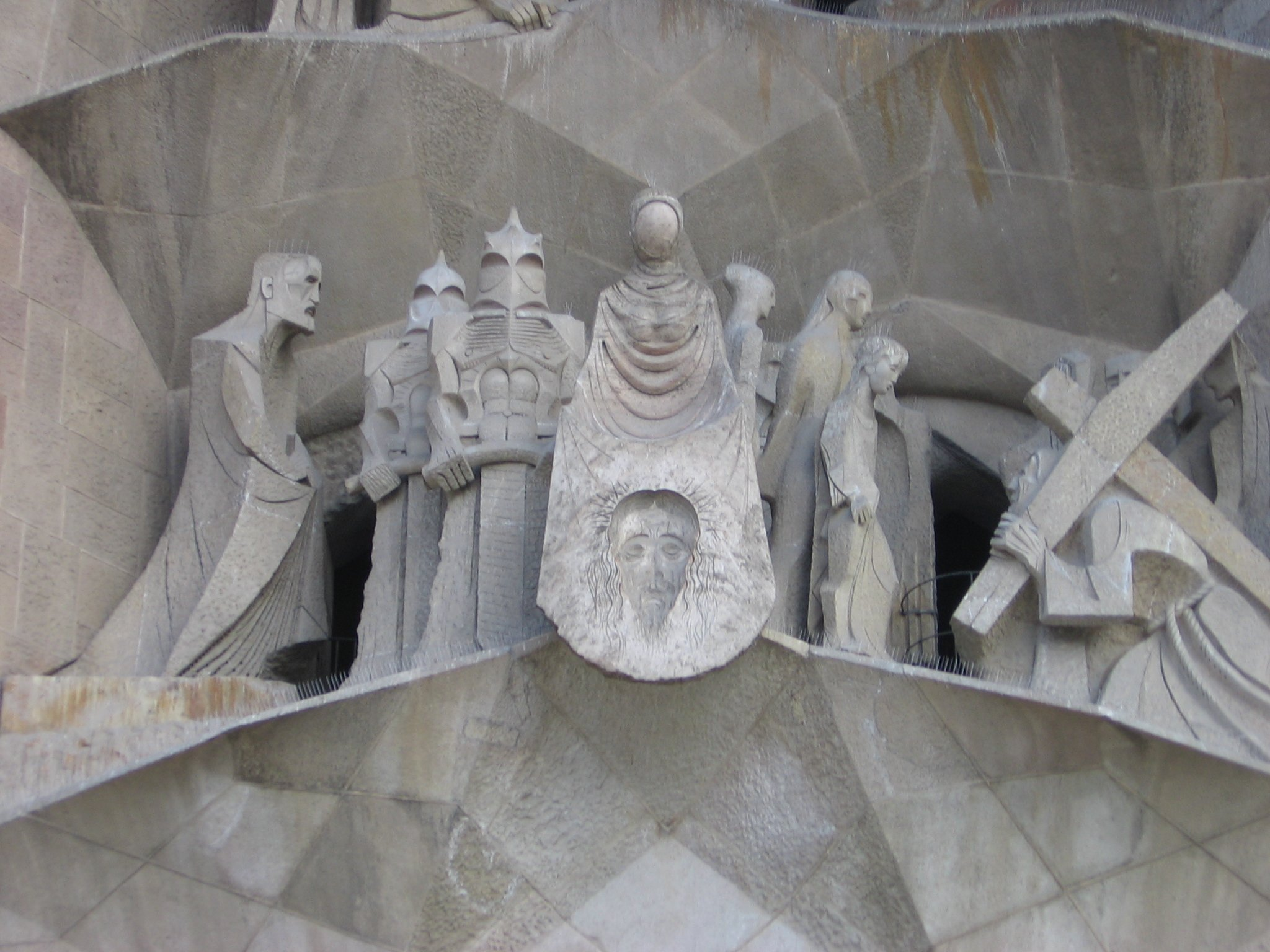
La Verónica
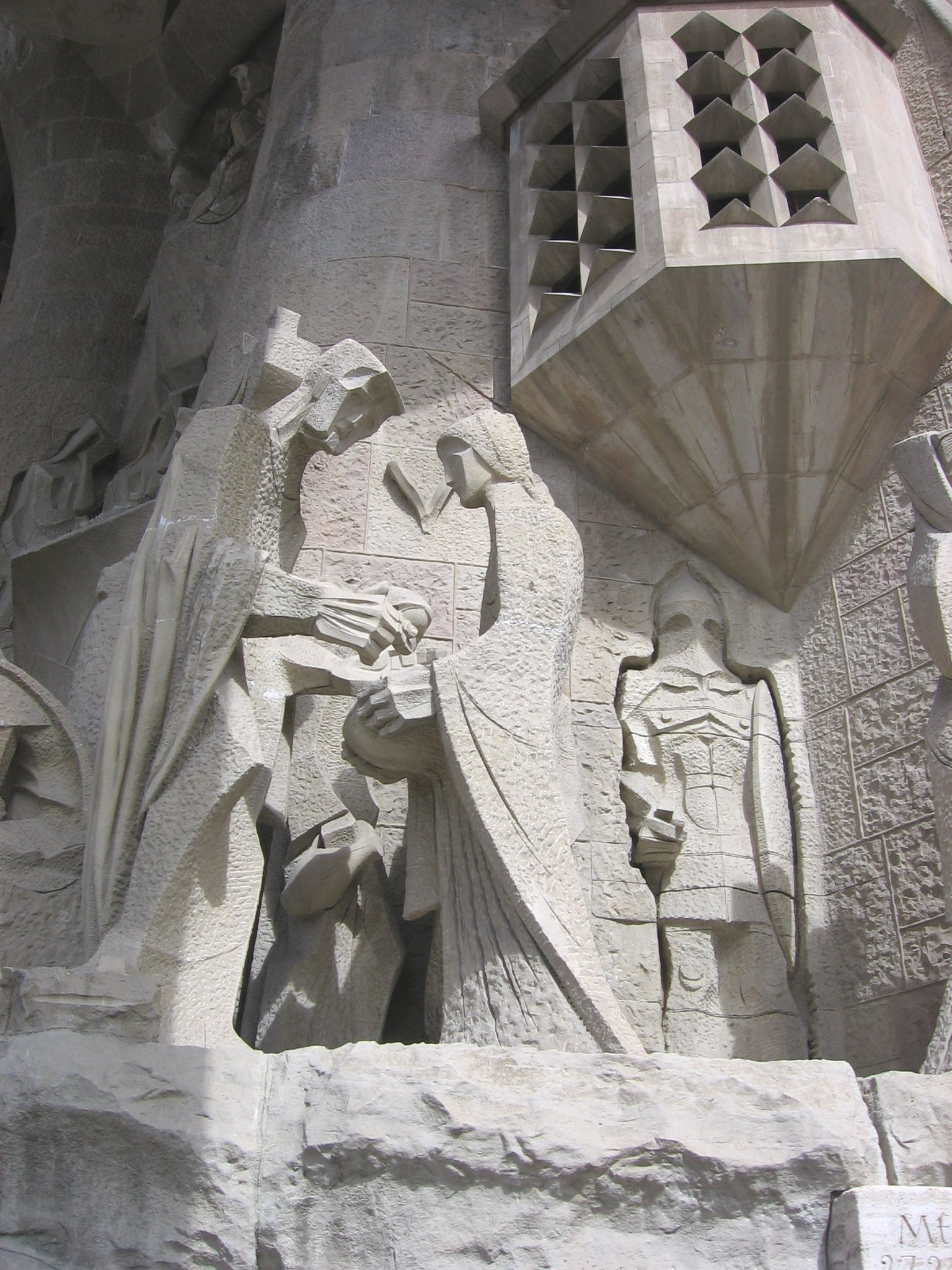
El juicio de Jesús
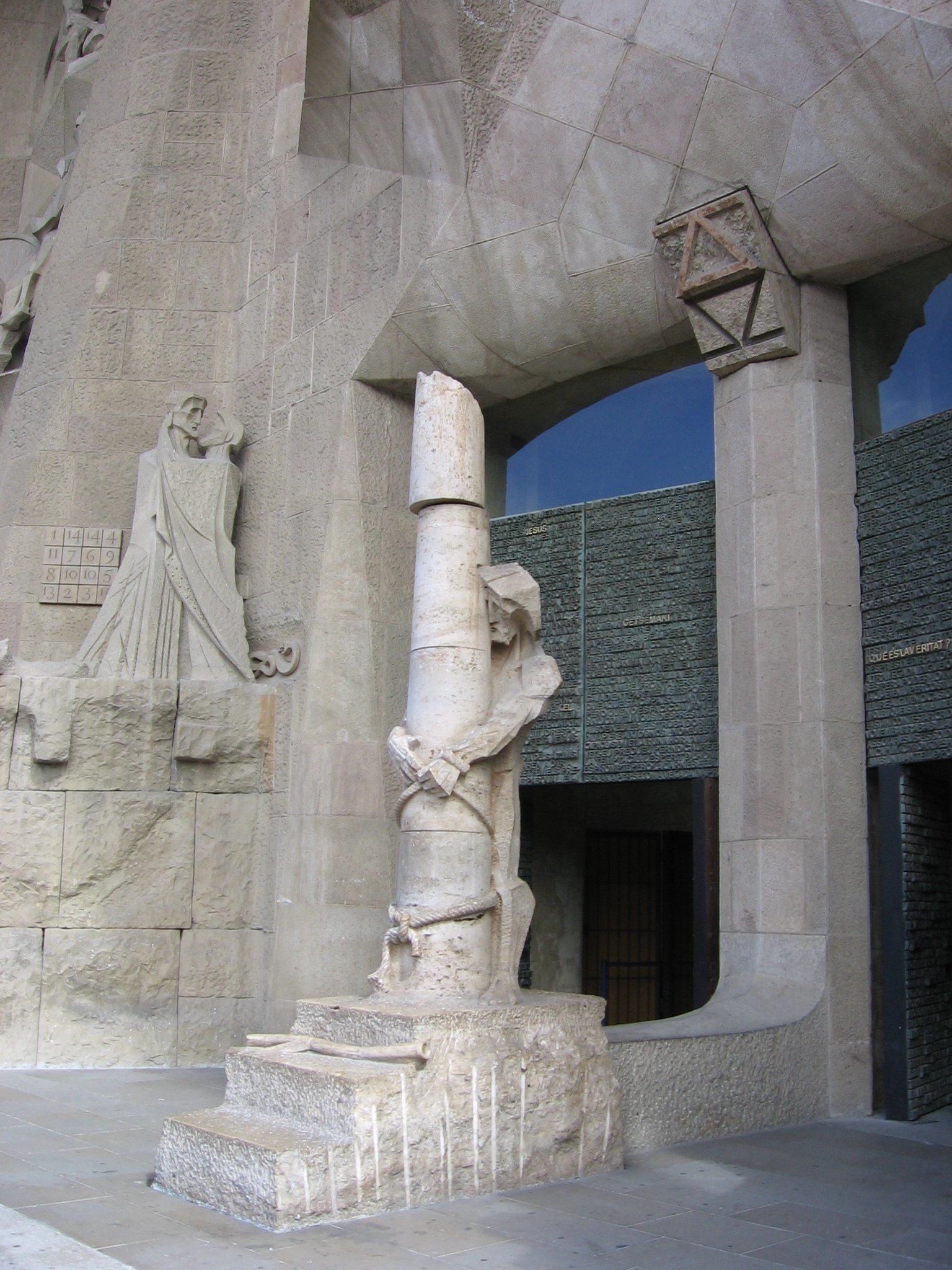
Columna de la Flagelación
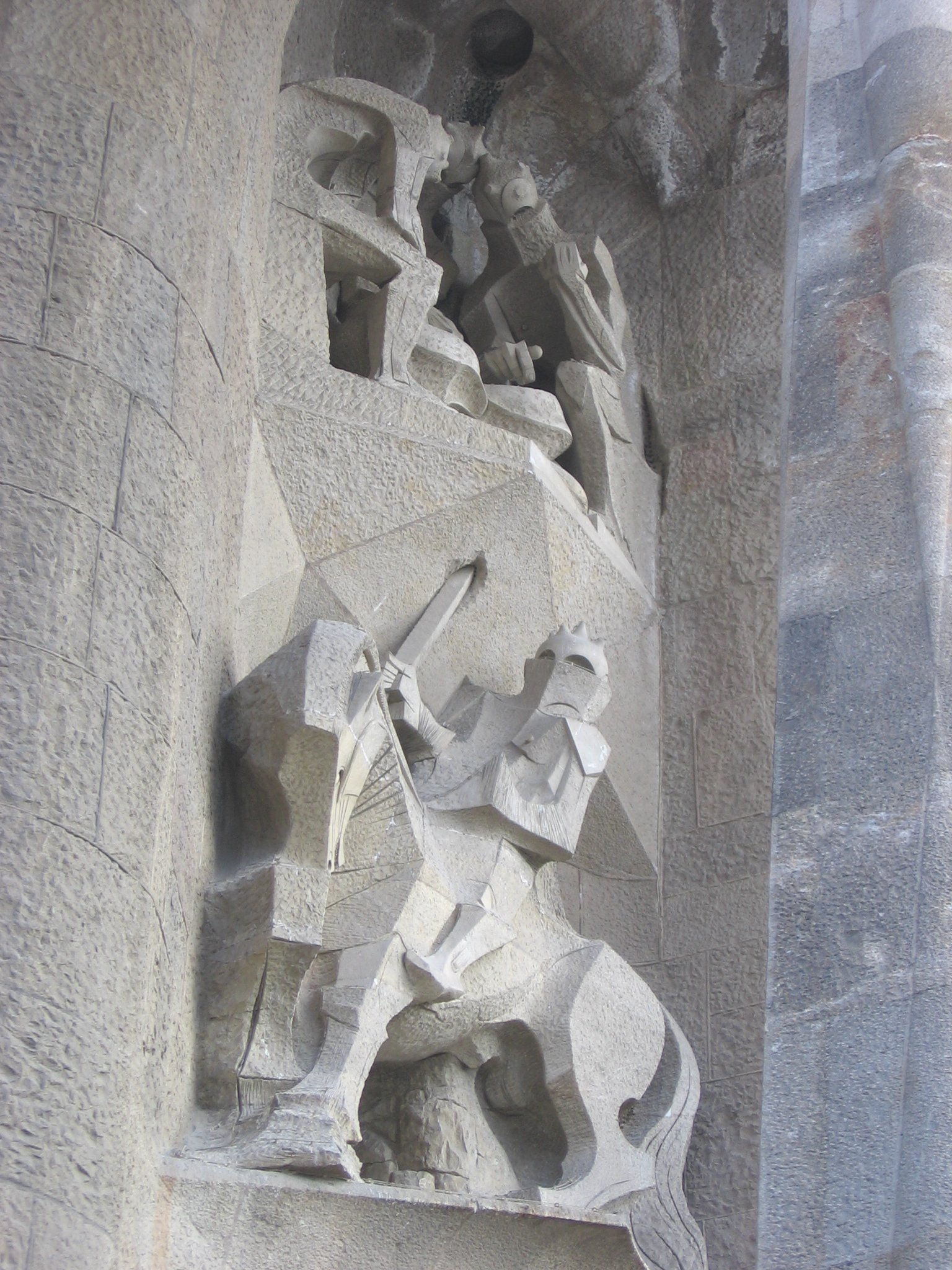
El soldado Longino
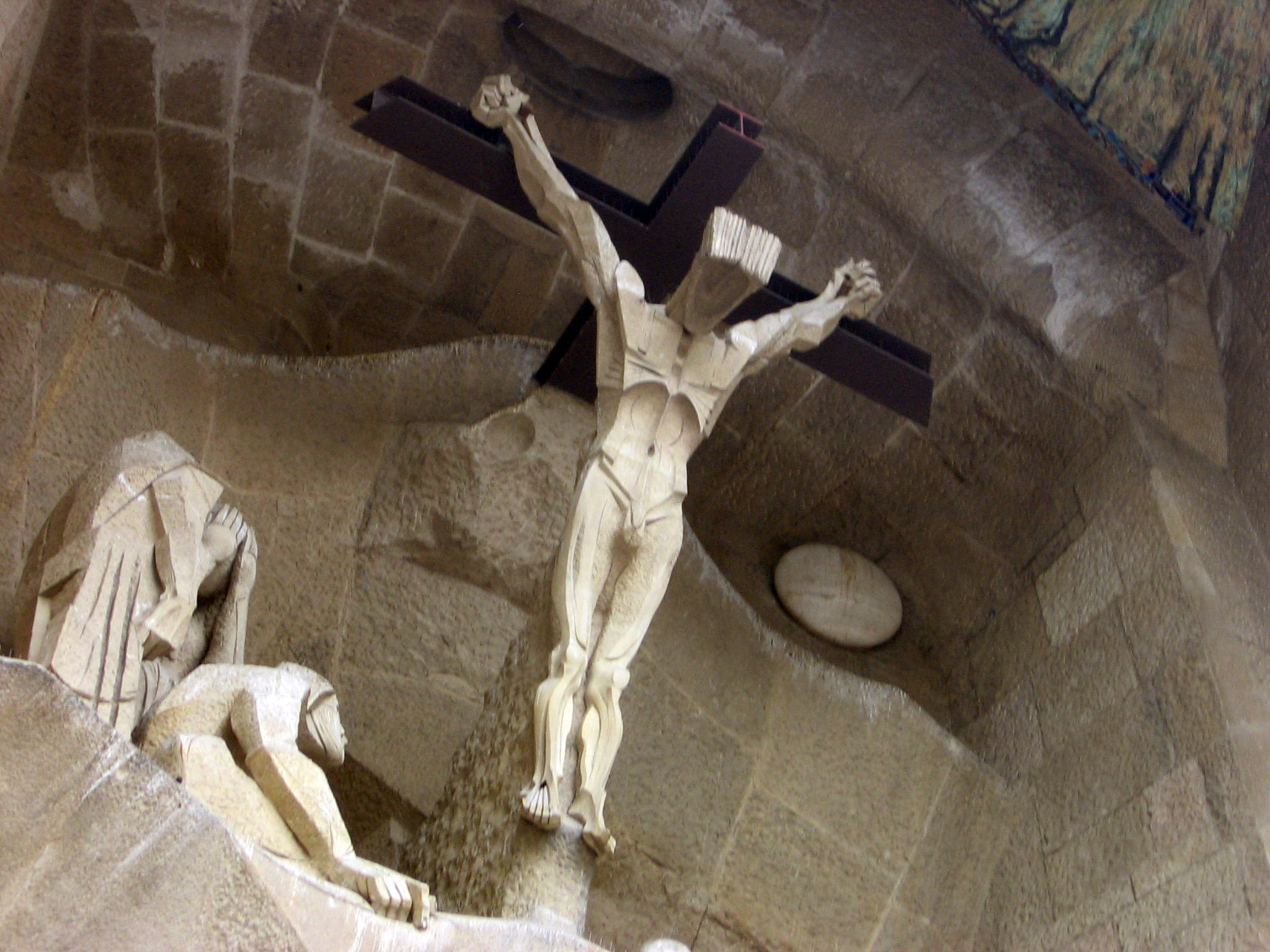
La crucifixión

### Fachada de la Gloria

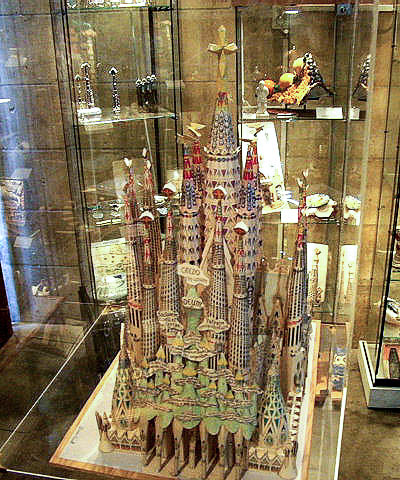
Maqueta de la fachada de la Gloria

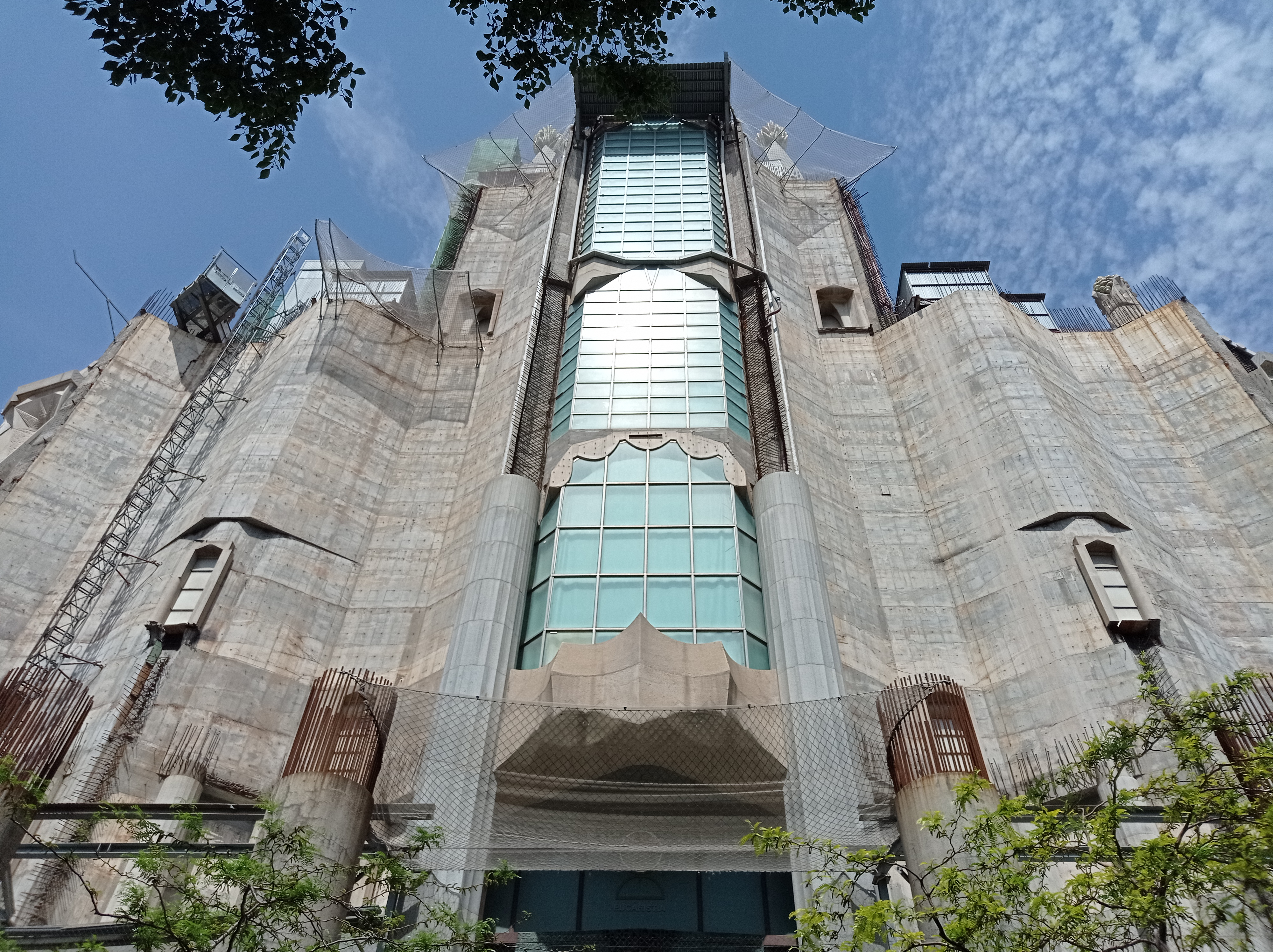
Obras de la fachada de la Gloria (2022)

La fachada de la Gloria será la más grande y monumental. Es la fachada principal, la que da acceso a la nave central. Las obras comenzaron en 2002. Dedicada a la Gloria celestial de Jesús, representa el camino ascensional a Dios: la Muerte, el Juicio Final y la Gloria, así como el Infierno, para todo aquel que se aparta del dictado de Dios. Gaudí esbozó tan solo las líneas generales de esta fachada, ya que era consciente de que no la haría él en vida, sino los que continuasen su obra:

El fragmento de maqueta de los campanarios de la fachada principal no lo completaré ni lo desarrollaré. He decidido dejarla sólo programada para que otra generación colabore en el templo, como repetidamente se ve en la historia de las catedrales, cuyas fachadas no sólo son de otros autores, sino también de otros estilos.

Para acceder al pórtico de la Gloria habrá una gran escalinata con una terraza donde se situará el Monumento al Fuego y al Agua, el primero representado con un gran tedero con fuego —en representación de la columna de fuego que guio al pueblo elegido— y el segundo con un surtidor de agua, con un chorro de 20 m de altura que se dividirá en cuatro cascadas, como símbolo de los ríos del paraíso terrenal y las fuentes de agua viva del Apocalipsis.
La escalinata creará un paso subterráneo en la calle Mallorca, que representaría el Infierno y el vicio, y estaría decorado con demonios, ídolos, falsos dioses, cismas, herejías y otras representaciones del mal. También figurará el purgatorio, así como la muerte, representada en sepulcros situados en el suelo del porche. En representación de la condena al trabajo sufrida por el hombre tras el pecado original, figurarán en un soportal de la fachada principal representaciones de diversos oficios: sastre, zapatero, albañil, panadero, herrero, alfarero, carpintero, etc. Por medio del trabajo y cultivando la virtud, el hombre puede alcanzar la Gloria, a través de la redención y por intermediación del Espíritu Santo. Así, el pórtico tendrá siete grandes columnas dedicadas a los siete dones del Espíritu Santo; en sus bases aparecerán los siete pecados capitales y, en los capiteles, las siete virtudes:
- Dones: Piedad, Fortaleza, Inteligencia, Sabiduría, Consejo, Ciencia, Temor de Dios.
- Pecados: Avaricia, Pereza, Ira, Envidia, Gula, Soberbia, Lujuria.
- Virtudes: Generosidad, Diligencia, Paciencia, Caridad, Templanza, Humildad, Castidad.

Asimismo, hay siete puertas dedicadas a los sacramentos y a las peticiones del Padre Nuestro:
- Bautismo: «Padre Nuestro que estás en los cielos, santificado sea Tu Nombre».
- Extremaunción: «Venga a nosotros tu Reino».
- Orden Sacerdotal: «Hágase tu voluntad, así en la Tierra como en el Cielo».
- Eucaristía: «Danos hoy el pan nuestro de cada día».
- Confirmación: «Perdónanos nuestras ofensas, así como nosotros perdonamos a quienes nos ofenden».
- Matrimonio: «No nos dejes caer en la tentación».
- Penitencia: «Y líbranos del mal».

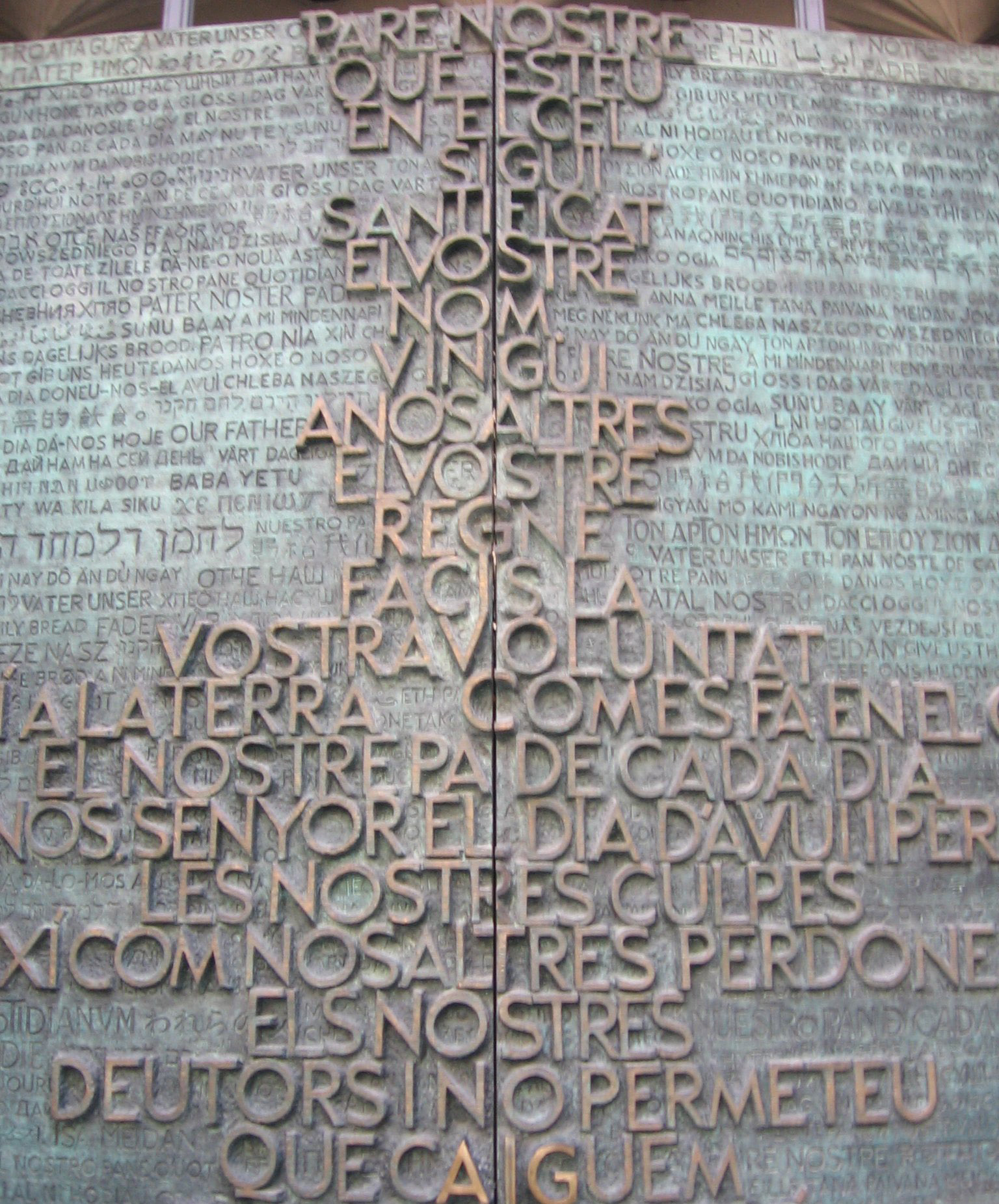
Puerta de la Eucaristía, de Subirachs

La primera y la última, del Bautismo y la Penitencia, coincidirán con las dos capillas laterales de la fachada de la Gloria, que interseccionarán con el claustro. También figurarán en la fachada las Bienaventuranzas y las Obras de Misericordia corporales y espirituales. Igualmente, estarán representados Adán y Eva, como origen del ser humano; san José en su labor de carpintero; la Fe, la Esperanza y la Caridad, representadas por el Arca de la Alianza, el Arca de Noé y la Casa de Nazaret; la Virgen María, rodeada de ángeles, santos, profetas, patriarcas, apóstoles, mártires, sacerdotes, confesores, vírgenes y viudas; y Jesús en el Juicio Final, con el Espíritu Santo en forma de rosetón y Dios Padre, formando la Trinidad augusta.
La fachada se completará con unas grandes nubes iluminadas que contendrán en grandes letras el Credo niceno (Credo in unum Deum Patrem Omnipotentem, creatorem coeli et terrae), situadas sobre dieciséis grandes linternas de forma hiperboloide y acabadas en cono, dispuestas en orden ascendente: las siete inferiores representarán los días de la creación y, las nueve superiores, las jerarquías angélicas. Las torres serán las más altas de las tres fachadas y estarán dedicadas a san Pedro, san Pablo, san Andrés y Santiago el Mayor.
El 22 de abril de 2007 se instaló una escultura de San Jorge en la baranda del jubé —en el lado interior de la fachada de la Gloria—, coincidiendo con la proclamación del 550 aniversario del santo como patrón de Cataluña y en el marco de los actos de celebración del 125 aniversario de la colocación de la primera piedra del templo. Obra de Subirachs, la estatua es de bronce, de tres metros de altura, y está inspirada en el San Jorge de Donatello.
Asimismo, entre 2008 y 2012 se instalaron las puertas de la fachada de la Gloria, realizadas en bronce por Subirachs con la ayuda del escultor Bruno Gallart, con las inscripciones del Padre Nuestro. La principal, compuesta de dos láminas de bronce de dos toneladas cada una, presenta la oración completa, en catalán, así como su segundo párrafo («Danos hoy nuestro pan de cada día») en cincuenta idiomas distintos. Cabe destacar que las letras A y G de la palabra caiguem —correspondientes a los tiradores de las puertas— están destacadas en color dorado, al ser las iniciales de Antoni Gaudí, como homenaje al arquitecto. El resto de las puertas presenta cada una su petición correspondiente de la oración. Cada puerta tiene un símbolo que representa su respectivo sacramento: el bautismo, un jarro de agua y una pila bautismal; la extremaunción, una imposición de manos; el orden sacerdotal, una imposición de manos del obispo; la eucaristía, el cáliz y la hostia —en este caso situado en el cristal sobre la puerta—; la confirmación, por la venida del Espíritu Santo; el matrimonio, unos anillos; y, la penitencia, una cruz.
En 2025 se inició la construcción de las torres de la fachada, con el alzamiento de las ocho columnas de sustentación de la estructura de las torres. Ese año se anunció igualmente el encargo a tres artistas para el diseño escultórico de la fachada: Miquel Barceló, Cristina Iglesias y Javier Marín.

### Las torres

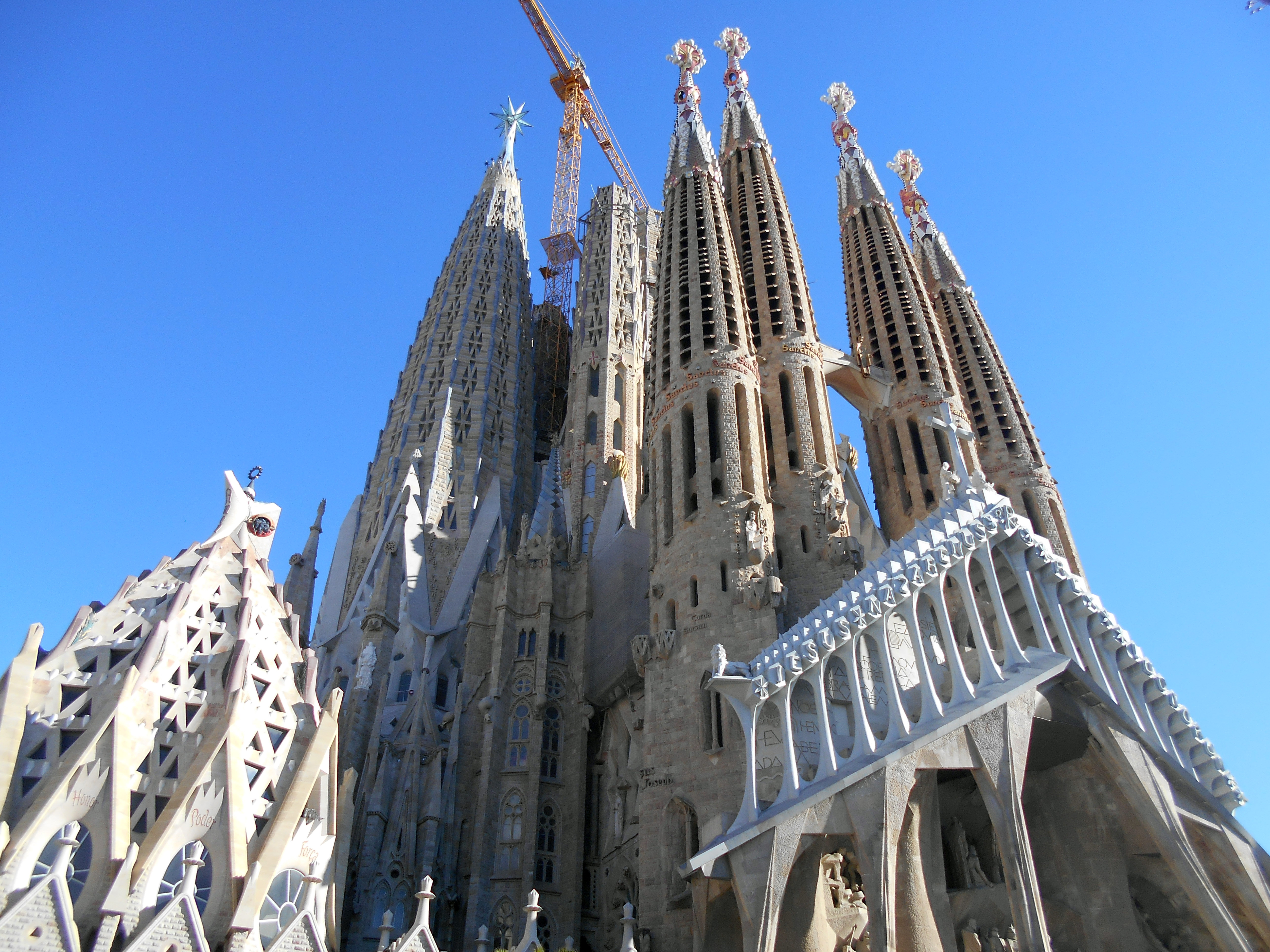
Las torres de la Sagrada Familia desde la fachada de la Pasión

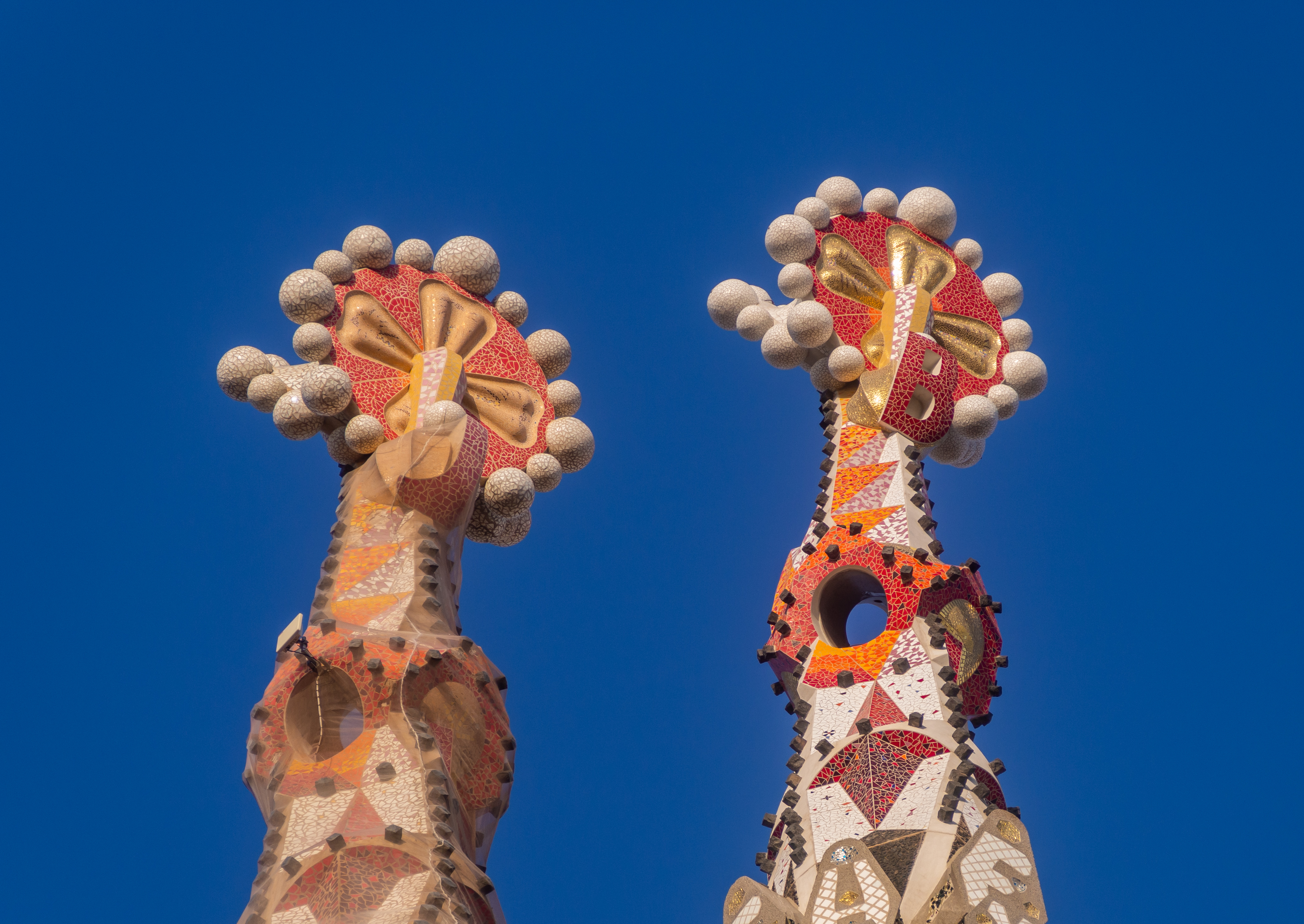
Pináculos de las torres de la fachada de la Pasión

Gaudí proyectó un templo de gran verticalidad, para que fuese visible desde cualquier punto de Barcelona y destacase sobre el resto de edificios. Para ello, dotó a la Sagrada Familia de dieciocho torres: doce por los apóstoles, cuatro de los evangelistas y los cimborrios de Jesús y la Virgen María. Tienen distinta altura, en sentido ascendente: las torres del Nacimiento, 98,40 m las exteriores y 107 m las centrales; las de la Pasión, 107,40 m las exteriores y 112,20 m las centrales; las de la Gloria, 112,20 m las exteriores y 120 m las centrales; las de los evangelistas, 135 m; la de la Virgen, 138 m; y la de Jesús, 172,50 m.

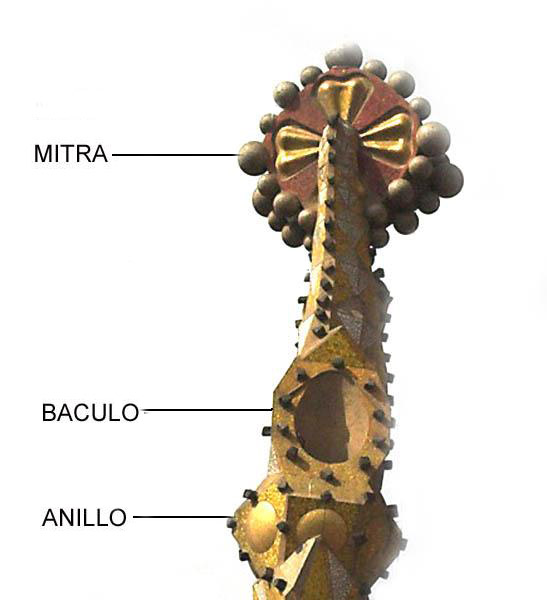
Pináculo de una de las torres de los Apóstoles, simbolizando los atributos episcopales: mitra, báculo y anillo

Las torres del Nacimiento tienen una base cuadrada que se convierte en circular a media altura, donde situó un balcón y una peana con la figura del apóstol como elemento de transición. Se sostienen sobre doce costillas de piedra arenisca, que forman unas largas aberturas verticales entre las que se hallan unas piezas inclinadas de piedra, que sirven tanto para evitar la entrada de agua como para distribuir el sonido de las campanas. En cambio, las de la Pasión son de sección elíptica. Por su parte, las torres de los evangelistas estarán formadas por ocho segmentos de paraboloides interseccionados; la de María, catorce segmentos; y, la de Jesús, doce. Decía Gaudí que «la forma de las torres, vertical y parabólica, es la unión de la gravedad con la luz».
Los remates de las torres tienen distintas soluciones según su tipología: las de los apóstoles están rematadas por pináculos de mosaico veneciano policromado con escudos con la cruz y unas esferas blancas, que simbolizan la mitra episcopal; también figuran el anillo y el báculo episcopales, así como la letra inicial de cada apóstol. Igualmente, se encuentran diversas inscripciones como Hosanna, Excelsis y el trisagio Sanctus, Sanctus, Sanctus, repetido tres veces por la Santísima Trinidad: el del Padre en color amarillo, por la luz; el del Hijo de color rojo, símbolo del martirio; y, el del Espíritu Santo, de color naranja, síntesis de los otros dos. Al parecer, para los pináculos de las torres Gaudí se inspiró en los tallos de una planta denominada uñas de gato (sedum nicaeensis). Cada torre lleva inscrito el nombre en latín y la palabra Apostolus junto con una escultura del apóstol que representa. Asimismo, cada apóstol está relacionado con una constelación zodiacal, según la correspondencia establecida por Beda el Venerable en el siglo VIII: san Pedro sería Aries, san Andrés Tauro, y así sucesivamente.
Las torres actúan de campanario y contendrán un total de ochenta y cuatro campanas, comunes y tubulares: en la fachada del Nacimiento, campanas tubulares de percusión; en la de la Pasión, campanas tubulares de órgano resonante; y, en la de la Gloria, campanas afinadas con las notas mi, sol, do. Gaudí realizó complicados estudios de acústica para lograr una perfecta sonoridad. En el interior de las torres se encuentran unas escaleras de caracol inspiradas nuevamente en un elemento orgánico, un tipo de caracol marino denominado torrecilla (turritella communis).
Las torres de los evangelistas están rematadas por las figuras alegóricas que los representan en la iconografía cristiana (Tetramorfos): san Juan, el águila; san Marcos, el león; san Mateo, el ángel; y san Lucas, el buey. El proyecto de estas figuras fue obra del escultor Xavier Medina Campeny. Los terminales de las torres tienen una altura de 22,5 m, compuestos por tres partes diferenciadas: la base está formada por cuatro líneas de hexágonos con las inscripciones Al·leluia y Amen rodeadas de palmas de cerámica en forma de espiga; en la parte central se ubica un icosaedro intersecado con una esfera recubierto de trencadís cerámico y vidrio veneciano, que contiene los focos de iluminación; y, como remate, figuran las esculturas del Tetramorfos, aladas y con un libro evangélico con las iniciales de cada evangelista. Estas torres tendrán dos focos cada una, que de noche iluminarán la calle y la torre, respectivamente.
Asimismo, estas torres contienen unas gárgolas, realizadas por Etsuro Sotoo, en granito de cuatro metros, con diversas formas que simbolizan a los evangelistas: la de Juan presenta siete pergaminos, como los escritos en el Apocalipsis; la de Mateo tiene forma de bolsa de dinero, en referencia a su oficio de recaudador de impuestos; la de Marcos es en forma de sábana, en referencia a un joven que se vio corriendo desnudo con una sábana que se le escapó volando, la noche que prendieron a Jesús; y la de Lucas es un maletín de médico, con sus instrumentos correspondientes Igualmente, están relacionadas con los signos del Zodíaco, los cuatro elementos y los cuatro estadios del camino hacia el conocimiento.
| Evangelista | Símbolo | Elemento | Signo zodiacal | Conocimiento |
| ----------- | ------- | -------- | -------------- | ------------ |
| San Mateo   | ángel   | aire     | Acuario        | Inteligencia |
| San Lucas   | buey    | tierra   | Tauro          | Voluntad     |
| San Marcos  | león    | fuego    | Leo            | Valor        |
| San Juan    | águila  | agua     | Escorpio       | Silencio     |

La torre de María se sitúa sobre el ábside y está rematada por una gran estrella de doce puntas, que simboliza la estrella de la mañana. Además, lleva varios elementos iconográficos alusivos a la Virgen, como el avemaría y diversas flores como símbolo de los atributos de la madre de Jesús. Estos elementos se hallan en la base de la torre, entre los ventanales, agrupando una frase y una flor: Ave Maria gratia plena, azucena como símbolo de castidad; Dominus tecum, narciso como símbolo de la vida eterna y el triunfo del amor divino; Benedicta tu in mulieribus, muguete como símbolo de humildad; y Benedictus fructus ventrus tus Iesus, jazmín como símbolo de pureza. El remate de la torre consta de tres partes: la corona, de piedra y 6 m de altura, con doce estrellas de forja en su parte superior; la linterna, de 18 m de altura, confeccionada en hormigón con revestimiento de trencadís blanco y azul, con forma de hiperboloide y terminada en tres brazos que sostienen la estrella superior; y la estrella, un dodecaedro de doce puntas con un diámetro de 7,5 m, elaborada en vidrio texturado con una estructura de acero inoxidable, iluminada desde el interior.
Por último, la torre de Jesús estará conectada mediante cuatro puentes con las torres de los evangelistas y estará rematada por una gran cruz de seis brazos, de 13,5 m: en su parte central figurará un cordero (Agnus Dei), así como la inscripción Tu solus Sanctus, Tu solus Dominus, Tu solus Altissimus y las palabras Amén y Aleluya. Cada uno de los cuatro brazos de la cruz tendrá potentes haces de luz que serán visibles a grandes distancias, en rememoración del pasaje bíblico que define a Jesús como «yo soy la luz del mundo» (Juan, 8:12). En su interior, la torre de Jesús estará dividida en tres pisos, que simbolizarán la creación del universo y la frase relativa a Cristo «yo soy el Camino, la Verdad y la Vida» (Juan, 14:6). En los paramentos interiores habrá un mosaico de cerámica esmaltada que recorrerá toda la torre hasta media altura, que representará el firmamento como creación de Dios, así como el Espíritu Santo; está siendo proyectado por Etsuro Sotoo. En 2025 se aprobó la propuesta del artista italiano Andrea Mastrovito para la figura del cordero, que estará elaborada en vidrio y oro, dentro de un hiperboloide con 24 haces de luz.
Del conjunto de seis torres centrales, la torre de Jesús comenzó a construirse en 2015 y, las restantes, en 2016, tras preparar la base de las mismas sobre la nave central del templo. Las obras de la torre de María finalizaron el 29 de noviembre de 2021 con la colocación de la estrella en la cúspide de la torre, y fue inaugurada el 8 de diciembre con una serie de actos culturales. De las torres de los evangelistas, las dos primeras, dedicadas a Lucas y Marcos, fueron finalizadas con la colocación de sus respectivas esculturas en noviembre de 2022. El 16 de diciembre de ese año fueron iluminadas por primera vez. Las de Juan y Mateo se finalizaron en septiembre de 2023 de nuevo con la colocación de sus esculturas. La estructura principal de la torre de Jesús fue finalizada en diciembre de 2024, con una cota de 142,5 metros de altura, con lo que solo queda la colocación de la gran cruz que la rematará. Se estima que podría estar finalizada en 2026.
Según las previsiones del equipo constructor, cuando esté lista la estructura de las torres la Sagrada Familia será el edificio más alto de Barcelona.

### El exterior

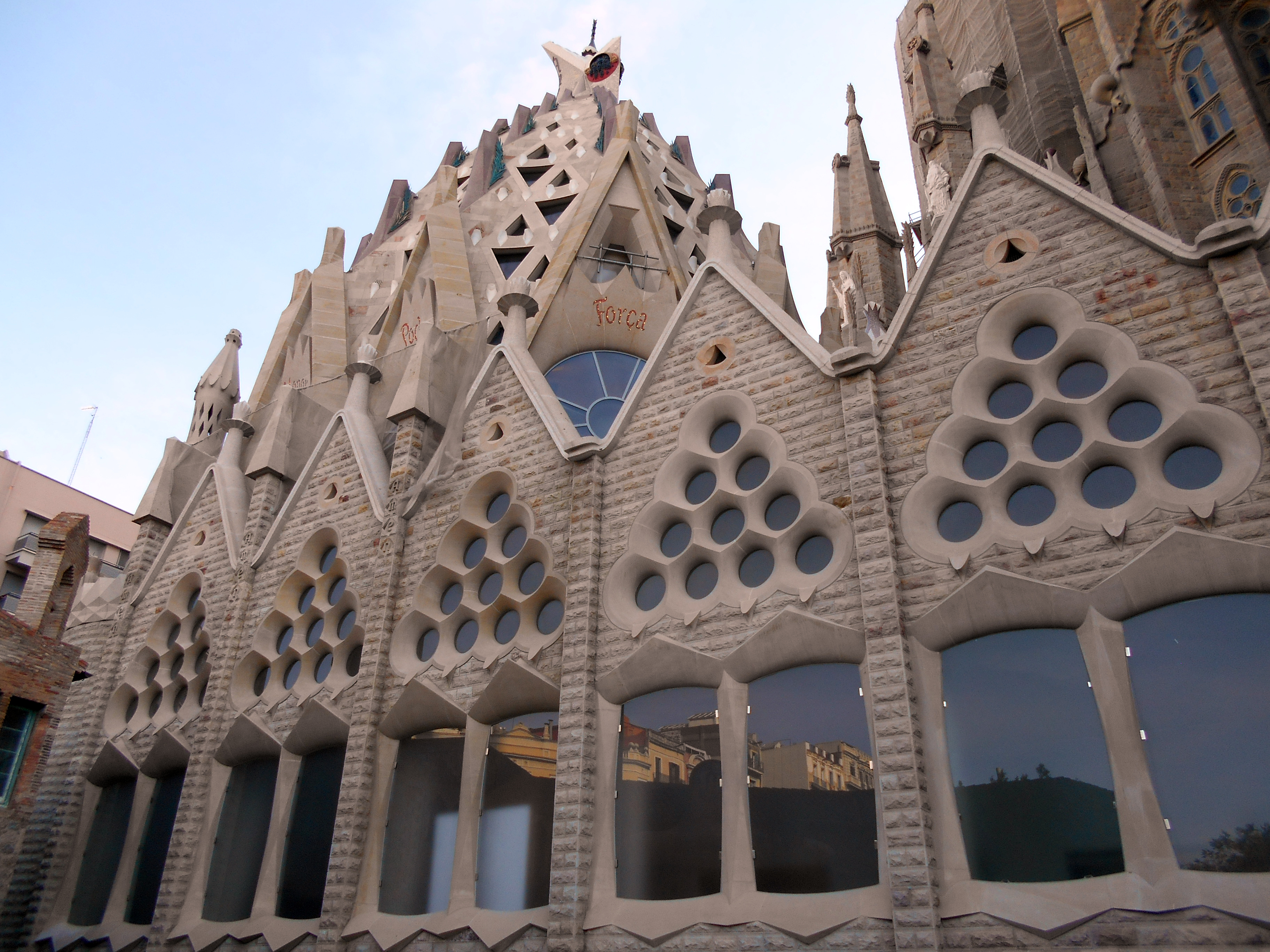
Detalle del claustro

En el exterior destaca el claustro, que rodea casi todo el perímetro del templo, solo interrumpido en la fachada principal, la de la Gloria, por lo que tiene forma de U, con unas medidas de 115 × 82,5 m. Esta solución original ideada por Gaudí se contrapone a la disposición tradicional del claustro en atrio de las basílicas paleocristianas o situado a un lado de la iglesia en los monasterios y catedrales medievales. Lo hizo así para aislar el templo del exterior —tanto a nivel acústico como climático— y favorecer el tránsito en procesión. Como el resto del proyecto, se encuentra a cuatro metros sobre el nivel del suelo y su longitud total será de 240 m.
Para los ventanales de los muros exteriores Gaudí ideó tres tipologías distintas, para conseguir una transición del neogótico original a la nueva estructura naturalista aplicada en sus últimos años: el primer nivel, bajo la cantoría, es neogótico; el segundo, sobre las cantorías, presenta un hiperboloide elíptico rodeado de cuatro circulares, sobre un friso de aberturas alargadas; el tercero, que corresponde a la nave central, tiene igualmente un hiperboloide elíptico rodeado de dos hiperboloides de revolución, también sobre cuatro aberturas alargadas, figurando en el centro la inscripción Gloriam.
Entre los ventanales de las naves laterales se sitúan unas columnas salomónicas con las inscripciones aurum, thus, myrrham (en latín, oro, incienso y mirra) y oració, sacrifici, almoina (en catalán, oración, sacrificio y limosna), y rematadas por las letras griegas α (alfa) y ω (omega). También se alternan en los muros exteriores otras inscripciones, como Jesus, Maria, Joseph; Sursum corda; Gratia plena; Ora pro nobis.

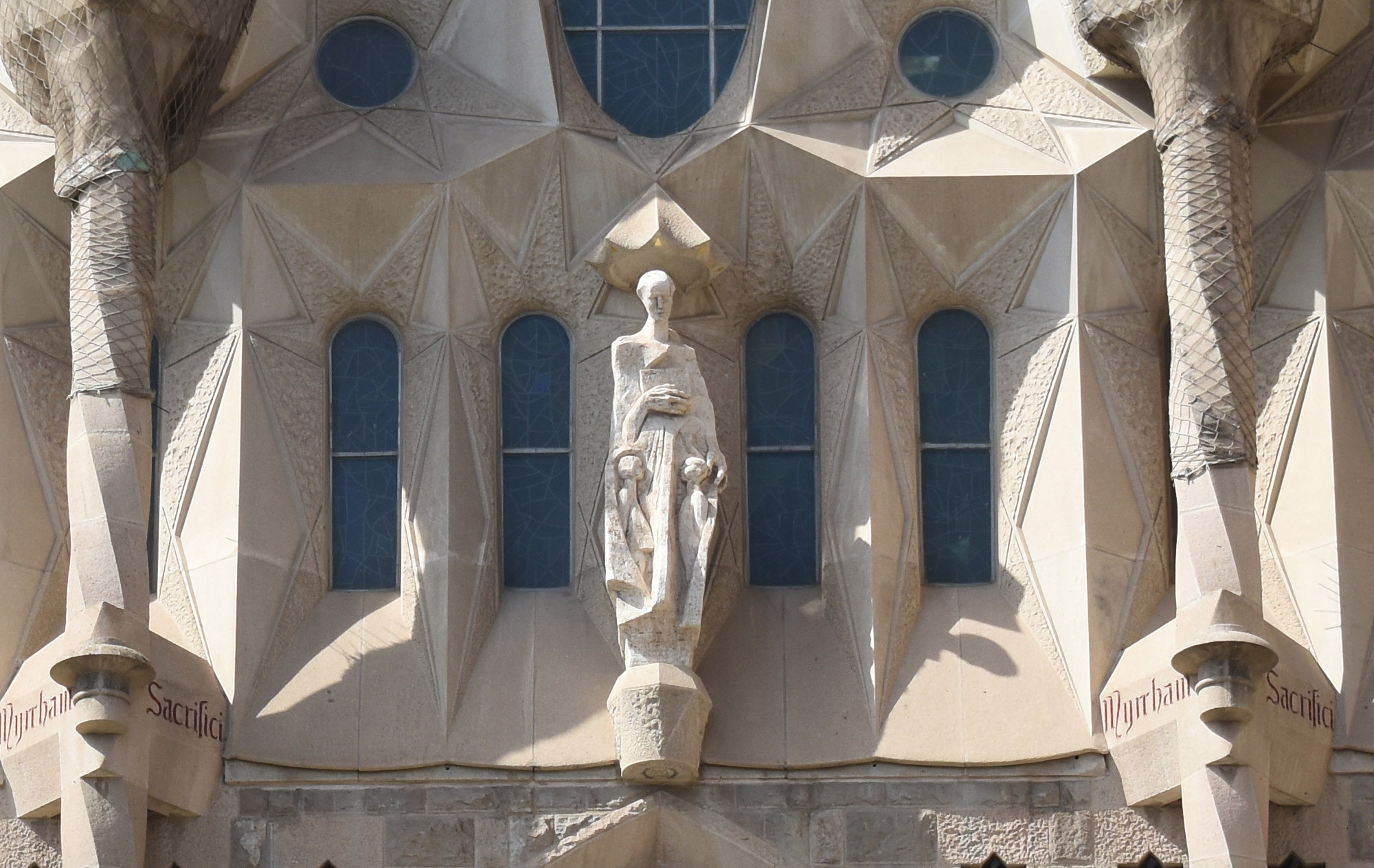
Estatua de San José de Calasanz

Los ventanales de las naves laterales terminan en un frontón, el vértice del cual está coronado por una cesta de frutas (manzanas, higos, naranjas, melocotones, almendras, ciruelas, granadas, cerezas, peras, caquis, castañas y nísperos), que simbolizan la lluvia de frutos del Espíritu Santo que cae sobre los hombres. Por su parte, los pináculos de la nave central presentan los símbolos de la Eucaristía: granos de uva coronados por un cáliz y espigas de trigo coronadas por una hostia. También están representados diversos oficios (carpinteros, pintores, tintoreros, tejedores, orfebres, herreros, constructores, alfareros, vidrieros y caldereros), cada uno simbolizado por los objetos que más los representan. Las frutas y los oficios son obra de Etsuro Sotoo. En el parteluz sobre cada ventanal hay Santos Fundadores (de Nacimiento a Pasión): san Jerónimo, san Ignacio de Loyola, san José de Calasanz, san Vicente de Paúl, san Felipe Neri, santa Juana de Lestonnac, san José Manyanet, san José Oriol, san Juan Bosco, santa Joaquina de Vedruna, san Antonio María Claret y san Pedro Nolasco.

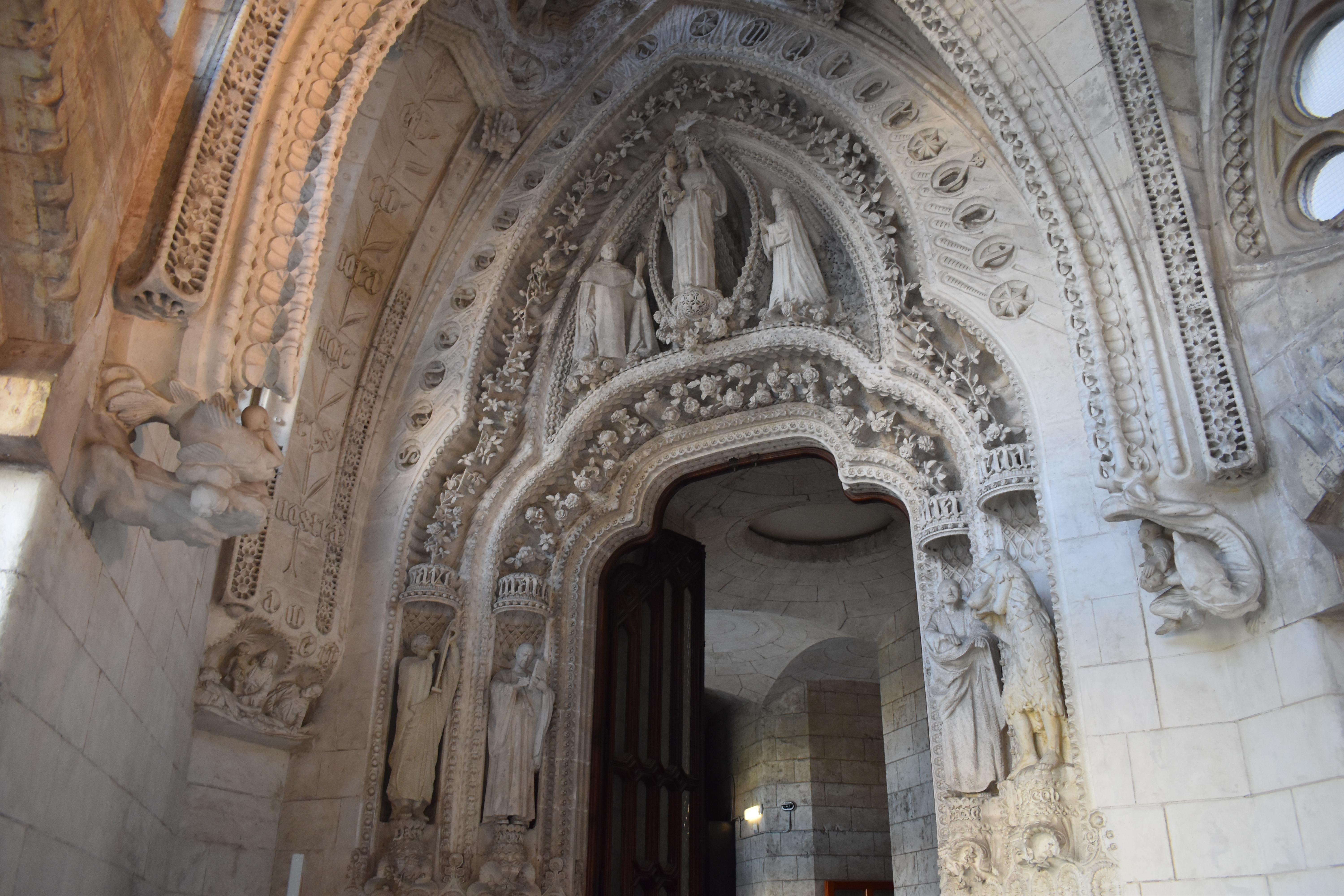
Portal del Rosario

En las intersecciones del claustro con las fachadas Gaudí proyectó unos portales dedicados a la Virgen: a ambos lados de la fachada del Nacimiento, la Virgen del Rosario y la de Montserrat; en la fachada de la Pasión, la Virgen de la Merced y la de los Dolores. Especialmente destacada es la del Rosario, que Gaudí eligió para hacer una demostración de cómo tenía que ser la decoración del resto del templo. El portal está presidido por la Virgen con el Niño, flanqueada por santo Domingo y santa Catalina. Otras escenas reproducen: la Muerte del Justo, con la Virgen mostrando a un moribundo al Niño Jesús, para proporcionarle alivio; la Tentación de la Mujer, representada por un monstruo en forma de pez que ofrece a una mujer una bolsa de dinero; y la Tentación del Hombre, simbolizada por un diablo que ofrece a un obrero una bomba Orsini, empleada por los anarquistas en aquella época. A cada lado de la puerta figuran los reyes David y Salomón y los profetas Isaac y Jacob. Asimismo, hay gran profusión de rosas que adornan todo el pórtico, y frases como las últimas palabras del Ave María: Et in hora mortis nostrae, Amen. Las esculturas del portal, obra de Llorenç Matamala, sufrieron graves daños durante la Guerra Civil y fueron restauradas entre 1982 y 1983 por Etsuro Sotoo. En el exterior, este portal está rematado por una linterna cuyo pináculo tiene forma de capullo de aloe (Aloe arborescens).
En las cuatro esquinas del templo figurarán tres obeliscos por cada una, en representación de los puntos cardinales, las cuatro estaciones, los ayunos cristianos (Témporas), relacionados, a su vez, con las órdenes sacerdotales, las virtudes cardinales representadas simbólicamente, así como símbolos de san José (lirio), la Virgen María (corona) y Jesús (variando en cada grupo). Por último, cada obelisco central llevará tres de las doce estrofas del himno de Daniel de los niños de Babilonia (Trium puerorum), uno de los laterales Sancte Joseph, Ora pro nobis y, el otro, Sancta Dei Genitrix, Ora pro nobis, Deo gratias. Tienen forma de hiperboloide en su parte central, mientras que la superior es un tronco de pirámide triangular con tres semiconos finales.
| Punto cardinal | Estación  | Ayuno                  | Orden sacerdotal | Virtud                                      | Símbolo de Jesús               |
| -------------- | --------- | ---------------------- | ---------------- | ------------------------------------------- | ------------------------------ |
| Norte          | Invierno  | Témpora de Adviento    | órdenes menores  | Prudencia (hucha y serpiente)               | Emmanuel («Dios con nosotros») |
| Este           | Primavera | Témpora de Cuaresma    | subdiaconato     | Templanza (porrón y cuchillo que corta pan) | cruz e INRI                    |
| Sur            | Verano    | Témpora de Pentecostés | diaconato        | Justicia (espada y balanza)                 | sol y cruz                     |
| Oeste          | Otoño     | Témpora de Septiembre  | presbiterato     | Fortaleza (yelmo y coraza)                  | crismón con alfa y omega       |

### El interior

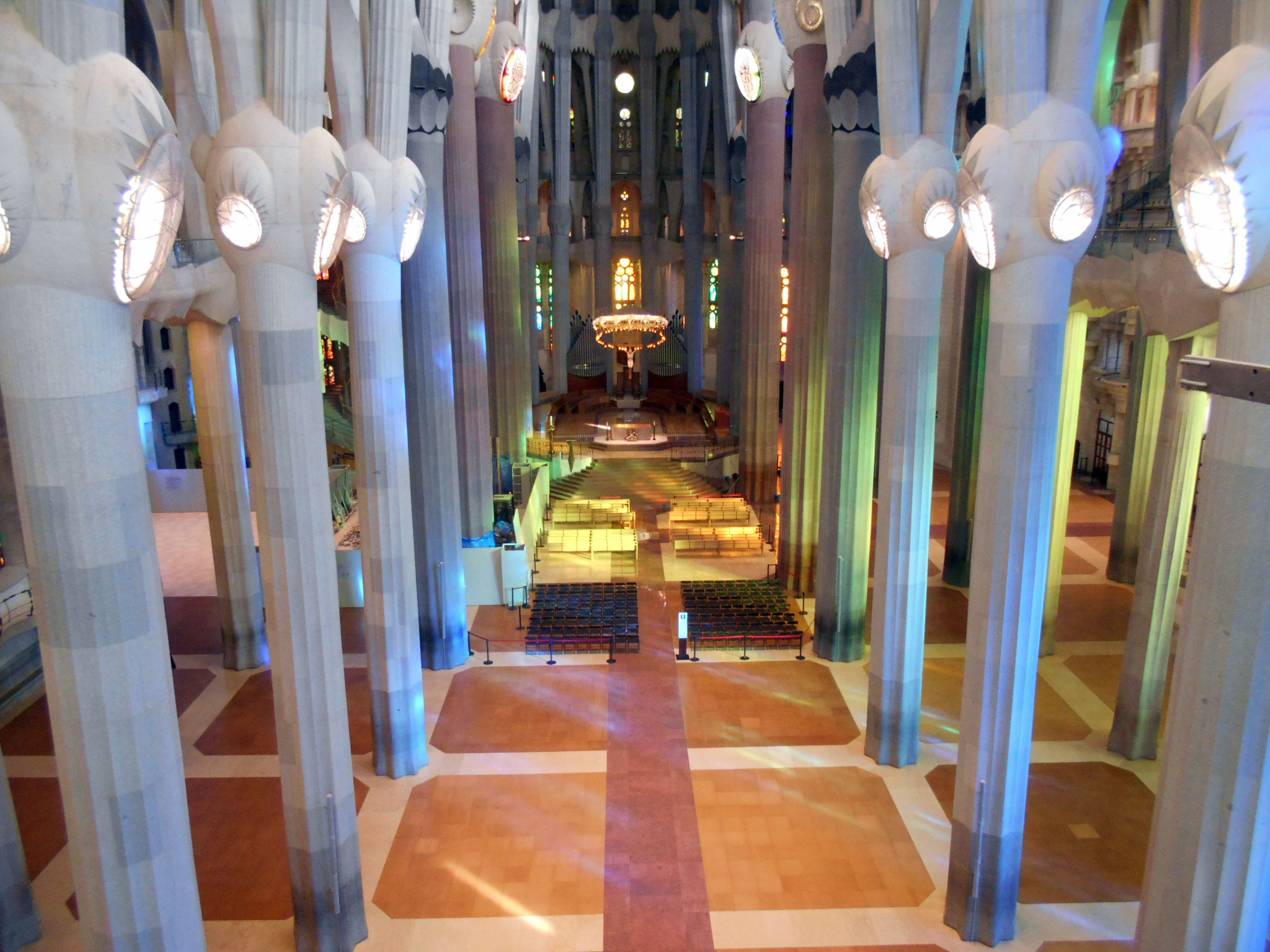
Interior del templo

Gaudí evolucionó de un primer proyecto neogótico hacia un estilo personal, orgánico, inspirado en las formas de la naturaleza: para librarse de los contrafuertes góticos ideó el uso de columnas en forma de tronco de árbol, que permiten descargar el peso de las cubiertas directamente en el suelo, solución práctica a la vez que estética, ya que convierte el interior de las naves del templo en un espacio orgánico que semeja un bosque. En 1987, se inició la cimentación de las naves; en 1997, se completaron las bóvedas laterales y se empezó la central, finalizada en 2000; con las bóvedas del transepto y el ábside, en 2010 se cubrió todo el templo.

El interior del templo será como un bosque. (...) Los pilares de la nave principal serán palmeras; son los árboles de la gloria, del sacrificio y del martirio. Los de las naves laterales serán laureles, árboles de la gloria, de la inteligencia.
Antoni Gaudí

Gaudí realizó mediante estática gráfica el cálculo de la nave principal, que fue publicado por su ayudante Sugrañes en 1923. A partir de 1985 fue preciso ampliarlos y adaptarlos a las normativas actuales, por lo que un equipo de arquitectos formado por Carles Buxadé, Joan Margarit, Josep Gómez, Ramón Ferrando y Ágata Buxadé calcularon todas las naves concibiendo una estructura continua de hormigón armado desde los cimientos hasta las bóvedas.

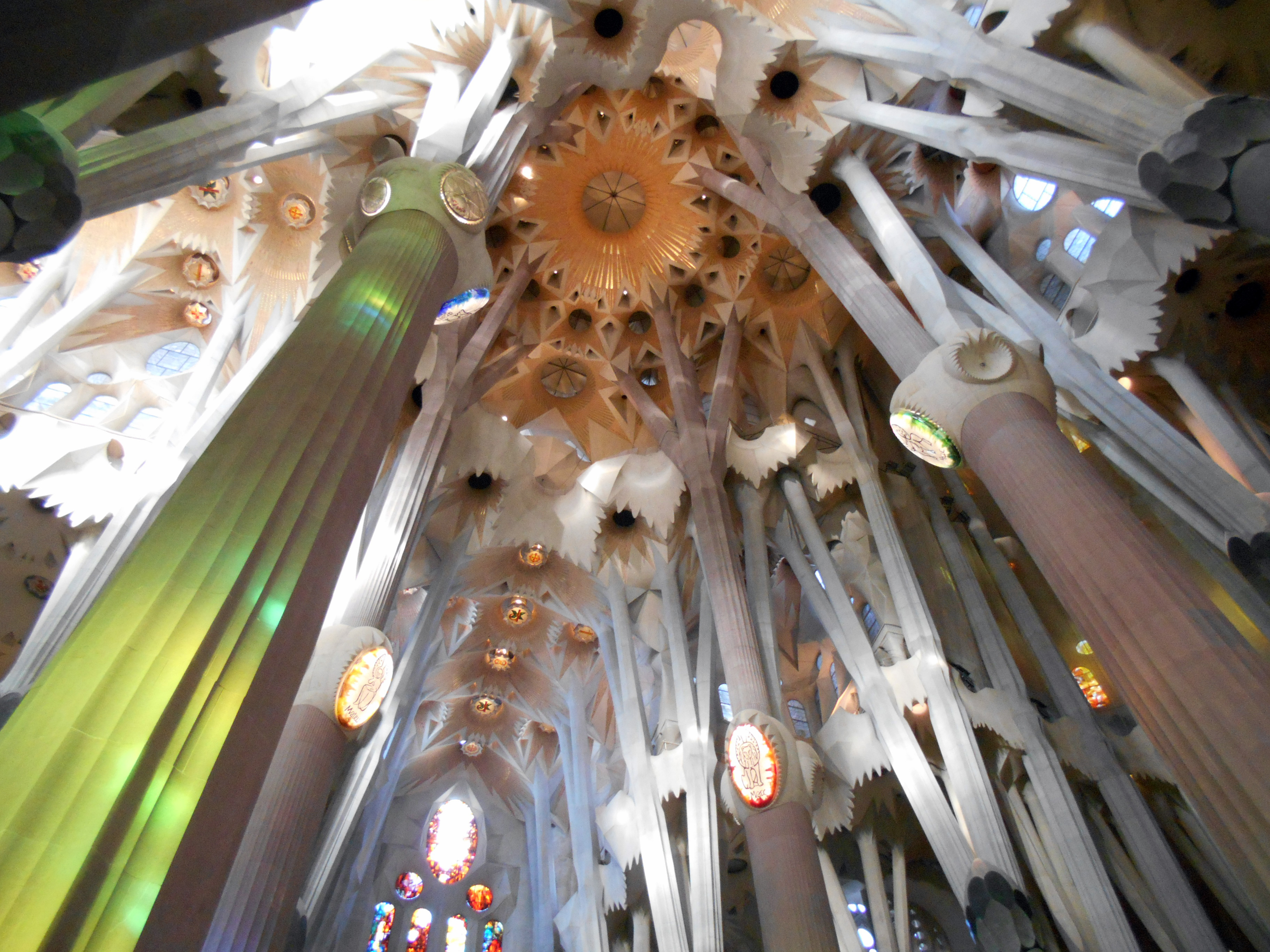
Detalle de la bóveda

El templo tiene planta de cruz latina, con cinco naves de 90 m de longitud y transepto de tres naves de 60 m; la nave central tiene un ancho de 15 m, y 7,5 m las laterales, haciendo un total de 45 m; ancho del transepto, 30 m. La altura es de 45 m en las bóvedas de la nave central y 30 m en las laterales, mientras que las del crucero llegan a los 60 m. Gaudí estructuró toda la planta sobre la base de un módulo fundamental de 7,5 m, que para él era la medida del «árbol-hombre» ideal, la proporción perfecta dada por la naturaleza. Ya los griegos establecieron una medida estándar del cuerpo humano donde la cabeza sería 1/7 o 1/8 del total; así, 7,5 es la media entre ambos. Vemos así que la longitud del templo son 90 m (7,5 × 12), la del transepto 60 (7,5 × 8), la anchura del templo 45 (7,5 × 6), la del transepto 30 (7,5 × 4), y que la altura total del edificio —en la torre de Jesús— es de 172,5 m (7,5 × 23).
Las naves laterales contienen las cantorías para los coros. El ábside es lobulado, con deambulatorio en torno al presbiterio. Tiene siete capillas, de las que la del Santísimo se usa como oratorio: tiene un altar de piedra de Montserrat, sobre el que se halla un sagrario de plata rodeado de un aura de luz y, sobre este, una copia del relieve de la Sagrada Familia elaborado por Josep Llimona que se halla en la cripta. El sagrario es obra de Joaquim Capdevila y presenta un relieve de líneas verticales que semejan espigas de trigo, junto a una cruz y la frase «yo soy la vida»; en el interior de la tapa se encuentra una sagrada forma que a su vez representa el mundo, rodeada de otras más pequeñas con una cruz en el centro, sobre fondo dorado.
El templo contiene un total de 36 columnas, que oscilan entre 11,10 m y 22,20 m de altura, con bases de polígonos estrellados de varios lados según su ubicación: seis (naves laterales), ocho (nave central), diez (torres de los Evangelistas), doce (torre de Jesús). Los materiales de construcción varían de la piedra de Montjuïc al granito, basalto o pórfido para los revestimientos, sobre una estructura de hormigón armado. Tienen forma helicoidal de doble giro (dextrógiro y levógiro), semejante al crecimiento de algunos árboles o arbustos: una posible fuente de inspiración serían especies como la abelia (Abelia floribunda) o la adelfa (Nerium oleander). Estas columnas se bifurcan a la altura del capitel —de forma elipsoide— y se vuelven a ramificar a mayor altura, por lo que ciertamente semejan árboles.

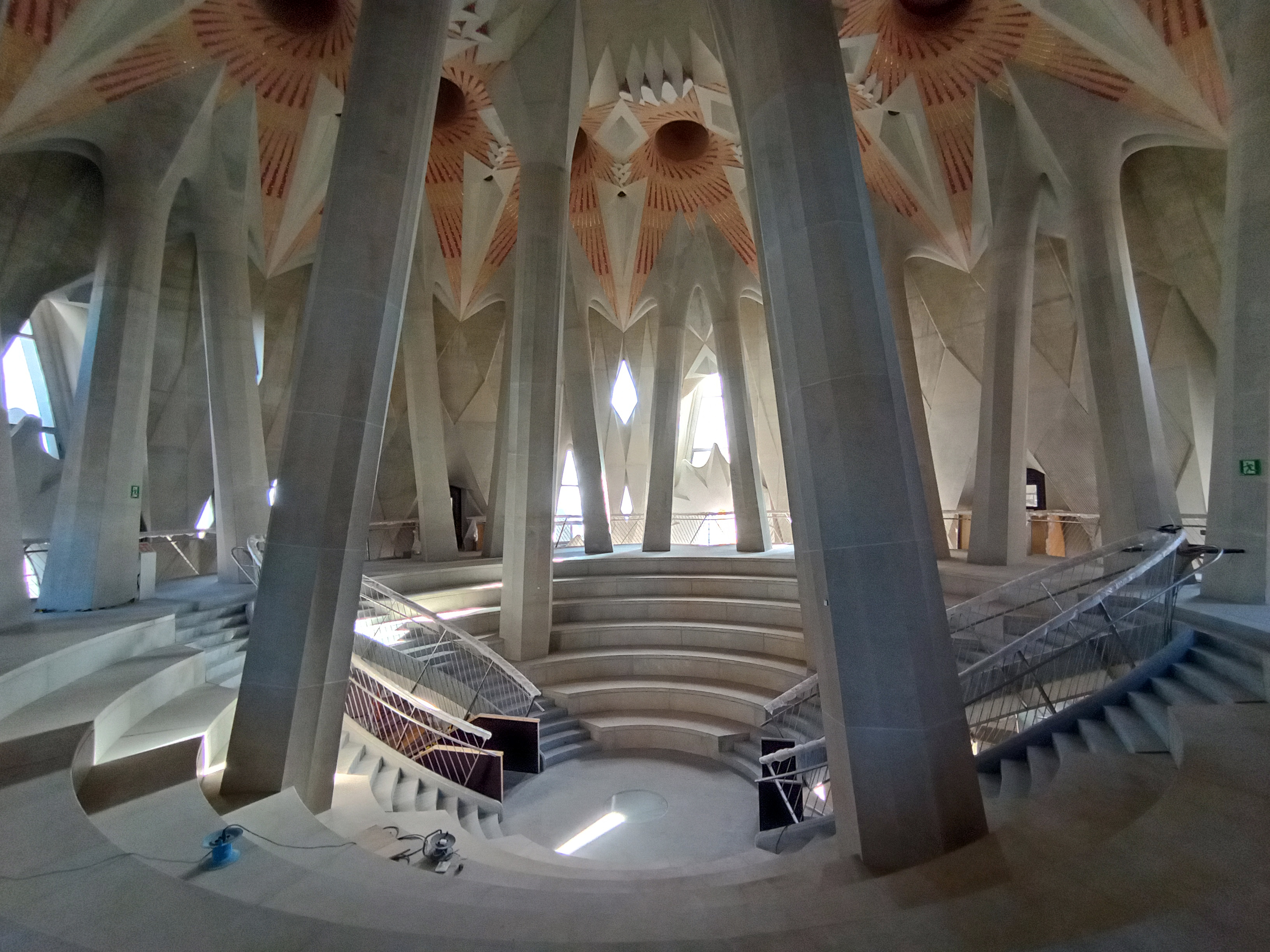
Sala crucero, situada sobre la cúpula del crucero, primer nivel de acceso a la torre de Jesucristo

Para las bóvedas, con forma de hiperboloides, Gaudí utilizó la técnica constructiva de la bóveda catalana o «bóveda tabicada», que consiste en la superposición de varias capas de ladrillos con argamasa. Las lucernas de las bóvedas contienen unos símbolos realizados en vidrios de colores: en las bóvedas laterales, los símbolos de Jesús, María y José; en la central, el crismón de Cristo con sus atributos (cruz, cetro, espada y signo del infinito). La bóveda cupular del ábside está cubierta con un mosaico dorado que representa las vestiduras de Dios cubriendo la bóveda celeste, obra del ceramista Jordi Aguadé. Es un hiperboloide de 17,5 m de diámetro, realizado con dos formas geométricas básicas: un triángulo (Dios) dentro de un círculo (el mundo como creación). Entre los pliegues de las vestiduras aparecen cabezas de serafines, mientras que entre las columnas de soporte aparece el trisagio Santo, Santo, Santo, en colores amarillo, rojo y naranja, por el Padre, el Hijo y el Espíritu Santo. Por último, la cúpula del crucero representa el Trono de Dios y del Cordero, compuesto por un tragaluz central de forma hiperboloidal, de 4 m de diámetro, rodeado de rayos dorados; está flanqueado de otras veinticuatro claraboyas, dispuestas en dos círculos concéntricos de doce, que simbolizan a los veinticuatro ancianos descritos en el libro del Apocalipsis 4, 6-10. Sobre esta cúpula se encuentra una gran sala, llamada «sala crucero», que será el primer nivel de acceso a la torre de Jesucristo. Es circular, de 20 m de altura, con gradas alrededor de la claraboya central, revestida en el techo de azulejo y vidrio veneciano rojo. Fue construida entre 2010 y 2014.
Las cubiertas son de forma piramidal, coronadas por una linterna. Los ventanales están pensados para distribuir una iluminación suave y armónica, creando un efecto de recogimiento, y tienen forma geométrica abstracta. Gaudí realizó profundos estudios acústicos y lumínicos para conseguir una perfecta sonoridad e iluminación en el interior del templo. Asimismo, diseñó las lámparas, mobiliario y objetos litúrgicos de la Sagrada Familia: armarios de sacristía, bancos de los oficiantes, faldistorios, púlpitos, confesonarios, tenebrarios, atriles, soportes de cirios pascuales, etc.

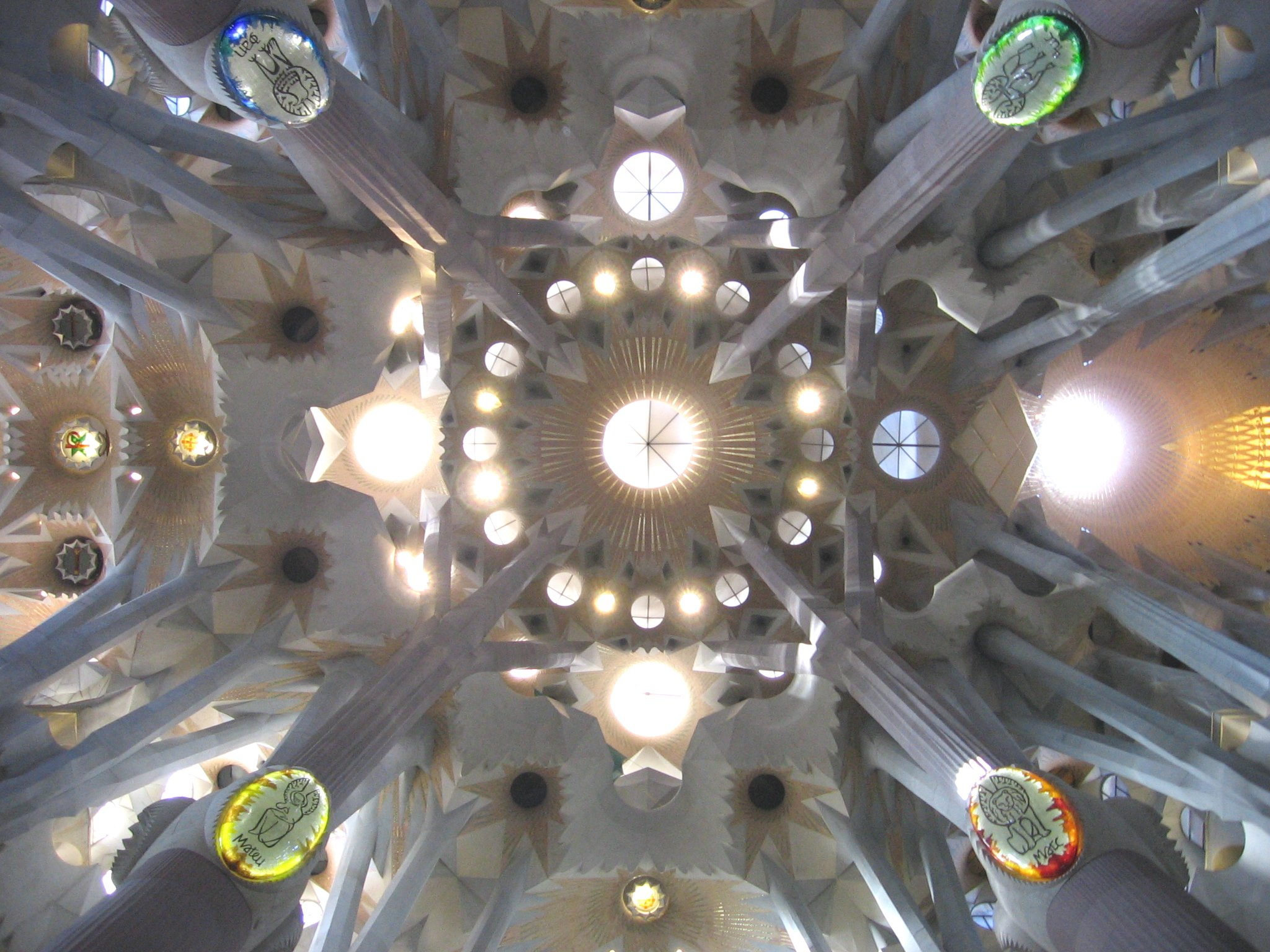
Bóveda del crucero

Al igual que el exterior, el interior tiene un gran significado religioso, con tres vías que representan diversos conceptos: de la fachada de la Gloria al ábside simboliza la Vía de la Humanidad (Via Humanitatis); de la fachada del Nacimiento a la de la Pasión, la Vía de Jesucristo (Via Christi); y, el claustro, representa la Vía de la Iglesia (Via Ecclesiae). A su vez, las naves del templo representan a la Iglesia militante, la cripta a la penitente y el altar central a la triunfante. Por otro lado, la Sagrada Familia representa la Nueva Jerusalén, la Jerusalén Celestial, para lo que Gaudí se basó en el libro del Apocalipsis (versículos 21 y 22): así como en el texto bíblico la Nueva Jerusalén baja del cielo y habita entre la humanidad, la Sagrada Familia se sitúa en Barcelona, que simboliza el conjunto de todos los pueblos del planeta.

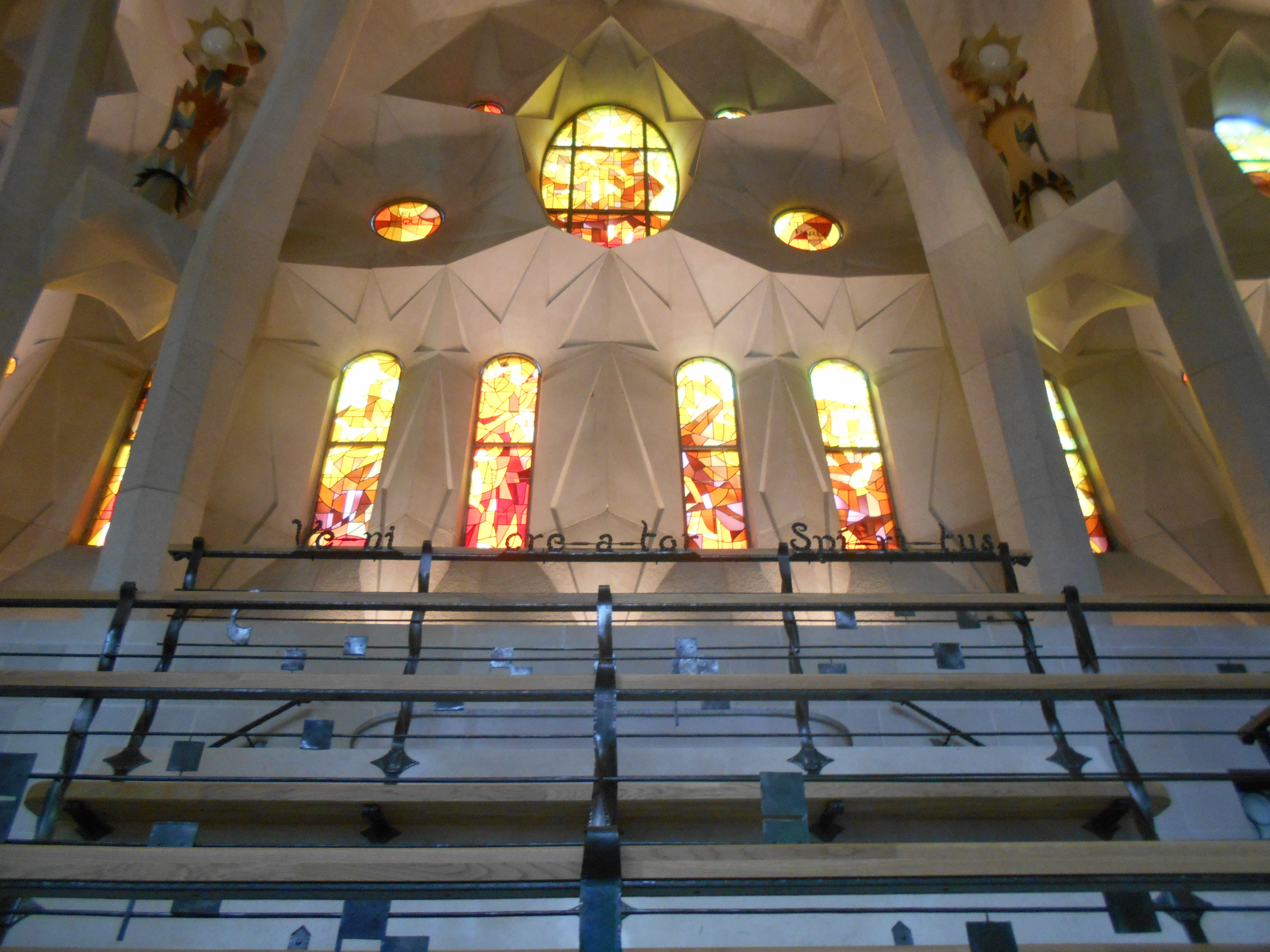
Detalle de una de las cantorías, con la inscripción del himno Veni Creator Spiritus

Para el altar central, el proyecto de Gaudí contemplaba que del triforio más alto del ábside colgaría una lámpara de siete brazos, que simboliza el Espíritu Santo. El altar queda enmarcado por un arco triunfal formado por las columnas de Pedro y Pablo, y sus ramificaciones que se unen en el hiperboloide de la bóveda. Estas columnas tienen una argolla cada una con una inscripción: Pedro, pastor de la Iglesia y Pablo, apóstol de nuestro pueblo. De estas argollas pende el baldaquino que cubre el altar, que tiene inscrito el canto de Gloria del Ordinario de la Misa. Tiene forma de heptágono, realizado en metal de unos cinco metros de diámetro, del que cuelgan racimos de uva (en vidrio), hojas de parra (de cobre) y espigas (en madera blanca), con laterales de pergamino y cubierta de tapiz, todo cubierto de pan de oro de veintidós quilates. En los pergaminos, obra de las monjas del monasterio de San Benito de Marganell, figuran inscritos los Dones del Espíritu Santo (Sabiduría, Inteligencia, Consejo, Fortaleza, Ciencia, Piedad y Temor de Dios), obra del calígrafo Josep Batlle. Del baldaquino penden cincuenta candiles —como en San Juan de Letrán—, así como una figura de Cristo crucificado de 1,90 m, obra de Francesc Fajula, esculpido según un diseño que realizó Gaudí para el oratorio de la casa Batlló, realizado en aquel entonces por Carles Mani. El altar está constituido por un bloque de pórfido iraní de 3 m de longitud y 7500 kg de peso. Al lado del altar, se situó la sillería episcopal, que tiene grabados los nombres de los tres santos obispos de la archidiócesis de Barcelona: san Severo, san Paciano y san Olegario, además de las virtudes teologales y cardinales y, en el centro, una paloma en representación del Espíritu Santo, obra de Francesc Fajula. A la izquierda del presbiterio se encuentra un ambón de pórfido, obra de Jordi Bonet, con la inscripción «palabra de Dios»; tras él, se halla un soporte para cirio pascual diseñado por Gaudí.

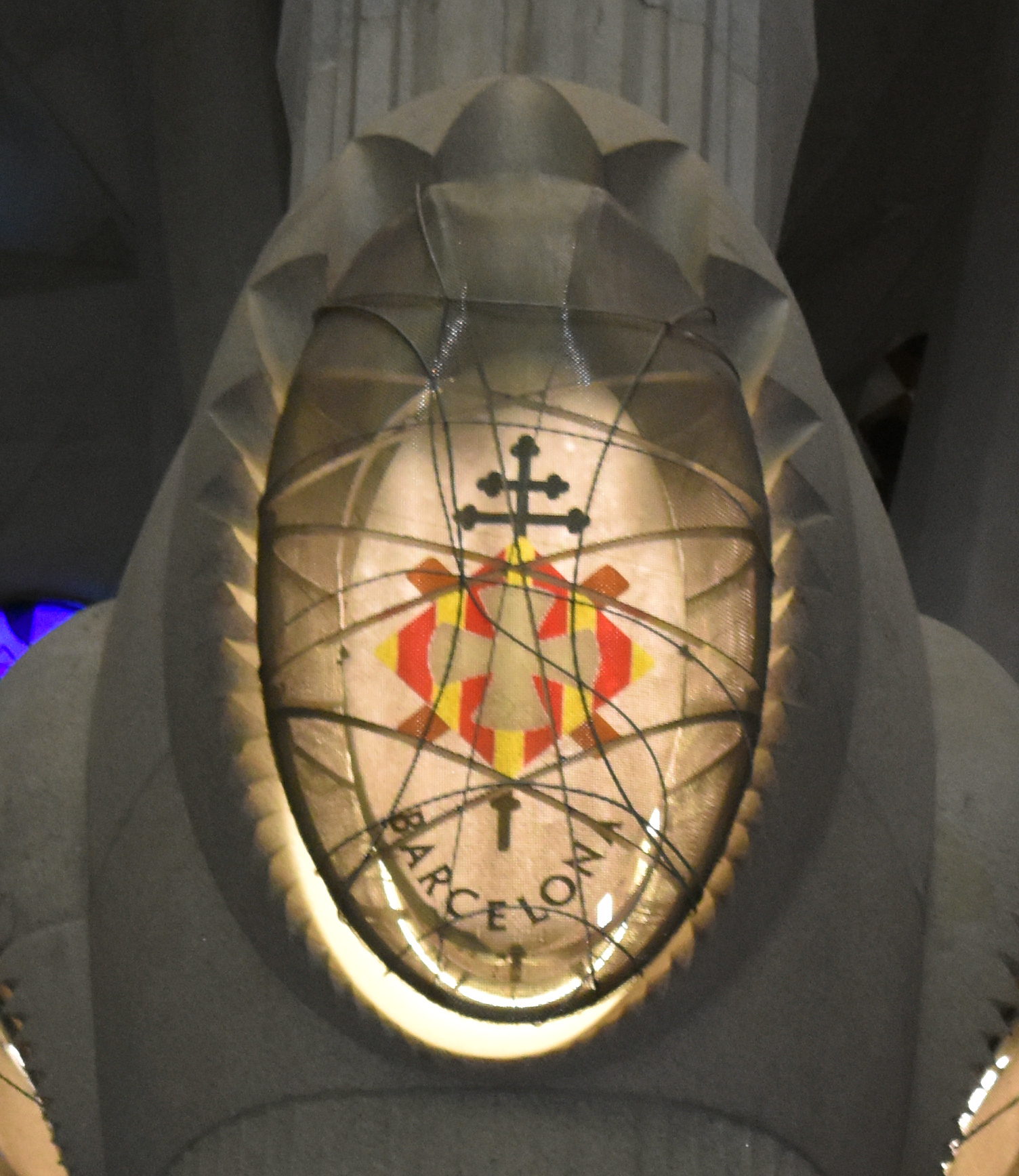
Capitel de la Archidiócesis de Barcelona

En los triforios correspondientes a las fachadas del Nacimiento y la Pasión figuran san José y santa María, esculturas realizadas por Ramón Cuello; con el crucifijo del altar, completan la Sagrada Familia. En las claraboyas de las bóvedas hay unos difusores de vidrio con anagramas de Jesús, José y María en las naves laterales, y el crismón y los atributos de Cristo (cruz, cetro, espada y signo del infinito) en la central, obra de Antoni Vila. En el interior figura también el Evangelio a través de la misa de cada domínica del año, con las epístolas correspondientes (Adviento, Navidad, Septuagésima, Cuaresma, Pascua y Pentecostés); también se representa la oración con las Horas canónicas, cada una con su himno final: 
- Maitines: Miserere (Salmo 51/50) y Te Deum laudamus, en las cantorías y bajo el cimborio central.
- Laudes: Benedictus Dominus Jesus Israel (Lucas 1, 68-79), en el interior de la fachada de la Pasión.
- Vísperas: Magnificat (Lucas 1, 46-55), en el ábside.
- Completas: Nunc dimitis (cántico de Simeón), en el interior de la fachada del Nacimiento.[328]

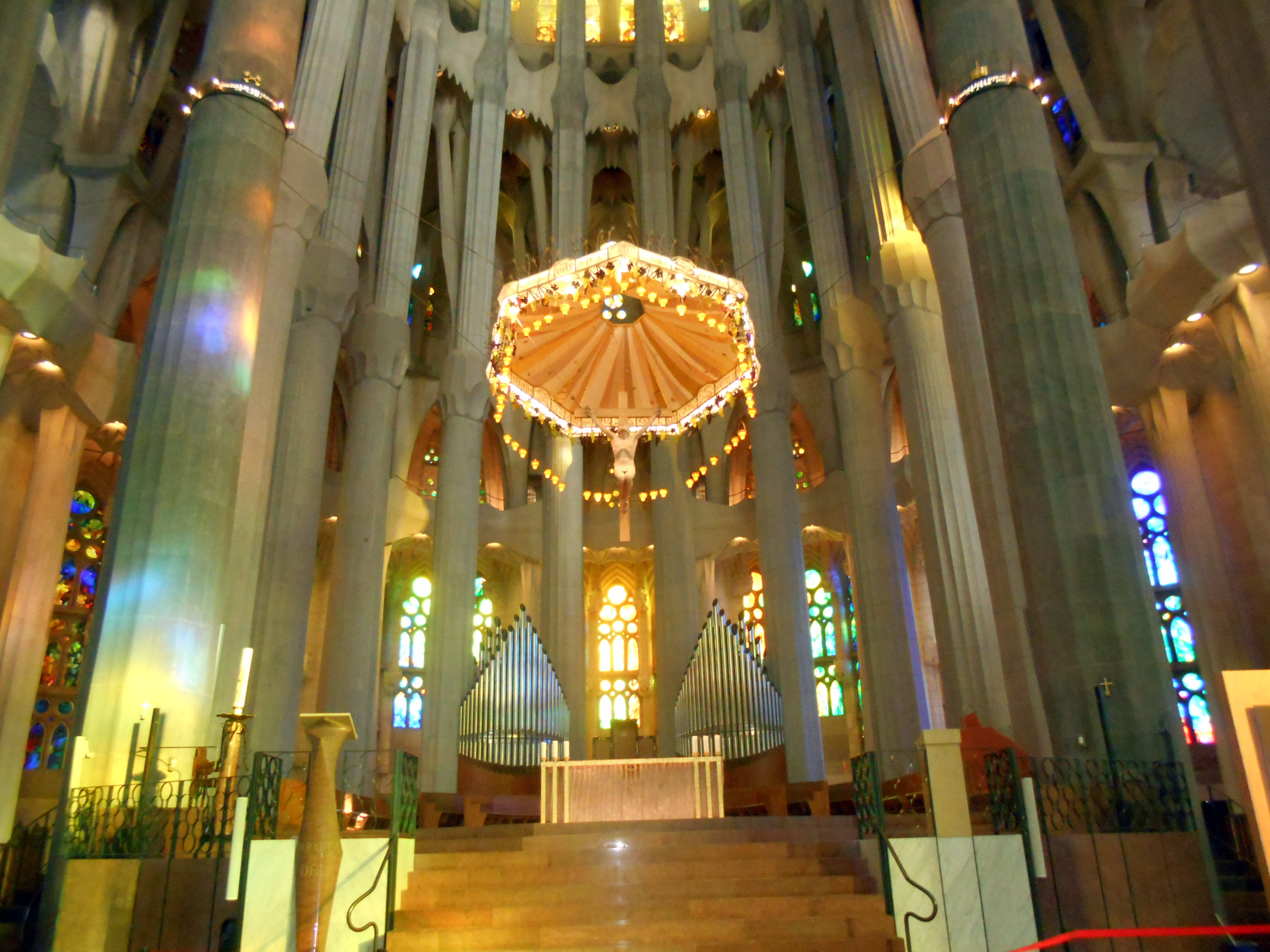
Altar central

Las columnas del interior tienen variada simbología: las cuatro del crucero están dedicadas a los evangelistas, las doce que rodean el crucero a los apóstoles (san Pedro y san Pablo al lado del altar) y, el resto, a los obispados continuadores de la obra apostólica: los de Cataluña (Barcelona, Tarragona, Lérida, Gerona, Vic, Urgel, Solsona, Tortosa y Perpiñán) en el crucero; del resto de España (Mallorca, Valencia, Zaragoza, Granada, Burgos, Sevilla, Valladolid, Toledo y Santiago) en la nave central; y, en las laterales, los cinco continentes.

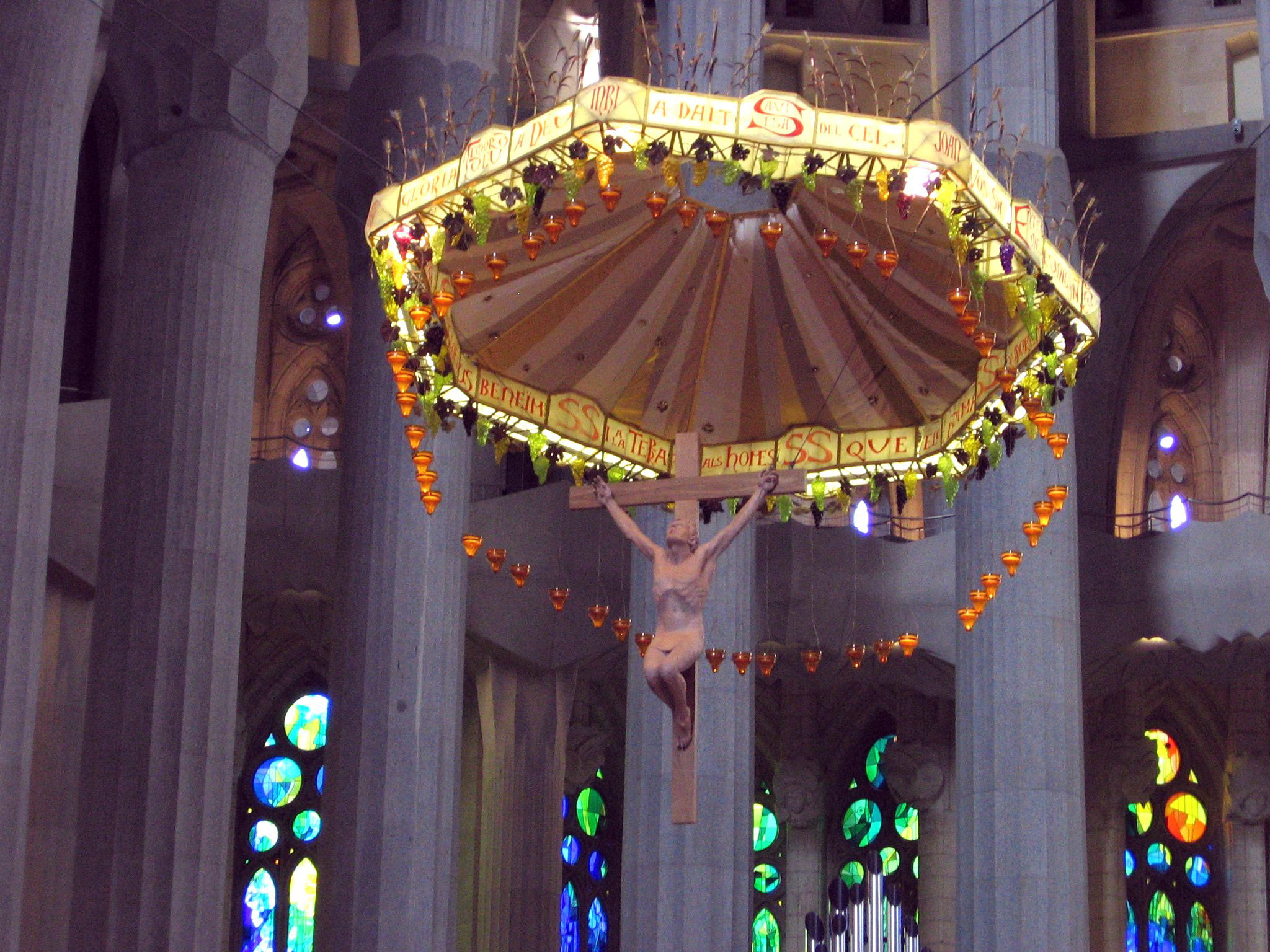
Baldaquino del altar central, con la figura de Cristo crucificado

Los ventanales del interior del templo están recubiertos de vidrieras, diseñadas por el vidriero catalán Joan Vila-Grau entre 1999 y 2016. Utilizó cristal de distintos colores para representar temas variados. Las vidrieras de los transeptos fueron las primeras en colocarse, siguiendo la idea original de Gaudí. Las vidrieras laterales inferiores representan a los santos y santuarios de las diócesis representadas en las columnas frente a los ventanales. En las vidrieras superiores figuran las parábolas de Jesús (desde la fachada de la Gloria, lado Nacimiento, hasta Gloria, lado Pasión): Yo soy el perdón, Yo soy el buen samaritano, Yo soy el buen pastor, Yo soy la verdad, Yo soy el camino, Yo soy la vida, Yo soy fuente de agua viva, Yo soy la luz, Yo soy la puerta, Yo soy el sembrador, Yo soy quien te habla, Yo soy el pan de vida, Yo soy el alfa y omega. Las vidrieras del ábside simbolizan las antífonas de Adviento; las del transepto de la Pasión representan el agua, la resurrección y la luz; y las del transepto del Nacimiento la pobreza, el nacimiento y la vida. Los ventanales de la nave central carecen de colorido —son diferentes texturas (cristal impreso) de cristal translúcido—, ya que se realizaron con cristales claros para simbolizar la pureza y permitir una mayor entrada de luz.
En el voladizo interior habrá el símbolo eucarístico de los peces, unos nadando hacia el altar con la boca abierta y otros volviendo con la Sagrada Forma en la boca, como fieles sedientos de Eucaristía. Sobre las cantorías se encuentran veinticuatro custodias de cerámica policromada, de 3,325 m metros de altura cada una, que presentan en su parte superior la Sagrada Forma, como una macla de medio hiperboloide de eje horizontal, con un casquete esférico y rodeado de pirámides y un cuerpo de hiperboloide de eje vertical con tres ventanas, en cuyo interior se encuentra un cáliz; son obra de los ceramistas Jordi Aguadé y Antoni Cumella. Asimismo, en medio de las ramificaciones de las columnas habrá flamígeros, ánforas y símbolos de Cristo.
En 2010 se acabó de cubrir el interior del templo, hecho que permitió su dedicación como basílica por el papa Benedicto XVI el 7 de noviembre de ese año. Para tal evento se inauguraron varias obras creadas recientemente siguiendo las instrucciones de Gaudí: en la parte interior del portal de la Pasión se colocó en las losas del suelo un bajorrelieve sobre la Entrada de Jesús en Jerusalén, obra de Domènec Fita; se instalaron en el transepto las esculturas de San José (en el lado del Nacimiento) y la Virgen María (en el lado de la Pasión) de Ramón Cuello, realizadas en travertino y con una altura de 2,80 m; y se colocó la decoración de los capiteles de las columnas centrales del crucero, las de san Pedro y san Pablo —con sus símbolos, unas llaves y una espada y un libro, respectivamente—, y las de los cuatro evangelistas, con los signos del Tetramorfos enmarcados por un elipsoide de metacrilato, obra de Domènec Fita. También se colocó el altar y la sillería episcopal y, sobre el altar, se instaló el baldaquino colgante, con la figura de Cristo crucificado de Francesc Fajula. Por último, se instaló un órgano, construido en el taller Blancafort de Collbató.

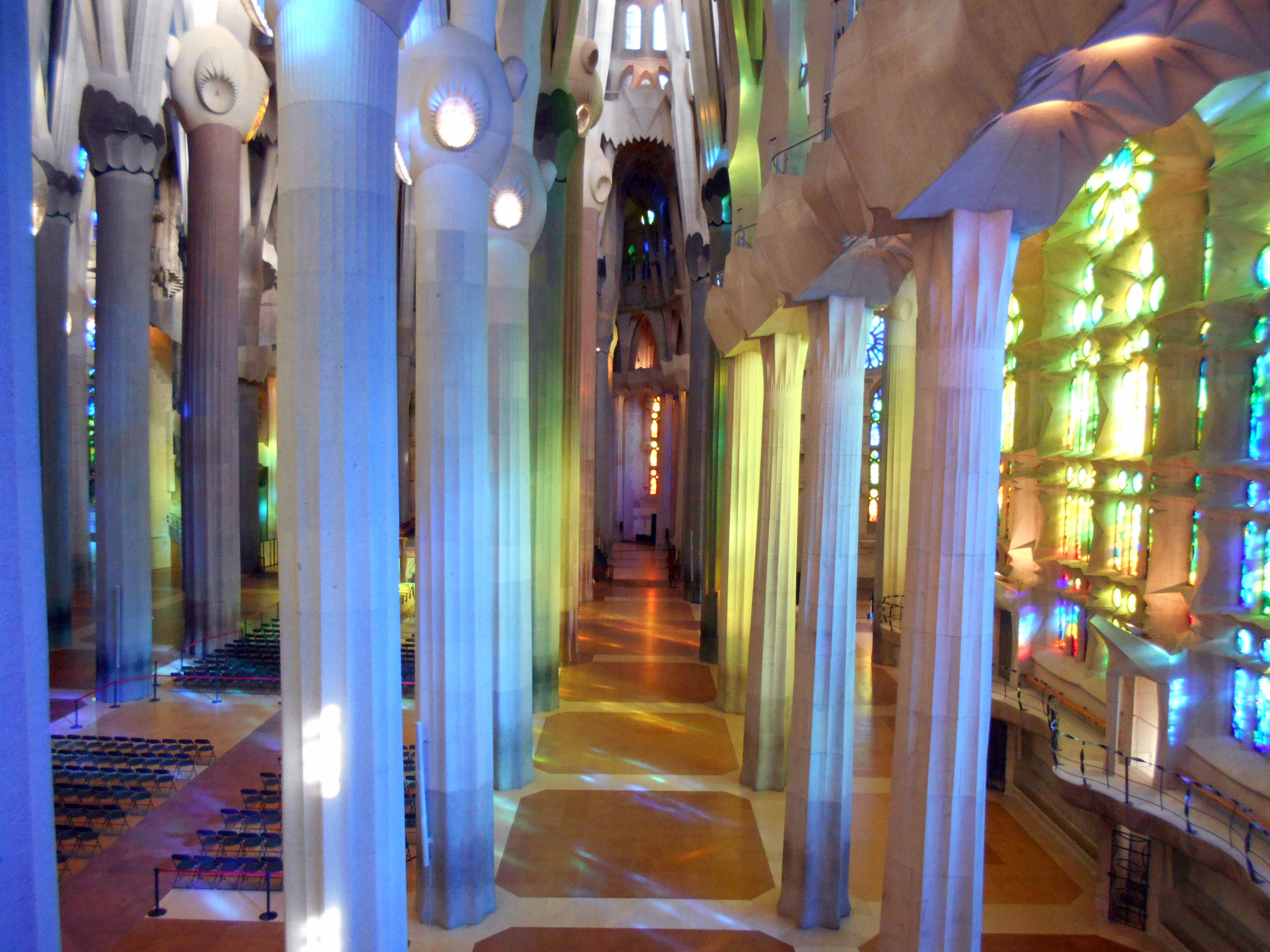
Detalle del interior
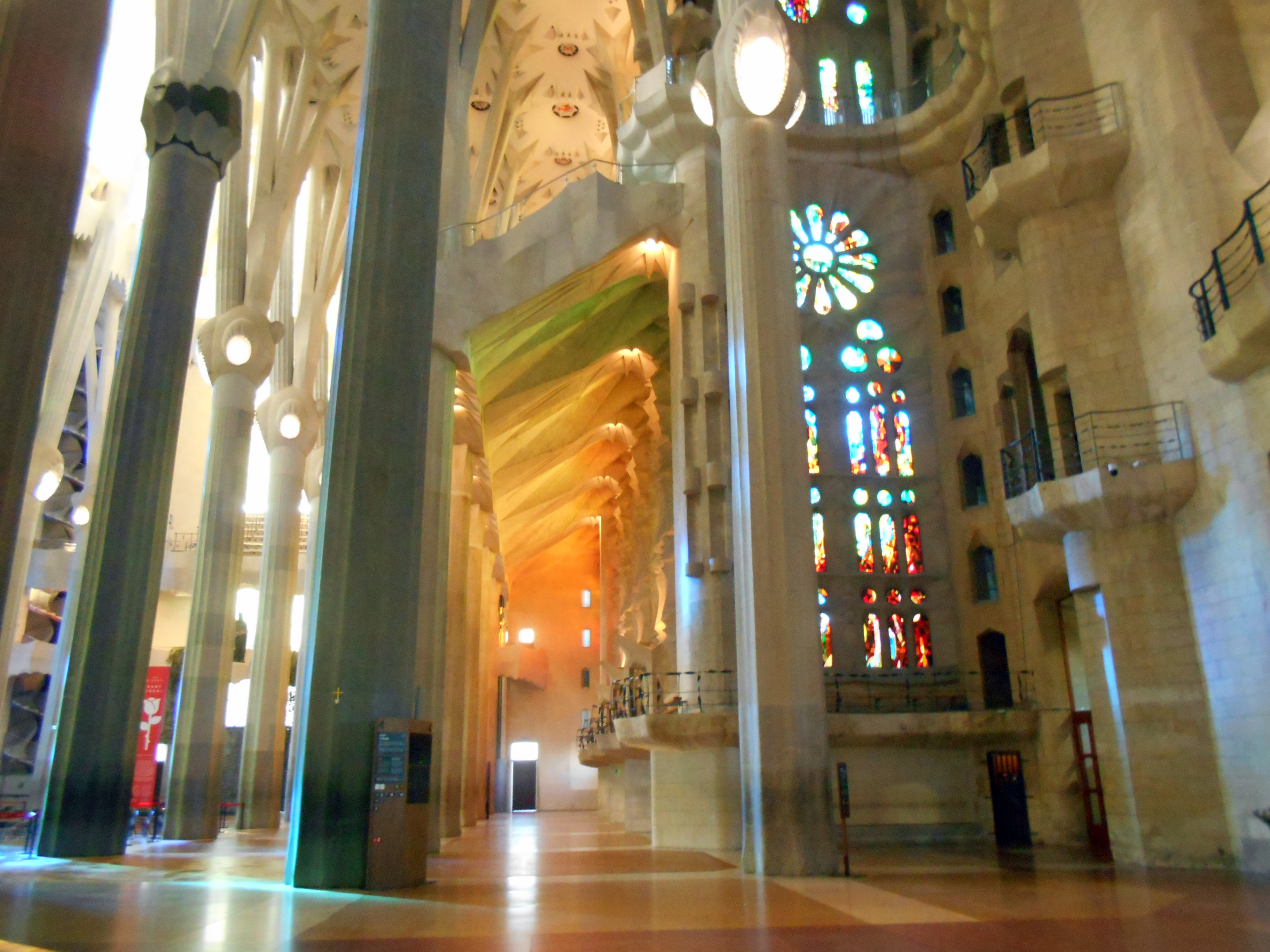
Nave lateral, fachada de la Pasión
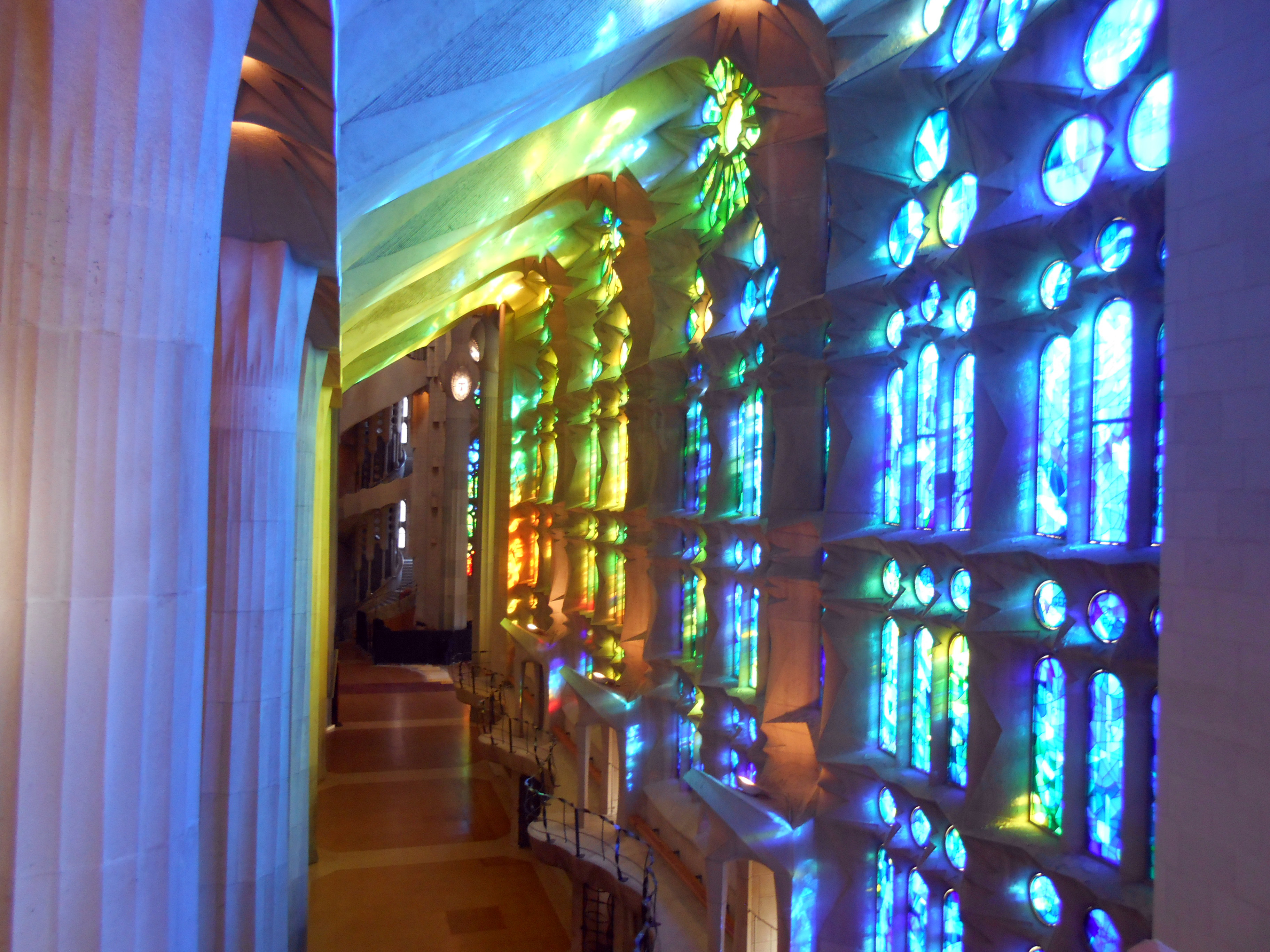
Nave lateral, fachada del Nacimiento
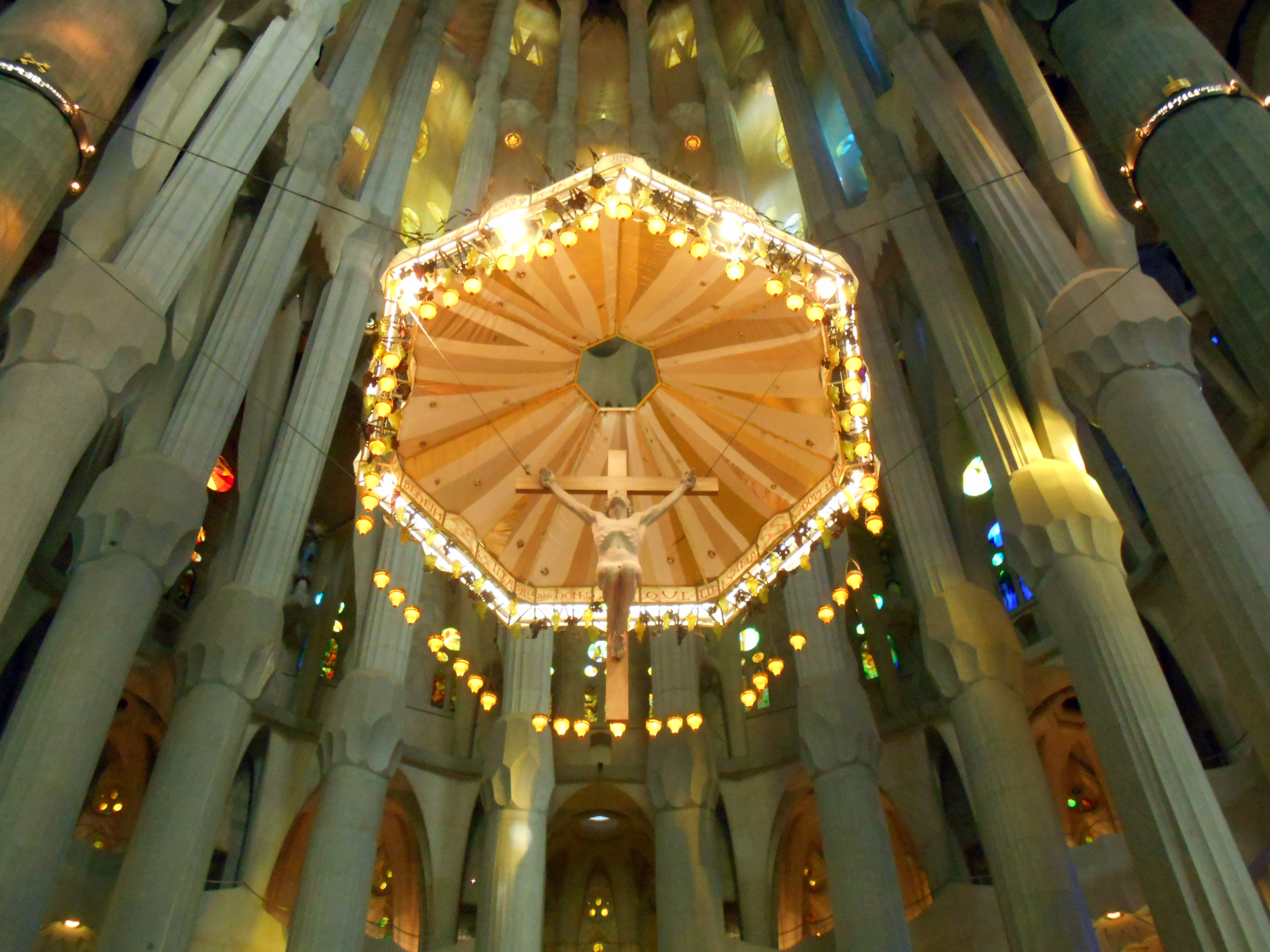
Baldaquino
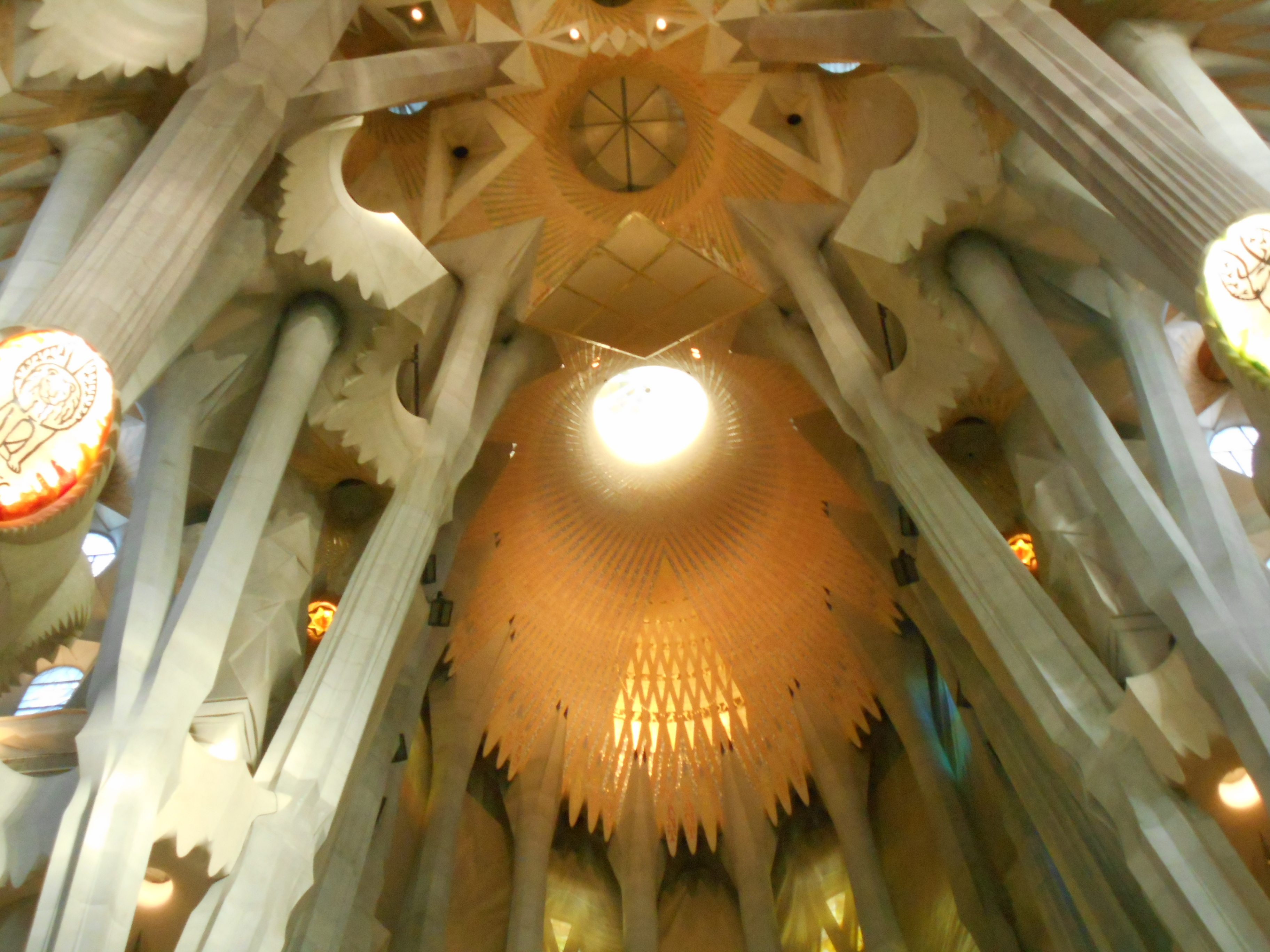
Representación de Dios Creador
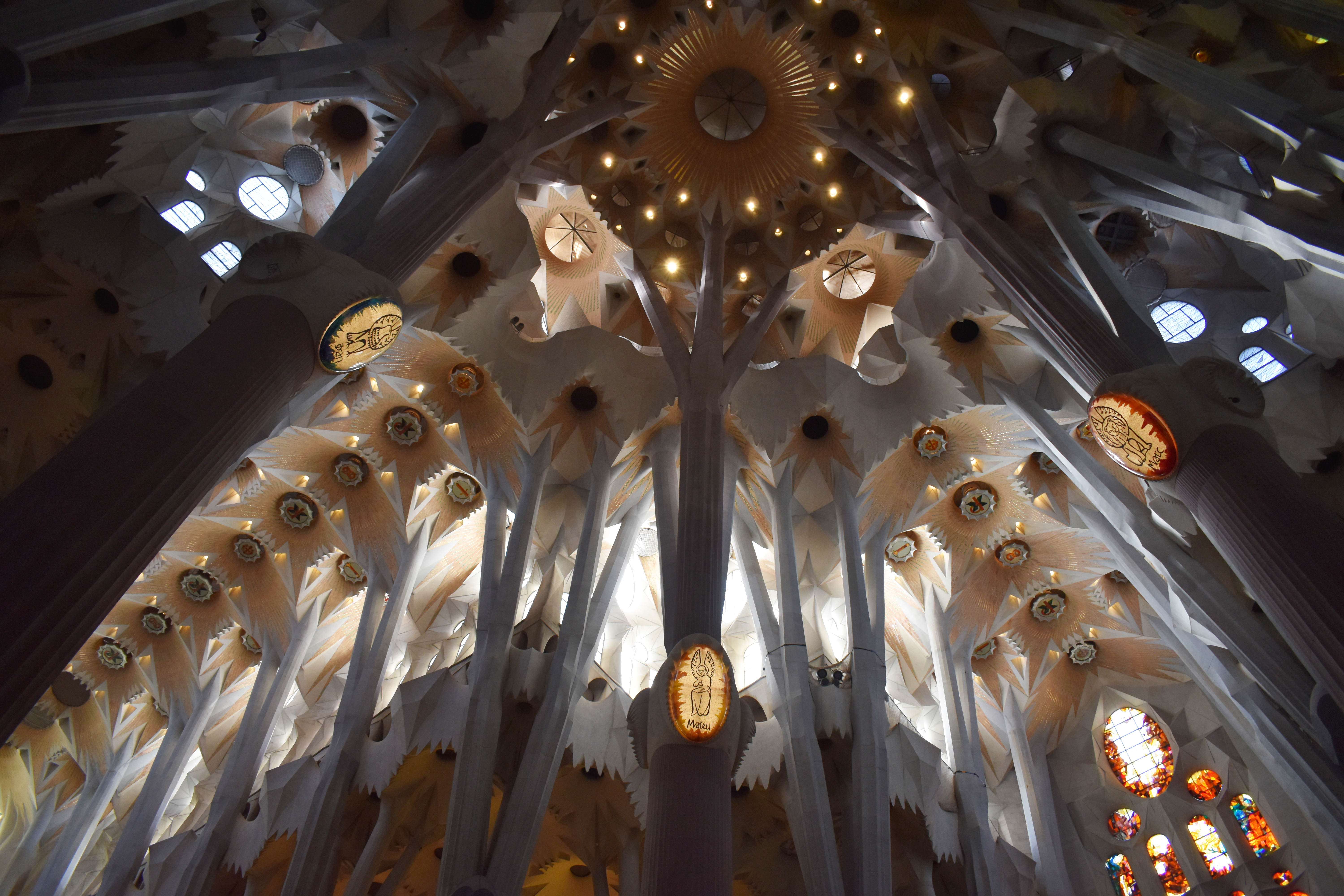
Intersección entre la nave y el crucero
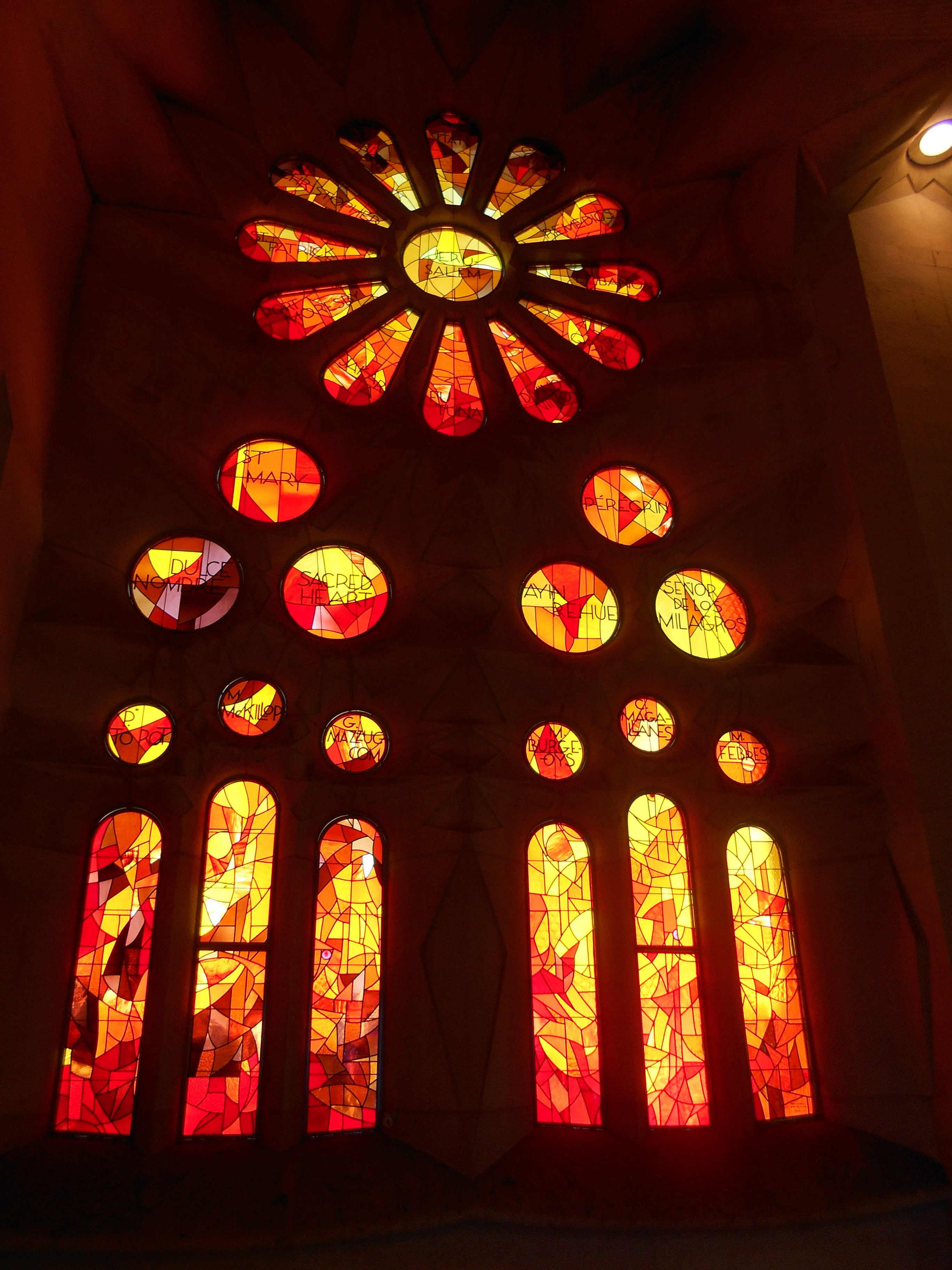
Vitral

#### El órgano
El órgano consta de dos cuerpos —que suman 1492 tubos— y de tres teclados, dos de ellos manuales y el tercero de pedal. Tiene veintiséis registros, es decir, veintiséis tipos de sonidos diferentes, y en sus entrañas hay ordenadores que memorizan combinaciones de registros y sonidos para que el órgano pueda sonar solo, sin necesidad de un organista. 

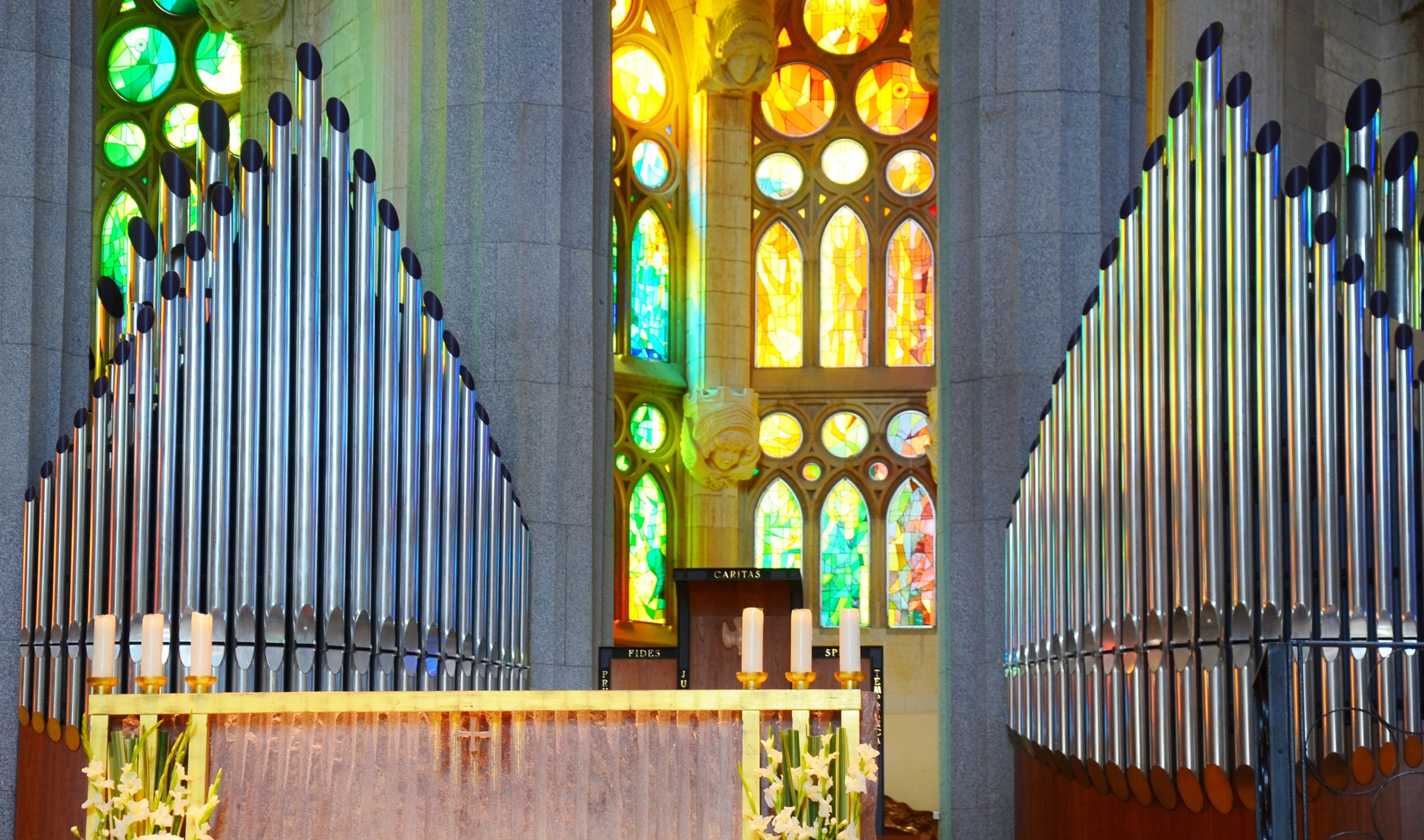
Órgano de dos cuerpos

Disposición de registros:
| Pedalo C–f1 |              |     |
| 1.          | Contrabajo 0 | 16' |
| 2.          | Subajo       | 16' |
| 3.          | Contras      | 08' |
| 4.          | Bajo         | 08' |
| 5.          | Coral        | 04' |
| 6.          | Fagot        | 16' |

| I Órgano Mayor C–g3 |                     |      |
| 07.                 | Flautado de cara    | 8'   |
| 08.                 | Flautado Armónica   | 8'   |
| 09.                 | Flautado Chimenea 0 | 8'   |
| 10.                 | Octava              | 4'   |
| 11.                 | Docena              | 4'   |
| 12.                 | Quincena            | 2'   |
| 13.                 | Decisetena          | 8'   |
| 14.                 | Corneta V           | 8'   |
| 15.                 | Lleno III-IV        | 1/3' |
| 16.                 | Trompeta Real       | 8'   |

| II Expressivo C–g3 |                   |       |
| 17.                | Gran Principal    | 8'    |
| 18.                | Gamba             | 8'    |
| 19.                | Violon            | 8'    |
| 20.                | Voz Celeste       | 8'    |
| 21.                | Flautado Cónica 0 | 4'    |
| 22.                | Tapadillo         | 4'    |
| 23.                | Nasardo 12a       | 2/3'  |
| 24.                | Flabiolet         | 2'    |
| 25.                | Nasardo 17a       | 13/5' |
| 26.                | Oboe              | 8'    |

- Copula: II/I, I/P, II/P

## Equipo constructor

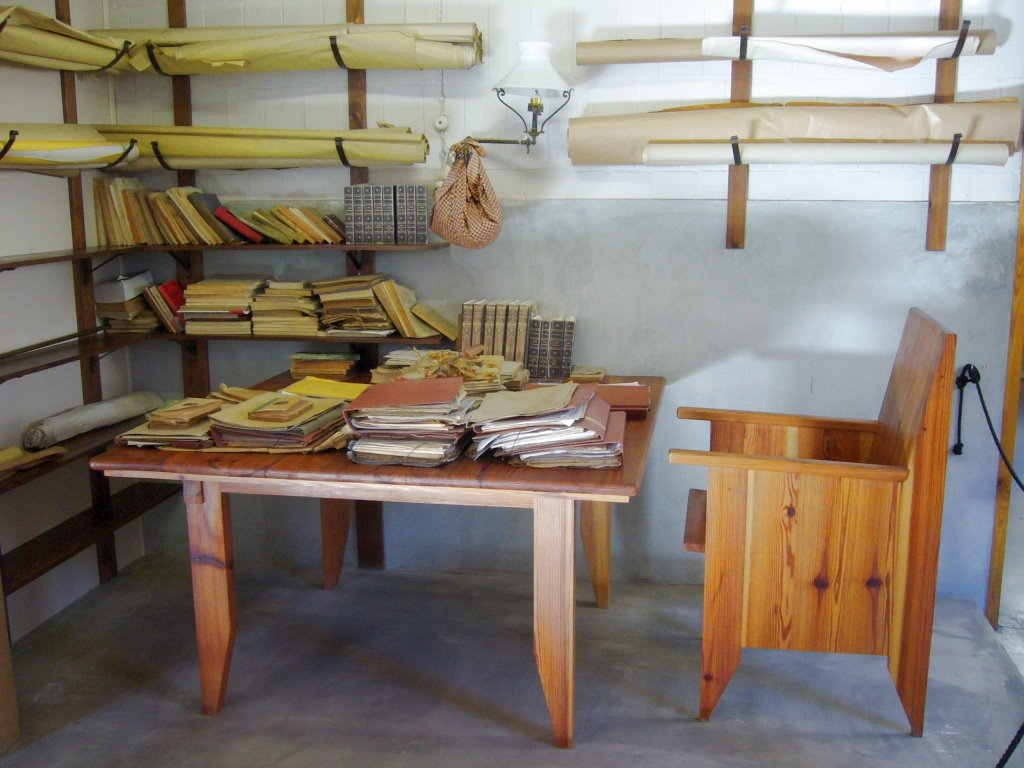
Reproducción del taller de Gaudí en la Sagrada Familia (destruido en 1936, se hizo esta recreación a partir de fotografías)

En época de Gaudí, colaboraron con el arquitecto muchos de sus discípulos y ayudantes, como Francisco Berenguer, Josep Maria Jujol, Josep Francesc Ràfols, Cèsar Martinell, Joan Bergós, Francesc Folguera, José Canaleta y Juan Rubió. A su muerte, se hizo cargo de las obras otro de sus discípulos, Domingo Sugrañes, que finalizó la construcción de las tres torres de la fachada del Nacimiento que quedaban pendientes.
Tras un período en que las obras estuvieron paradas, en 1944 fueron reemprendidas por un equipo compuesto por Francesc Quintana, Isidre Puig i Boada, Lluís Bonet i Garí y Francesc Cardoner, que asumió la dirección en 1983. Este equipo se encargó principalmente de la construcción de la fachada de la Pasión, para lo que siguió los planos y maquetas dejados por Gaudí, procurando seguir de la forma más fiel posible el estilo personal y único del arquitecto modernista.
En 1985 fue nombrado director Jordi Bonet i Armengol, con un equipo en el que figuraban Carles Buxadé, Joan Margarit, Jordi Faulí i Oller, Josep Gómez, Mark Burry y Jordi Coll i Grifoll. Este equipo se encargó principalmente de la parte interior del templo y logró cubrir las bóvedas de las naves centrales y laterales. De nuevo se siguieron los criterios marcados por Gaudí, aunque con pequeñas innovaciones, sobre todo en el uso de nuevos materiales como el hormigón y en la aplicación de nuevas tecnologías, como el diseño en CAD y las proyecciones en 3D. Esta modernización de los métodos de trabajo fue debida sobre todo al arquitecto neozelandés Mark Burry, el primero en utilizar el diseño asistido por ordenador en la Sagrada Familia.
Desde 2009, buena parte de las obras del templo están externalizadas en un espacio de 12 ha situado en la localidad de Galera (Gayá), donde se construyen módulos prefabricados de piedra postensada que posteriormente son colocados en el templo, con lo que se consigue un gran ahorro de tiempo y costes de producción.
En 2012, Jordi Faulí i Oller sustituyó a Bonet como director de las obras, por encargo del Patronato de la Junta Constructora de la Sagrada Familia. Continúan en la Dirección Facultativa del templo Carles Buxadé, Joan Margarit y Josep Gómez Serrano.
Dirección de las obras:
- 1882-1883 Francisco de Paula del Villar y Lozano
- 1883-1926 Antoni Gaudí
- 1926-1936 Domingo Sugrañes
- 1944-1966 Francesc Quintana
- 1966-1974 Isidre Puig i Boada
- 1974-1983 Lluís Bonet i Garí
- 1983-1985 Francesc Cardoner
- 1985-2012 Jordi Bonet i Armengol
- 2012-Actual Jordi Faulí i Oller

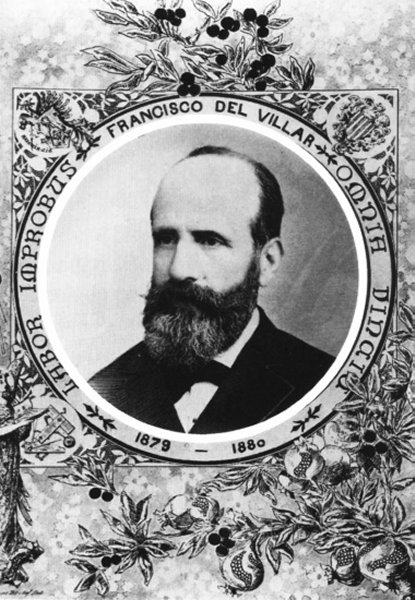
Francisco de Paula del Villar y Lozano
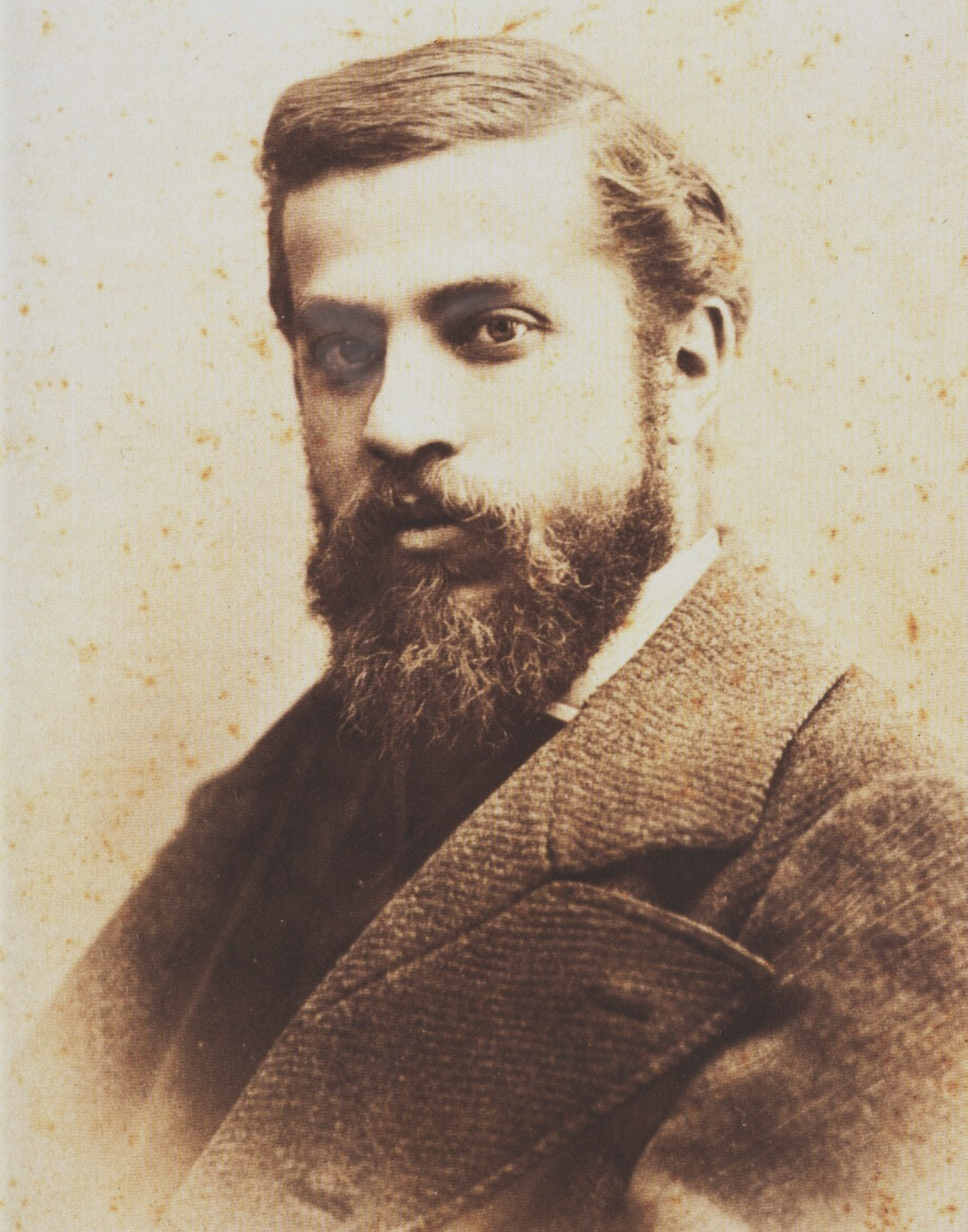
Antoni Gaudí
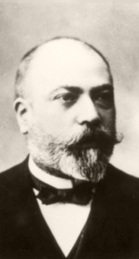
Francisco Berenguer
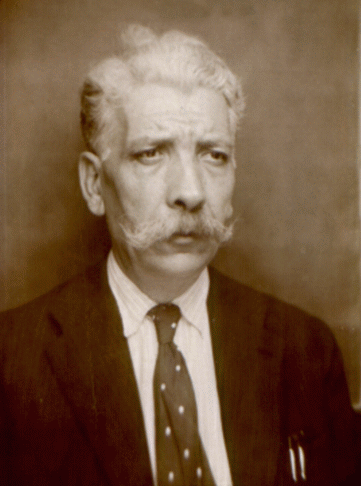
Domingo Sugrañes
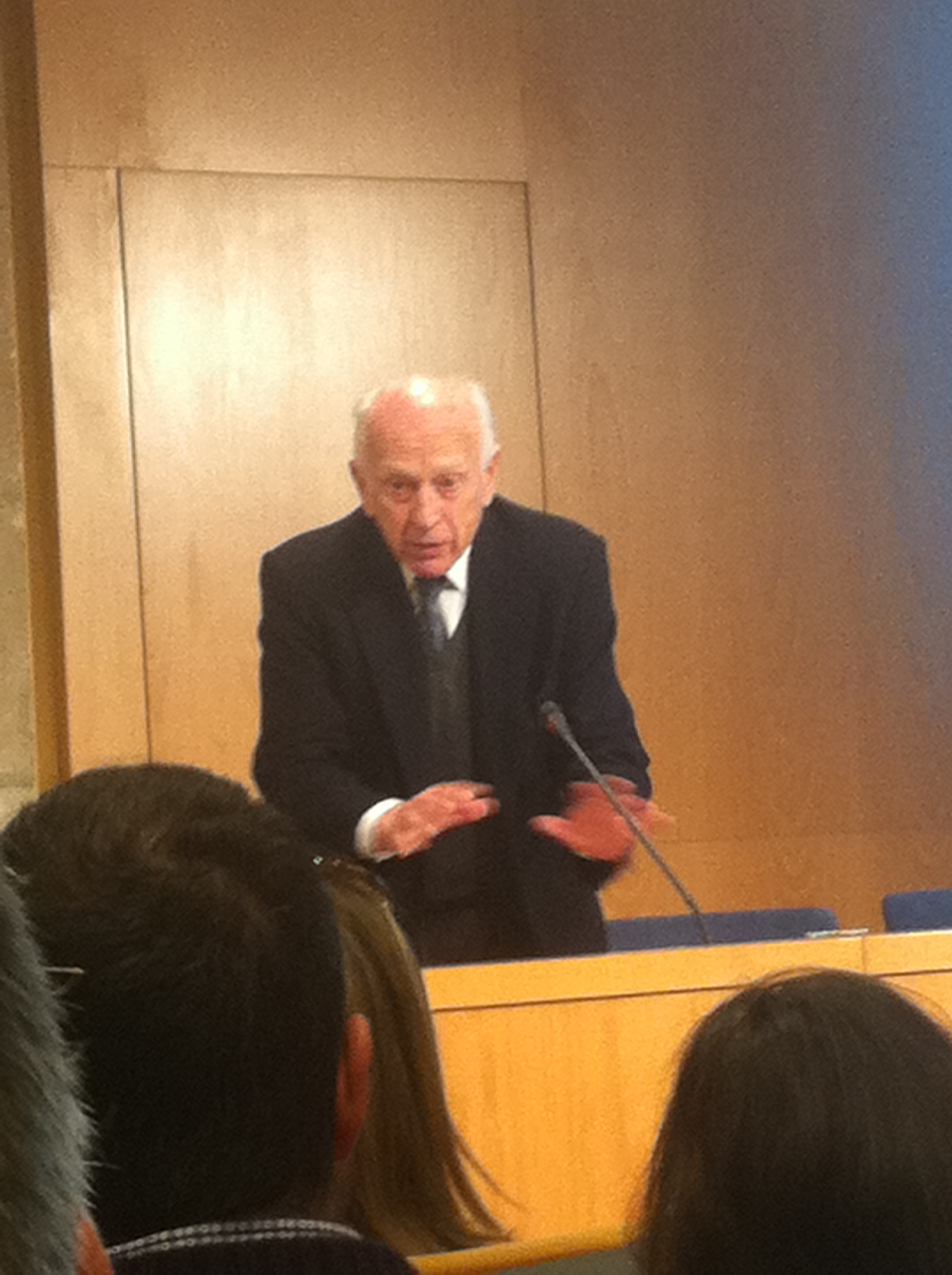
Jordi Bonet i Armengol
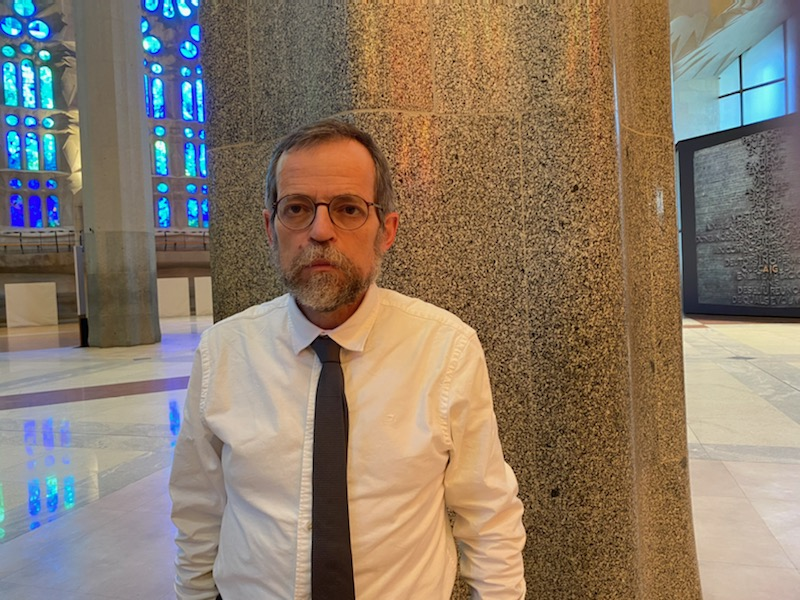
Jordi Faulí i Oller

## El Museo

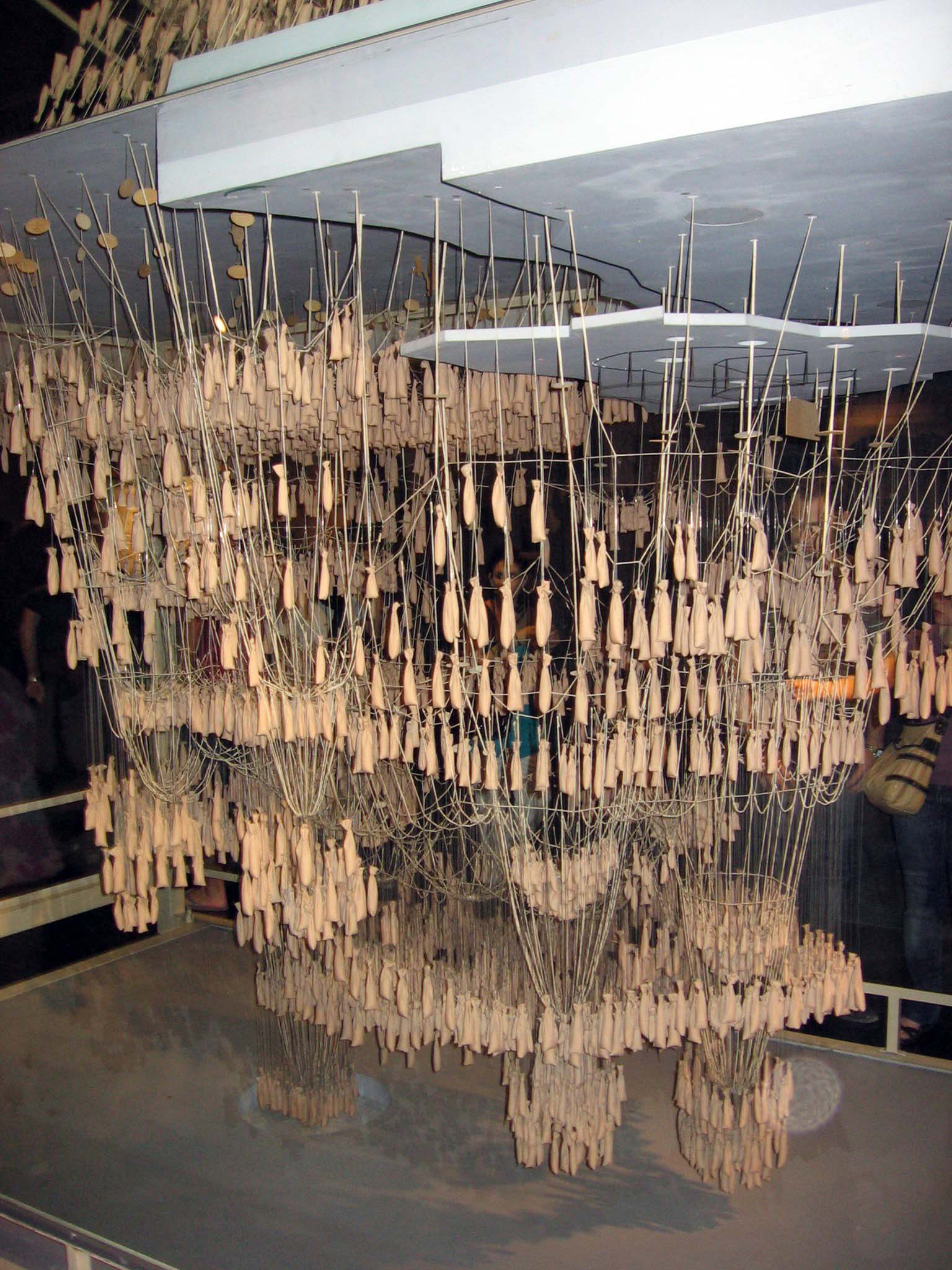
Maqueta polifunicular diseñada por Gaudí para la iglesia (no realizada) de la Colonia Güell, expuesta en el museo de la Sagrada Familia

La Sagrada Familia cuenta con un espacio habilitado como museo, situado en el sótano del templo, en la parte inferior correspondiente al crucero, donde antiguamente se ubicaban los talleres. Inaugurado el 29 de junio de 1961, muestra planos y dibujos originales de Gaudí, maquetas del templo y diversos objetos relacionados con el proyecto, entre los que destacan los muebles litúrgicos diseñados por Gaudí. También destaca la maqueta polifunicular invertida de cordel y pesos para calcular la estructura del edificio y diseñar la forma de la iglesia de la Colonia Güell a escala 1/15, en la que se basó Gaudí para muchas de las soluciones estructurales de la Sagrada Familia.
El museo cuenta igualmente con una sala dedicada a los colaboradores del arquitecto, así como una de audiovisuales. Además de las muestras referentes a la Sagrada Familia también se exhiben distintos objetos, planos, dibujos y fotografías sobre las diversas obras de Gaudí, así como testimonios biográficos del arquitecto. También se realizan exposiciones temporales dedicadas a distintos aspectos del proyecto gaudiniano.
Por otro lado, el espacio formado por las Escuelas de la Sagrada Familia, que fueron trasladadas en 2002 a un lateral de la fachada de la Pasión, actúan como espacio de exposición, con una reconstrucción de un aula del colegio y el estudio de Gaudí.

## Las escuelas

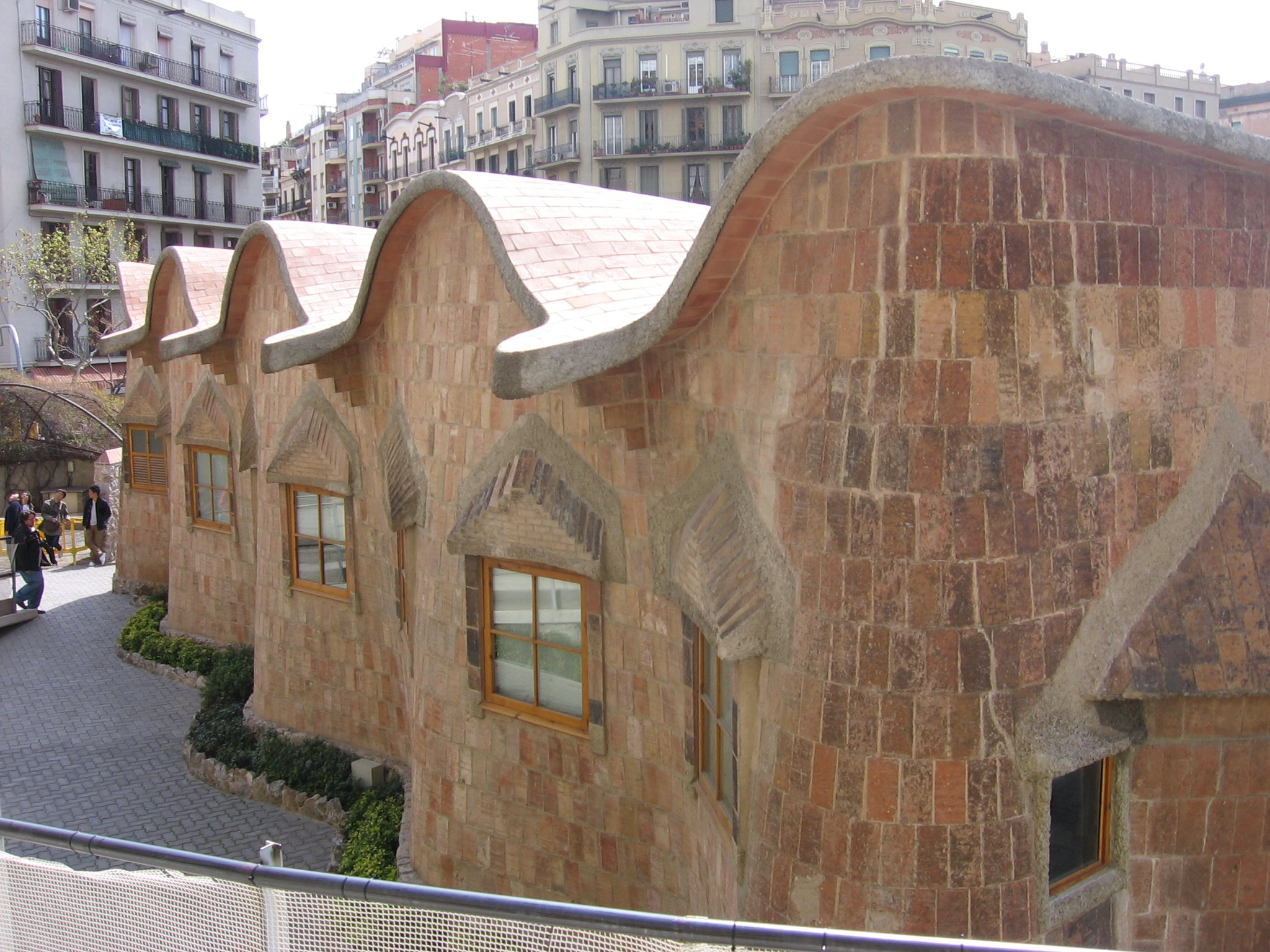
Escuelas de la Sagrada Familia

En la esquina entre las calles Cerdeña y Mallorca, junto a la fachada de la Pasión, se encuentra el edificio de las Escuelas de la Sagrada Familia, construido entre 1908 y 1909 por Gaudí para proporcionar educación a los hijos de los obreros del templo, así como otros niños del barrio. Gaudí concibió una construcción sencilla y eficiente, con todos sus componentes adaptados a la máxima racionalización y reducción de costes. Los materiales debían ser los mejor adaptados a su función y tanto la forma como las dimensiones del edificio debían ser las precisas para ofrecer un mínimo coste y un bajo esfuerzo constructivo.
El edificio tiene planta rectangular de 10 × 20 m y 5 m de altura. Constaba de tres aulas, vestíbulo y capilla, con lavabos en un cuerpo añadido al edificio. La construcción se realizó con ladrillo visto, en tres capas superpuestas, siguiendo la técnica tradicional de la bóveda catalana. El pavimento era de cemento portland sobre una capa de piedra caliza. Las formas del edificio son onduladas, lo que confiere a la estructura una sensación de ligereza pero a la vez una gran resistencia. La estructura se basa en tres vigas dispuestas de forma vertical en el interior, que sostienen otra viga de trazado horizontal situada en el centro, formando unos perfiles en forma de I que sostienen unas tablas de madera sobre las que se eleva la cubierta de ladrillo. Las distintas inclinaciones crean las formas geométricas en conoide, que confieren una serie de curvas cóncavas y convexas. Los muros de carga son igualmente de planta curvilínea, con una progresiva inclinación del techo al suelo, elaborados con ladrillos colocados en rompejunta verticalmente.
Las escuelas sufrieron graves daños el 20 de julio de 1936, al inicio de la Guerra Civil. Se derrumbó una parte de las fachadas, la jácena central y algunos pilares se deformaron y se cayó la cubierta de madera. En septiembre de ese mismo año, el Consejo de la Escuela Nueva Unificada encargó a Francesc Quintana su reconstrucción, cuyas obras finalizaron en julio de 1937. En 2002, el edificio fue trasladado de su ubicación original, en terrenos de la fachada de la Gloria, a la actual, en la esquina entre Cerdeña y Mallorca.

## Repercusión
A lo largo de su historia, el templo ha sido objeto de diversas críticas y polémicas, tanto de tipo artístico y urbanístico como político, económico, religioso y social. Una de las más recurrentes ha sido su vinculación con el nacionalismo catalán, ya que ha sido frecuente lugar de reunión y reivindicación de actos nacionalistas. En el ámbito artístico, el proyecto gaudiniano tuvo desde su inicio defensores y detractores: entre los primeros se encontraban asociaciones como la Lliga Regionalista, la Lliga Espiritual de la Mare de Déu de Montserrat y el Círculo Artístico de San Lucas, junto a personalidades como José Torras y Bages, Joan Maragall, Josep Carner, Joan Llimona, José Pijoán o Joaquín Folch y Torres, así como el periódico La Veu de Catalunya; entre los segundos, se encontraba el grupo de arquitectos novecentistas, el estilo que sucedió y desplazó al modernismo, encabezado por su teórico, Eugeni d'Ors, así como el crítico de arte Feliu Elias y la revista satírica L'Esquella de la Torratxa.

El templo de la Sagrada Familia es una gran obra de arte; de esto estamos plenamente convencidos aquí y fuera de aquí, su fama ha traspasado nuestra frontera.
Joan Llimona, La Veu de Catalunya, 20 de enero de 1906.

No puedo pensar sin terror en el destino de nuestro pueblo, obligado a sostener, sobre su propia normalidad, tan precaria, el peso, la grandeza, la gloria de estas sublimes anormalidades: la Sagrada Familia, la poesía de Maragall...
Eugeni d'Ors, Glosari, 1906.

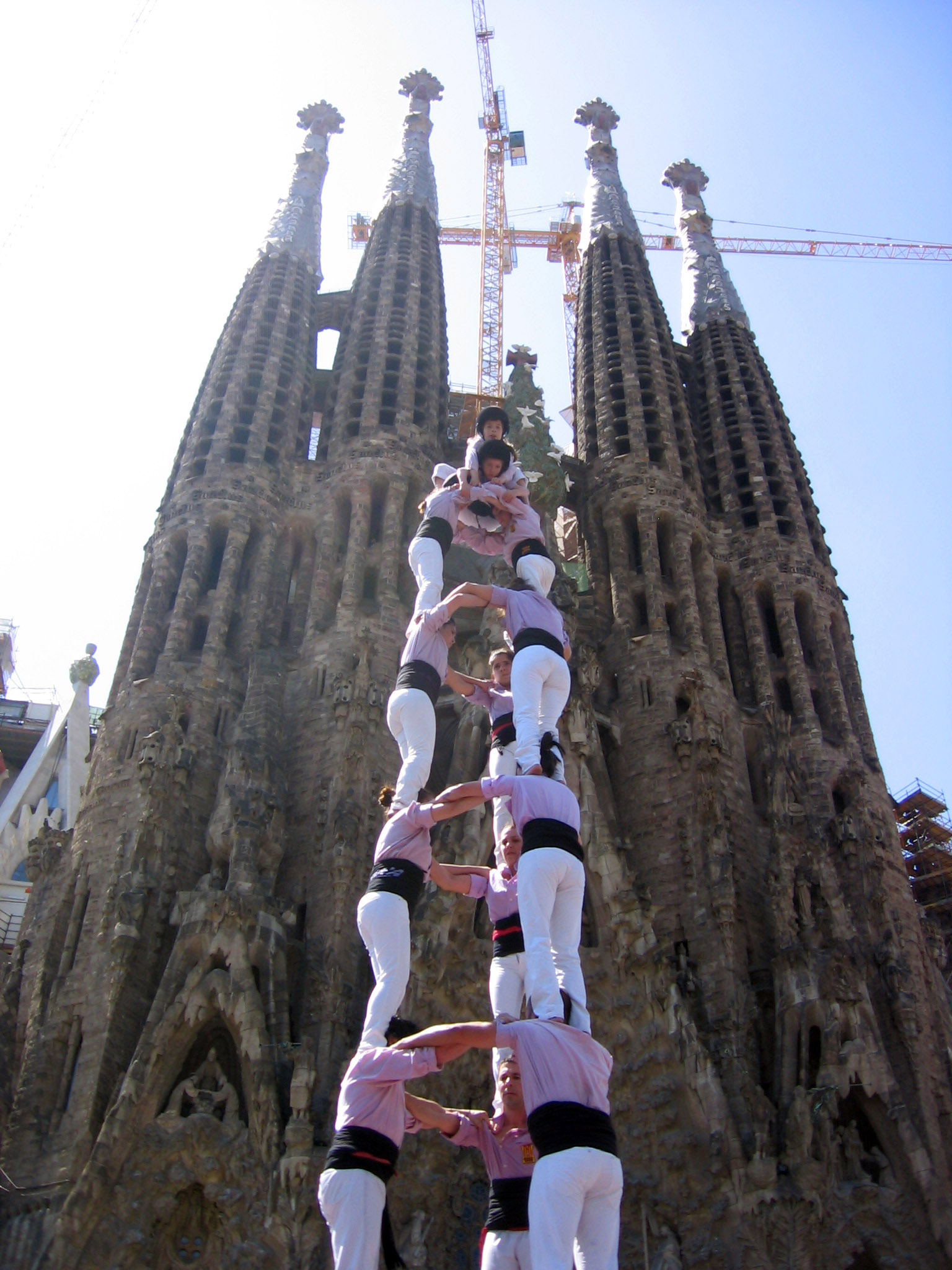
Elevación de un castell, torre humana típica de la tradición cultural catalana, frente a la fachada del Nacimiento

Por otro lado, desde el reinicio de las obras en los años 1940 se suscitó un intenso debate sobre si era adecuado continuar las obras o no, alegando sus detractores que Gaudí no había dejado suficientes indicaciones y su continuación desvirtuaría su proyecto; en cambio, los defensores de continuar los trabajos se basaban en las múltiples indicaciones dejadas por el arquitecto a sus ayudantes y discípulos, así como los dibujos, maquetas y fotografías que dejaban constancia del proyecto esbozado por Gaudí, por no hablar de sus múltiples manifestaciones reconociendo que el proyecto sería obra de varias generaciones.
El impulso definitivo a la continuación de las obras fue decidido por la jerarquía eclesiástica en el seno de la celebración en 1952 del XXXV Congreso Eucarístico Internacional. Sin embargo, las voces críticas no se acallaron: en 1959, el arquitecto Oriol Bohigas dio una conferencia titulada Problemas en la continuación de la Sagrada Familia, en la que manifestó que «la continuación de un templo de las características del de la Sagrada Familia es un error social y urbanístico».
Por otro lado, el 9 de enero de 1965, un grupo de arquitectos, intelectuales, críticos y profesionales de diversos ámbitos publicó una carta-manifiesto en La Vanguardia cuestionando la continuidad de las obras; entre los firmantes se encontraban: Le Corbusier, Bruno Zevi, Giulio Carlo Argan, Nikolaus Pevsner, Gio Ponti, Roberto Pane, Gillo Dorfles, Camilo José Cela, Alexandre Cirici, Oriol Bohigas, José Antonio Coderch, Nicolás María Rubió Tudurí, Ricardo Bofill, Antoni Tàpies, Salvador Espriu, Joan Miró, Joan Brossa y Josep Maria Subirachs —quien paradójicamente sería luego escultor del templo—, además del Colegio de Arquitectos de Cataluña, la asociación Fomento de las Artes Decorativas y la Escuela de Arquitectura de Barcelona. Sin embargo, hubo una amplia respuesta popular en defensa de la continuidad del proyecto, que se tradujo en una recaudación récord para el impulso de las obras.

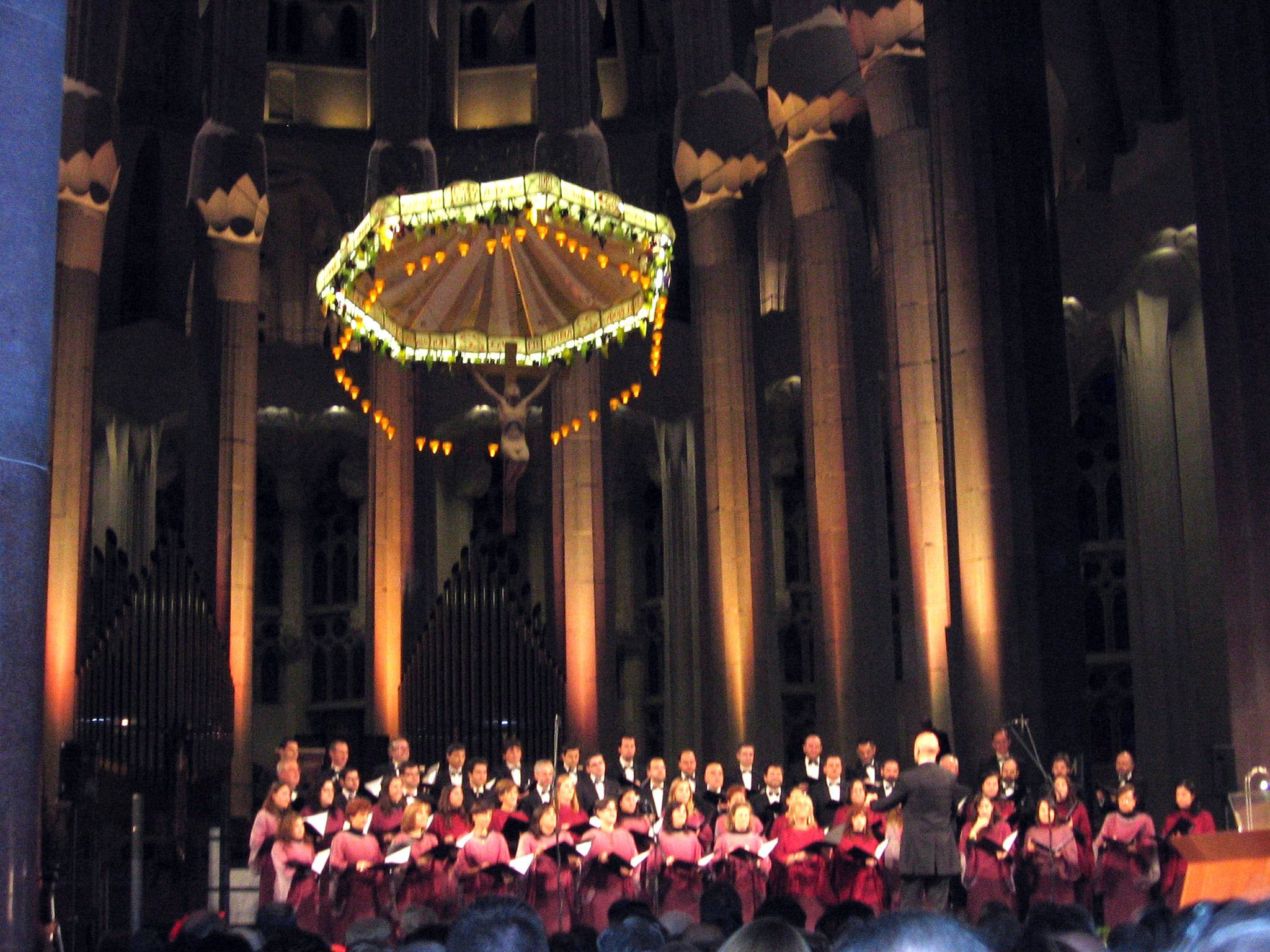
Concierto de Navidad de 2012, interpretado por el Orfeón Catalán

Igualmente, en 1971 se publicó en prensa un nuevo manifiesto firmado por 123 arquitectos en contra de la continuación del templo, los cuales pedían la paralización de las obras, la cesión del edificio al Estado o al municipio, la restauración de la obra gaudiniana y la convocatoria de un concurso internacional para evaluar el futuro del proyecto. También, en 1976, se dedicó toda una edición de setenta páginas de la revista CAU (Construcción-Arquitectura-Urbanismo, n.º 40) a evaluar y censurar todo lo construido desde la muerte de Gaudí.
Otro debate se suscitó en 1987 con la elección de Subirachs para la realización del conjunto escultórico de la fachada de la Pasión, al ser un escultor de estilo vanguardista y abstractizante alejado del estilo inicial del templo, de corte más realista. El 10 de julio de 1990 se produjo una manifestación frente al templo en contra del trabajo de Subirachs, organizada por la revista Àrtics, que no encontró gran apoyo popular. Frente a la crítica de ser uno de los firmantes del manifiesto de 1965, Subirachs alegó que «yo estaba en desacuerdo con la forma en que se acababa. Cuando acepté el encargo fue porque me respetaron esta condición de hacerlo con un estilo libre. No he cambiado yo de opinión, sino la junta de obras».
En 2009 se publicó un nuevo manifiesto titulado Gaudí en Alerta Roja, patrocinado por Fomento de las Artes Decorativas, en que se denunciaba las intervenciones en diversas obras de Gaudí declaradas Patrimonio de la Humanidad. Los firmantes declaraban que «las obras de la continuación han dado lugar, a lo largo de los años, a una sistemática continuación de agravios. Hoy ya no se sabe, ni se hace saber a nadie, donde empieza y donde acaba la obra del autor».
Una nueva polémica se produjo por las obras del túnel de alta velocidad Barcelona Sants-La Sagrera, que transcurría por la calle Mallorca, junto a los cimientos de la fachada principal de la Sagrada Familia, y que podía poner en peligro la integridad del conjunto. Aunque frente a dos de las fachadas del templo hay ya estaciones de metro a muy escasa distancia y profundidad, la construcción del túnel comportó una campaña de rechazo, en la que intervinieron asociaciones de vecinos, el Ayuntamiento de Barcelona, la Generalidad de Cataluña y el Ministerio de Fomento. Técnicos de varias universidades apoyaron esta campaña. La finalización de las obras en 2011 sin incidentes puso fin a la polémica.

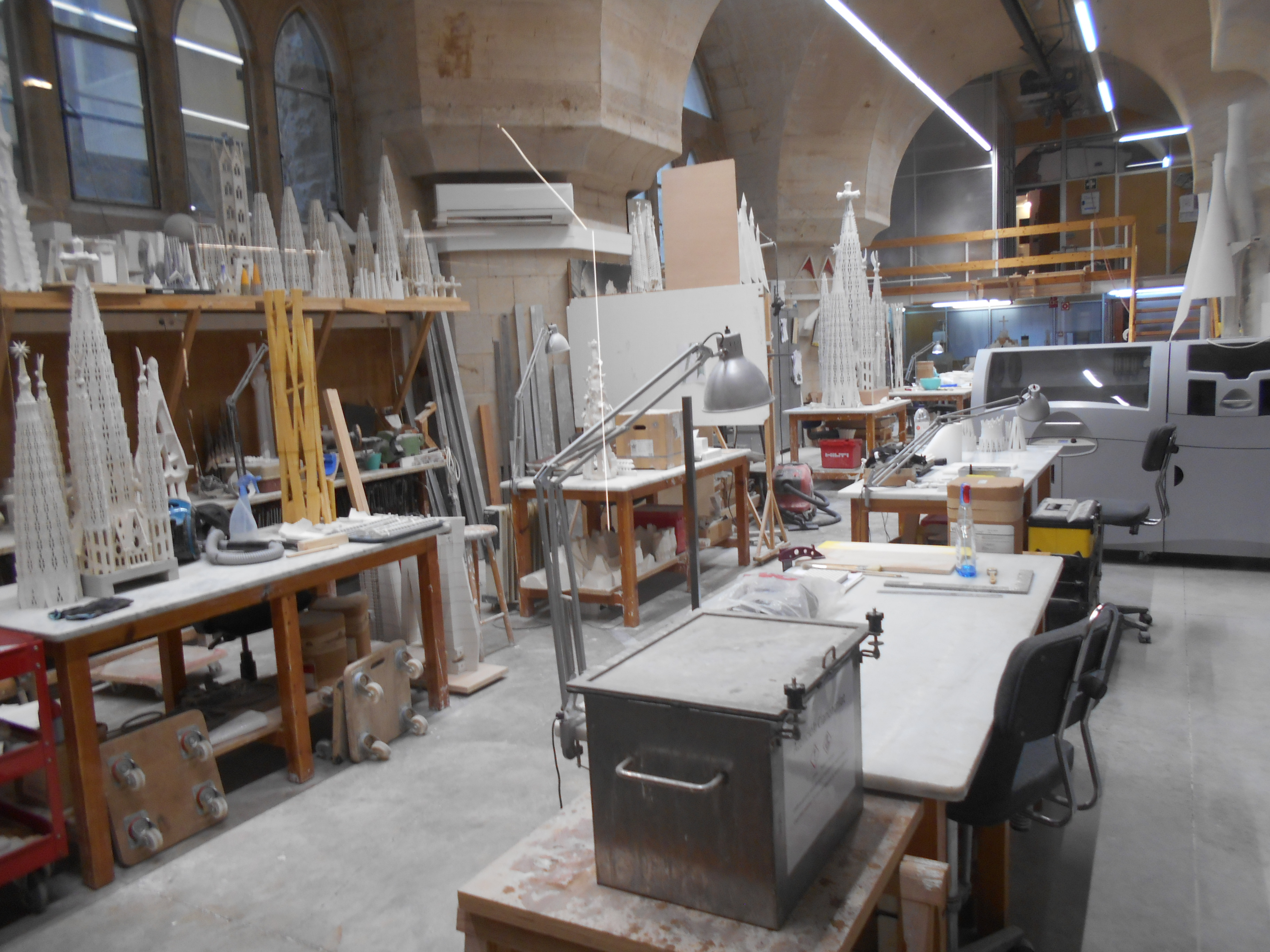
Taller de maquetistas

Con el tiempo, la mayoría de la opinión pública se ha ido mostrando a favor del templo, hoy día uno de los emblemas indiscutibles de Barcelona. Prueba de ello es el cambio de opinión del arquitecto Óscar Tusquets, uno de los firmantes del manifiesto de 1965, quien en 2011 publicó un artículo en El País titulado ¿Cómo pudimos equivocarnos tanto?, en que reconocía el acierto en la continuidad de las obras. O, por otro lado, el cambio de actitud del ayuntamiento, originalmente indiferente cuando no reacio a la construcción del templo, y que cambió de parecer con la concesión a la Sagrada Familia del premio Ciudad de Barcelona de Arquitectura en 2010.
En tiempos recientes, las críticas se han centrado en el exceso de turismo y los perjuicios derivados de la afluencia de público para los vecinos de la zona. En cuanto a la realización de las obras, en 2016 la Asociación de Vecinos de la Sagrada Familia puso una denuncia por incumplimiento de la normativa urbanística al considerar que las columnas de la fachada de la Gloria invaden entre 20 y 50 cm la acera de la calle de Mallorca.